# Histoire de la Grèce antique

Localisation des principales régions et cités de la Grèce antique (âges obscurs, périodes archaïque, classique et hellénistique).

L’histoire de la Grèce antique se décompose en plusieurs périodes, allant du développement des premières communautés agricoles durant le Néolithique, à partir du VIIe millénaire av. J.-C., jusqu'à l'Antiquité tardive, qui s'achève au VIIIe siècle. Il s'agit de la première civilisation à s'être développée sur le continent européen. Tirant parti de sa proximité avec les plus anciens foyers néolithiques et urbains du Proche-Orient et d'Égypte, elle connaît plusieurs phases de développement durant l'âge du bronze puis devient durant le Ier millénaire av. J.-C. une civilisation très dynamique et influente, marquant de son empreinte les cultures voisines, nombre de ses aspects étant érigés en modèle et servant de référence pour les civilisations postérieures, en premier lieu en Europe.
Après le développement des premiers villages agricoles durant les époques néolithiques, la Grèce voit l'essor de plusieurs ensembles culturels dans les Cyclades, la Crète minoenne et le sud de la Grèce continentale helladique, durant l'âge du bronze, qui va d'environ 3200 à 1200 av. J.-C. L'effondrement de la dernière grande culture grecque de l'âge du bronze, la civilisation mycénienne, ouvre une période de transition et de recompositions, les « siècles obscurs », première des quatre "époques" de la Grèce antique, qui va d'environ 1200 à 800 av. J.-C. et qui porte en germe un renouveau de la civilisation grecque. Débutent alors les phases généralement tenues pour caractéristiques de la « Grèce antique ».
L'époque archaïque, qui va d'environ 800 à 480 av. J.-C., voit la formation de la civilisation des cités grecques, forme d'organisation caractéristique de la Grèce antique, une période d'expansion par la fondation de nouvelles cités dans d'autres régions de la Méditerranée et de la mer Noire (la « colonisation grecque »), et l'apparition de formes littéraires et intellectuelles originales (épopées homériques, poésie lyrique, philosophie).
L'époque classique, de 480 à 323 av. J.-C., apparaît à la suite de la victoire d'une coalition de cités grecques face à la tentative de conquête des Perses (les guerres médiques), qui laisse face-à-face les deux cités les plus puissantes, Athènes et Sparte, qui entraînent le monde grec dans un conflit de grande ampleur, la guerre du Péloponnèse (431-404 av. J.-C.). Cette période voit une floraison culturelle se produire autour du foyer athénien (le « siècle de Périclès »), visible dans l'art, l'architecture, le théâtre, la philosophie, etc. Le IVe siècle av. J.-C. voit se poursuivre les rivalités entre cités pour l'exercice de l'hégémonie, situation finalement réglée par l'émergence du royaume de Macédoine qui parvient à dominer les cités de Grèce en 338 av. J.-C. Le macédonien Alexandre le Grand conduit en quelques années la conquête de l'empire perse, mais à sa mort en 323 av. J.-C. ses généraux se déchirent et constituent plusieurs royaumes dominant la Grèce et la majorité des anciens territoires contrôlés par les Perses.
S'ouvre alors l'époque hellénistique (323-31 av. J.-C.), une nouvelle phase d'expansion des Grecs, cette fois-ci vers l'est et le sud, avec la fondation de nombreuses cités grecques en Asie occidentale et jusqu'en Afghanistan. La civilisation grecque devient alors dominante sur le plan culturel, aussi bien dans le monde méditerranéen qu'en Orient, appuyée sur les dynasties d'origine gréco-macédonienne (Lagides en Égypte, Séleucides en Asie occidentale, Antigonides en Macédoine, Attalides de Pergame). C'est aussi une période très dynamique dans le domaine intellectuel, notamment dans les sciences. Les royaumes hellénistiques font face à partir de la fin du IIIe siècle av. J.-C. à l'expansion de la République romaine, qui soumet progressivement le monde grec et annexe ses différentes régions, jusqu'à la conquête de l'Égypte en 31 av. J.-C., date qui marque couramment la fin des histoires de la Grèce antique.
Pour autant la civilisation grecque antique poursuit sa trajectoire sous domination romaine. L'influence culturelle exercée sur les conquérants est souvent résumée par le qualificatif de « gréco-romain » attribué à la civilisation de la période haute de l'Empire romain (entre 31 av. J.-C. et le IIIe siècle). Les cités grecques situées en Grèce et sur le pourtour de la Méditerranée orientale restent dynamiques culturellement et économiquement et occupent une place très importante dans le monde romain, préservant leur hellénité, les intellectuels de langue grecque occupant souvent les premiers rôles.
La crise du IIIe siècle est moins violente dans l'Orient romain qu'en Occident, mais elle y est aussi suivie par des recompositions politiques, sociales et culturelles qui ouvrent vers un nouveau monde, marqué par la fondation d'un nouveau pôle du monde grec, Constantinople, autour de laquelle se forme progressivement un Empire romain d'Orient, ou Empire byzantin, dans lequel les cités perdent leur importance politique, et le christianisme devient la religion dominante, marquant la fin des cultes grecs polythéistes. La culture grecque connaît alors de profondes mutations qui accouchent sur l'émergence d'une culture byzantine, le monde grec médiéval.

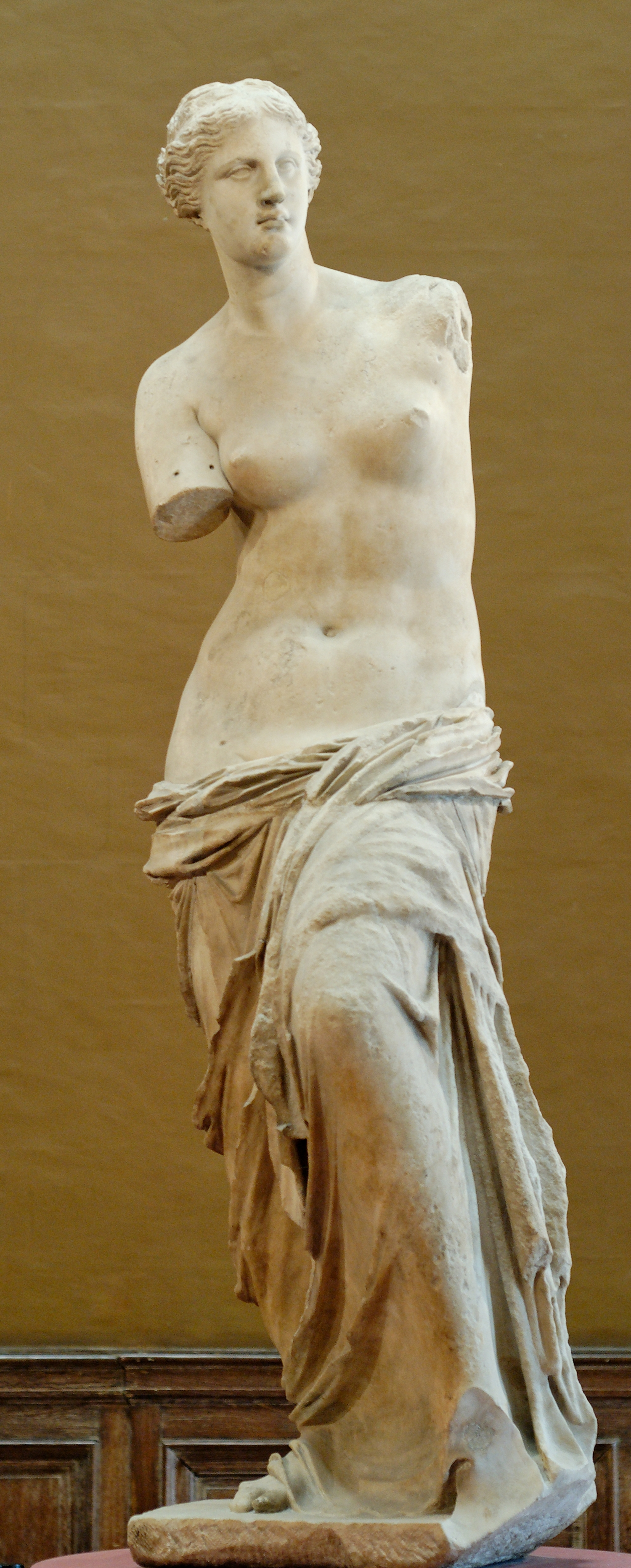
La Vénus de Milo, un des chefs-d’œuvre de la Grèce antique

## Chronologie
- Néolithique (v. 7000-3200 av. J.-C.) : apparition des villages permanents, de l'agriculture, de la céramique.
- Âge du bronze ancien (v. 3300-2000 av. J.-C.) : premiers développement des cultures de l'âge du bronze grec (minoenne en Crète, cycladique dans les Cyclades, helladique en Grèce continentale méridionale), développement de l'urbanisme, de l'agriculture, de la métallurgie, des échanges.
- Civilisation minoenne (v. 2000-1450 av. J.-C.) : civilisation palatiale centrée sur la Crète, développement urbain, avec une expansion autour de l'Égée, apparition de l'écriture (linéaire A, hiéroglyphes crétois)
- Civilisation mycénienne (v. 1500-1200/1100 av. J.-C.) : civilisation palatiale centrée sur la moitié sud de la Grèce continentale, avec une expansion en Crète et autour de l'Égée, pratique de l'écriture (linéaire B) à des fins administratives, notant une langue grecque.
- Âges obscurs (v. 1200/1100-776/750 av. J.-C.) : effondrement de la civilisation mycénienne et de son organisation sociale et politique au profit de communautés plus petites, migrations vers l'Asie Mineure et Chypre, puis reprise à partir du début du Ier millénaire av. J.-C., posant les bases de la culture grecque antique ; période essentiellement connue par l'archéologie funéraire, présentant une diversité de pratiques, poterie de style « géométrique », construction de bâtiments (dont des sanctuaires), diffusion de la métallurgie du fer.
- Époque archaïque (776/750-480 av. J.-C.) : période de formation des cités grecques, expansion coloniale dans la Méditerranée et la mer Noire, adoption de l'alphabet, art orientalisant, poèmes de Homère et Hésiode, philosophes présocratiques.
- Époque classique (480-323 av. J.-C.) : après avoir repoussé les assauts des Perses (lors des guerres médiques), Athènes et Sparte sont les deux plus puissantes cités grecques, se confrontant avec leurs alliés respectifs dans la guerre du Péloponnèse (431-404). La confrontation des cités se poursuit au siècle suivant (avec l'émergence de Thèbes), jusqu'à la mise en place de l'hégémonie macédonienne. Période de floraison culturelle, centrée sur Athènes : art et architecture « classiques », développement de la philosophie, la rhétorique, les sciences, etc. Cette période s'achève par la conquête de l'empire perse par Alexandre le Grand, roi de Macédoine (335-323 av. J.-C.).
- Époque hellénistique (323-31 av. J.-C.) : les héritiers d'Alexandre se partagent les pays conquis (Égypte pour les Lagides, Proche-Orient pour les Séleucides, Macédoine pour les Antigonides), coexistant avec de nombreuses dynasties grecques ou hellénisées. Processus d'hellénisation, avec la diffusion de la culture grecque dans les régions conquises. Poursuite des traditions artistiques et intellectuelles grecques.
- Grèce romaine (à partir de 146 à 31 av. J.-C., au plus tard jusqu'en 330 ap. J.-C.) : Rome intervient en Grèce dès la fin du IIIe siècle av. J.-C., puis annexe la Grèce et les royaumes hellénistiques par étapes entre 146 av. J.-C., jusqu'en 31 av. J.-C. La Grèce fait ensuite partie de l'Empire romain, dont la partie orientale est de culture dominante grecque, posant les bases de l'Empire romain d'Orient, dont l'acte de naissance peut être situé lors de la fondation de Constantinople en 330.
- Antiquité tardive (période « paléo-byzantine », v. 284/330-750/800) : mise en place progressive de la civilisation byzantine, autour de l'Empire romain d'Orient dirigé depuis Constantinople, de langue grecque, christianisation des pays de culture grecque, fin des institutions civiques antiques.

## Sources
Les sources servant à reconstituer l'histoire grecque antique sont variées, mêlant les champs de l'histoire, de l'archéologie et de l'histoire de l'art, que l'on a tendance à de plus en plus mêler sous le vocable de « sciences de l'Antiquité ».
Les sources littéraires sont traditionnellement le moyen d'accès privilégié à la civilisation grecque antique. Ce sont des sources secondaires, de nature variée (histoires, théâtre, poésie, philosophie, traités scientifiques). La majorité des écrits — politiques ou historiques — de cette période qui sont parvenus jusqu'à nous provient de la sphère athénienne. C'est notamment le cas pour des auteurs comme Thucydide, Xénophon, Démosthène, Platon (et à travers lui Socrate) ou encore Aristote. C'est pourquoi l’histoire d’Athènes occulte partiellement celle d'autres cités comme Corinthe, Sparte ou Thèbes, souvent mal connues dans le détail. En outre, l'approche des historiens antiques s'est souvent concentrée sur les aspects politiques, militaires et diplomatiques des évènements au détriment d'autres types d'approches (histoire économique ou sociale, histoire des mentalités...). Enfin, de nombreuses sources ont disparu ou ne nous sont parvenues que partiellement. Il convient donc de garder à l'esprit ces limites au moment d'aborder l'histoire de la Grèce antique.
La période allant de 1100 à environ 800 av. J.-C. est connue comme celle des siècles obscurs : aucun texte primaire ne nous en est parvenu et seules les recherches archéologiques en mettent en évidence les vestiges. Seuls des textes secondaires et/ou tertiaires tels que : les Histoires d'Hérodote, la Description de la Grèce de Pausanias, la Bibliothèque historique de Diodore de Sicile ou les Chronicum ad annum Abrahæ de Saint Jérôme, contiennent de brefs aperçus chronologiques et des listes dynastiques des rois de cette période. L'histoire de l'époque classique est connue grâce notamment à Hérodote, à Thucydide (La Guerre du Péloponnèse) et aux biographies (Vies parallèles des hommes illustres) de Plutarque, dont celles de Thémistocle, Périclès et Alcibiade. Les conquêtes d'Alexandre le Grand sont connues grâce à des sources tardives : Diodore, Plutarque, Arrien (Anabase), Quinte-Curce (Histoire d'Alexandre le Grand) et Justin (Abrégé des Histoires Philippiques). Pour l'époque hellénistique, il existe une source majeure, contemporaine des événements : les Histoires de Polybe qui traitent de la période allant de 208 à 126 av. J.-C., dont les guerres avec Rome. Il existe aussi des sources plus tardives, comme Diodore, Plutarque, Strabon (Géographie) et le Romain Tite-Live. De nombreuses autres sources littéraires (dont principalement Hiéronymos de Cardia, Phylarque et Douris de Samos) sont réduites à l'état de fragments.
Les sources primaires écrites relèvent du domaine de l'épigraphie, la collecte et l'étude des inscriptions antiques, généralement gravées sur pierre, mais aussi les ostraca écrits à l'encre sur des tessons de céramiques. À la différence du précédent ce corpus est extensible car de nouvelles inscriptions sont régulièrement découvertes. Les tablettes administratives mycéniennes en linéaire B relèvent également de cette catégorie. Les inscriptions intéressant l'histoire grecque sont surtout rédigées en langue grecque, mais des sources des régions voisines, écrites en alphabet araméen ou en hiéroglyphes égyptiens sont également mobilisées pour l'époque hellénistique. La papyrologie porte spécifiquement sur l'étude des papyri mis au jour lors des fouilles archéologiques, surtout en Égypte (textes du Fayoum d'époque hellénistique) dont le climat sec permet mieux leur conservation ; mais il s'agissait du support d'écriture privilégié pour la période qui va d'environ 400 av. J.-C. à 600 ap. J.-C.. La numismatique, l'étude des monnaies, permet d'obtenir des données appréciables sur l'histoire économique et politique, puisqu'il s'agit parfois des seuls documents permettant de connaître l'existence de rois (en Bactriane hellénistique notamment).
Les fouilles archéologiques, en dégageant une grande quantité de vestiges matériels et les rendant disponibles pour une vaste gamme d'études, offre une grande quantité d'information sur les sociétés antiques. Elle ne porte plus seulement sur les villes et leurs monuments, puisque l'archéologie rurale s'est développée, avec la pratique des prospections, de même que celle des sites funéraires. Les données issues des fouilles sont indispensables pour les historiens spécialistes de la Grèce antique et leur exploitation a ouvert de nouveaux champs d'études, par exemple en histoire économique avec l'étude de la diffusion des céramiques.
L'iconographie, l'étude des images, est un autre champ important des sciences de l'Antiquité, dépendant en principe de l'histoire de l'art. L'analyse des images fournit de nombreuses informations sur la manière de penser durant les périodes antiques, notamment dans le domaine de la religion.

## Les premiers développements du monde égéen

### Les origines néolithiques

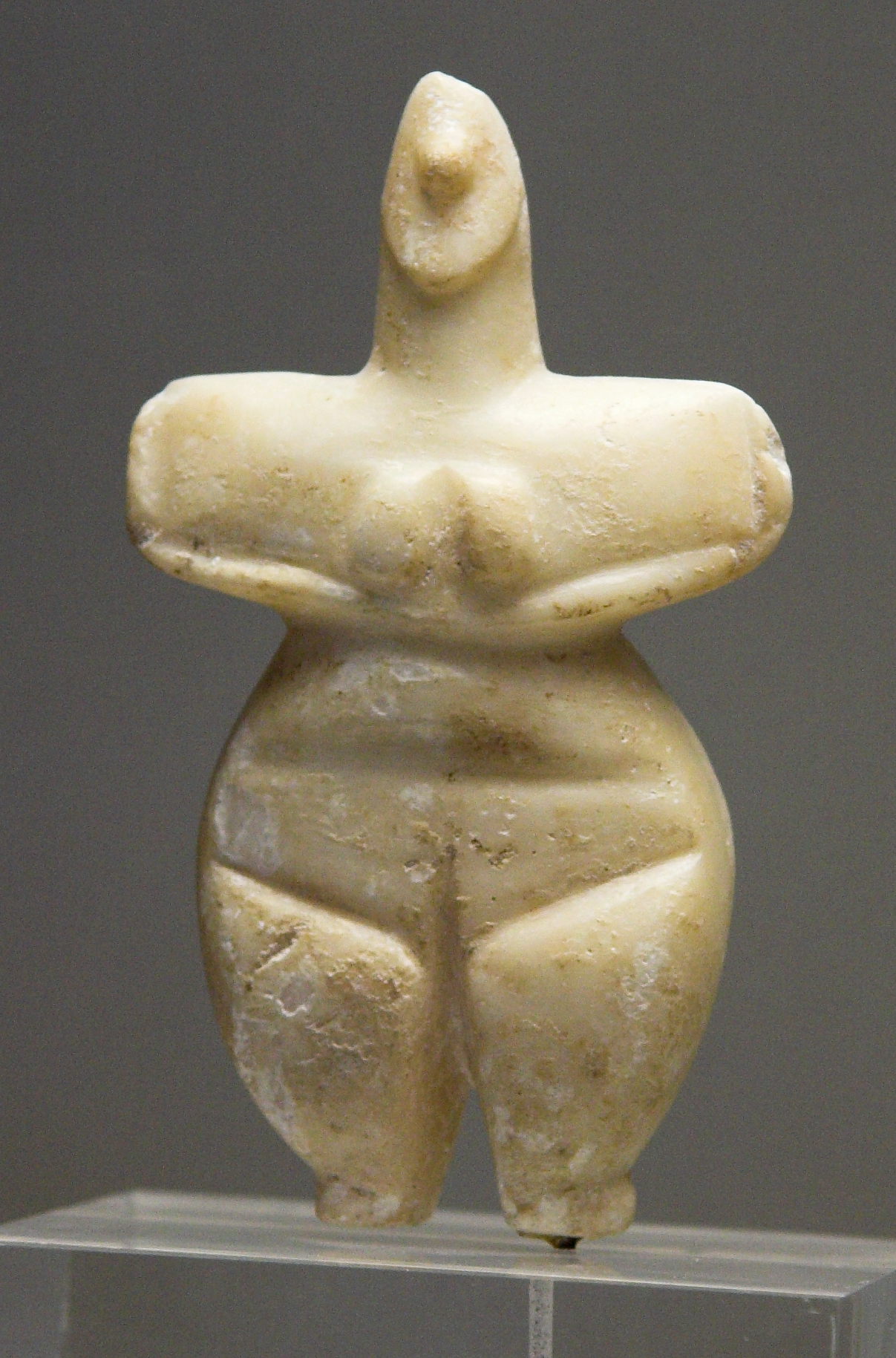
Figurine féminine en Marbre, Thessalie, 5300–3300 av. J.-C. Musée national archéologique d'Athènes.

Le monde égéen est peuplé et parcouru par des communautés de chasseurs-cueilleurs-pêcheurs mésolithiques (IXe – VIIIe millénaire av. J.-C.), attestées dans la grotte Franchthi en Argolide, la « grotte du cyclope » sur l'île de Gioura dans les Sporades, et aussi en Crète. Ce sont des bandes mobiles qui pratiquent la pêche et disposent d'une certaine expertise en expéditions maritimes (le niveau de la mer est alors plus bas que de nos jours, cette phase correspondant à la fin de la dernière glaciation). On y trouve aussi des spécialistes du travail de l'obsidienne, qui est diffusée dans la région (le principal gisement étant l'île de Mélos).
Le Néolithique du monde égéen se divise en plusieurs phases :
- Néolithique ancien v. 7000-6000 av. J.-C. (avec, selon C. Perlès, un Néolithique initial de 7000 à 6500 av. J.-C.) ;
- Néolithique moyen v. 6000-5200 av. J.-C. ;
- Néolithique récent v. 5200-4500 av. J.-C. ;
- Néolithique final v. 4500-3300/3200 av. J.-C.

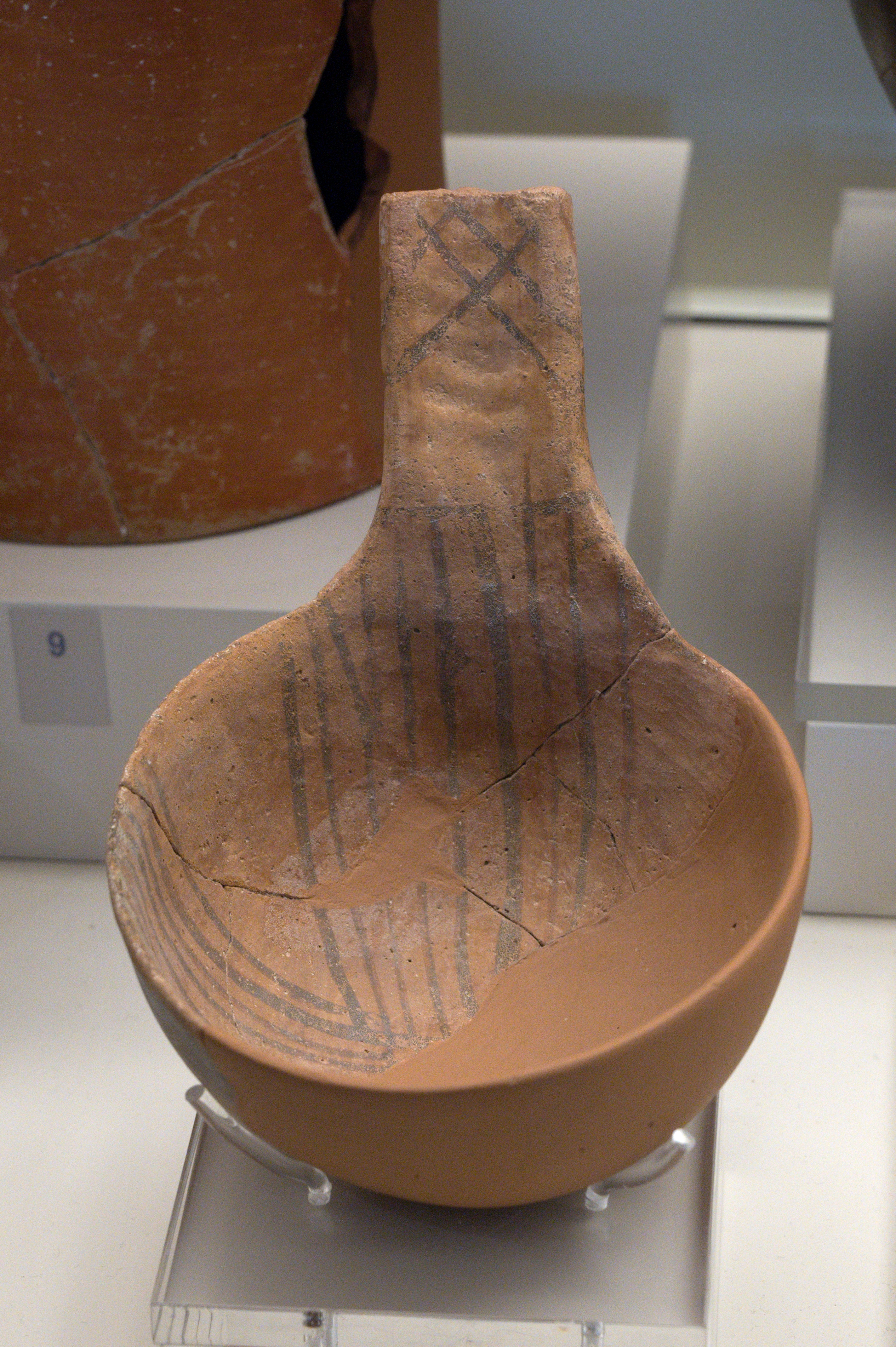
Louche en céramique, grotte Franchthi, v. 5800-5300 av. J.-C. Musée archéologique de Nauplie.

Au VIIe millénaire av. J.-C. apparaissent les premiers sites relevant d'un mode de vie néolithique, attestant d'une pratique de l'agriculture et de l'élevage. Il s'agit de la grotte Franchthi déjà évoquée, d'un site à Knossos en Crète, de sites de Thessalie (Argissa Magoula, Néa Nikomídia), plaine qui semble une région privilégiée d'implantation à cette période. Cette évolution se fait par la diffusion du mode de vie néolithique depuis l'Anatolie, elle-même un des foyers du Néolithique du Proche-Orient qui s'est développé à partir des Xe – IXe millénaire av. J.-C. S'il est possible que cette diffusion se soit faite à la suite de contacts entre les communautés mésolithiques de l'Égée et les groupes néolithiques qui avaient atteint l'Asie Mineure,, les recherches génétiques récentes indiquent qu'il est plus probable qu'elle soit pour une grande part le résultat de migrations de villageois agriculteurs-éleveurs venues d'Anatolie, qui colonisent les régions de l'Europe du Sud-est à partir du VIIe millénaire av. J.-C. (des sites de la même époque étant connus dans les Balkans), première étape de la néolithisation de l'Europe. Une étude génétique publiée en 2014 a conclu que la route suivie par les paysans-colonisateurs de l'Égée était plutôt maritime que continentale : ils seraient partis du Proche-Orient puis seraient passés par Chypre et par la côte sud de l'Anatolie avant d'arriver en Crète puis dans le reste de l'Égée.
Quoi qu'il en soit, dès lors la majorité de la population vit dans des villages permanents qui comprennent au plus quelques centaines de personnes. Certains sont particulièrement vastes (Sésklo en Thessalie, Knossos), mais la plupart sont plutôt des sortes de hameaux. La subsistance est assurée par l'agriculture et l'élevage reposant sur les espèces domestiquées au Proche-Orient : céréales (blé et orge surtout), légumineuses, moutons, aussi chèvres, porcs, bœufs. Comme on ne connaît pas encore l'araire, les cultures sont sans doute de type intensif, sur des espaces réduits (des sortes de jardins). La vigne est exploitée, mais il n'est pas assuré qu'elle fasse l'objet de tentatives de culture. Le daim est introduit dans des îles afin d'être chassé, même s'il n'est pas domestiqué. La chasse comme la pêche restant importantes pour la subsistance. Ces premiers villageois grecs fabriquent des céramiques, dont certaines sont décorées de peintures. Les différentes communautés doivent entretenir des rapports avec leurs voisins, pour procéder à des échanges de denrées, de produits artisanaux, ou matrimoniaux, qui devaient prendre place lors de rencontres marquées par des cérémonies. Cela est documenté par le site de Makriyalos en Macédoine orientale, où ont été mis au jour des céramiques et ossements d'animaux en grande quantité, indiquant des rencontres périodiques et non un seul épisode, durant le Néolithique tardif (deux phases principales d'occupation d'environ un demi-millénaire, entre 5500 et 4500 av. J.-C.). Néanmoins il n'y a pas de bâtiment rituel identifié avec certitude pour cette période. Durant la phase récente certains villages atteignent une taille plus importante, comme Dimini (Thessalie), qui dispose d'une construction plus vaste qui sert peut-être de résidence à un chef. Peu de sépultures ont été mises au jour, ce qui limite la connaissance des pratiques rituelles et des hiérarchies sociales de la période. Les sites néolithiques semblent peuplés par des communautés plutôt égalitaires, comprenant sans doute à l'occasion des chefs, mais dont le pouvoir était sans doute peu prononcé. La fin de la période voit l'apparition sur certains sites d'indices d'une organisation plus structurée : complexification de l'habitat domestique, espaces en culture délimités par un enclos. Le Ve millénaire av. J.-C. est marqué par l'apparition d'objets en or, alors que la métallurgie s'est diffusée depuis l'Anatolie vers les Balkans, dans un contexte d'augmentation des échanges. C'est alors que les îles du sud de l'Égée commencent à se peupler, par des migrants sans doute venus de Thessalie et de Macédoine, donnant lieu à l'émergence de sites importants, tel Strophilas, village fortifié érigé sur Andros. À l'inverse, les sites de Grèce continentale semblent diminuer en taille à la fin du Néolithique, phénomène qui reste mal compris,.

### Le Bronze ancien: la formation des cultures égéennes
L'âge du bronze ancien couvre un peu plus que le IIIe millénaire av. J.-C. : 3300-2000 av. J.-C. au plus large. Dans la continuité du Néolithique final, il voit l'affirmation des régions du sud de l'Égée, qui sont divisées en trois aires culturelles constituées à cette période et qui se prolongent durant le reste de l'âge du bronze :
- la culture cycladique, comme son nom l'indique localisée dans les Cyclades ;
- la culture minoenne, en Crète ;
- la culture helladique, dans la partie sud de la Grèce continentale.

Le nord et l'est sont moins bien connus pour ces périodes, en dehors de quelques sites notables tels que Troie (Hissarlik) et Limantepe en sur le littoral anatolien, Thermi sur Lesbos, Palamari sur Skyros, Poliochni sur Lemnos.
En l'état actuel des connaissances, il semble que l'émergence des cultures de l'âge du bronze dans les derniers siècles du IVe millénaire av. J.-C. se fait essentiellement sur des bases autochtones, même si les relations avec l'extérieur, et en particulier l'Anatolie et le Proche-Orient, semblent s'accroître. S'il y a bien eu des migrations, ce qui reste à démontrer, elles n'auraient pas eu un impact démographique notable.
Du point de vue de l'économie agricole et de la subsistance, cette période voit se produire des changements cruciaux. À la pêche pratiquée depuis les temps paléolithiques sur les rives de l'Égée, et à l'agriculture néolithique de type proche-oriental reposant sur les céréales et légumineuses et l'élevage des ongulés domestiqués, s'ajoutent à cette période les cultures arbustives que sont l'olivier et la vigne, qui deviennent caractéristiques du mode de vie grec. L'usage de l'araire pour labourer les champs se répand. L'âne domestique est introduit et devient le premier animal de bât d'importance.

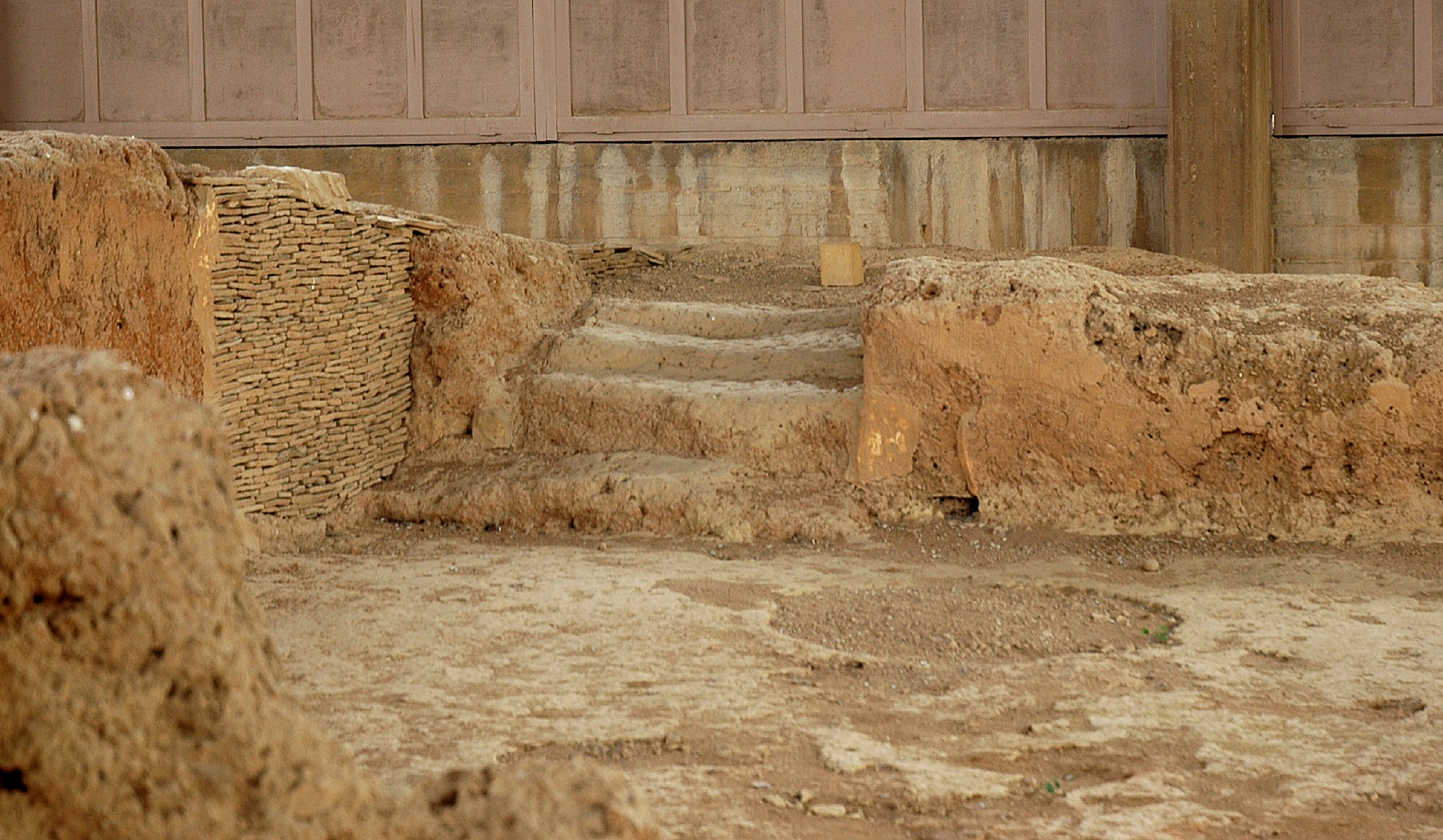
Vue partielle de la « maison aux tuiles » de Lerne.

L'habitat s'organise autour d'un peuplement hiérarchisé, dominé par quelques bourgs, souvent fortifiés, avec un réseau de rues planifié, puis des villages et un ensemble de petits sites (hameaux ou fermes isolées). L'architecture monumentale se développe sur les sites les plus importants. Lerne (la « maison aux tuiles ») et Tyrinthe en Argolide, Kolonna sur Égine sont dotés de constructions à étage et à plan de type « corridor ». En Crète apparaissent des grandes tombes à chambre circulaire (surtout dans la Messará) ou rectilignes (au nord et à l'est), dans des cimetières en usage sur de longues périodes, peut-être destinés aux membres d'un même lignage. Le matériel funéraire est essentiel pour constater le développement de l'artisanat : ornements, objets en pierre et métal, notamment des armes, même si rien n'est aussi impressionnant que les trésors de Troie II qui datent de la période.
Le développement des échanges semble marqué à cette période. Les marins des Cyclades semblent parmi les plus aventureux. Le site portuaire de Poros près de Knossos pourrait comprendre une de leurs enclaves, si on en juge par la quantité de matériel cycladique qui y a été retrouvé. Mais la distribution des objets est très différenciée selon les régions, ce qui semble indiquer la coexistence de plusieurs réseaux : l'or, originaire de l'est ou du nord, est attesté en Crète méridionale et aussi sur Leucade à l'ouest, mais très peu dans les Cyclades ; seule la Crète présente du matériel égyptien (ivoire d'hippopotame) et proche-oriental. Du point de vue de la circulation des savoir-faire, même constat : le tour du potier, introduit depuis l'Anatolie, est employé pour fabriquer des poteries dans le nord de l'Égée, des Cyclades et dans le centre de l'aire helladique (Eubée, Béotie), mais les céramiques tournées sont bien moins attestées plus au sud. Le développement d'organisations sociales et de systèmes de circulation des produits plus complexes se repère par l'introduction de l'usage des sceaux, là encore sans doute depuis l'Anatolie, pour le scellement de pièces ou de jarres, qui se retrouvent en quantité importante sur certains sites (Lerne, Petri en Laconie), ce qui indique une organisation collective impliquant plusieurs groupes.

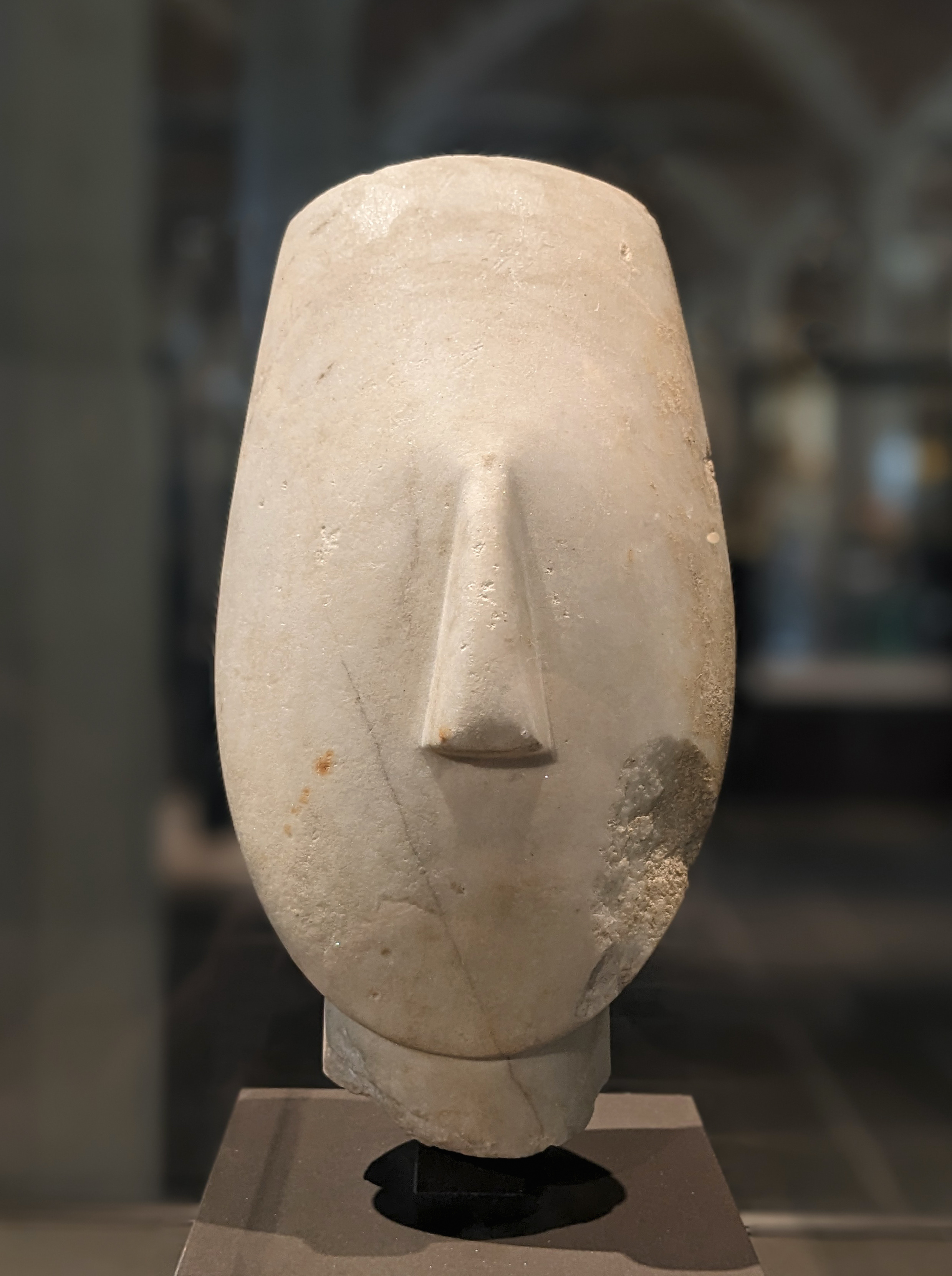
Tête d'une figurine féminine, culture de Kéros-Syros, Cycladique ancien II (2700–2300 av. J.-C.), musée du Louvre.

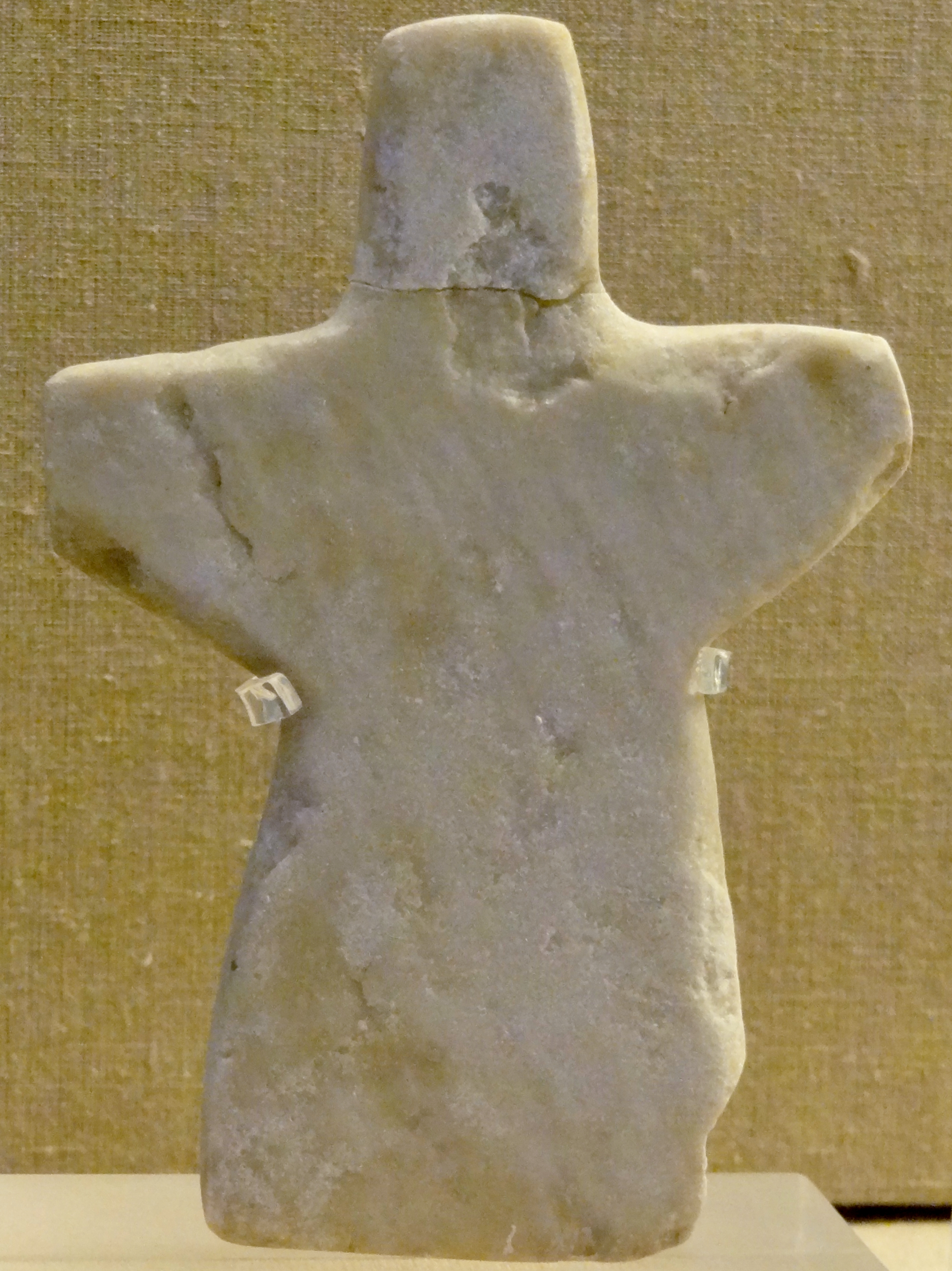
Figurine de type Phylakopi, mise au jour sur Santorin, v. 2200-2000 av. J.-C. Musée préhistorique de Théra.

Des lieux rituels semblent avoir été repérés sur des sites cycladiques, notamment à Kavos sur Kéros où ont été mises au jour de nombreuses figurines et de la vaisselle brisées, apparemment apportées depuis des îles voisines. Les figurines les plus courantes ont des bras croisés, et mesurent parfois jusqu'à un mètre. Leur fonction reste énigmatique ; il n'y a aucune assurance qu'il s'agisse de représentations divines comme cela a pu être proposé. En Crète, certains sites de plein air où de nombreux fragments de poteries ont été mis au jour pourraient également avoir servi d'espaces rituels communautaires.
L'organisation sociale de cette période reste assez mal comprise. Les cimetières crétois pourraient témoigner de l'existence d'organisations lignagères, voire d'un culte ancestral, mais en revanche les traces de hiérarchies sociales sont peu parlantes. Les élites de la période seraient alors des chefs de groupes de parenté, voire de sortes de factions. Elles ne se distinguent pas vraiment du reste de la population par leur matériel funéraire (quelques objets de prestige), l'essentiel de la richesse dépendant de l'agriculture, donc de produits périssables difficilement visibles pour l'archéologie. La question de savoir si les innovations agricoles de la période se sont accompagnées d'une intensification du travail et d'une plus importante production reste discutée.
L'âge du bronze ancien du monde égéen s'achève durant les derniers siècles du IIIe millénaire av. J.-C., par un déclin marqué des sites dans plusieurs régions : au nord et à l'est, dans les Cyclades, aussi dans l'aire helladique, où la complexité diminue après cela (quasi-disparition de l'usage des sceaux) ; en revanche en Crète, hormis un déclin à l'est, les principaux sites (Knossos, Malia et Phaistos) continuent de prospérer. Les causes de cette crise, non généralisée, sont débattues. Elle pourrait être liée à l'événement climatique de 4200 BP, un épisode d'assèchement marqué du climat. Les cultures de Bronze ancien, en dépit de leur essor, sont construites sur des bases précaires qui les exposent à ce type de retournement, situation annonciatrice des autres « effondrements » des sociétés de l'âge du bronze, dont les évolutions sont caractérisées par des cycles d'expansion et de contraction.

### Le Bronze moyen et l'expansion minoenne

Carte des principaux sites minoens.

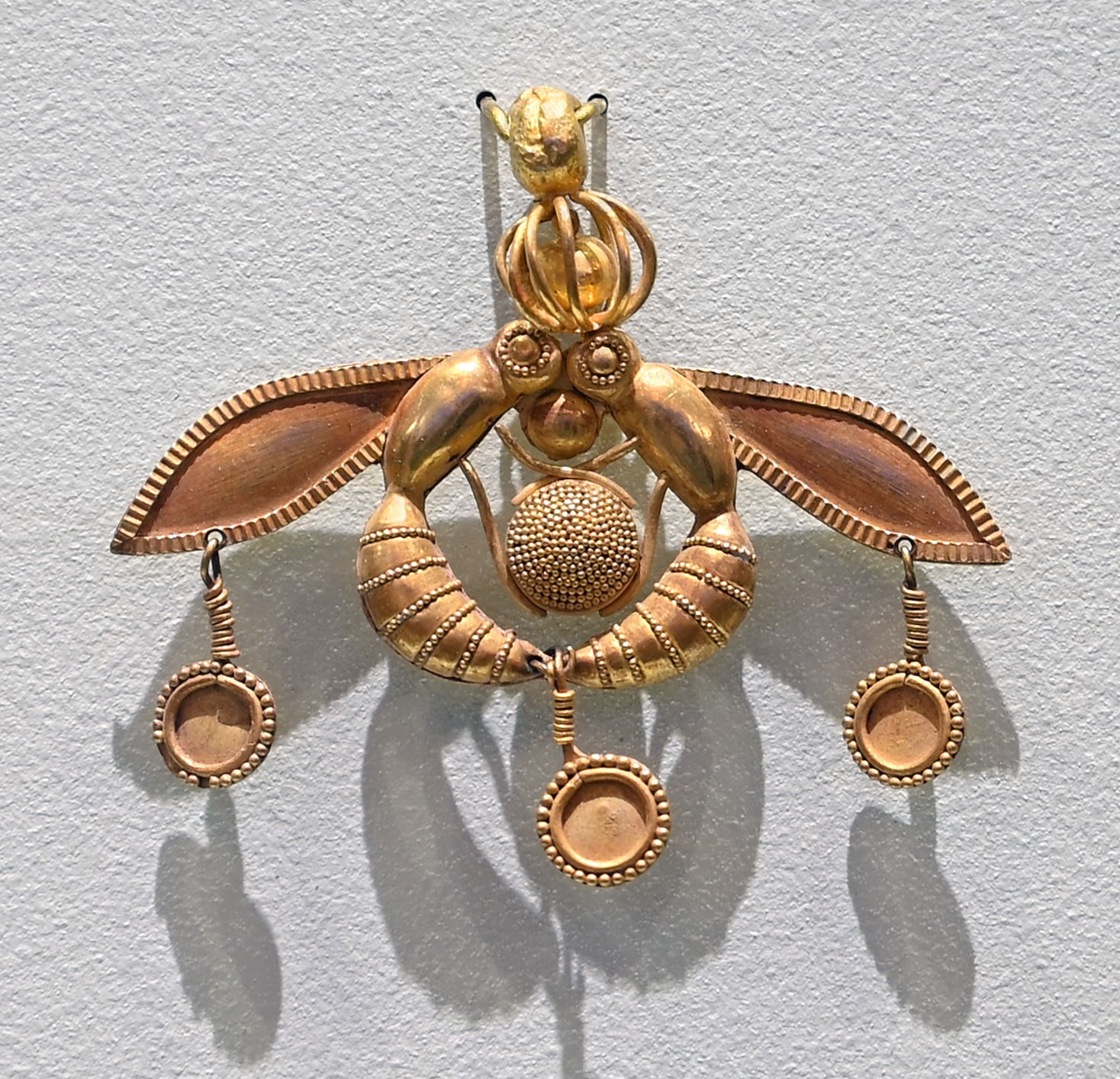
Pendentif en or représentant deux abeilles transportant une goutte de miel. Malia, Musée archéologique d'Héraklion.

Des trois aires culturelles, c'est la Crète minoenne qui est la plus dynamique au début du Bronze moyen, dans les premiers siècles du IIe millénaire av. J.-C. Depuis sa découverte par Arthur Evans, la culture minoenne de l'âge du bronze moyen, la période « proto-palatiale » (v. 2000/1900–1700/1650 av. J.-C.), est considérée comme la première « civilisation » du monde égéen, présentant suffisamment de caractéristiques communes avec celles du Proche-Orient et de l'Égypte pour être désignée comme telle. Pour autant, il y a des différences notables : les villes ne sont pas ceintes de murailles, on n'y trouve pas de grands sanctuaires, ni de manifestation d'un pouvoir royal (que ce soit dans l'art, l'architecture funéraire ou l'écriture publique). Tout se passe comme si les élites minoennes avaient choisi d'adopter et d'adapter de manière très sélective les éléments extérieurs, en fonction de leurs besoins. Quoi qu'il en soit, cette période voit un développement technique marqué (céramique, métallurgie), l'apparition d'une architecture monumentale (intégrant notamment les colonnes), produisant une tradition culturelle distincte.
Les plus grands sites atteignent une dimension qui permet de les désigner comme des villes, en particulier Knossos qui passe de 30 à 100 hectares. Malia, Phaistos et Palékastro sont d'autres sites urbains. Concernant l'importance des grands sites, leurs « palais », ont pu avoir surtout une fonction cérémonielle plutôt qu'administrative. Le site de Malia témoigne d'une organisation spatiale complexe, pas forcément dominée par un palais, notamment autour des quartiers « Mu » et « Nu ». Il n'y a pas de preuve que ces sites aient été organisés suivant un système monarchique, ils pourraient être dominés par une élite oligarchique, chefs de clans ou de factions, dirigeant les rituels majeurs, dont on retrouverait la trace dans les cimetières lignagers. Ces centres ont livré des traces d'écriture, les plus anciennes du monde égéen. Deux systèmes sont attestés : les hiéroglyphes crétois et le linéaire A. Ils ne sont pas déchiffrés, mais les usages de cette écriture sont manifestement administratifs. Le premier semble surtout répandu à l'est et au nord, le second pourrait être originaire du sud, indiquant alors des différences culturelles à l'intérieur de la Crète. Il est probable que les différents centres palatiaux minoens soient indépendants les uns des autres et entretiennent à l'occasion des relations conflictuelles. Il y a très peu de traces de murailles sur les sites urbains, mais des fortins et des postes de garde ont été identifiés ailleurs.

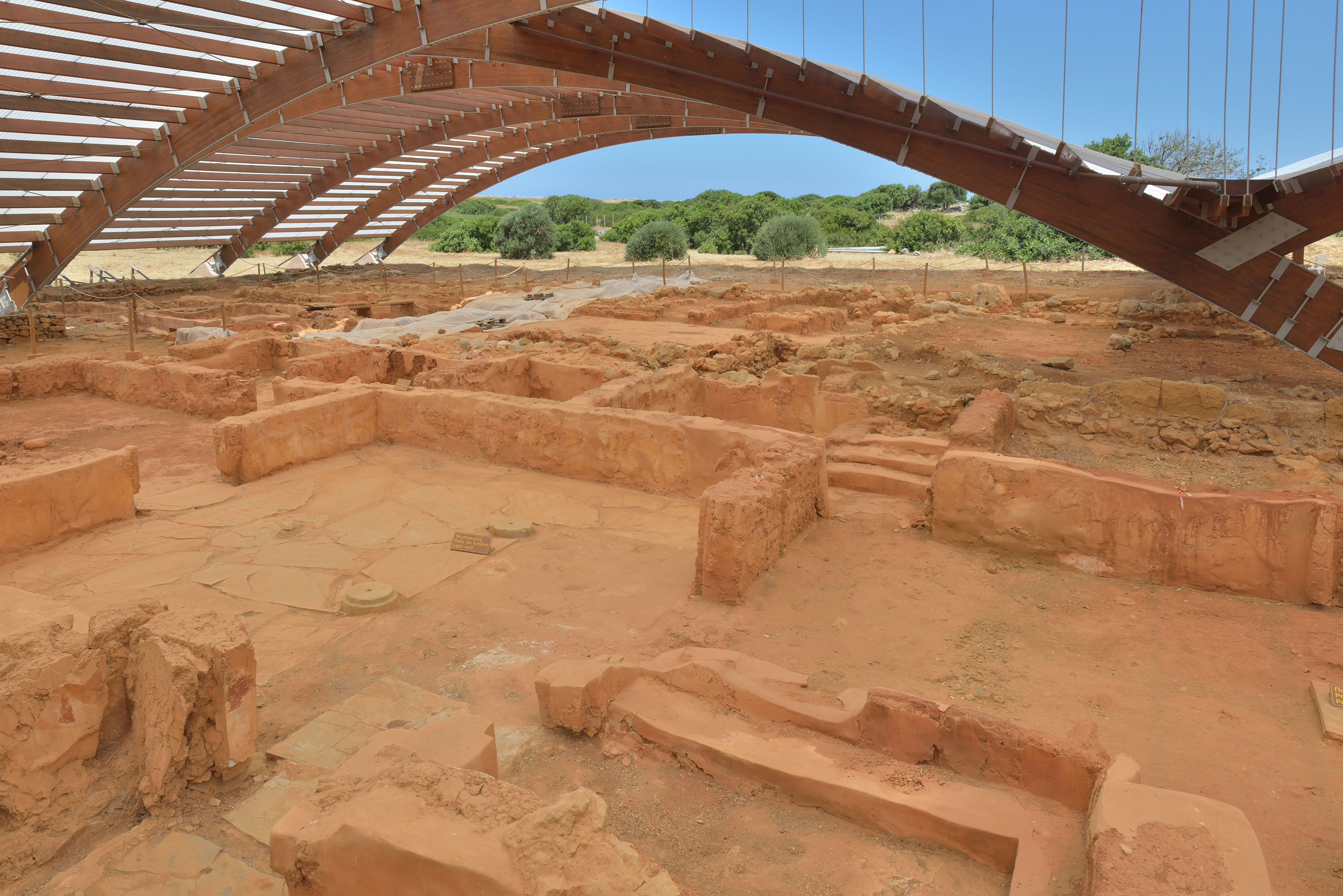
Ruines du quartier Mu de Malia.
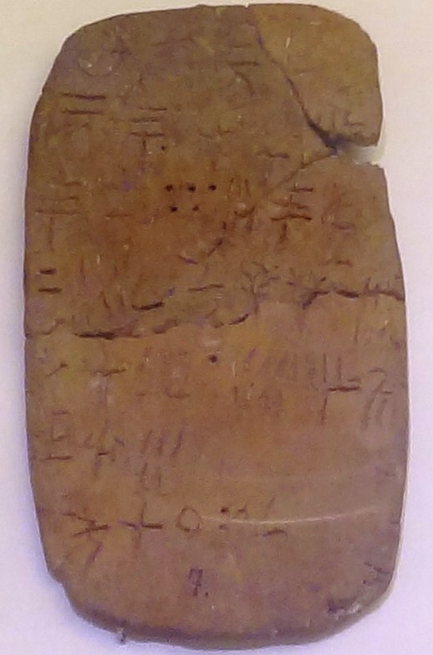
Tablette en linéaire A. Aghia Triada, Musée archéologique d'Héraklion.
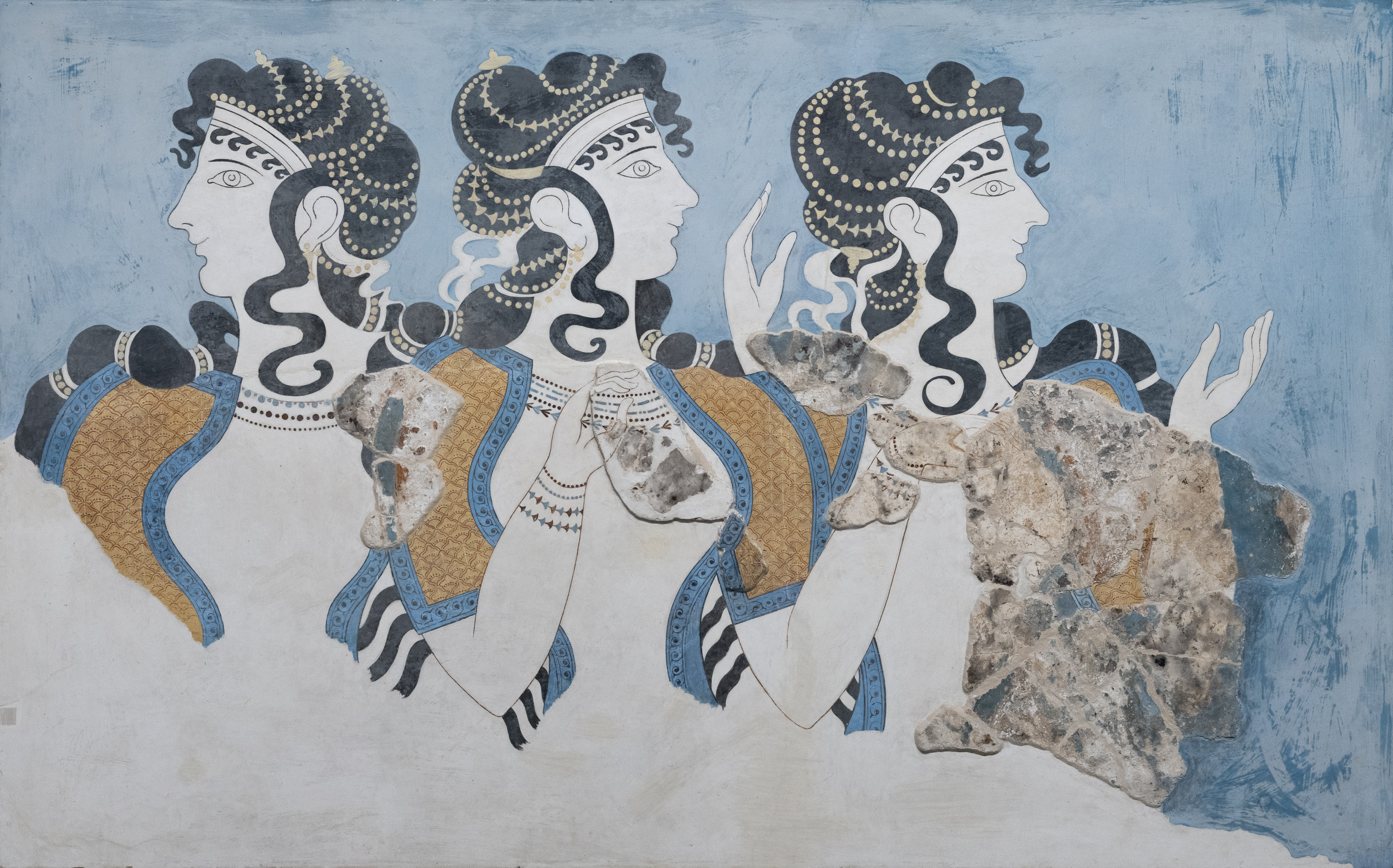
Fresque du palais de Knossos représentant des femmes. Musée archéologique d'Héraklion.

La majorité de l'habitat est constituée de villages d'agriculteurs, d'autres servant de ports et de sites « industriels » spécialisés dans une activité artisanale. Les inhumations ont lieu comme précédemment dans des cimetières, comprenant des tombes collectives en pierre. Certains sont situés dans des grottes. D'autres sites ont un caractère rituel, notamment sur des hauteurs rocheuses visibles de loin, des sanctuaires de sommet (tel le mont Gioúchtas), souvent éloignés des habitats principaux, aussi dans des grottes, ou encore une source dans le cas de Káto Sými. Les raisons de leur développement est inconnu. Il ne semble pas qu'il faille y voir l'action des élites des principaux centres urbains, leur développement pouvant se faire sous la direction d'élites locales.
La civilisation minoenne du Bronze moyen connaît une expansion vers les régions voisines, visible surtout dans le sud de l'Égée. Elle intègre l'île de Cythère, qui devient culturellement minoenne. Des poteries, sceaux et scellements minoens se retrouvent sur le pourtour de l'Égée, y compris en Asie Mineure (Troie, Milet). La Crète est aussi en relation avec le Proche-Orient. Elle apparaît peut-être dans la documentation cunéiforme sous le nom de Kaptara. Des liens culturels avec l’Égypte sont révélés par des influences artistiques. Des objets de luxe en or ou en ivoire sont importés dans les centres minoens, tandis que la poterie du style de Camarès, caractéristique de la culture minoenne, se retrouve dans d'autres régions du monde égéen et en Orient, et donne lieu à des imitations. En revanche, il est difficile de faire coïncider cette expansion minoenne visible dans le domaine matériel avec la constitution d'une « thalassocratie » dont les Grecs de l'époque classique auraient préservé le souvenir. L'influence culturelle minoenne se répand progressivement et non de façon soudaine, ce qui ne semble pas correspondre à une conquête ou une colonisation.
A contrario du monde minoen, les sphères cycladique et hellénique sont moins dynamiques et unifiées au début du Bronze moyen, mais les contacts entre régions se poursuivent, tandis que l'influence minoenne se ressent en de nombreux endroits. Dans la première, se répète à plusieurs reprises un schéma où l'habitat d'une île est concentré sur un site : Phylakopi sur Milos, Ayia Irini sur Kéa, et Akrotiri sur Santorin. Il y a peu de sépultures pour cette période. Dans l'aire helladique plus de sites sont connus (Lerne, Tyrinthe, Kolonna, Lefkandi). C'est surtout un monde de villages, dont l'économie repose essentiellement sur des bases néolithiques, avec en plus la culture de la vigne et de l'olivier, aussi l'introduction du métal. Les sépultures sont plus nombreuses, situées dans les sites habités et non pas dans des cimetières extérieurs comme cela se fait ailleurs, peut-être pour marquer la continuité entre les vivants et les morts d'une même famille, mais il n'y a pas beaucoup de matériel funéraire dans la plupart des tombes, ce qui empêche d'identifier un éventuel culte aux défunts. Existent quelques tombes à tumulus destinées aux élites, plus richement pourvues, mais un matériel comparable se trouve aussi dans des tombes sans tumulus, ce qui indique une hétérogénéité des pratiques funéraires même chez les puissants.
Vers 1700 av. J.-C. des bouleversements importants se produisent en Crète, conduisant à la destruction des palais de Malia et de Phaistos, mais pas de celui de Knossos. Cela marque la fin de la période proto-palatiale. Les causes de ces destructions sont inconnues : conflits, tremblements de terre ? S'ouvre alors la période « néo-palatiale », qui est à cheval entre le Bronze moyen et le Bronze récent (v. 1700/1650–1450 av. J.-C.), marquée notamment par l'éruption du volcan de Santorin, souvent présentée comme une rupture majeure, ce qui reste à démontrer, notamment parce que sa datation fait débat : traditionnellement vers 1530-1500 av. J.-C., alors que d'autres proposent des dates plus hautes, vers 1600 ou dans les décennies précédentes. Elle conduit à la destruction du site d'Akrotiri sur Santorin, figeant ses ruines et préservant notamment de remarquables fresques, témoignages de l'art cycladique sous influence minoenne. L'influence minoenne est encore plus importante à cette période que par le passé. Knossos est apparemment le seul site palatial notable de la période, même si là encore rien n'indique clairement l'existence d'une thalassocratie ou d'un pouvoir monarchique, quoi que les figures d'autorité soient plus nombreuses dans les représentations artistiques. D'autres palais ont été mis au jour à Galatas et Zakros, et une « villa » à Ayia Triada, des sites qui sont peut-être placés dans l'orbite de Knossos. Le cimetière de Poros comprend des tombes d'élites, qui restent de type collectif comme par le passé, signe de la persistance des identités de groupe. Ailleurs dans le monde égéen, les sites associés aux élites indiquent des influences minoennes, servant donc de marqueur distinctif pour le haut de la société : les fresques d'Akrotiri, les figurines d'adorants et la vaisselle en pierre de style minoen mis au jour à Ayios Yiorgos sur Cythère. Plus loin, l'influence minoenne est également visible. Le linéaire A sert de modèle à une écriture développée à Chypre, dite cypro-minoenne. Des motifs minoens sont repris dans des peintures égyptiennes à Tell el-Dab'a, d'autres représentant des délégations de porteurs de présents (ou tribut suivant l'interprétation égyptienne qui se place toujours au premier rang) venus de Keftiu, probablement la Crète comme vu plus haut.

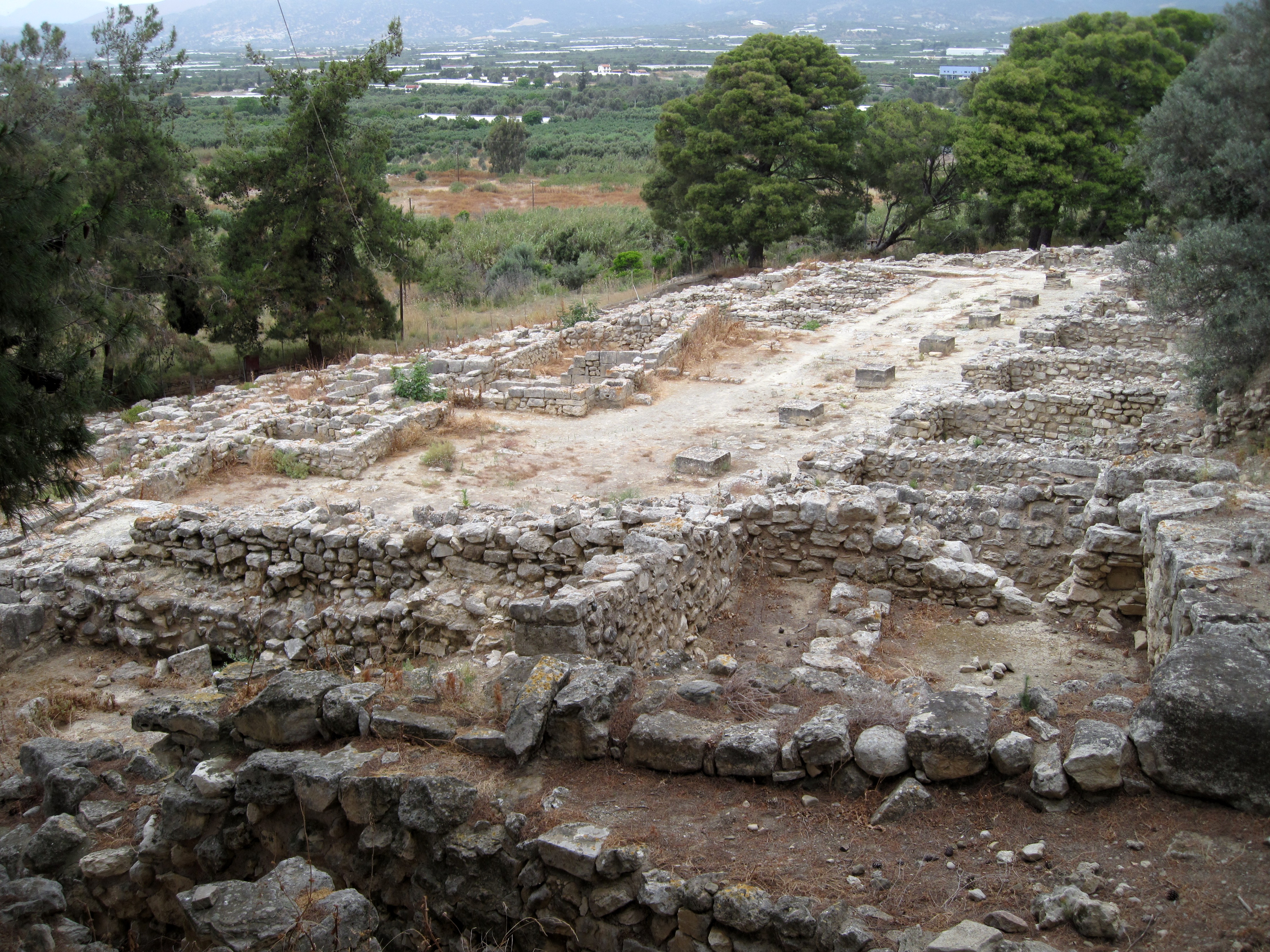
La « villa » d'Ayia Triada.
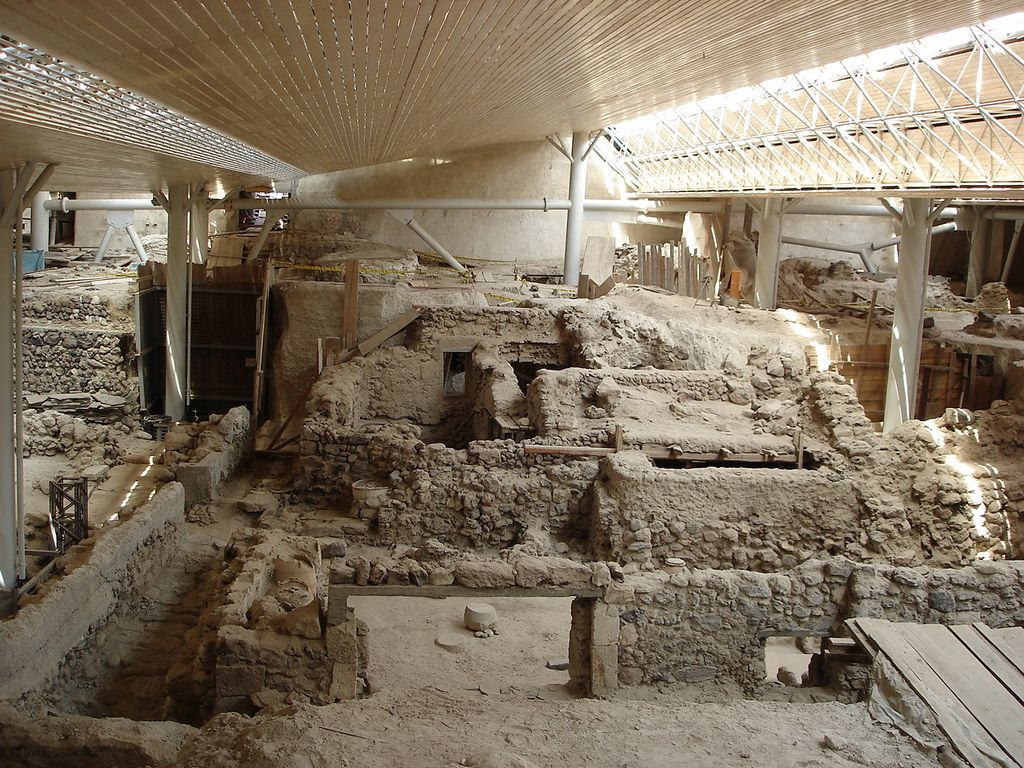
Ruines du site d'Akrotiri (Santorin).
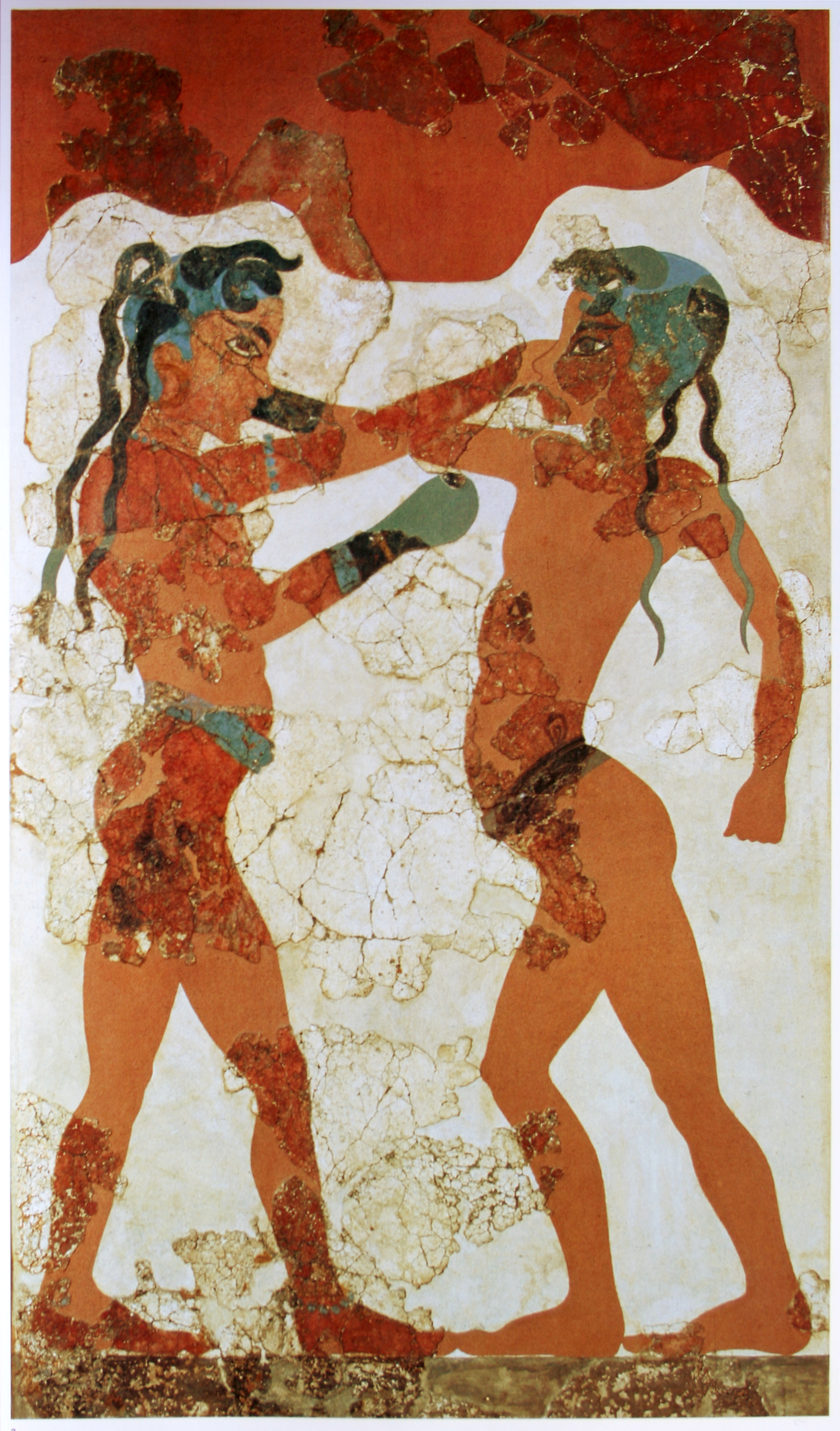
Fresque d'Akrotiri : enfants boxant.

### Le Bronze récent et l'expansion mycénienne

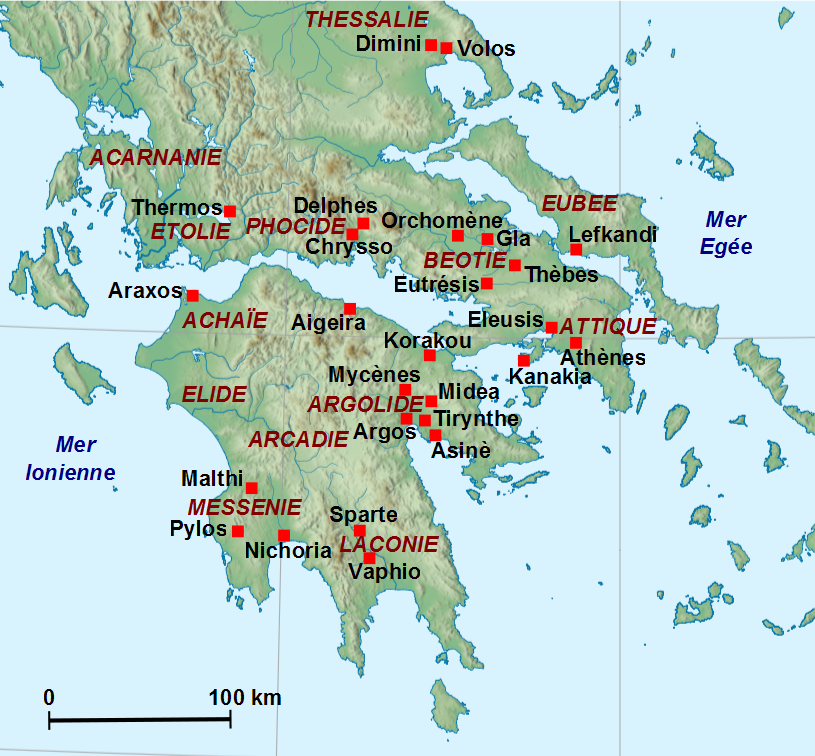
Emplacement des principaux sites mycéniens en Grèce continentale.

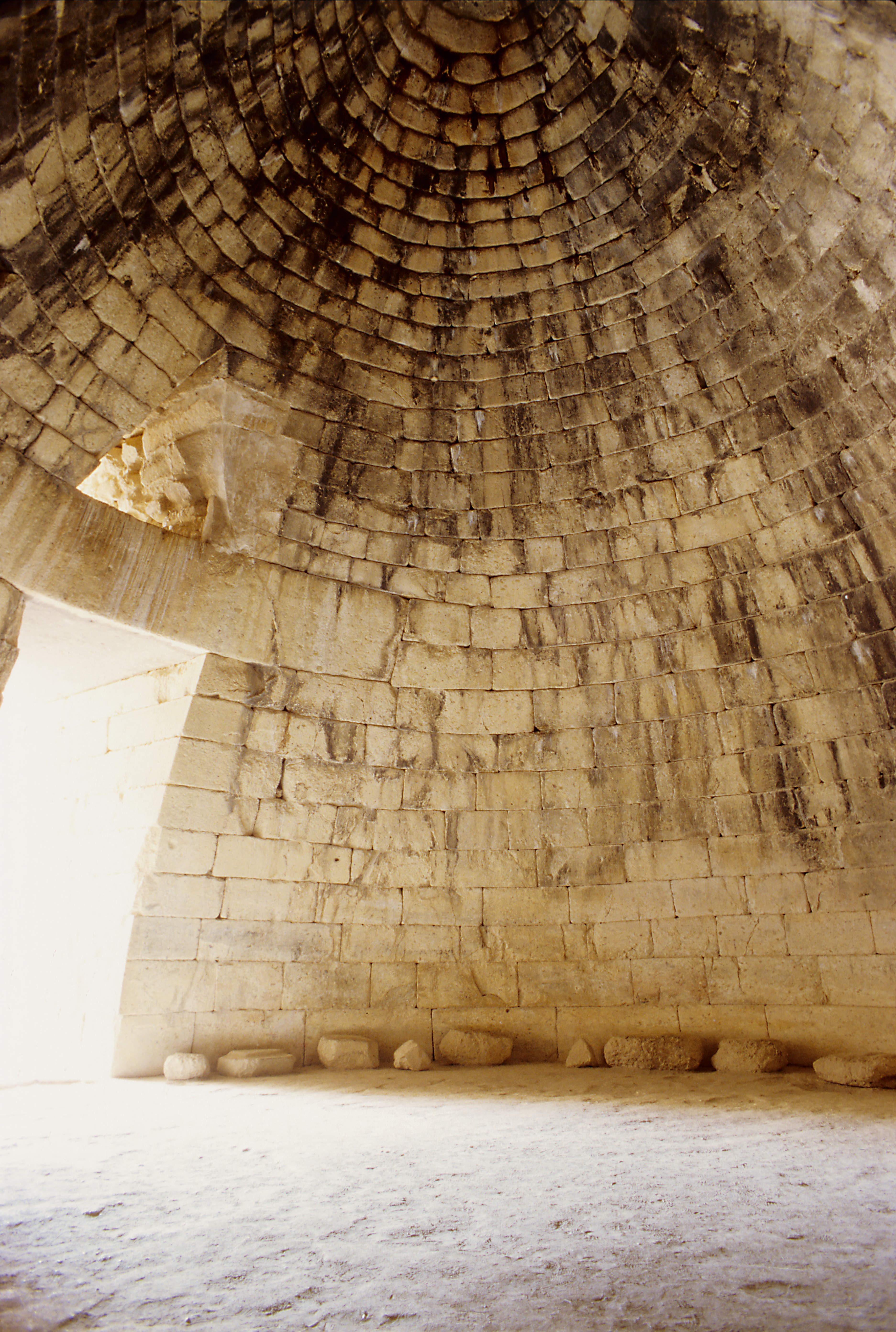
L'intérieur du « trésor d'Atrée », Mycènes,

La dernière phase de l'âge du bronze du monde égéen, l'âge du bronze récent, correspond au développement de la civilisation mycénienne à partir de l'aire helladique, sur le continent. Elle s'étend d'environ 1650/1600 à 1150/1100 av. J.-C.
Dans l'aire helladique, la période du début de l'âge du bronze récent (v. 1600 av. J.-C. ; contemporaine de la phase « néo-palatiale » de Crète), est une phase de développement important pour l'élite, en particulier en Argolide et en Messénie. Elle importe des objets de prestige minoens, qui ne semblent pas répandus dans le reste de la société. Son affirmation est visible avant tout dans les tombes circulaires monumentales en pierre, tholos, qui ont livré des armes, de la vaisselle, des bijoux et autres ornements, les plus fameux étant ceux de Mycènes (« trésor d'Atrée »). Ce groupe pourrait avoir tiré ses richesses du contrôle des routes commerciales reliant l'Europe du nord au sud de l'Égée (où transitent notamment l'ambre de la Baltique). En revanche à ce stade les pratiques administratives minoennes ne sont pas reprises, et aucun site urbain ou palatial ne se développe. Cela atteste de la constitution d'une culture propre à l'aire helladique, posant les bases de la civilisation mycénienne, appelée ainsi d'après son site principal. La poterie de cette première phase mycénienne, inspirée des modèles minoens, se répand dans le Péloponnèse, est diffusée dans les Cyclades, à Milet, et aussi à l'ouest jusqu'aux Lipari.
Vers le milieu du XVe siècle av. J.-C. la phase néo-palatiale minoenne s'achève par la destruction de plusieurs sites (mais, une nouvelle fois, pas à Knossos), nouvel effondrement qui n'a pas plus que les autres reçu d'explication satisfaisante : ont été invoquées des catastrophes naturelles, une invasion mycénienne, une révolte interne, etc. Quoi qu'il en soit, cela marque la fin de la civilisation minoenne et de l'influence minoenne dans l’Égée, progressivement supplantée par celle de la culture mycénienne. L'aire helladique présente alors une culture homogène où les élites se font enterrer dans des tombes circulaires, font produire par leurs artisans des objets d'inspiration minoenne, sans pour autant développer des instruments administratifs sur le modèle crétois (sceaux, écriture). Au XIVe siècle la Crète est devenue une région de culture mycénienne, dominée là encore par Knossos, où le palais minoen est toujours occupé, quoi que la ville ait diminué en taille. C'est là qu'est attesté le plus ancien usage de l'écriture linéaire B, dérivée du linéaire A, mais déchiffrée car elle transcrit une langue grecque. Dans cette documentation exclusivement administrative, documentant les activités d'élevage, de tissage et de stockage de produits, on apprend que le centre administratif étend son contrôle au sud (Phaistos) et à l'ouest (La Canée) et qu'il est dirigé par un personnage portant le titre de wanax (qui désigne un roi ou une divinité dans les textes homériques). Les sépultures de l'élite témoignent de liens avec le continent, tant par la forme (tombes à chambre, en puits, même si les tombes circulaires sont rares en Crète) que la richesse du matériel funéraire. La culture matérielle reste cependant largement minoenne. Plusieurs des fresques du palais de Knossos caractérisant la culture minoenne datent de cette phase. Plus tard au XIVe siècle av. J.-C., le palais de Knossos est détruit par un incendie et le site perd en importance. Le principal centre administratif de Crète pour le reste de la période mycénienne est La Canée. Mais l'influence crétoise n'est alors plus significative.

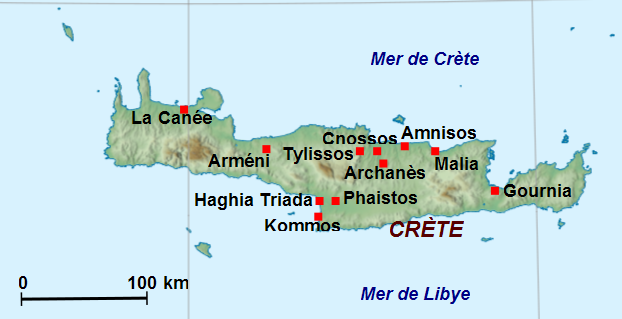
Les principaux sites de Crète occupés durant la période « mycénienne » (Minoen Récent III).
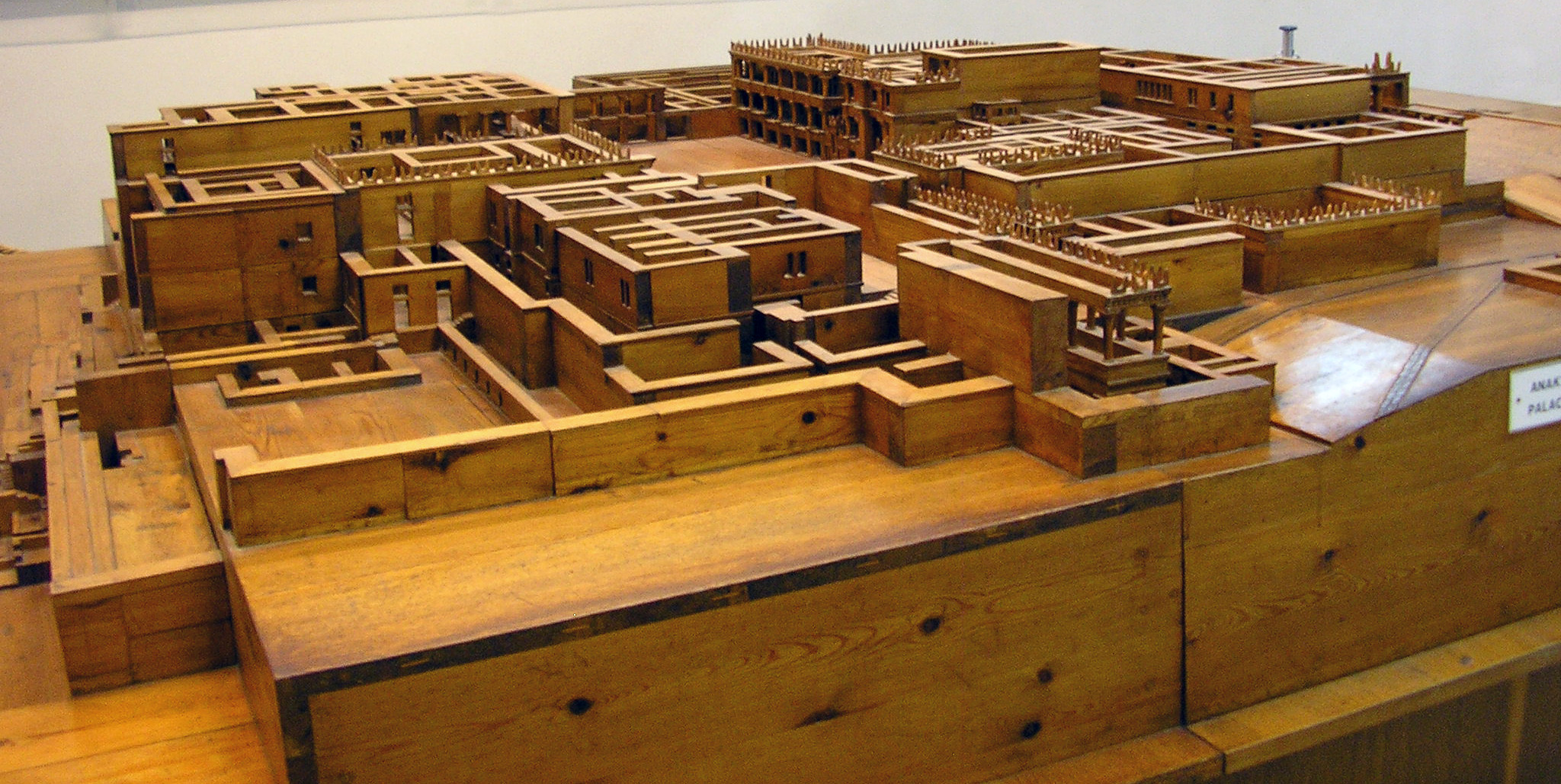
Maquette du palais de Knossos dans son état final. Musée archéologique d'Héraklion.
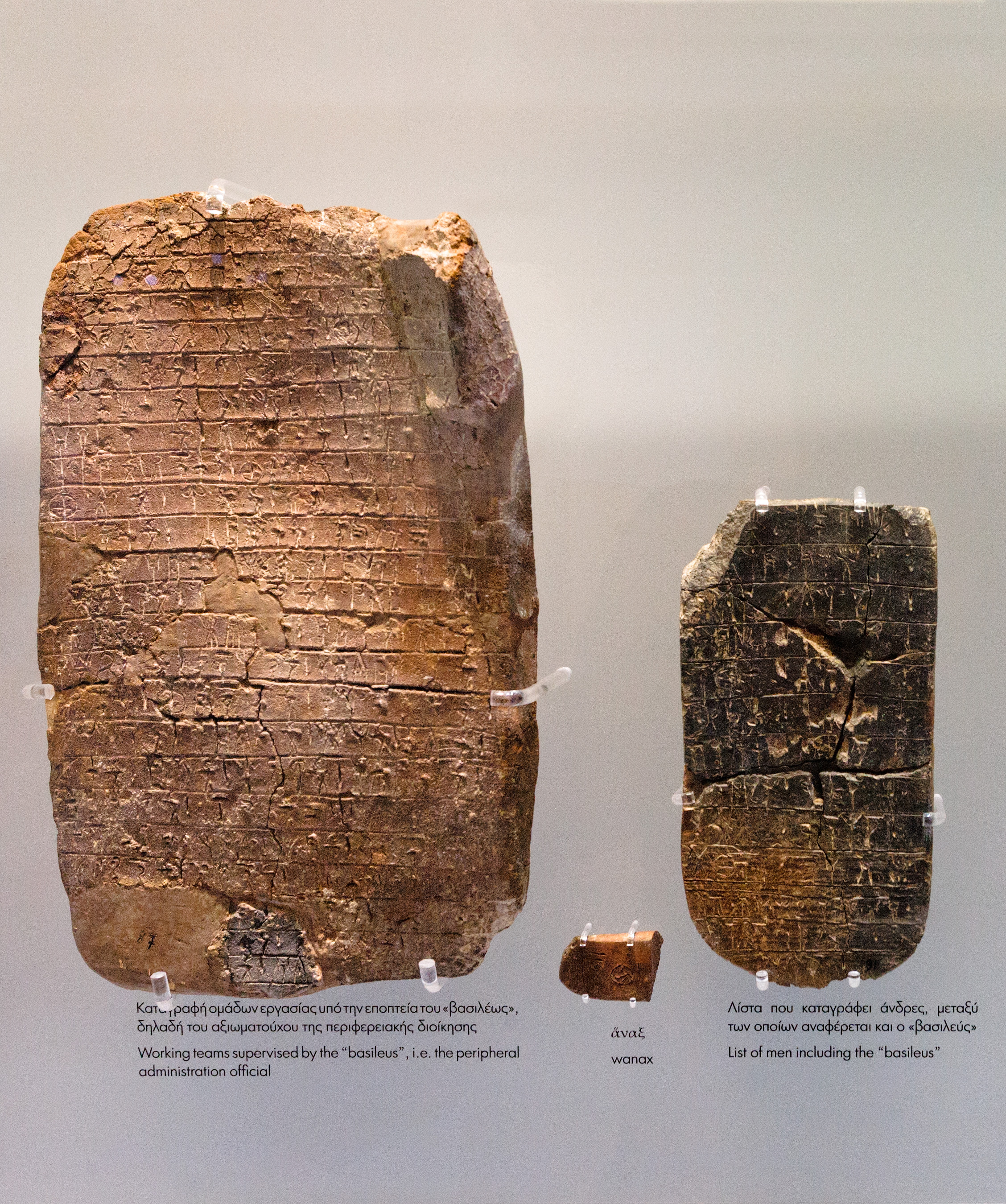
Tablettes en linéaire B. Musée archéologique d'Héraklion.

Les liens entre la Crète et le continent se sont pendant cette période beaucoup développés, comme l'indique la présente d'objets de facture crétoise dans les tombes de l'élite (bijoux, armes). Les sites helladiques se dotent de forteresses dont les exemples les plus connus sont Mycènes et Tyrinthe. On y trouve des palais d'inspiration minoenne, avec des fresques, des pièces et des bâtiments administratifs ; la caractéristique de plusieurs palais mycéniens est la suite appelée mégaron. Le linéaire B est attesté plus tard dans le siècle, à Mycènes, et son usage se développe surtout au XIIIe siècle av. J.-C. Il est pratiqué dans d'autres centres, tels Thèbes, Pylos et Ayios Vassileos près de Sparte, qui sont également des sites palatiaux. Le vaste palais de Pylos est l'un des mieux connus de la période. L'Acropole d'Athènes comprenait des fortifications, ce qui indique qu'un palais devait s'y trouver, mais il a été recouvert par les constructions postérieures. Les campagnes de Grèce continentale se couvrent de sites ruraux, indiquant une expansion de l'habitat, encore mal connue car ils sont peu concernés par les fouilles. Les tablettes en linéaire B, exclusivement de nature administrative, témoignent de pratiques de gestion et de systèmes institutionnels homogènes, dans lesquels le palais joue un rôle économique important, contrôlant des domaines agricoles, troupeaux et ateliers. Leur personnel devait comprendre un personnel servile, signe d'inégalités sociales plus marquées qu'auparavant. Comme en Crète, les personnages les plus importants sont le wanax et le lawategas. La Grèce mycénienne est manifestement divisée en plusieurs entités politiques : l'Argolide autour de Mycènes, la Messénie autour de Pylos, la Béotie autour de Thèbes, la Laconie autour d'Ayios Vassileos, la Thessalie autour de Volos. Au regard des sources en linéaire B il n'y a pas de raison de supposer qu'un site domine les autres, mais les sources contemporaines provenant du puissant royaume anatolien des Hittites identifient dans l'Égée une entité politique appelée Ahhiyawa, dont le nom rappelle celui des Achéens, qui semble contrôler Milet mais dont le centre est hors de portée des Hittites, ce qui plaide pour une localisation en Grèce continentale. Peut-être faut-il en conclure qu'un royaume exerce son hégémonie sur les autres à ce moment-là, auquel cas Mycènes est généralement considéré comme le meilleur candidat.

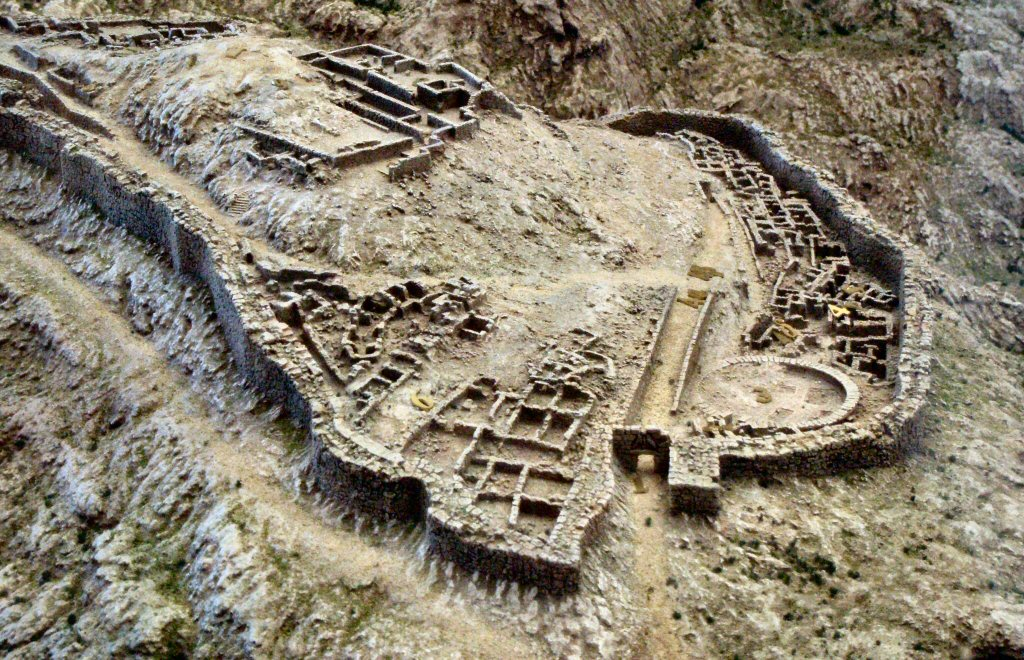
Maquette représentant les ruines de l'acropole de Mycènes.
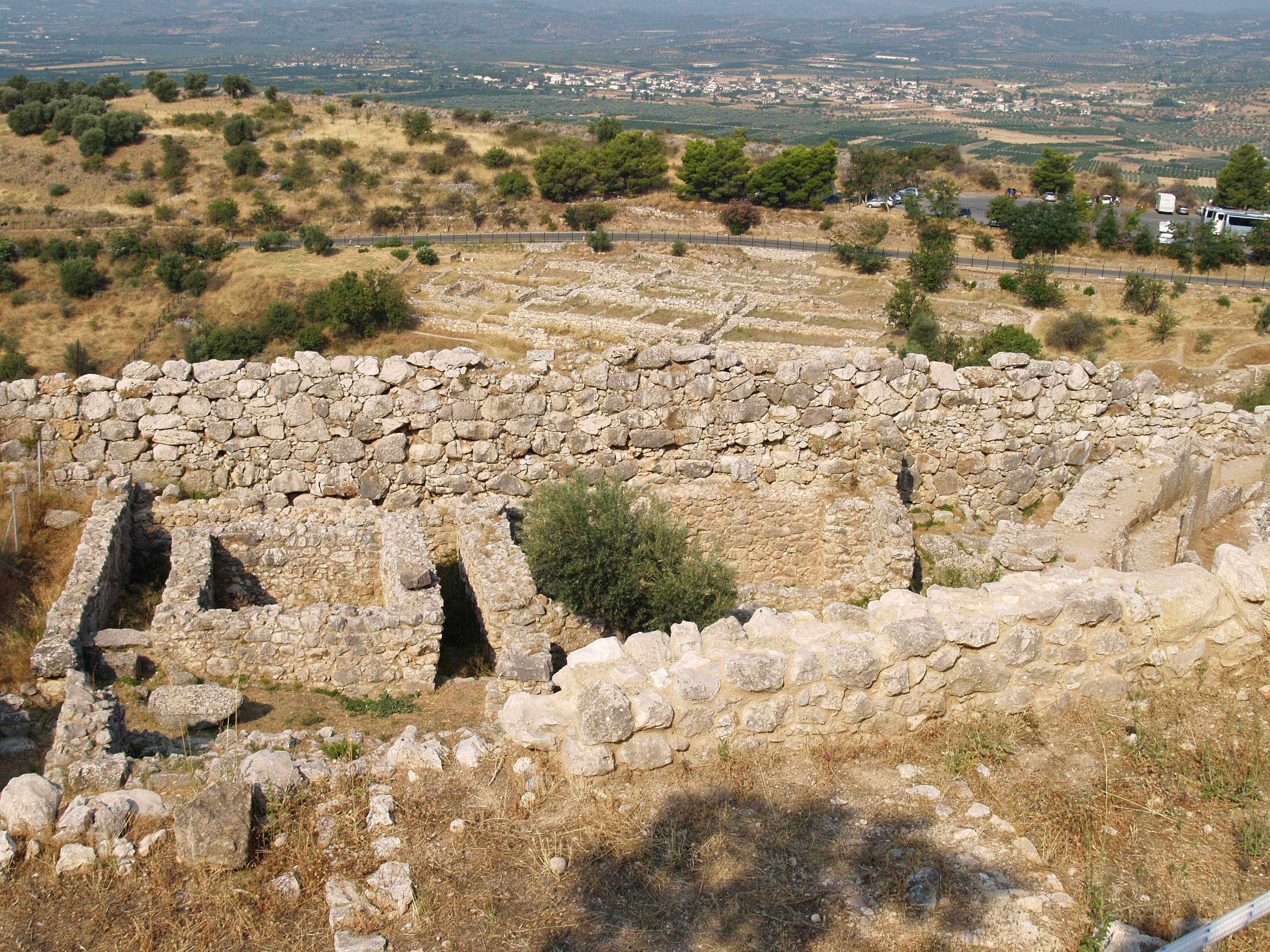
Ruines d'une résidence de la citadelle de Mycènes.
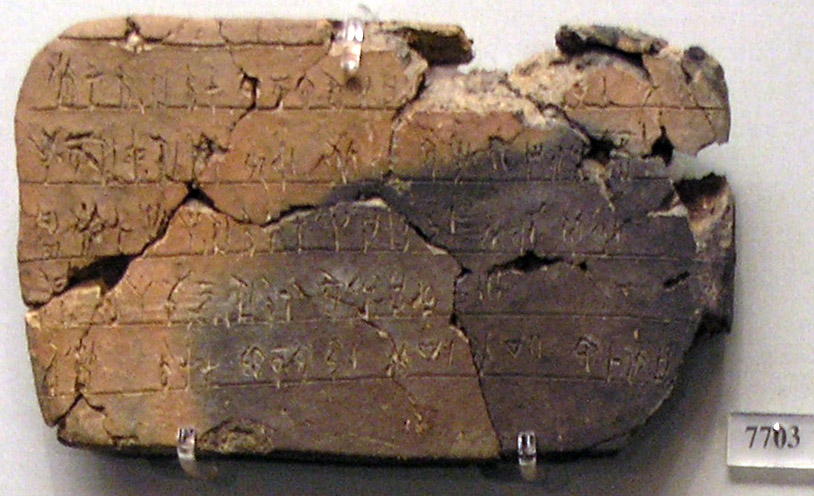
Tablette inscrite en linéaire B, XIIIe siècle av. J.-C., provenant de Mycènes, Musée national archéologique d'Athènes.
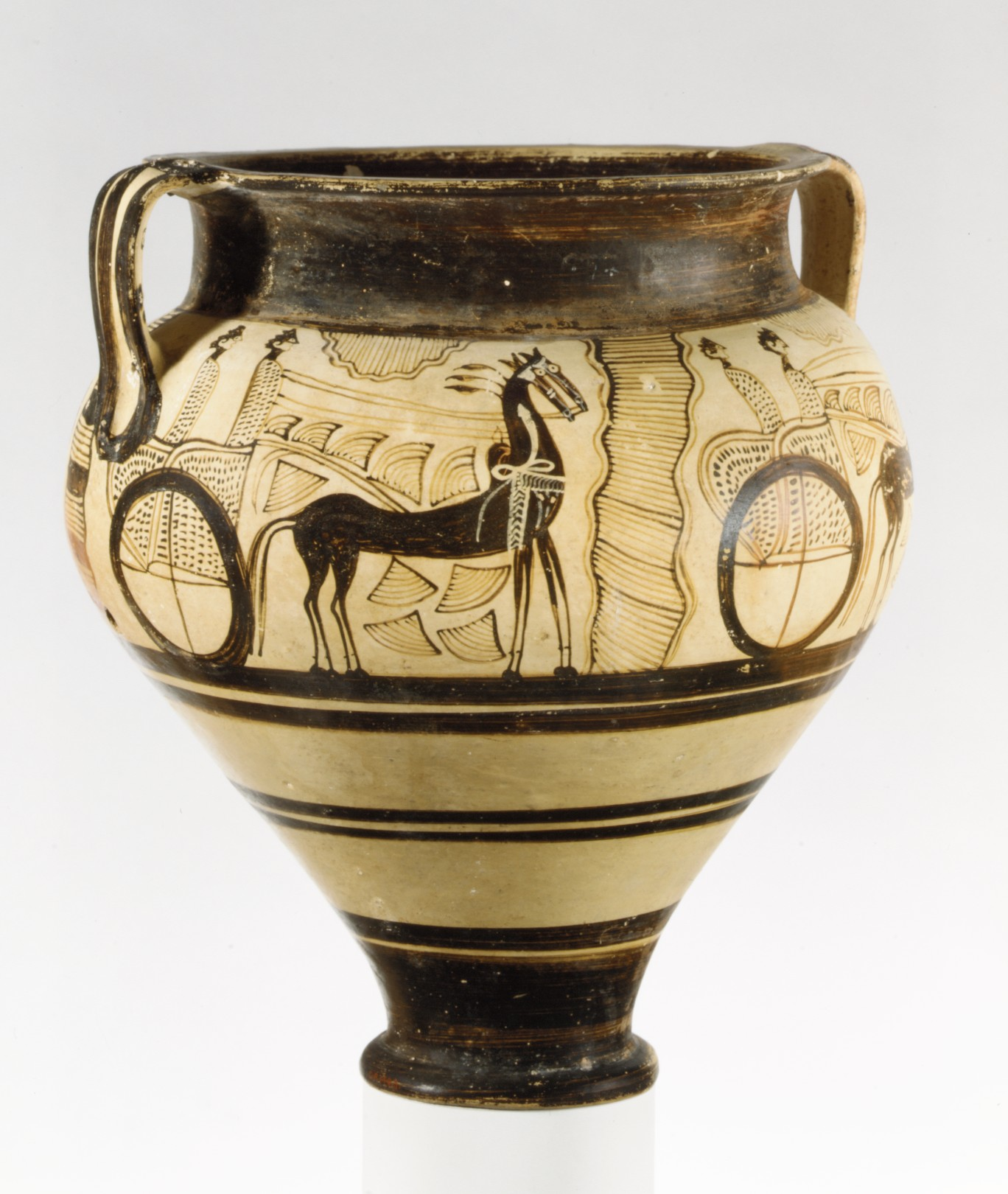
Cratère à décor peint représentant un chariot, v. 1375-1350 av. J.-C. Metropolitan Museum of Art.

La situation géopolitique du Moyen-Orient vers 1300 av. J.-C.

En tout cas, la mention de ces Ahhiyawa par les Hittites coïncide bien avec une expansion de la culture matérielle mycénienne dans l'Égée, jusqu'en Asie Mineure, et effectivement à Milet. Le monde égéen est aussi visité au XIVe siècle av. J.-C. par des ambassadeurs dépêchés par le roi égyptien Amenhotep III, mais la description de leur voyage n'en dit pas plus sur le contexte politique. Les céramiques mycéniennes se diffusent sur les rives de la Méditerranée orientale, où elles sont prisées pour elles-mêmes mais aussi sans doute pour leurs contenants (de l'huile notamment). L'épave d'Uluburun échouée au large de la Lycie, comprenant une importante cargaison (notamment du cuivre de Chypre) et voguant sans doute vers l'Égée, témoigne du développement de ces échanges. Les Mycéniens jouent un rôle d'intermédiaire entre le Proche-Orient et la Méditerranée centrale.
La question de savoir quand les premiers locuteurs de langues grecques sont arrivés en Grèce est débattue. Les « Minoens » parlant manifestement une langue non-grecque, il y a eu un peuplement de populations ne parlant pas une langue grecque durant l'âge du bronze. Puisqu'il est clair que les Mycéniens parlent une langue grecque, ça ne peut être qu'avant et non après (vers 1000 av. J.-C.) comme cela put être postulé par le passé. Les solutions proposées choisissent une des phases de transition antérieures, en attribuant les changements à l'arrivée de populations depuis l'extérieur, plutôt qu'à des évolutions internes (ce qui en soi est déjà contestable) : soit la période située entre la fin du Bronze ancien et le début du Bronze moyen (autour de 2000 av. J.-C.), soit la fin du Néolithique et le début du Bronze ancien (v. 3200 av. J.-C.), ou encore la période de colonisation par les premiers paysans néolithiques (au VIIe millénaire av. J.-C.). La linguistique n'est pas en mesure de trancher, pas plus que l'archéologie (l'adéquation entre culture matérielle et ethnie n'étant pas aussi évidente que ce qui est généralement admis). Le débat reste ouvert.
Les archives en linéaire B des palais mycéniens documentent souvent des activités rituelles, les objets emmagasinés étant souvent utilisés pour les sacrifices faits aux divinités. Y apparaissent les noms de plusieurs divinités familières des Grecs de l'époque classique (Zeus, Héra, Poséidon, Athéna, etc.), même si certains manquent à l'appel et que la divinité la plus éminente semble être une déesse appelée Potnia, la « Dame », et non Zeus. À côté de cela les traces archéologiques du culte sont rares, peu de lieux de culte ayant été identifiés avec certitude, en tout cas aucun bâtiment autonome ayant une fonction de temple n'est connu.
Dans le courant du XIIIe siècle av. J.-C., des indices de perturbation dans le monde mycénien se font de plus en plus clairs. La destruction de plusieurs sites au milieu du siècle pourrait indiquer une période de troubles, mais il n'y a pas d'abandons définitifs, ce qui pourrait indiquer de simples accidents. S'ensuit une période de renforcement des défenses et de l'approvisionnement en eau de plusieurs forteresses, donc peut-être un indice supplémentaire permettant de conclure à des temps tourmentés. C'est au début du XIIe siècle av. J.-C. que les destructions sont plus généralisées et en plusieurs endroits définitives. En tout cas aucun des édifices mycéniens ne retrouve son état passé, et les abandons semblent également concerner les sites de rang inférieur. La Crète connaît également des désertions de sites vers le même moment, mais pas les autres îles égéennes. La chronologie exacte des destructions et abandons reste mal établie, car il est difficile de coordonner les phénomènes observés sur des sites différents. Rien n'indique qu'il faille rechercher un événement unique derrière tout cela, mais au regard de l'ampleur de l'effondrement il faut au moins envisager un enchaînement de catastrophes liées les unes aux autres, quelle que soit leur nature (attaques extérieures, raids de pirates, guerres entre royaumes, guerres civiles, révoltes, épidémies, sécheresse, etc.). La reprise se fait progressivement, mais sans la reconstitution des institutions de l'ère mycénienne, ce qui se manifeste notamment dans l'oubli de son système d'écriture,.

## Les «Âges obscurs»: recompositions et reprise

Localisation des principaux sites archéologiques de la Grèce des siècles obscurs.

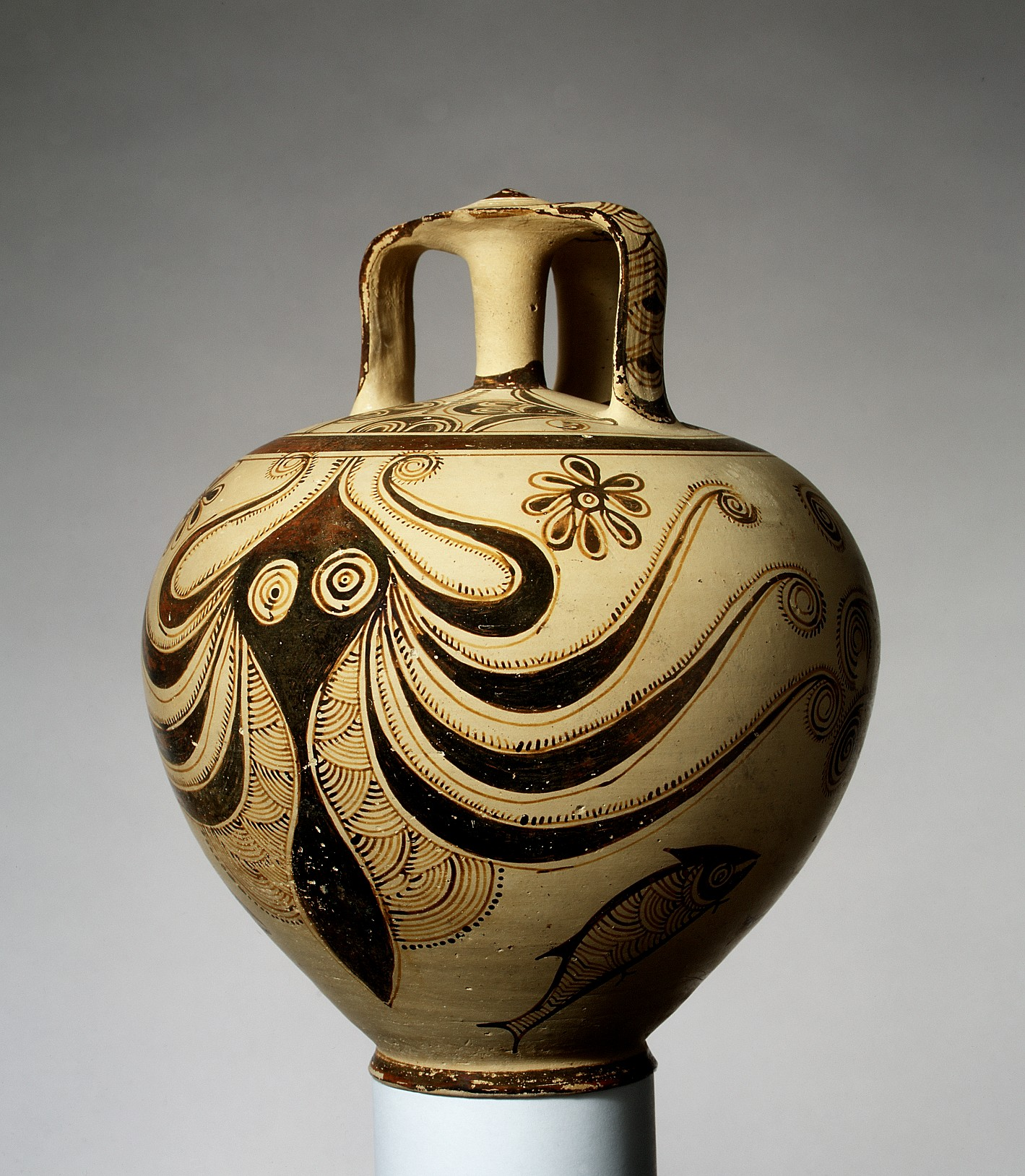
Jarre à étrier à motif de poulpe, Helladique récent III C. Metropolitan Museum of Art.

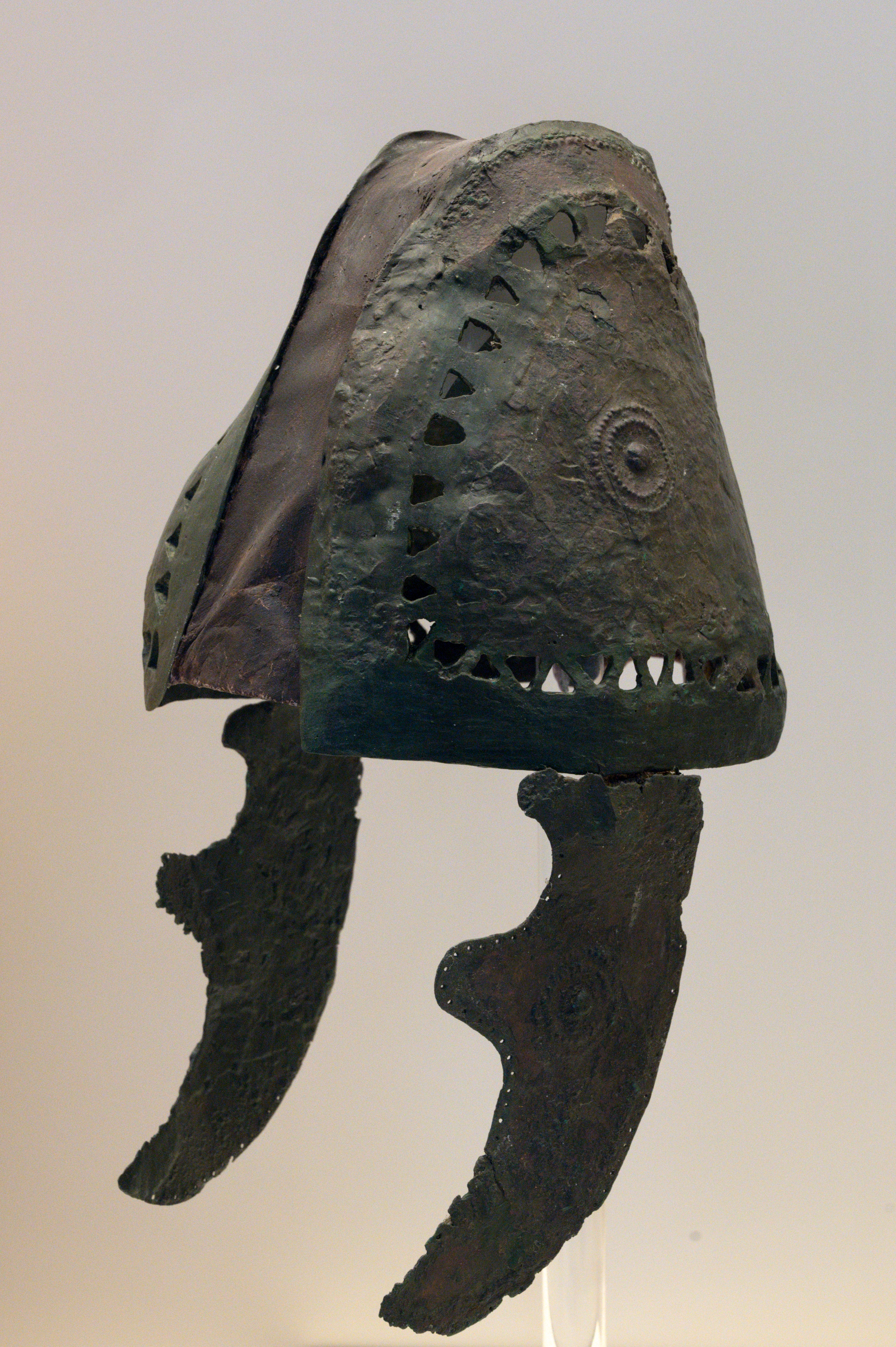
Casque en bronze provenant d'une tombe de Tirynthe, période sub-mycénienne, v. 1050-1025 av. J.-C. Musée archéologique de Nauplie.

Après la chute des palais mycéniens s'ouvre une période d'environ un siècle et demi marquant la fin de l'âge du bronze, caractérisée comme l'Helladique récent III C, une phase « post-palatiale » (v. 1200-1070/1050 av. J.-C.), à laquelle succède la période dite « sub-mycénienne » (v. 1070/1050-1020/1000 av. J.-C.) d'après le nom de sa poterie. Les caractéristiques de la civilisation mycénienne qui avaient survécu à l'effondrement disparaissent progressivement pour laisser place à un nouvel horizon social et culturel, au tournant du Ier millénaire av. J.-C. Les premières décennies succédant à la fin des palais voient la survie d'agglomérations importantes et de tombes d'élites, notamment des guerriers, disposant d'un matériel rappelant celui de leurs prédécesseurs de l'âge mycénien, certes moins opulent, mais témoignant de liens avec d'autres régions de la Méditerranée orientale. Autour de 1100 av. J.-C. le monde égéen bascule dans une phase de déclin de l'habitat, une contraction économique, une perte de la « complexité » sociale et institutionnelle, et un appauvrissement des sources documentaire. Ces éléments ont conduit à caractériser cette période comme des « âges obscurs » (ou « sombres », Dark Ages en anglais, au sens large de 1200 à 800 voire 700 av. J.-C.), bien que les études récentes se soient éloignées de ce concept, jugé trop négatif et pessimiste. L'écriture a disparu, l'architecture et l'artisanat sont réduits à des réalisations simples, l'agriculture se recentre autour des cultures de base servant à la subsistance, l'organisation sociale est moins hiérarchisée, les élites quasiment invisibles dans la documentation archéologique. Il y a très peu d'indices de présence de bâtiments publics et cultuels. Cette phase est marquée par une grande instabilité, visible notamment dans les déplacements de populations, par exemple en Crète l'abandon des sites côtiers au profit de ceux des hauteurs de l'intérieur. La question des continuités culturelles entre l'âge du bronze et l'âge du fer est difficile à résoudre en raison des limites documentaires. Les types de céramique se détachent progressivement des antécédents mycéniens, et on décèle encore ses éléments dans la poterie « protogéométrique » du Xe siècle av. J.-C. Dans le domaine de la métallurgie la rupture est plus marquée, avec la diffusion du fer et le recul du bronze. Donc, « il y a indiscutablement eu rupture matérielle, même si des formes résiduelles du monde mycénien ont perduré dans un temps plus long. »
De cette période sont traditionnellement datées des migrations de populations grecques, à commencer par celles des Doriens, depuis le nord-ouest vers la Grèce centrale et le Péloponnèse. Mais il est difficile de les faire correspondre à des trouvailles archéologiques. Les principaux indices en faveur de mouvements de populations sont la distribution des différents dialectes grecs anciens durant l'époque archaïque (arcado-chypriote, achéen, dorien, éolien, ionien-attique), qui témoignent de la présence de plusieurs groupes dont on trouve des représentants dans des régions séparées les unes des autres par d'autres groupes, accompagnées de l'existence de liens privilégiés entre ces groupes et parfois de légendes sur les migrations (notamment entre Athènes et les Ioniens).
L'effondrement de l'âge du bronze récent est associé en Méditerranée orientale aux migrations des « Peuples de la Mer », évoqués dans des textes égyptiens, dont les plus célèbres représentants sont les Philistins, qui s'implantent au sud du Levant. Ils y fabriquent une céramique rappelant très fortement les traditions mycéniennes tardives, et plusieurs autres de leurs traits culturels les relient au monde égéen, où on situe donc couramment leurs origines. Les approches récentes dressent un tableau plus complexe : il s'agirait de groupes hétéroclites constitués sous la direction de chefs guerriers (ou des sortes de pirates), mêlant des gens de divers horizons, égéens mais aussi anatoliens et chypriotes.
Durant les siècles obscurs des migrations grecques s'effectuent au moins dans deux directions, identifiées essentiellement parce qu'ils y sont majoritaires au début de l'époque archaïque, dans deux régions avec lesquelles les « Minoens » et les « Mycéniens » étaient déjà en contacts :
- En Anatolie occidentale (en incluant des îles telles que Lesbos et Cos), où plusieurs cités grecques sont constituées au début du VIIIe siècle av. J.-C. sur la côte, en Éolide, en Ionie et autour de la Carie et des îles voisines (l'hexapole dorienne). Le déroulement du processus, manifestement initié durant les âges obscurs et qui a donné lieu à des récits semi-légendaires largement postérieurs aux faits, n'est pas bien compris. Les interactions avec les populations locales locutrices de langues anatoliennes (louvite, lydien, lycien, carien), dont plusieurs villes deviennent de peuplement majoritaire grec (Milet, Éphèse), conduisent à des échanges dans les deux sens[47].
- À Chypre la fin de l'âge du bronze est une période de bouleversements, et le début de l'âge du fer voit l'implantation de populations grecques, sous la forme de migrations, mais manifestement pas de « colonisation » à proprement parler puisqu'on n'y repère pas d'enclaves. Les migrants prennent progressivement plus d'importance, avec l'implantation de dynasties grecques dans de nombreuses cités chypriotes, sans doute une prépondérance de la langue grecque vers le VIIIe siècle av. J.-C. ou un peu après. Cette île est un lieu d'interaction majeur entre les mondes grec et levantin (on y trouve également des implantations phéniciennes), où se constituent des dynamiques et une culture originales mêlant des aspects venus de divers horizons, c'est aussi un lieu de développement de la métallurgie du fer à partir duquel de nouvelles techniques se diffusent[48].

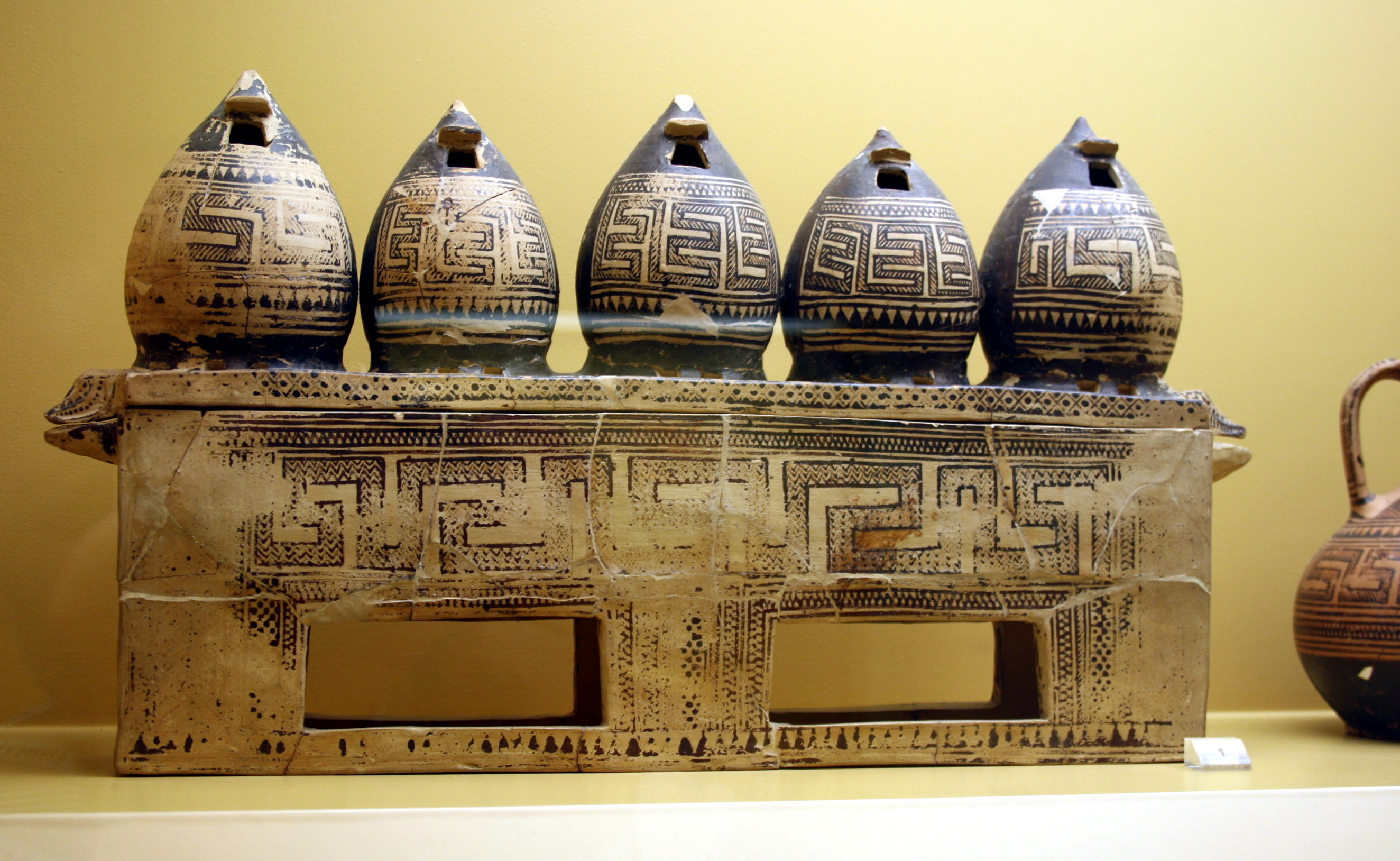
Boîte avec couvercle en forme de modèle de grenier, décorée dans un style géométrique. V 850 av. J.-C. Musée de l'Agora antique d'Athènes.

De fait au Xe siècle av. J.-C. les indices de reprise des contacts à longue distance se décèlent de plusieurs manières. La poterie caractéristique de la période, dite « protogéométrique » (v. 1020/1000-900 av. J.-C.), apparemment originaire de l'Attique, se diffuse autour de l’Égée. Les métaux continuent de circuler, des objets forgés tels les grands chaudrons en bronze, mais c'est surtout la métallurgie du fer qui se développe, sous l'influence chypriote, marquant le basculement du monde égéen dans l'âge du fer, et représentée par des armes et broches qui ont peut-être une fonction prémonétaire. La Crète conserve des liens avec le Levant. Lefkandi dans l'Eubée (à partir du milieu du Xe siècle av. J.-C.) est le site qui a fourni les informations principales pour la réhabilitation des âges obscurs. Le site est doté d'un bâtiment imposant fait de bois et briques sur des fondations en pierre, et les sépultures ont livré un matériel témoignant de contacts proche-orientaux. Les tombes du monde égéen du IXe siècle av. J.-C. comprennent plus de matériel de qualité et d'imports, et on y décèle l'apparition d'une élite. Celle-ci se distingue également par les offrandes de plus en plus riches faites aux sanctuaires, marquant la reprise du culte. C'est peut-être à ce moment qu'émerge l'idéal aristocratique qui est par la suite fixé dans les épopées homériques. Au début de la période caractérisée par la poterie « géométrique » (900-700 av. J.-C.), le monde grec est donc dans une phase de reprise. Mais il n'y a pas d'écriture, l'art est très peu développé, l'architecture faite de matériaux essentiellement périssables, et on ne décèle pas de trace d'entités politiques complexes. Les communautés grecques établies sur les rives de l'Égée, surtout dans la moitié sud, ont renforcé leurs liens, et sans doute leur conscience collective,,.

## L'époque archaïque

### Âges homériques et formation des cités

Localisation des principales régions et cités de la Grèce archaïque.

Les derniers temps des âges obscurs et le début de l'époque archaïque voient la reconstitution progressive de structures étatiques, sous l'égide d'une élite qui ne ressemble plus à celle de l'âge du bronze. Le VIIIe siècle av. J.-C. est souvent caractérisé comme une période de renaissance du monde grec. Les poèmes d'Homère et d'Hésiode, datés par la majorité des historiens de la fin du VIIIe siècle av. J.-C. et du début du VIIe siècle av. J.-C., sont les sources incontournables pour comprendre le milieu aristocratique de cette période. Les entités politiques sont dirigées par des personnages appelés basileus (terme généralement traduit par « roi » ; le terme de « chef » est peut-être plus approprié pour la période). Il s'agit d'un titre apparaissant déjà dans les tablettes mycéniennes, mais pour désigner un fonctionnaire local sans grande envergure ; on suppose qu'avec la disparition du niveau supérieur où se trouvaient des dirigeants mycéniens (wanax et lawategas), les détenteurs de ces fonctions locales en sont venus à jouer les premiers rôles dans les communautés. Ils affirment manifestement leur autorité par le biais de la guerre, peut-être aussi les rituels. Mais ces chefs de la fin des âges obscurs et des débuts de l'époque archaïque ne paraissent, à l'image d'Ulysse, pas beaucoup plus riches et puissants que le reste de l'élite sociale, et il semble admis qu'ils puissent être remis en question et à leur place, notamment s'ils deviennent de mauvais rois.
La forme la plus courante que prend l’État dans la Grèce archaïque est désignée par le terme polis, qui peut qualifier une « ville » en tant que lieu, et par extension la « cité » en tant qu'institution politique et territoire. Elle est couramment appelée dans la littérature moderne une « cité-État », forme politique attestée dans d'autres civilisations, y compris durant des périodes bien plus reculées dans le temps. Mais elle prend dans le monde grec une importance sans équivalent et devient une de ses caractéristiques fondamentales. En pratique, ces États étaient définis par le nom de leurs citoyens (« Athéniens », « Spartiates », etc.) et non comme une entité abstraite. Ils sont très nombreux, dessinant un paysage politique extrêmement morcelé. Néanmoins la cité-État n'est pas la seule forme d'organisation politique, puisqu'elle coexiste avec les ethnè, en particulier présents dans les régions moins urbanisées du nord et de l'ouest (Macédoniens, Thessaliens, Épirotes, etc.), aussi au cœur du Péloponnèse (Arcadiens, Achéens). 
Le processus de formation des cités reste mal connu et ses modalités et causes sont très débattues. Par l'archéologie, il se repère essentiellement par l'apparition de traits matériels définissant une ville, avec des bâtiments publics et autres projets de construction à caractère civique (lieux d'assemblée, agora, temples, murailles, urbanisme planifié, etc.), et divers aspects sociaux comme la spécialisation des métiers, la stratification sociale, l'usage de l'écriture, le développement des échanges (notamment autour des ports). Mais ces traits ne sont vraiment réunis qu'au VIe siècle av. J.-C.. Le processus de « colonisation », qui se traduit par la fondation de cités grecques à compter du milieu du VIIIe siècle av. J.-C. indique clairement que ce modèle est en train de se constituer, et en ce sens il doit être considéré comme une partie du processus conduisant à l'émergence des cités, plutôt que comme son émanation. Une cité dirige un territoire de taille limitée sauf exceptions (Sparte, Syracuse, Cyrène), elle est généralement peu peuplée, ne comprend qu'une seule ville (et que des bourgs ou des villages dans de nombreux cas, comme Sparte), la plupart de ses habitants se consacrent à l'activité agricole qui se déroule dans son arrière-pays, la chôra. La cité s'organise autour du corps des citoyens, des hommes adultes, qui assurent sa défense et parmi lequel sont choisis par des moyens très divers les magistrats qui administrent la cité. Les cités commencent à partir du VIIe siècle av. J.-C. à se doter d'un corps de lois écrites (la plus ancienne inscription législative émanant d'une cité, retrouvée à Dréros en Crète, date des environs de 650), parfois attribuées à des figures qui sont dotées d'une aura quasi légendaire (Lycurgue à Sparte, Dracon et Solon à Athènes). Les femmes en sont exclues, de même que les esclaves et les étrangers. Les cités ont une divinité tutélaire (« poliade ») et un calendrier cultuel propre marqué par leurs principales festivités, qui participent à leur identité et à la cohésion de leur corps social. Les cités peuvent se réunir en alliances ou en ligues plus stables (notamment l’amphictyonie de Delphes chargée d'administrer le temple d'Apollon de Delphes, ou la confédération béotienne), tandis que certaines cherchent à exercer une hégémonie sur d'autres,.

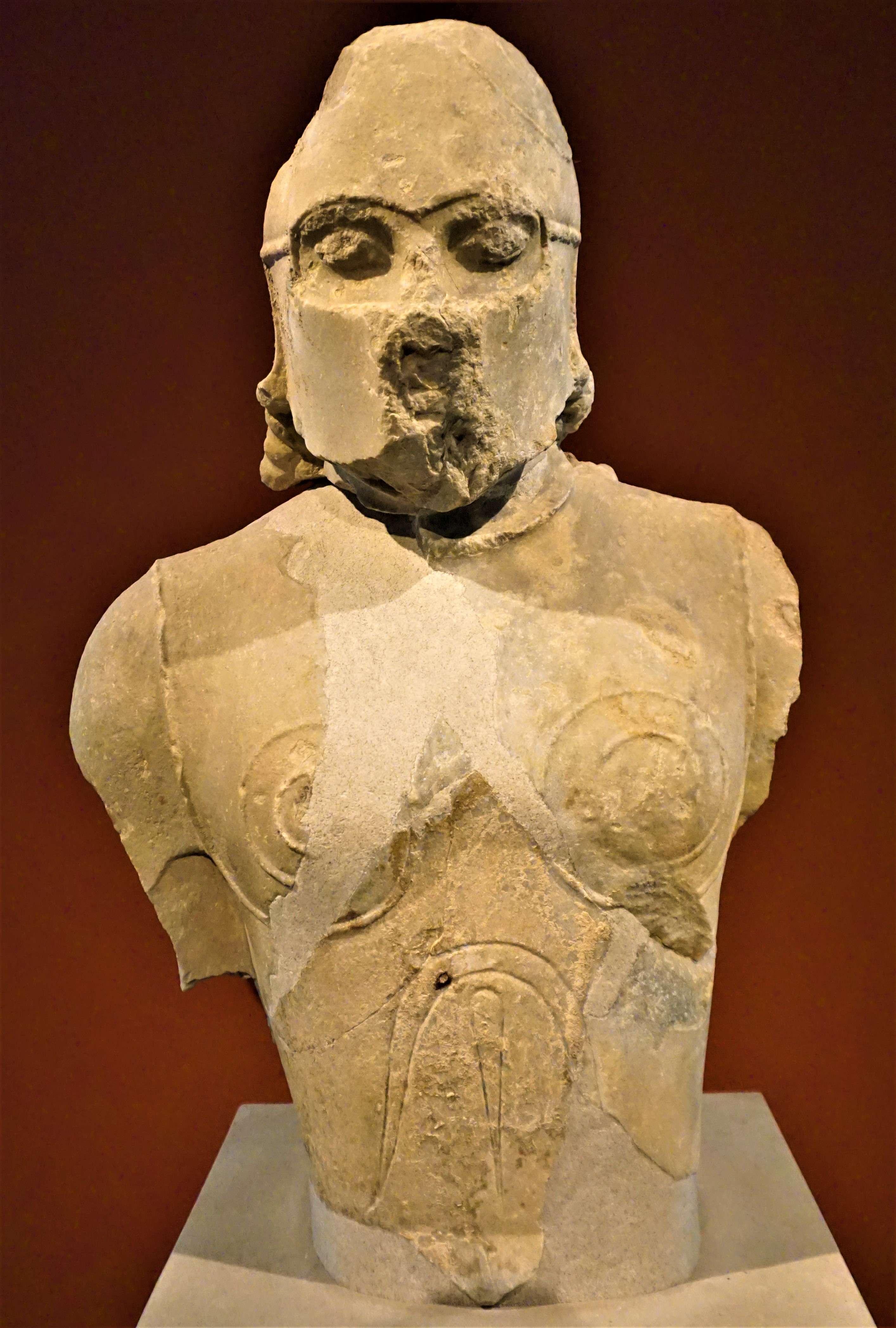
Torse de hoplite avec casque et cuirasse, Heraion de Samos, v. 530 av. J.-C. Altes Museum.

La guerre entre cités est un phénomène courant, sans doute constituée essentiellement d'une myriade d'affrontements de petite envergure entre cités voisines. Mais l'histoire militaire de la période est très mal documentée. La guerre lélantine aurait opposé vers 710-650 av. J.-C. Érétrie et de Chalcis pour la possession de la plaine du même nom, opposant de véritables coalitions puisque d'autres cités alliées se sont jointes aux belligérants, ce qui en fait selon Thucydide le premier conflit d'envergure du monde grec. Les conflits conduisant à l'annexion de la Messénie par Sparte ont lieu vers la fin du VIIIe siècle av. J.-C. Ces conflits ont donc un ressort territorial et peuvent être liés au manque de terres. Les guerres sacrées, dont la première a lieu autour de 600 av. J.-C., ont en revanche pour objet la domination du grand sanctuaire de Delphes. 
Au moins vers la fin du VIIe siècle av. J.-C., les armées grecques sont organisées autour d'une infanterie lourde, les hoplites, disposée au combat en formations appelés phalanges, s'affrontant lors de batailles rangées en rase campagne,. La phalange hoplitique réunissait les citoyens en mesure de pourvoir à leur équipement, et les aristocrates côtoyaient d'autres groupes aisés, notamment les propriétaires fonciers, alors que par le passé ils se distinguaient des autres par leur armement. Cela contribuerait donc à réduire la distinction sociale, ce qui a pu être désigné comme une « révolution hoplitique »,. Les études récentes tendent néanmoins à être sceptiques devant ce scénario qui manque de preuves. 

### Statuts sociaux et vie politique
Progressivement, le pouvoir dans les cités bascule vers un modèle oligarchique, dans lequel un groupe aristocratique dirige les affaires publiques. Les textes archaïques opposent les riches et « bons », agathoi, aux pauvres et « mauvais » ou « mesquins », kakoi. Ce qui distingue un aristocrate, c'est en principe sa richesse, avant tout sa terre et ses esclaves, parfois des ateliers et un ou plusieurs navires, mais aussi son autorité, ses relations sociales, et des qualités morales qui le distinguent des autres et le rendent plus « bon » (sagesse, modération). Cette élite se consolide par la pratique des banquets où elle se réunit, lors de réunions privées, le symposion, qui a normalement lieu dans une pièce spéciale réservée aux hommes (andrôn), où on boit et devise allongé sur des lits, suivant des règles formelles. Ces compagnons de banquets sont souvent liés entre eux par des liens de sang ou de mariage, qui renforcent la cohésion du groupe. Mais la compétition et la rivalité sont aussi des éléments caractéristiques de ce groupe marqué par des ascensions et descensions sociales. L'athlétisme est un autre élément distinctif, marqué par la compétition autour d'exercices physiques (lutte, course, lancer de javelot, de disque, etc.), autour de règles formalisées. Ils s’entraînent dans des gymnases, et se retrouvent pour des compétitions, les plus importantes étant les Jeux olympiques, dont la création en 776 av. J.-C. selon la tradition marque le début symbolique de l'époque archaïque, les vainqueurs d'une épreuve olympique en tirant un prestige immense.
Néanmoins divers éléments semblent indiquer que le pouvoir et la domination de l'élite grecque ne sont pas autant prononcés qu'ailleurs à la même période. Les résidences et les tombes de la période n'indiquent pas de différences sociales particulièrement marquées contrairement aux époques précédentes, même s'il y a des variations régionales et que les évolutions du matériel funéraire peuvent ne pas forcément refléter des phénomènes de distinction sociale. D'un autre côté les textes de l'époque archaïque font régulièrement apparaître une mentalité de défiance vis-à-vis de l'autorité et des plus puissants, qui semble agir contre le renforcement d'un pouvoir des élites. Avec la confrontation aux sociétés orientales dirigées par des souverains autocrates et fortement hiérarchisées, en premier lieu l'empire perse, ce sentiment semble s'être renforcé. En tout état de cause, cela n'a pas suffi à empêcher l'émergence de personnages briguant un pouvoir personnel,.
Un autre problème récurrent générant des tensions à l'intérieur des cités est le manque de terres agricoles (stenochoria), qui est lié au fait qu'il y a trop de personnes pour un nombre limité de terres, et/ou aux coutumes successorales prévoyant un morcellement des terres entre tous les fils. Face à cela la solution est souvent l'émigration vers d'autres cités, de son côté Sparte a pu pratiquer la redistribution de terres (et la conquête de la Messénie), mais en général aucune mesure n'est prise, ce qui conduit à des tensions autour de la possession de la terre, des tentatives d'intensification agricole ou de mise en culture de nouvelles terres sur des espaces moins productifs. Cela accompagne un endettement de la petite paysannerie (qui dans le cas Athénien avant la réforme de Solon aboutit à la réduction en esclavage au profit d'un grand propriétaire, la terre n'étant pas aliénable),. La question du manque de terre renvoie aussi à la problématique de l'augmentation démographique, généralement supposée pour cette période, où se constate l'apparition de villes et de gros villages. Il a été proposé de rechercher son témoignage dans l'augmentation du nombre de tombes durant la période archaïque, qui renverrait à une croissance démographique, même si cela peut être nuancé par des évolutions des pratiques funéraires. Les prospections archéologiques indiquent plutôt que l'augmentation de l'habitat rural se fasse durant le dernier siècle de l'époque archaïque, et s'affirme surtout durant l'époque classique. Mais là encore cela ne renvoie pas forcément à un essor démographique, il peut s'agir d'une recomposition de l'habitat des villes vers les campagnes, et/ou d'une intensification de l'agriculture.
En raison de ces tensions internes, les cités grecques sont marquées par des phases de discordes intérieures (stasis), qui dégénèrent parfois en guerres civiles durant lesquelles les lois ne sont plus respectées. Il arrivait alors que des citoyens organisent autour d'eux des armées personnelles qui les aident à prendre le pouvoir, en se présentant comme les défenseurs de la concorde civique, et il apparaît qu'ils prennent souvent le pouvoir en bénéficiant d'un fort soutien populaire. Cela débouche sur l'apparition de « tyrans » (tyrannos) qui exercent un pouvoir personnel, monarchique, sur plusieurs cités. Le terme ne désigne pas forcément à ces époques des personnages mauvais, et de fait on met au crédit de plusieurs d'entre, tels les Cypsélides de Corinthe, de grands accomplissements. Mais avec le temps, et notamment leurs successeurs qui prennent le pouvoir à leur suite, les abus semblent s'être généralisés, les intérêts personnels des tyrans prennent le pas sur ceux de la communauté, et le mot devient synonyme de despote. Il est difficile de faire la part des choses à la lecture des textes antiques tant la figure du tyran a éveillé les passions. Cette forme de pouvoir disparaît progressivement de la Grèce égéenne à la fin du Ve siècle av. J.-C., en revanche elle est devenue courante dans les cités de Sicile, où les tyrans font ériger les temples siciliens célébrés comme des modèles d'architecture grecque,,.

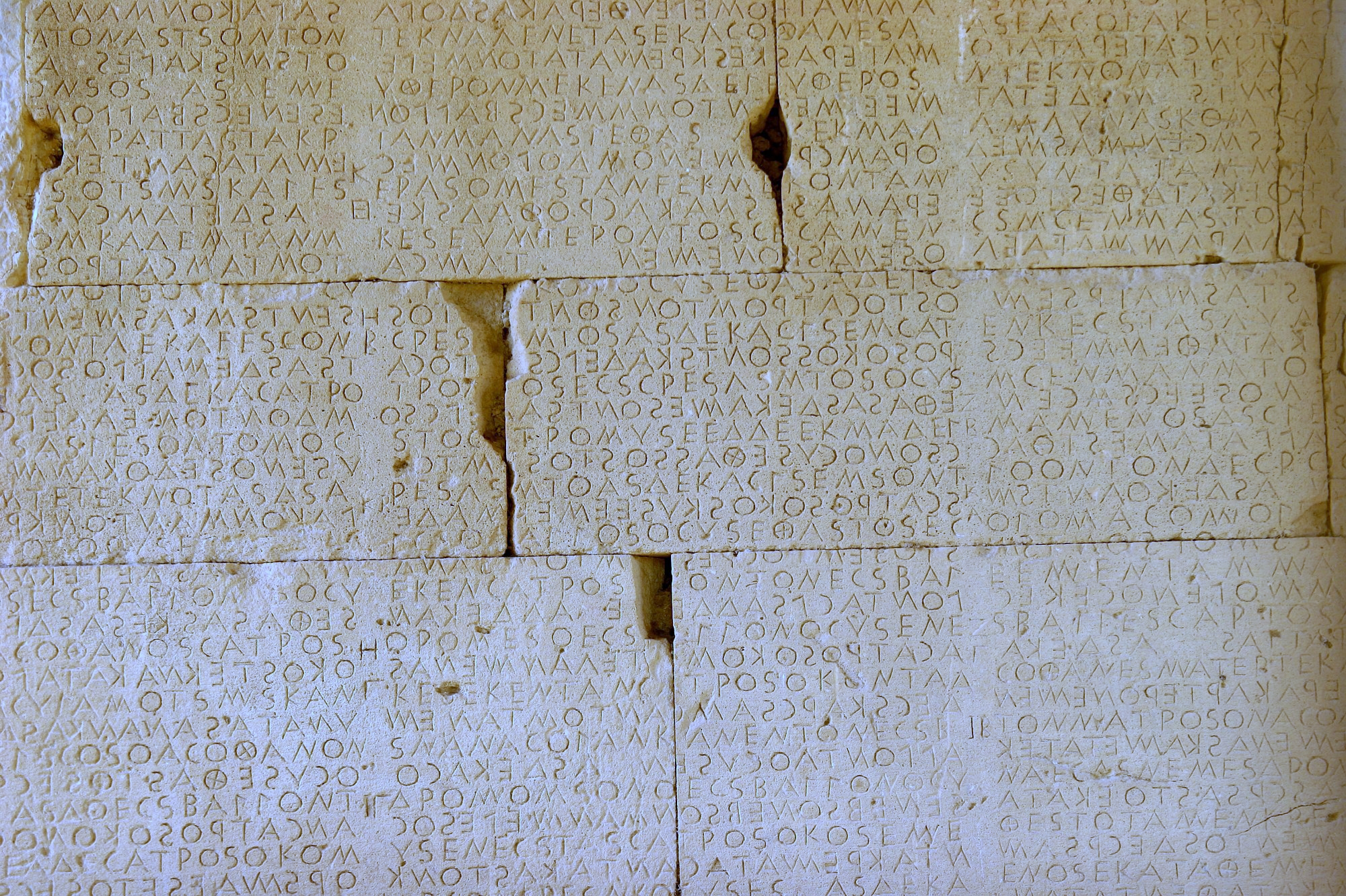
Passage de l'inscription du Code de Gortyne. Première moitié du

L'histoire de la plupart des cités grecques de la période archaïque échappe à la documentation écrite, qui s'est concentrée à la suite d'Hérodote sur les destins d'Athènes et de Sparte, exceptionnels et uniques, qui ne reflètent pas vraiment la situation des autres. Les tendances politiques générales suivant un enchaînement royauté, oligarchie et, bien souvent, tyrannie, mais cela a pu admettre des variations régionales. La présence de tyrans est bien attestée dans la partie orientale de l'Égée avec en particulier Polycrate de Samos (v. 532-522) qui entreprend de grands travaux et une politique expansionniste. Leur arrivée au pouvoir semble succéder à des guerres civiles. Les îles égéennes s'organisent en ligue autour du grand sanctuaire de Délos, auquel Polycrate consacre l'île voisine de Rhénée. La prospérité de certaines îles égéennes se voit dans les offrandes faites aux grands sanctuaires, tel le trésor de Siphnos à Delphes. La Crète perd en influence après la première partie de la période, mais reste très peuplée et émaillée de cité ; le Code de Gortyne, long recueil juridique compilant des textes plus anciens, gravé sur un mur de la ville vers la première moitié du Ve siècle av. J.-C., est une des sources les plus complètes sur l'organisation politique et juridique d'une cité grecque archaïque. La Thessalie est une riche région agricole dominée par des royaumes puis organisée à partir d'une date indéterminée en État fédéral, qui est l'un des principaux membres de l'amphictyonie de Delphes, chargée de la gestion du sanctuaire de Delphes, où elle est en concurrence avec les Phocidiens, situés au contact du lieu sacré, dont ils tirent un grand profit.

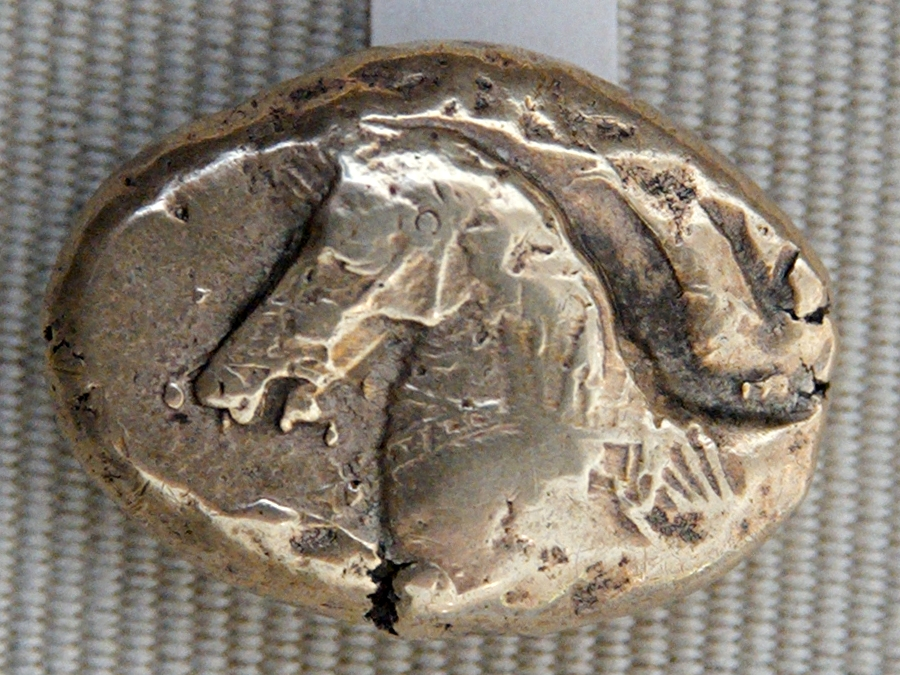
Statère d'électrum, Ionie, vers 600--580 Cabinet des médailles de la Bibliothèque nationale de France.

Un phénomène marquant de l'époque archaïque impliquant développement des cités et des échanges est l'apparition de la monnaie « frappée », les pièces de monnaie. On attribue couramment son invention au royaume de Lydie du roi Crésus, mais il se pourrait qu'elle se soit développée dans les cités grecques de Ionie qui étaient dans sa mouvance. L'archéologie situe en tout cas sans équivoque son apparition en Anatolie occidentale. Les cités et le royaume lydien frappent dès le dernier tiers du VIIe siècle av. J.-C. des monnaies d'électrum portant leur marque distinctive (leur « type »), comme le phoque phocéen, ce qui participe à leur affirmation symbolique. Cette monnaie émise et dont la valeur est garantie par une autorité publique marque aussi un grand changement puisque auparavant la valeur d'une monnaie dépendait uniquement de celle que lui accordaient les parties à la transaction. Du point de vue économique, l'invention présente l'avantage d'être un étalon et une réserve de valeur pratique. Son succès est rapide : au VIe siècle av. J.-C. on substitue l'or et l'argent à l'électrum, puis les cités de Grèce en frappent vers 550 (Égine, Corinthe, Athènes) et celles de Grande Grèce dans la foulée, et celles de Chypre vers la même époque.
La singularité de la civilisation grecque qui s'est formée durant les âges obscurs et aux débuts de l'époque archaïque en grande partie autour de l'élaboration progressive du modèle de la cité est souvent mise en avant. Selon I. Morris et B. Powell :

« À certains égards, la Grèce archaïque ressemblait beaucoup aux autres sociétés antiques : sa base économique était agricole, elle était hiérarchisée, les distinctions entre les sexes étaient fortes et elle était polythéiste. Mais à d'autres égards, elle était inhabituelle, voire unique. Les structures hiérarchiques étaient faibles. Il y avait peu de rois ou de puissants prêtres. Il n'y avait pas de classe de scribes servant les intérêts de l'État. Les aristocrates dirigeants détenaient le pouvoir parce qu'ils contrôlaient les institutions politiques, non en raison d'une grande richesse, d'une suprématie militaire, d'une parenté avec les dieux ou du monopole de l'alphabétisation. Une civilisation distincte émergeait. »

### L'expansion du monde grec

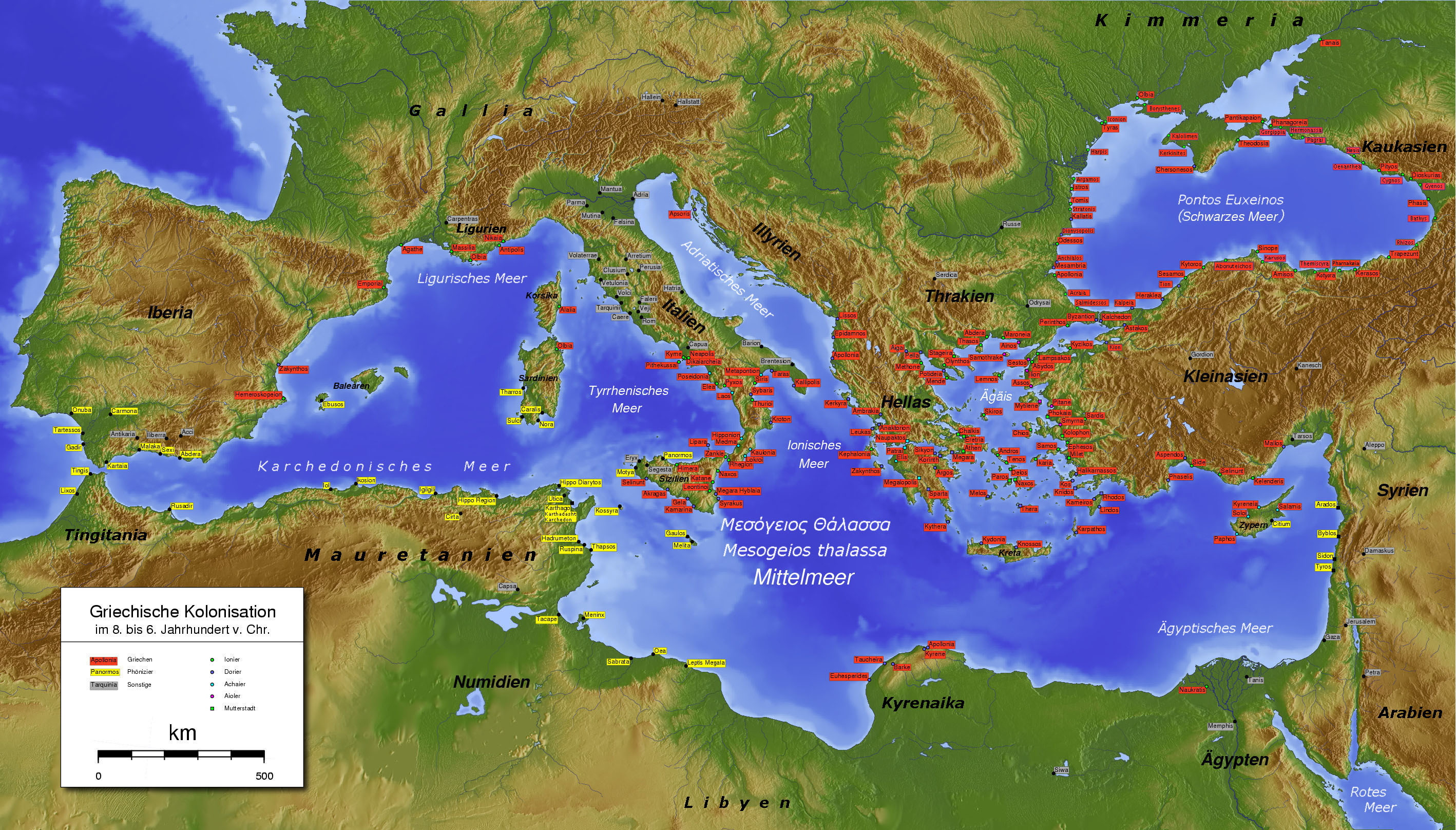
La Méditerranée au En jaune : les cités phéniciennes. En rouge : les cités grecques. En gris : les autres cités.

Le processus d'émergence de la cité s'accompagne d'une extension rapide du modèle, au-delà du monde grec, par la fondation de cités nouvelles en dehors de l'espace initial des cités grecques, par des migrants venus d'une même cité grecque. C'est le phénomène désigné comme une « colonisation grecque », qui s'inscrit dans un phénomène plus large de diaspora depuis le monde grec, perceptible dès l'époque précédente (à Chypre, en Ionie), et qui prend à l'époque archaïque d'autres formes, comme l’emporion, comptoir commercial dirigé par une aristocratie marchande cosmopolite, ce qui semble être le cas de Pithécusses sur l'île italienne d'Ischia, Al Mina en Syrie et Naucratis en Égypte.
Dans un premier temps, une poignée de cités fondatrices (Chalcis, Erétrie, Mégare, Corinthe) crée des colonies en Sicile et Italie, aussi en Chalcidique de Thrace. Plus tard les cités d'Asie telles que Milet et Phocée se joignent au mouvement, et de nouvelles régions font l'objet d'implantations : Thrace, Propontide, Bosphore, mer Noire, Cyrénaïque, Gaule, péninsule Ibérique,.
La cause principale invoquée est le manque de terres qui touche les cités de Grèce à l'époque archaïque. Certaines cités choisissent d'y répondre par l’émigration organisée (manifestement après des repérages préalables), vers de nouvelles terres. De fait, on constate aussi bien dans les sources écrites que l'étude des terrains agricoles de colonies qu'on y pratique dès la fondation un partage des terres égalitaire. De plus, l'accès à la terre conditionnant souvent l'accès à la citoyenneté, le problème a une dimension politique, a fortiori s'il se couple avec des disputes internes aux cités d'origine qui ont pu inciter certains à partir pour d'autres raisons que de meilleures conditions de vie. Les fondations sont d'emblée pensées comme des cités, avec des édifices religieux et une agora, et les migrants organisent leur nouvelle communauté autour d'institutions propres, fondant une cité-État. L'autre facteur qui a pu jouer dans la fondation des cités est la recherche de débouchés commerciaux, notamment les métaux, même si cette motivation peut aussi donner lieu à la naissance d'un emporion,.

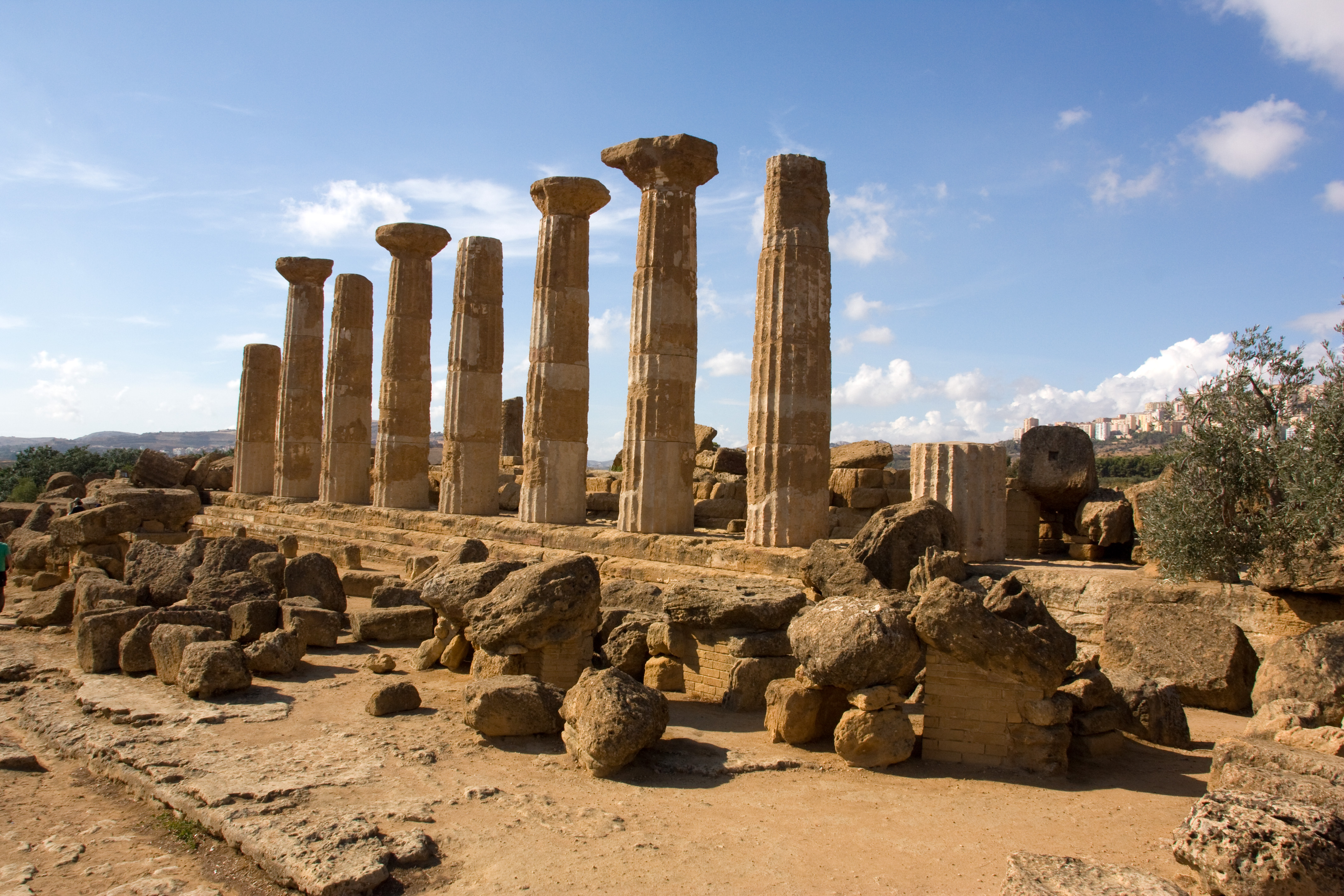
Ruines du temple d'Héraclès à Agrigente (Vallée des Temples), fin

Ces fondations dans des terres étrangères mettent les Grecs en contact avec d'autres mondes, élargissant leurs horizons et leurs réseaux d'échanges, conduisant à divers métissages, jusqu'aux tribus mixtes, meixoellenes décrites par Hérodote sur la mer Noire,. L'étude des destins de ces cités présente des trajectoires diverses, et des modèles différents des cités de Grèce, qui s'affirment malgré la persistance des contacts entre cités-filles et cités-mères.
- En direction du nord et du nord-ouest, des colonies sont fondées : sur la partie nord de l'Égée, notamment en Chalcidique, et sur les îles de Thasos et Samothrace ; dans la Propontide, région située entre l'Hellespont (les Dardanelles) et le Bosphore (Cyzique, Byzance, Chalcédoine, etc.) ; sur les rives de la mer Noire, le Pont Euxin des Anciens, essentiellement des fondations milésiennes ayant pour but de servir de ports de commerce approvisionnant le monde égéen en blé, poissons, bois et métaux et de développer des domaines agricoles reposant sur la céréaliculture, surtout sur les côtes ouest et nord plus propices à cette activité (Odessos, Istros, Olbia, Chersonèse, etc.) ; sur la côte sud, Héraclée du Pont se développe en asservissant la population autochtone, les Mariandynes[88].
- Au nord-est de la Libye actuelle, la cité de Cyrène est fondée par des migrants venus de Théra (Santorin), et se distingue parce que son fondateur Battos Ier est à l'origine d'une dynastie de rois dirigeant la cité alors que cette institution a disparu en Grèce. Après une première période calme, l'arrivée de nouveaux migrants venus de Théra à l'instigation du roi de Cyrène entraîne un conflit avec les populations indigènes sur les terres desquels sont pris les domaines attribués aux arrivants, dont les Grecs sortent victorieux malgré une intervention égyptienne en faveur des Libyens[89].
- En Italie, l'apparition des cités grecques est précédée par l'installation de certains d'entre eux à Pithécusses, sur une île, vers 770-750 av. J.-C., qui précède la fondation de Cumes sur le continent, qui se fait au prix d'un conflit contre les autochtones. Sur la pointe de la botte, les Chalcidiens fondent Rhégion et Zancle, qui prospèrent rapidement grâce à leur position avantageuse sur les réseaux de communication. En Sicile plusieurs cités sont fondées, dont Syracuse et Megara Hyblaea durant la première vague de colonisation, puis dans la deuxième Agrigente et Sélinonte, cette dernière étant une fondation de Megara Hyblaea, Himère qui est fondée par des migrants de Zancle et de Syracuse. L'expansion syracusaine à l'intérieur du territoire conduit à la fondation d'Akrai, pour contrôler la plaine face aux autochtones. L'île est en partie occupée par les Carthaginois qui bloquent la progression grecque vers l'ouest. Les cités de cette région, baptisée « Grande Grèce » ont une base agricole, ce qui explique les tensions et conflits avec les populations locales pour la possession des territoires[90]. Elles cités deviennent vite un des moteurs du monde grec par leurs innovations institutionnelles et leurs accomplissements culturels (par exemple avec l'école d'Élée)[91].
- Plus à l'ouest, les fondations des Phocéens que sont Massalia (Marseille) et Emporion (Empuries) ont un caractère commercial plus prononcé, reposant sur des échanges avec les populations autochtones, qui conduisent à une diffusion de la culture grecque vers la Gaule et la péninsule ibérique. Dans cette région l'influence phocéenne se heurte cependant à celle de Carthage, qui dégénère dans le premier conflit entre Grecs et Puniques, lors de la bataille d'Alalia vers 540-535, autour de la domination de la Corse, qui se solde par la défaite des Phocéens[92].

Carte des cités grecques et des dialectes en Grande-Grèce
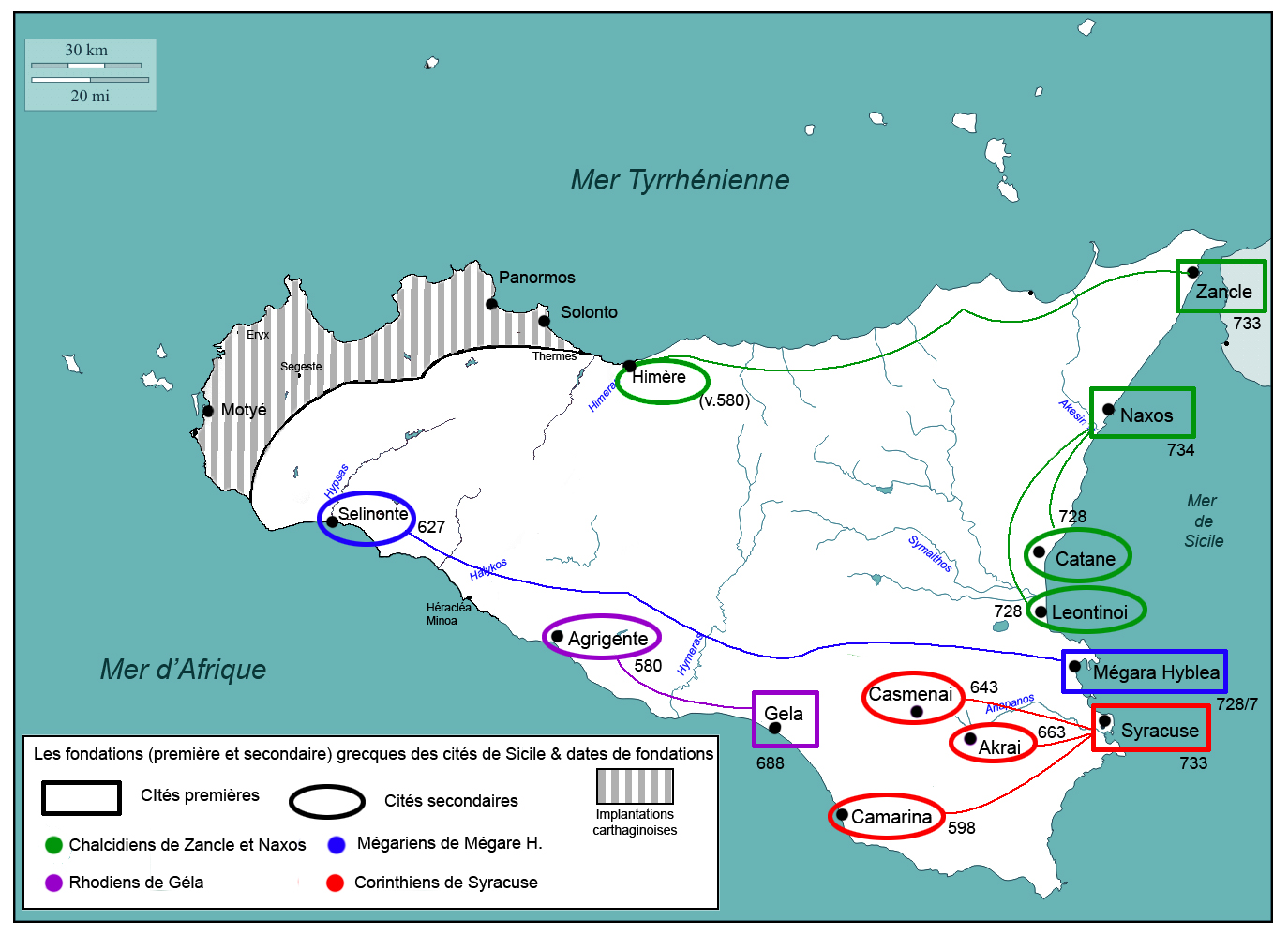
Chronologie des fondations en Sicile
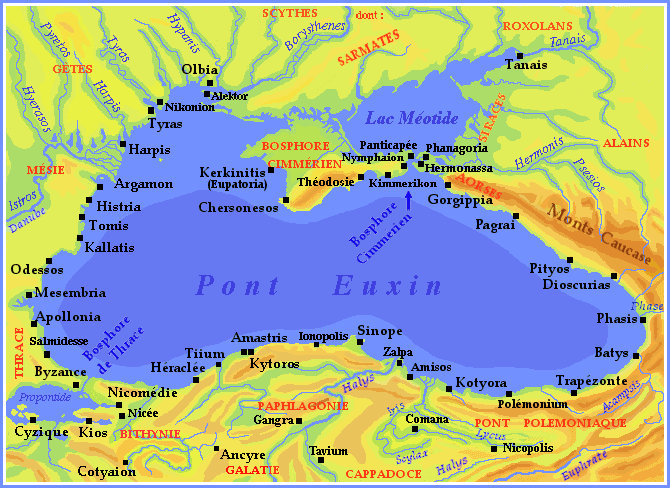
Carte des principales cités grecques autour du Pont Euxin (mer Noire), « grenier à blé » de la Grèce antique.

Ces implantations viennent s'ajouter à la présence grecque à Chypre, déjà en place depuis l'époque antérieure. Cette île continue à jouer un rôle de carrefour entre les différentes parties de la Méditerranée orientale. Plusieurs cités grecques s'y trouvent (Salamine, Amathonte, Paphos, Kourion, Idalion, etc.), organisées comme des monarchies, régnant depuis des palais organisés et administrés à la façon orientale. Cette période a livré de riches tombes « royales » à Salamine. Mais leur histoire est mal documentée,.

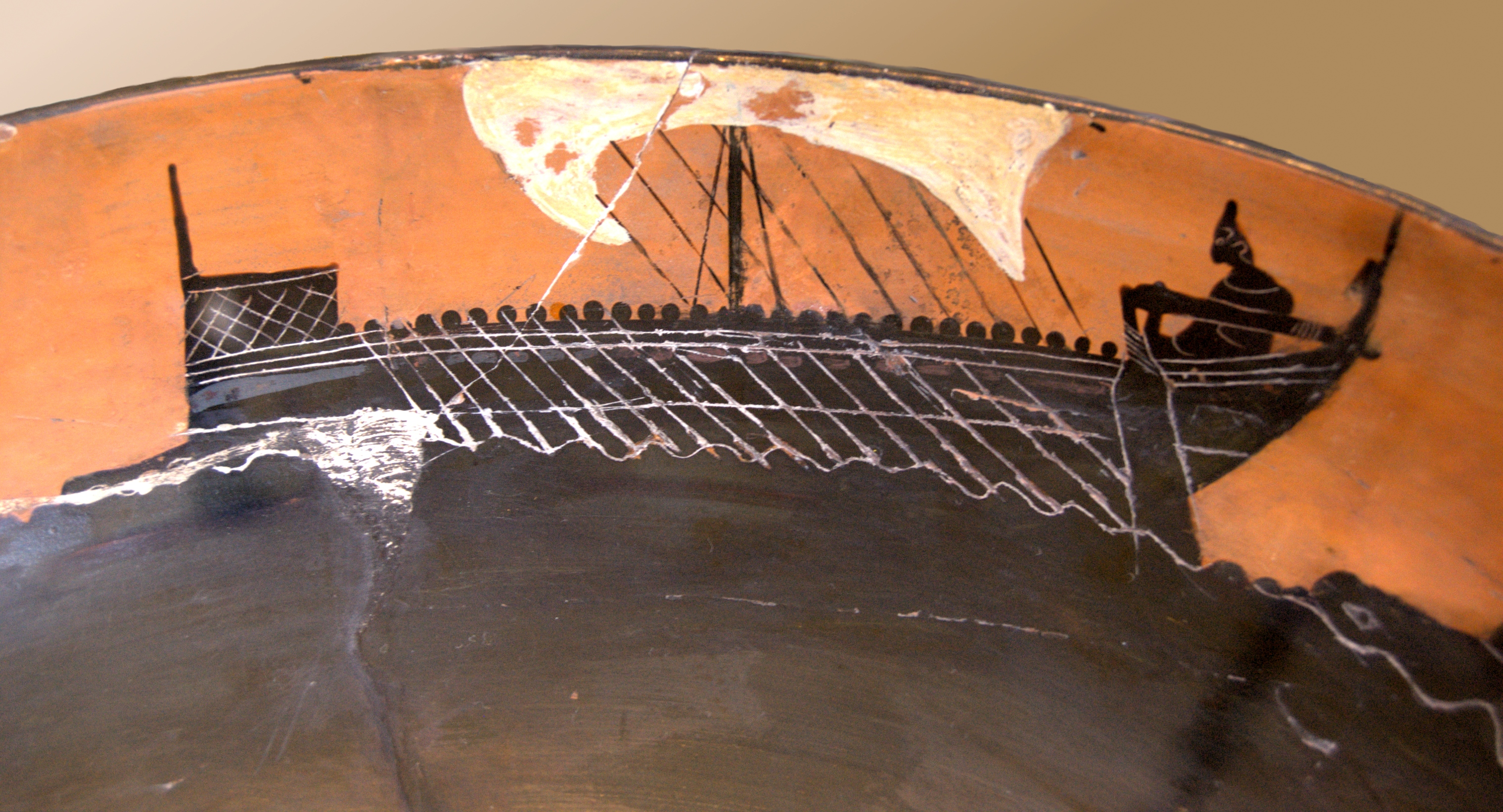
Kylix, céramique à figures noires, représentant un bateau grec. Vers 520 av. J.-C. Cabinet des Médailles.

L'émigration et la fondation de colonies ne peut également se comprendre qu'avec la prise en compte du développement de l'exploration de la Méditerranée par les navigateurs, Grecs mais aussi Phéniciens, ces derniers étant tout comme les Grecs d'habiles navigateurs, marchands et artisans, fondant leurs propres comptoirs et colonies, ce qui engendre une dynamique d'échanges et de compétition entre les deux. Les régions bordant la Méditerranée (et la mer Noire) deviennent de mieux en mieux connectées, créant un espace dans lequel circulent les biens et les idées. Cela accompagne un essor des échanges maritimes, qui en retour stimule le développement de l'artisanat dans les cités grecques.

### Une floraison culturelle et intellectuelle

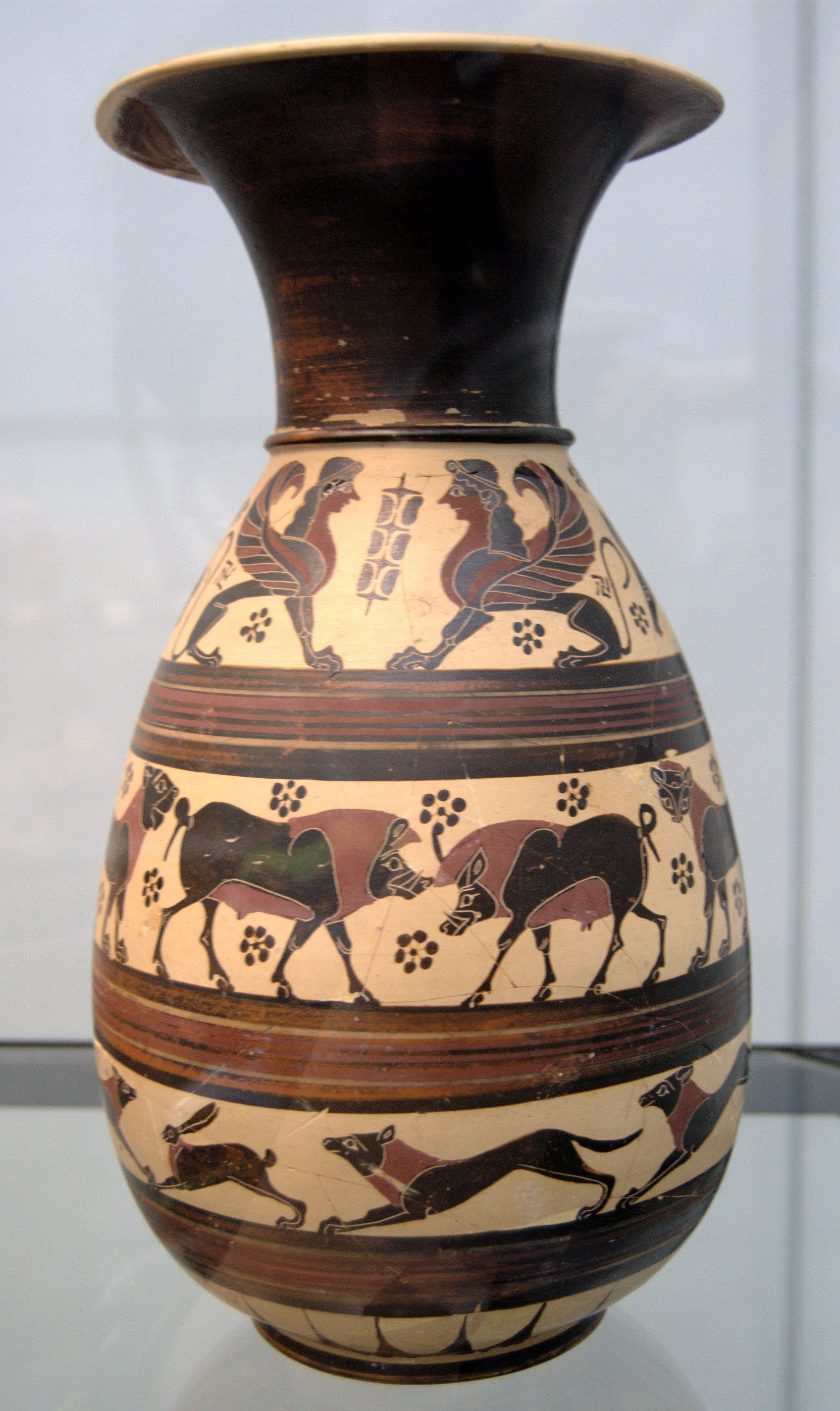
Jarre peinte corinthienne au décor orientalisant, v. 620 BC, Staatliche Antikensammlungen.

Avec la « réouverture » du monde égéen durant les dernières phases des siècles obscurs, les influences « orientales » s'y font plus fortement ressentir. L'innovation culturelle la plus importante venue du Levant est l'alphabet. Vers 800 av. J.-C. la langue grecque commence à être notée dans cette forme d'écriture, bien différente de celles de l'âge du bronze qui ont été de toute manière oubliées, même s'il convient de souligner l'existence du syllabaire chypriote, développé antérieurement à partir du cypro-minoen et qui note aussi un dialecte grec. L'alphabet qui sert d'inspiration est généralement considéré comme étant celui des Phéniciens (attesté par des inscriptions en Crète vers 900 av. J.-C.), mais en fait cette écriture était pratiquée sous des formes légèrement différentes ailleurs au Levant, pour noter d'autres langues ouest-sémitiques (notamment l'araméen et l'hébreu). Les Grecs ne se contentent pas de transposer cet alphabet ouest-sémitique, puisqu'ils l'adaptent à leur langue, avant tout pour noter les voyelles : les alphabets sémitiques (à l'image de l'hébreu et de l'arabe actuels) ne notent en effet que des consonnes, ce qui est bien adapté pour leurs langues, mais pas pour les langues indo-européennes comme le grec où l'écriture des voyelles s'avère indispensable à la compréhension des textes. Le système de consonnes est également modifié pour l'adapter aux dialectes grecs (invention de signes notant des groupes de consonnes tels que psi et khi). Alors que l'alphabet se diffuse dans le monde grec au VIIIe siècle av. J.-C., apparaissent des variantes locales (« épichoriques »), certaines n'intégrant pas de lettres nouvelles (les alphabets « primitifs », en usage en Crète notamment). C'est celui élaboré en Ionie et adopté par les Athéniens qui est le plus familier des connaisseurs d'épigraphie grecque antique. La réintroduction de l'écriture est un phénomène crucial car il permet de nouveaux comportements intellectuels et mentaux,,,.

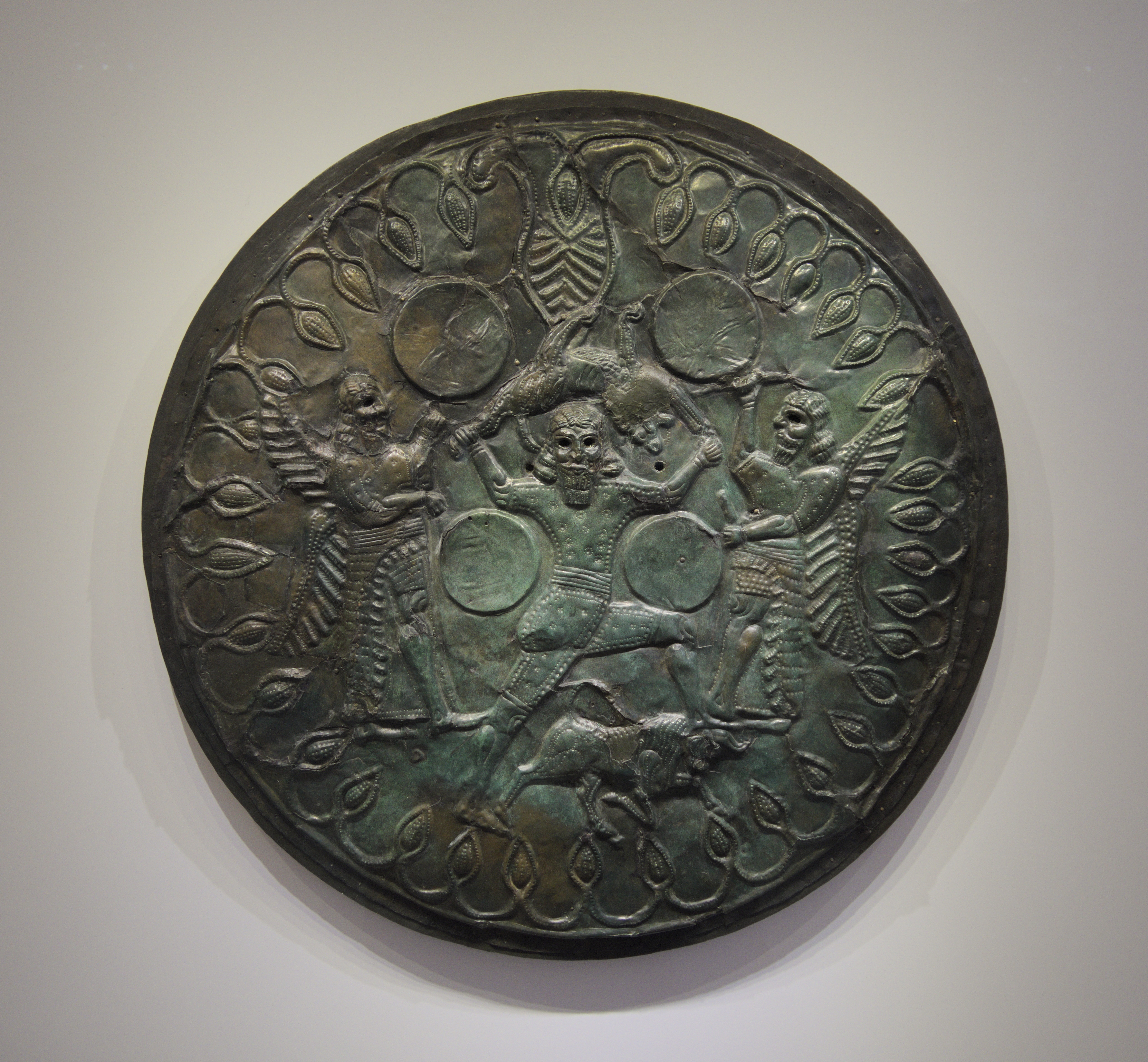
Bouclier en bronze au décor de type assyrien, v. VIIe siècle, sanctuaire du mont Ida en Crète, témoignage de l'influence orientale dans le monde égéen archaïque. Musée archéologique d'Héraklion.

Dans l'art, les influences venues du Proche-Orient (Phénicie, Anatolie, Syrie, Mésopotamie) et d'Égypte sont rangées dans la catégorie « orientalisante », qui sert à désigner une phase artistique couvrant le VIIIe – VIIe siècle av. J.-C., voyant l'assimilation de divers éléments techniques et iconographiques orientaux par les artistes grecs. W. Burkert et M. West ont étendu cette notion d'orientalisation à la religion et la littérature archaïques, notamment Homère et Hésiode (sa Théogonie présentant des ressemblances avec des mythes anatoliens). On peut aussi s'interroger sur l'origine levantine d'autres institutions grecques, telle la cité (présente en Phénicie), l’amphictyonie, le symposion,,, questions auxquelles il n'est pas possible d'apporter de réponses définitives. En tout état de cause inspiration ne veut pas dire dépendance, et ce sont bien les logiques propres aux sociétés grecques qui guident ces transferts culturels : « plus qu'en termes d'influences, les relations avec l'Orient doivent être pensées dans le cadre dynamique et créatif de la cité grecque. »
De fait, ces emprunts aux cultures voisines plus développées techniquement et institutionnellement au début de la période archaïque sont sélectifs et s'accompagnent de l'affirmation de traits distinctifs, sans doute en partie hérités de l'âge du bronze et des âges obscurs. Si la Grèce suit largement les mêmes étapes de développement que les régions orientales (et à la suite de ces dernières) jusqu'à la fin de l'âge du Bronze (néolithisation, innovations agricoles, complexification sociale, système palatial) après elle emprunte une trajectoire originale, la civilisation des cités grecques archaïques étant clairement distincte de celles des civilisations orientales contemporaines. Et comme vu plus haut la comparaison avec les autres civilisations ayant connu le modèle de la cité-État indiquent qu'il est bien plus diffusé dans le monde grec qu'ailleurs. On a pu tenter d'identifier les éléments distinctifs du monde grec archaïque, qui prêtent autant que les influences orientales immatérielles à des discussions. Ils concernent en particulier la culture des élites : les concours athlétiques, les gymnases, l'art de la guerre, les valeurs aristocratiques et le symposion, des pratiques sociales telles que la proxénie, l'amitié institutionnalisée, la place de l'homosexualité. E. Hall a cherché de son côté des traits caractéristiques de l'esprit grec, qui cumulés feraient la spécificité de ce peuple, à savoir leur tropisme maritime, leur suspicion envers l'autorité, leur sens de l'individualité, leur curiosité, une certaine ouverture d'esprit (à la nouveauté, aux influences), leur esprit de compétition, la quête de l'excellence, leur goût pour l'éloquence, la recherche de la joie. Du point de vue artistique on remarque du reste que les Grecs deviennent dès la fin de l'époque archaïque une source d'influence dans le reste du monde méditerranéen (notamment en Italie) et aussi en Orient.

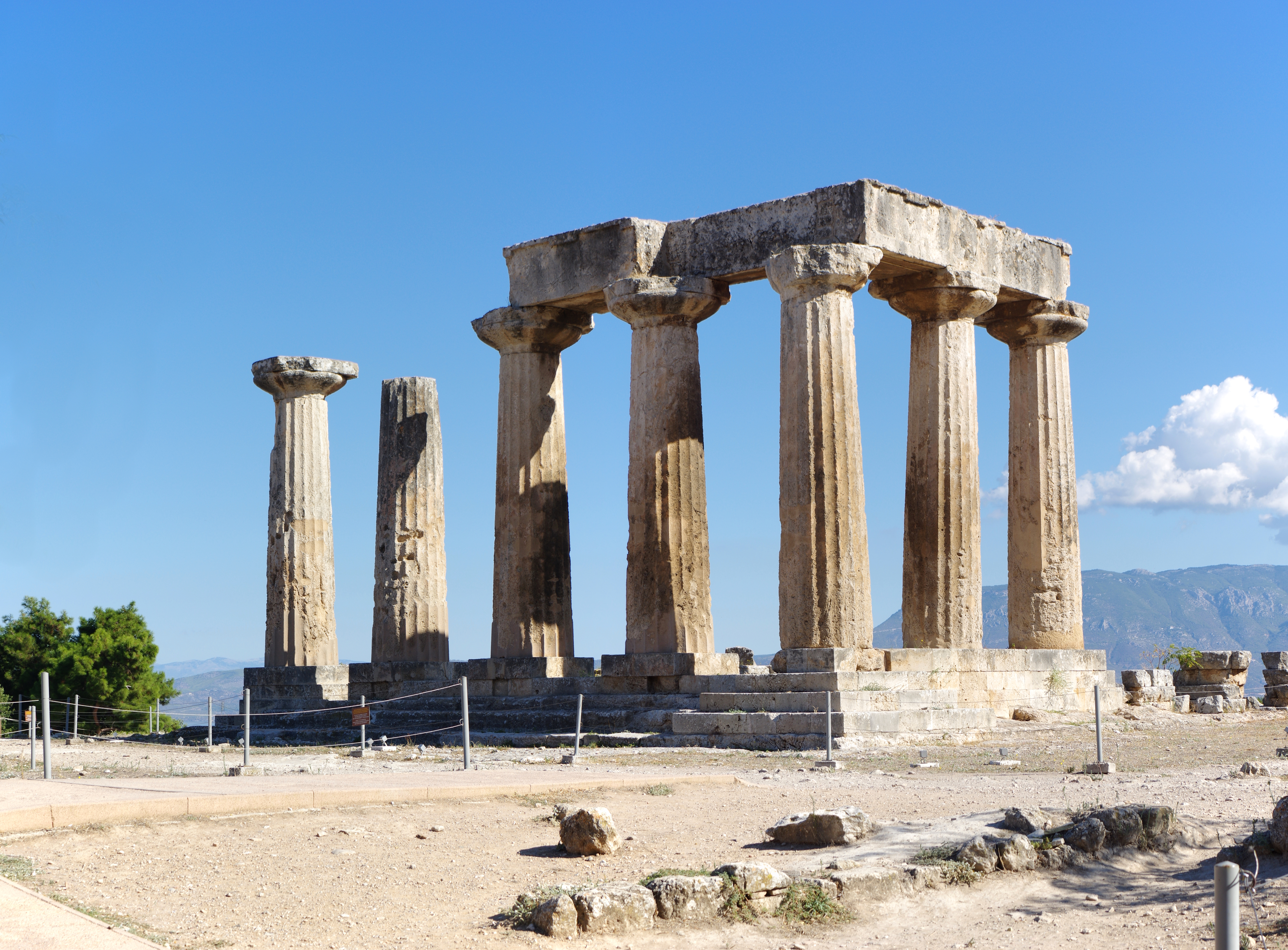
Ruines du temple d'Apollon de Corinthe.

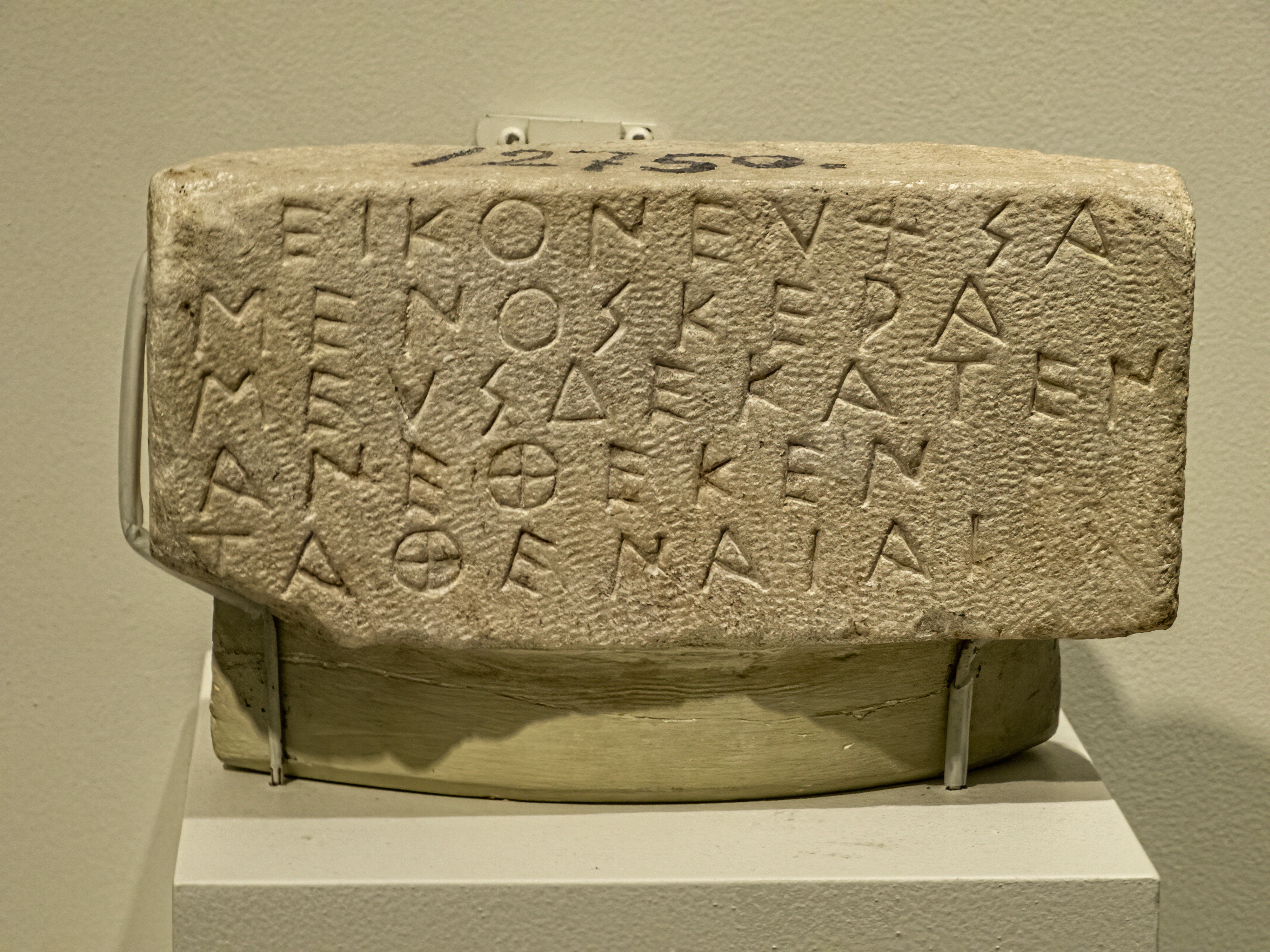
Inscription votive en l'honneur d'Athéna. Athènes, v. 510-500 av. J.-C. Musée épigraphique d'Athènes.

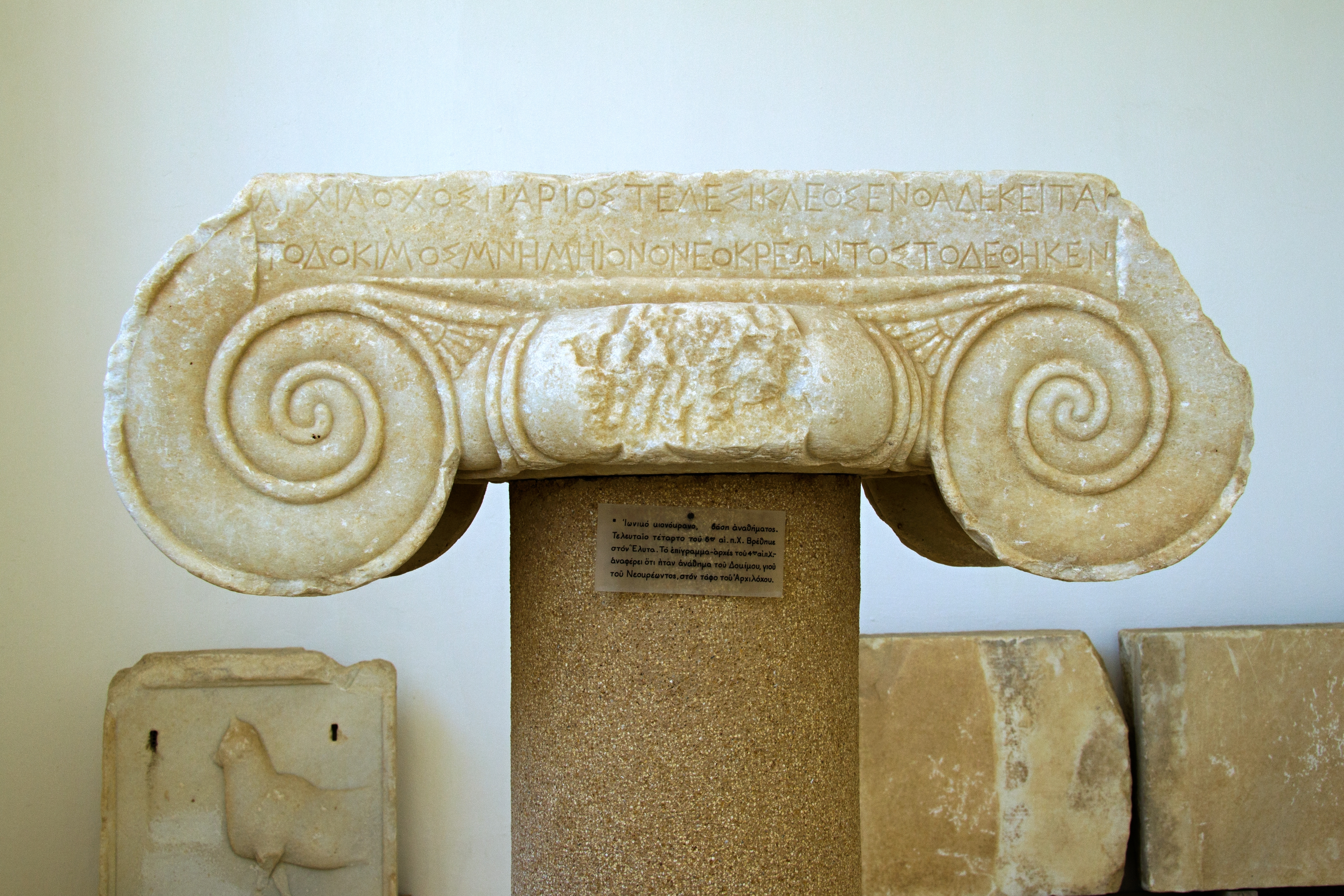
Chapiteau ionique en marbre, v. 525-500 av. J.-C. avec inscription du début du Paros, Musée archéologique de Paros.

Pour ce qui concerne le culte divin, les Grecs de l'époque archaïque adoptent progressivement le temple bâti abritant une statue divine qui est la destinataire des sacrifices, mais en Grèce il n'est pas indispensable à l'exercice du culte, donc pas systématiquement présent dans un sanctuaire. L'érection d'un autel (généralement situé devant l'entrée du temple) est suffisante pour sacrifier aux dieux. Au début de l'époque archaïque le basileus dirige ce culte, qui a lieu dans des espaces ouverts, ou des constructions qui ne se distinguent pas des maisons. Émergent progressivement des constructions plus monumentales qui sont manifestement des temples, au début souvent de plan absidial, puis au VIIe siècle av. J.-C. s'impose le modèle grec du temple rectangulaire entouré de colonnes. Le bâtiment comprend la pièce de culte principale (naos) accessible après avoir traversé d'autres salles, édifice entouré d'une colonnade. Les colonnes sont coiffées de chapiteaux exécutés suivant des styles distinctifs, les « ordres », qui sont alors élaborés (dorique, originaire du Péloponnèse, et ionique, provenant d'Asie Mineure et du Proche-Orient, plus tard complétés du corinthien originaire d'Attique et de l'éolien). Les tyrans participent largement au développement des temples monumentaux pour affirmer leur prestige,. Ces grands sanctuaires deviennent des marqueurs identitaires et des motifs de fierté civiques. Les fêtes religieuses comprennnent des cortèges (pompè) réunissant la communauté civique, le rite sacrificiel se déroule sur l'autel du sanctuaire, les mets étant ensuite distribués aux citoyens qui les consomment lors de banquets civiques qui revêtent une grande importance dans la vie de la cité. Les objets votifs entreposés dans les sanctuaires (figurines, statues, monuments, armes, etc.) sont également un élément symbolique très fort, dont les donateurs retirent un grand prestige,. Cela se repère en particulier dans les grands sanctuaires comme Delphes, Délos et Olympie, dont les « jeux » quadriennaux, apparus au début de la période, recrutent des athlètes venant de plus en plus loin, de toute la Grèce au VIe siècle av. J.-C. Les oracles prononcés par les grands dieux occupent une grande importance dans la vie politique, celui de Delphes étant le mieux connu. Ces sanctuaires et les jeux « panhelléniques » deviennent donc un symbole de l'unité du monde grec, mais aussi un lieu de compétitions, et de rivalités pour leur domination, conduisant parfois à des affrontements (les « guerres sacrées » autour de Delphes).
Les principaux destinataires de ces cultes civiques sont les différents aspects locaux des grands dieux Zeus, Héra, Athéna, Apollon, Artémis, Poséidon, Aphrodite, etc., surtout s'il s'agit de la divinité tutélaire de la cité (« poliade », comme Athéna à Athènes). À côté de cela les cultes « chthoniens », reposant aussi sur des sacrifices, destinés aux divinités liées au monde des morts et aux esprits des défunts, sont également très importants. D'autres formes de cultes émergent, que l'on tente souvent de lier à l'émergence de la cité, même si ce n'est pas toujours évident : des sanctuaires sont érigés aux confins des territoires civiques, pour les borner symboliquement ; des cultes héroïques (autour des lieux de culte appelés hérôon) apparaissent sur des sépultures des époques mycéniennes et suivantes (notamment à l'hérôon de Lefkandi) ; dans les colonies des cultes sont rendus aux ancêtres fondateurs.
La sculpture sur pierre se développe dans le monde grec à compter de l'époque archaïque et connaît des évolutions rapides qui conduisent à l'apparition d'un des domaines caractéristiques de l'art grec antique. Pour les périodes antérieures des figurines en terre cuite et métal sont connues, mais rien d'équivalent aux traditions sculpturales égyptienne et proche-orientale. C'est en Crète que sont attestés les plus anciens fragments de statues en pierre, d'inspiration « orientale ». Le développement des sanctuaires joue manifestement le rôle essentiel dans l'essor de la sculpture, puisqu'il n'y a pas de pouvoir royal en Grèce pour jouer ce rôle, et la majorité des sculptures archaïques relèvent d'un contexte sacré, avec des commanditaires faisant partie de l'élite. Au VIe siècle av. J.-C. apparaissent les statues de « jeune homme » (kouros) et « jeune fille » (korè), témoignant d'une inspiration égyptienne. Les styles évoluent ensuite très vite, se démarquant des modèles orientaux, avec un souci croissant pour donner un rendu anatomique plus réaliste, et le marbre est de plus en plus employé.

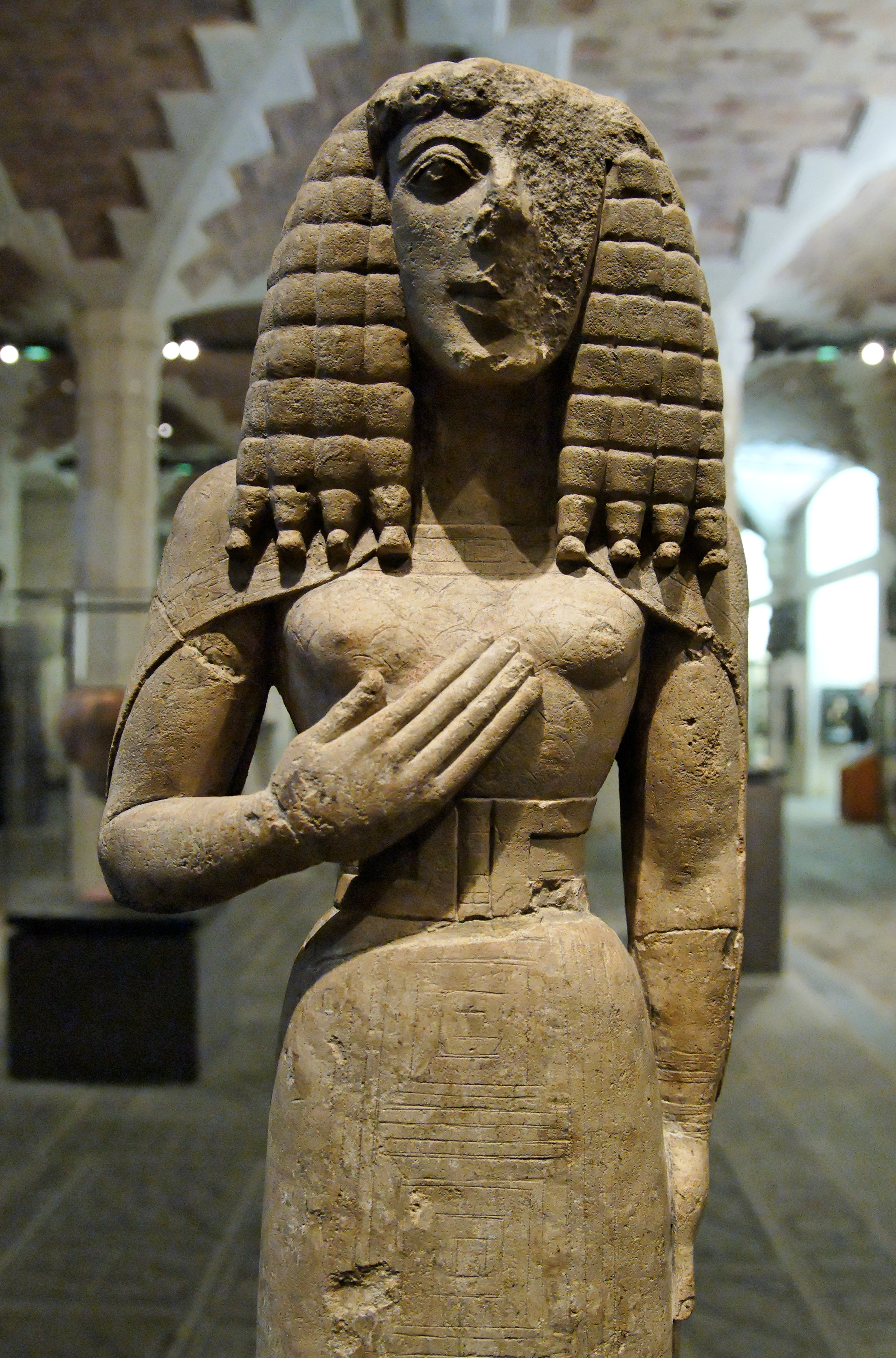
La « Dame d'Auxerre », Crète, v. 640-630 av. J.-C. Musée du Louvre.
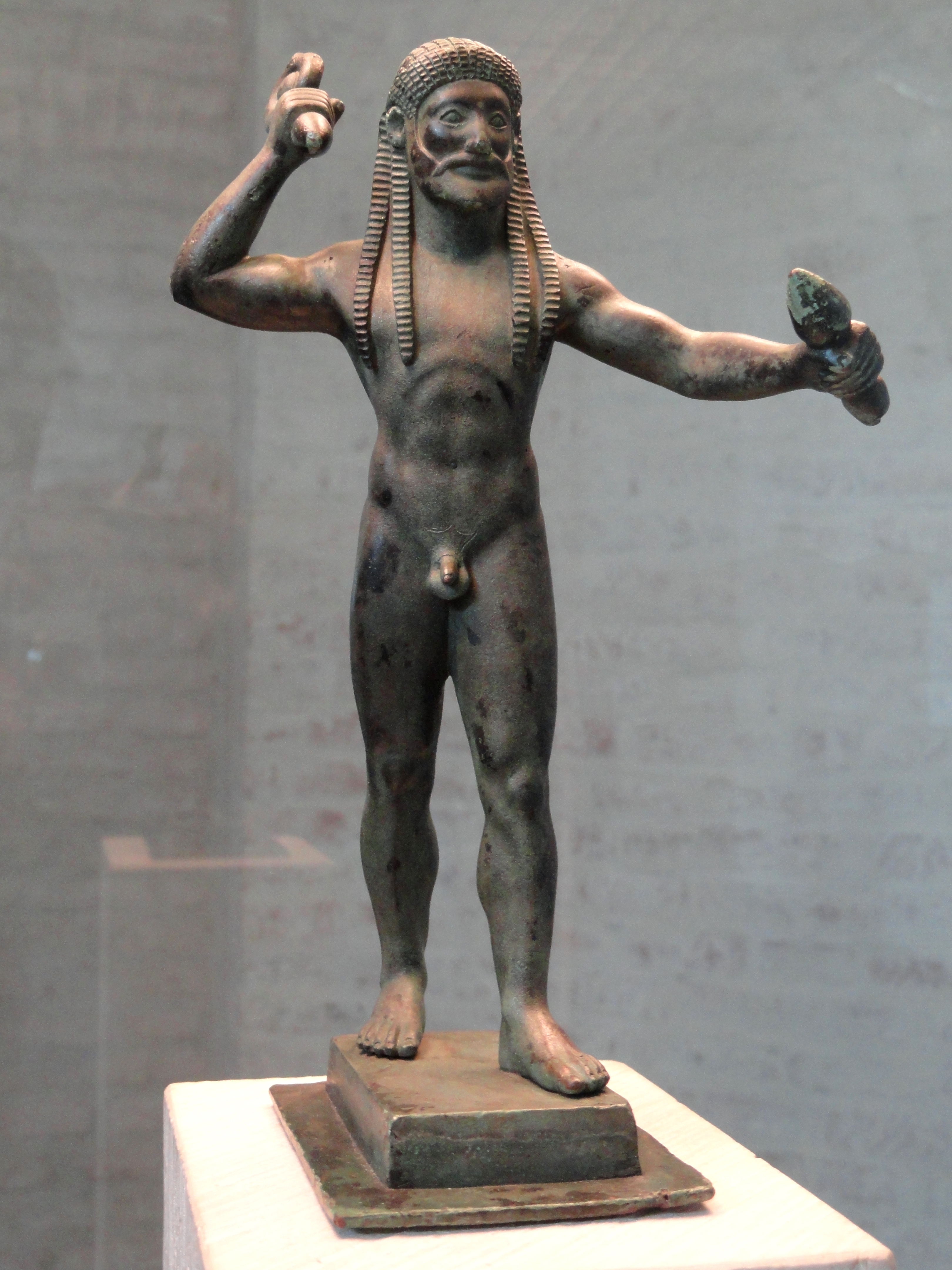
Statue de Zeus représenté avec des éclairs dans les mains. Glyptothèque de Munich.
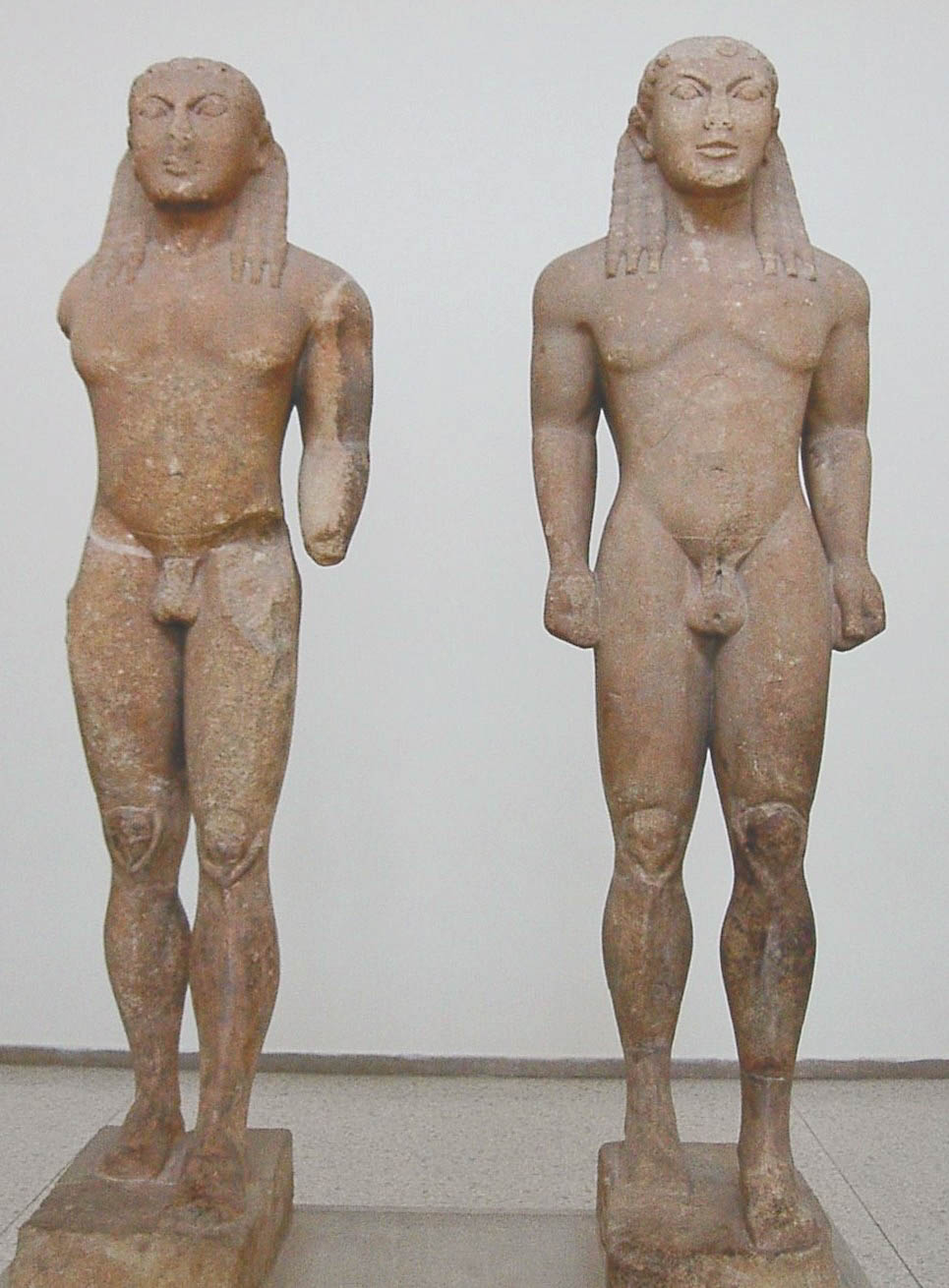
Cléobis et Biton. Vers 580 av. J.-C. Musée archéologique de Delphes.
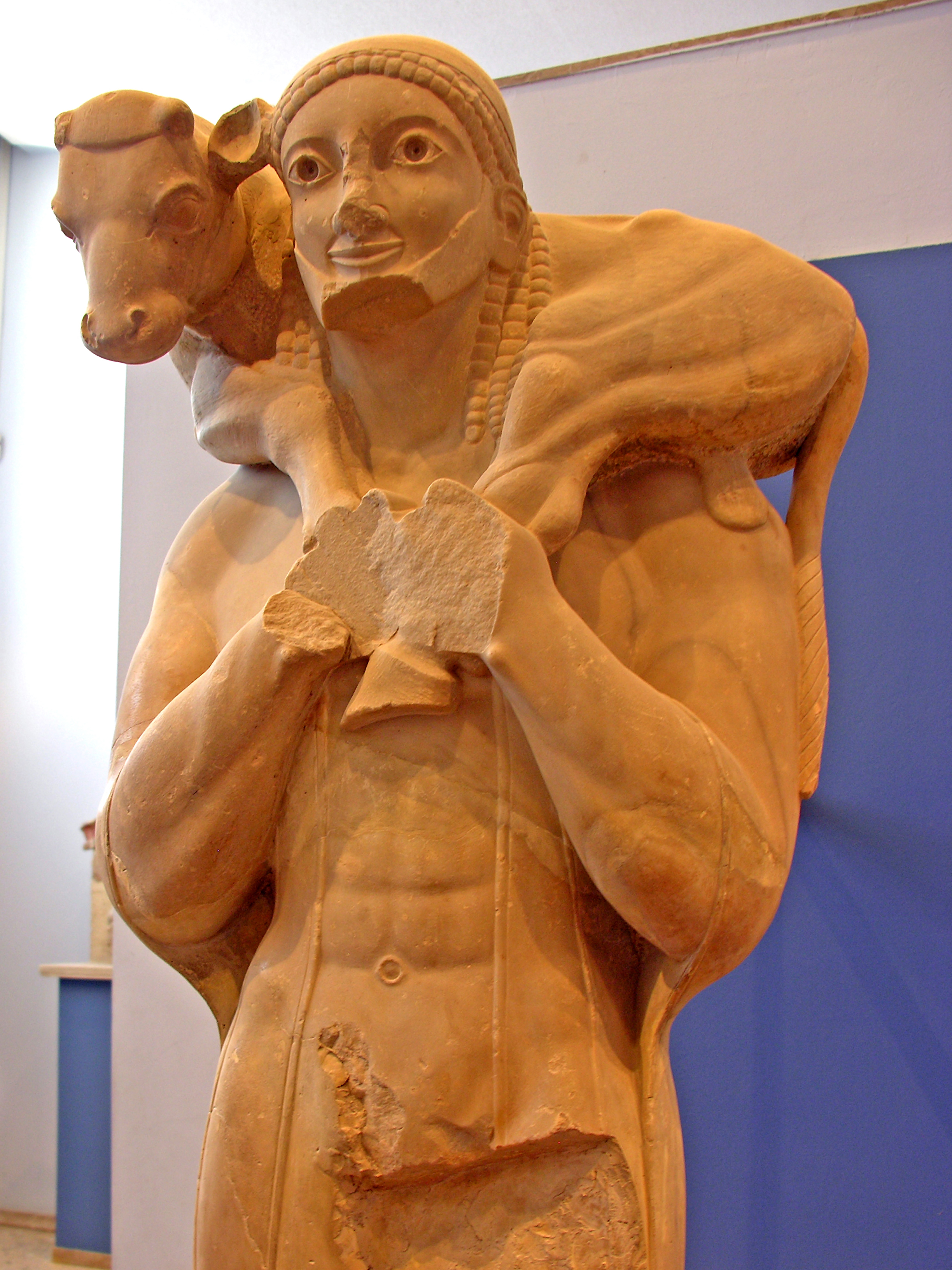
Le Moschophore (« porteur de veau »), statue datée de v. 570-550 av. J.-C. Musée de l'Acropole d'Athènes.
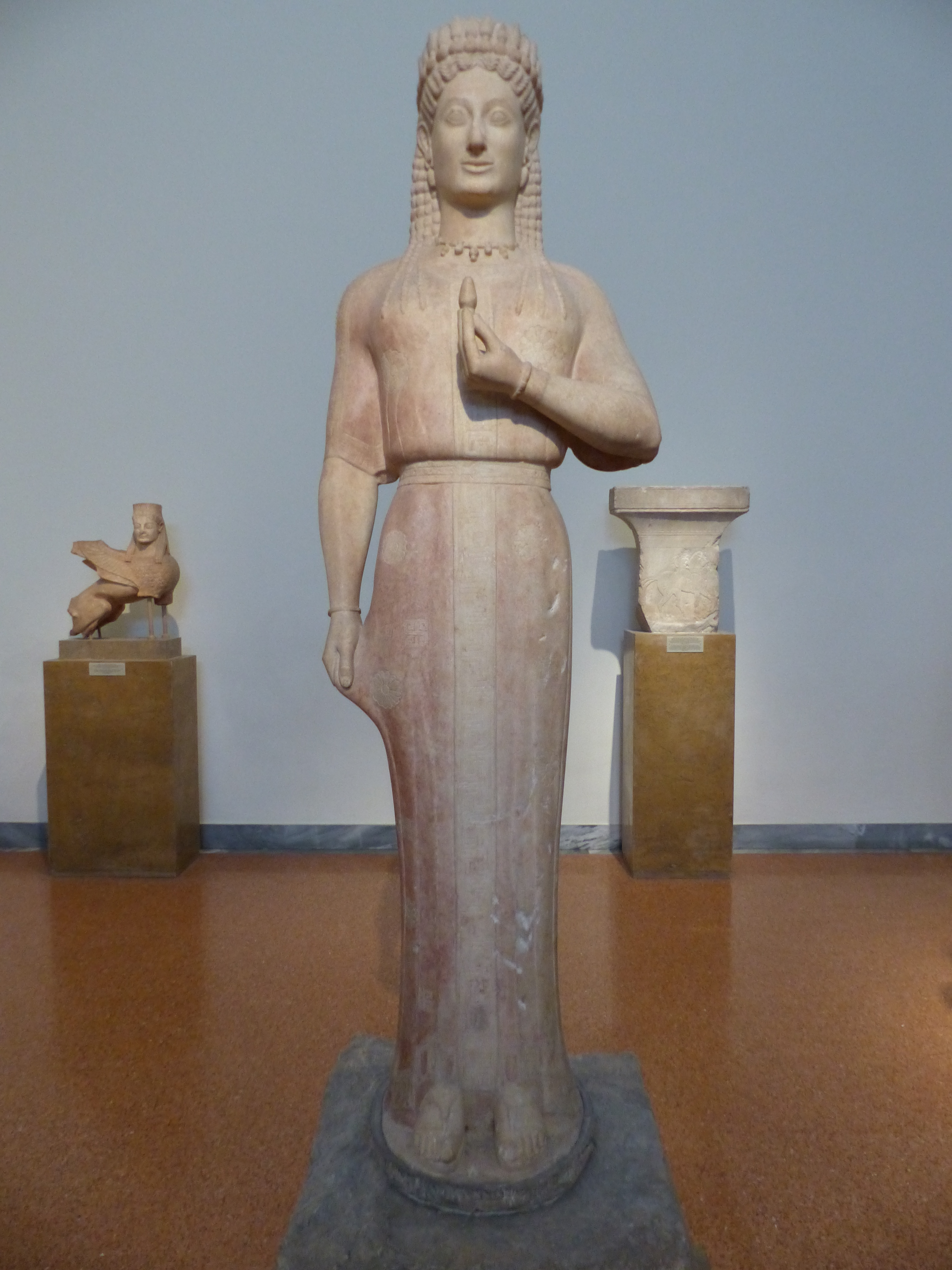
Koré Phrasikleia, polychrome, v. 550 av. J.-C. Musée national archéologique d'Athènes.
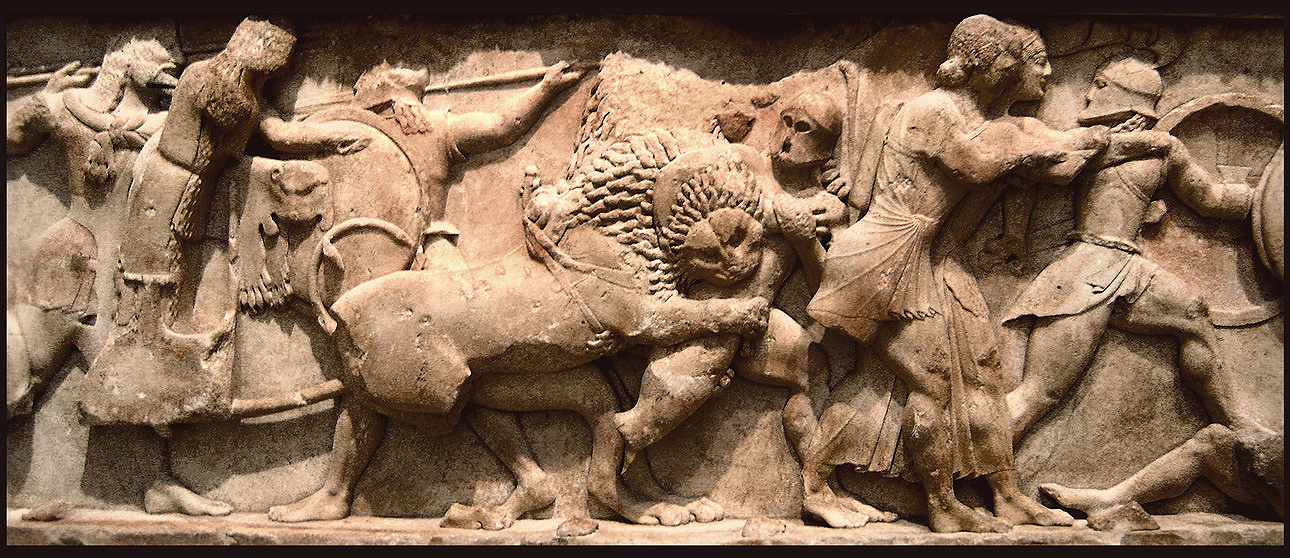
Frise du trésor de Siphnos représentant une gigantomachie, Delphes, v. 525 av. J.-C. Musée archéologique de Delphes.

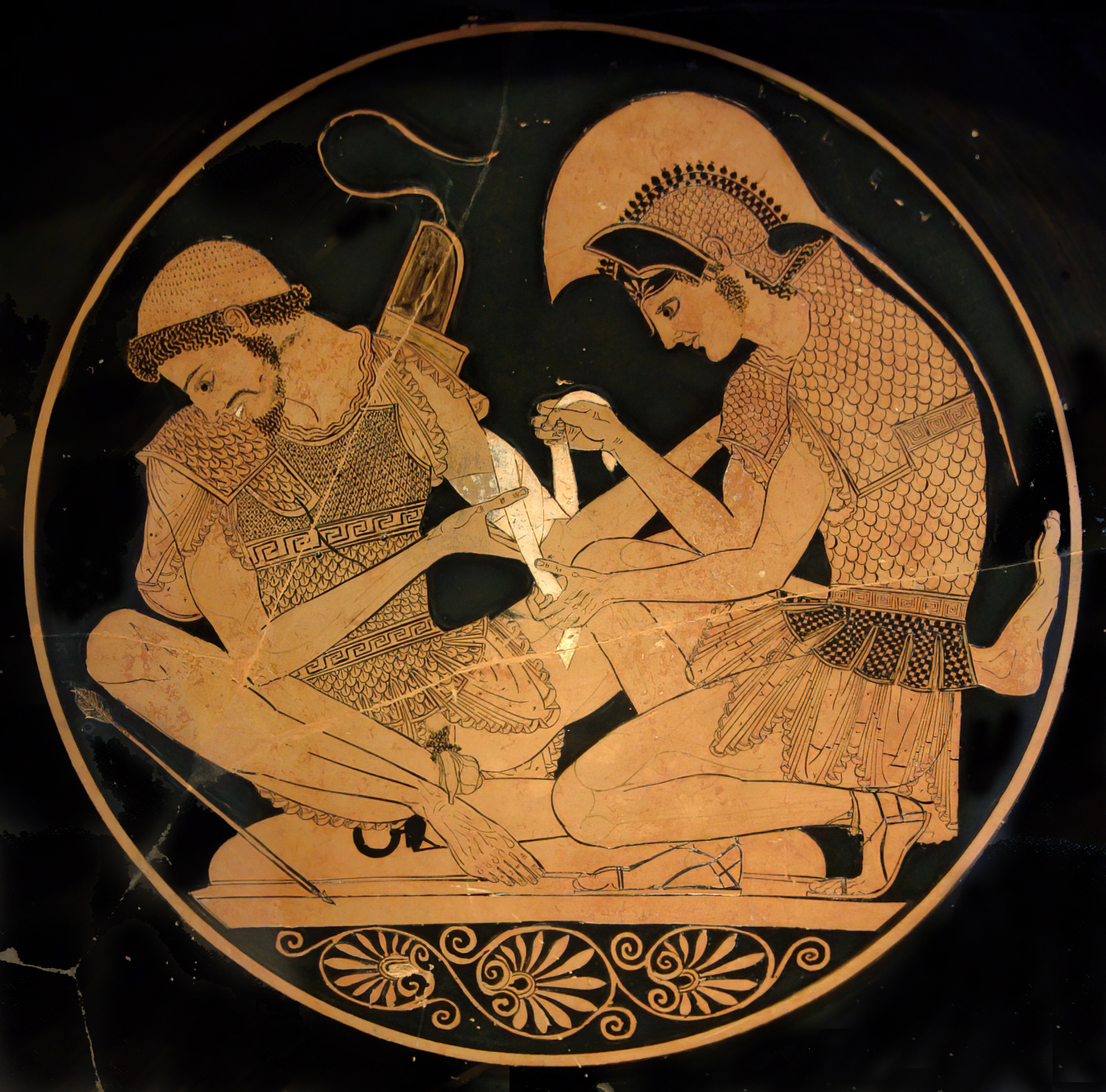
Kylix, céramique à figures rouges, représentant Achille et Patrocle. Vers 500 av. J.-C. Antikensammlung Berlin.

Du point de vue littéraire, le début la période archaïque est dominé par la figure de Homère, poète dont l'existence reste discutée, auquel sont attribuées deux épopées, élaborées vers 750-700 av. J.-C. L’Iliade relate un épisode de la légendaire guerre de Troie, centré sur le guerrier Achille, et l’Odyssée, relatant les péripéties d'un autre héros de ce conflit, Ulysse (Odysseus), figure de marin courageux et intelligent. Ces œuvres sont rapidement devenues incontournables dans la culture grecque antique où elles sont constamment citées. L'autre auteur majeur, sans doute légèrement postérieur (v. 700 av. J.-C.), est Hésiode, dont la Théogonie est l'une des principales sources sur la mythologie grecque, et Les Travaux et les Jours fournit divers conseils pratiques pour un honnête travailleur, une des meilleures sources sur la vie économique des débuts de l'époque archaïque. Par la suite c'est la poésie lyrique qui connaît une grande vogue, en lien avec l'essor de la pratique des banquets, et des auteurs souvent issus des îles égéennes tels qu'Archiloque, Alcée, et la poétesse Sappho. Peu de leurs œuvres ont été préservées. Elles sont surtout connues par des références et citations dans des textes plus tardifs,. La principale figure de la poésie de la fin de l'époque archaïque et du début de la période classique est le béotien Pindare (522-438), souvent considéré comme le plus grand poète lyrique de la Grèce antique.
Les penseurs Ioniens ouvrent une étape suivante de la vie intellectuelle grecque, celles des philosophes « présocratiques », dont les idées sont surtout documentées par des commentaires d'écrivains postérieurs. Ils élaborent une philosophie de la nature, reposant en partie sur des savoirs importés du Proche-Orient et d’Égypte (régions où les marchands ioniens étaient très présents), mais les abordant sous un angle totalement différent qui constitue en soi une révolution intellectuelle majeure du monde antique, généralement tenue pour marquer le début de la science grecque. Leurs interrogations les poussent à s'intéresser à la cosmologie, à l'astronomie, à la géographie, à la géométrie. Tout débute avec une série d'érudits de Milet : Thalès, Anaximandre et Anaximène, puis Héraclite d'Éphèse. Ils s'interrogent sur les principes qui sont au fondement de l'univers (le cosmos),. Les troubles qui agitent ensuite la partie orientale de l'Égée font fuir leurs deux plus illustres successeurs en Grande Grèce, où ils posent les bases d'un nouvel essor culturel : Xénophane qui fonde l'école d'Élée, puis Pythagore, qui poursuivent leurs interrogations, suscitant des vocations locales, notamment celle de Parménide, dont le monisme radical (le monde n'est constitué que d'une seule substance) et l'approche logique introduisent une nouvelle évolution dans l'histoire de la pensée grecque,. Anaximandre réalise également une carte du monde dans le cadre de ses réflexions, son disciple Hécatée étendant ses travaux, en y incluant des recherches sur les peuples et leur mode de vie, qui pose les bases des écrits d'Hérodote,.

## Les guerres médiques

Le monde grec pendant les guerres médiques.

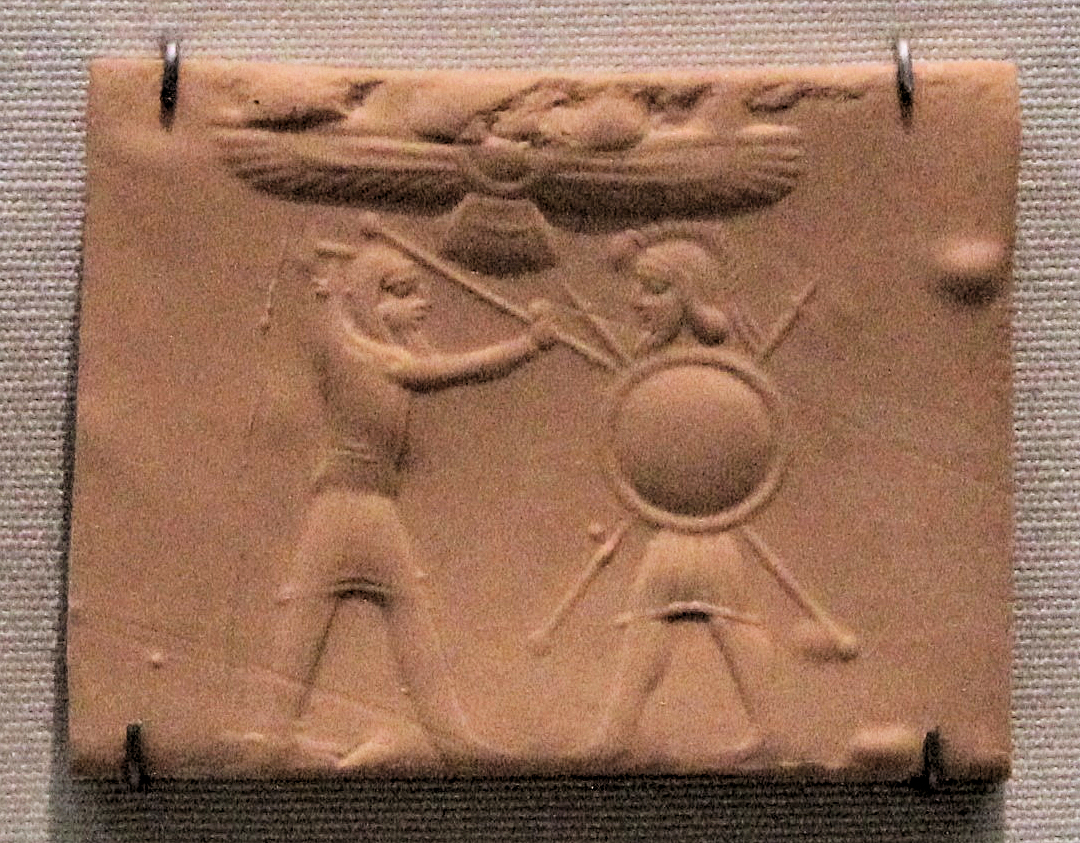
Soldat perse plantant une lance dans un hoplite grec. Empreinte d'un sceau-cylindre achéménide, British Museum.

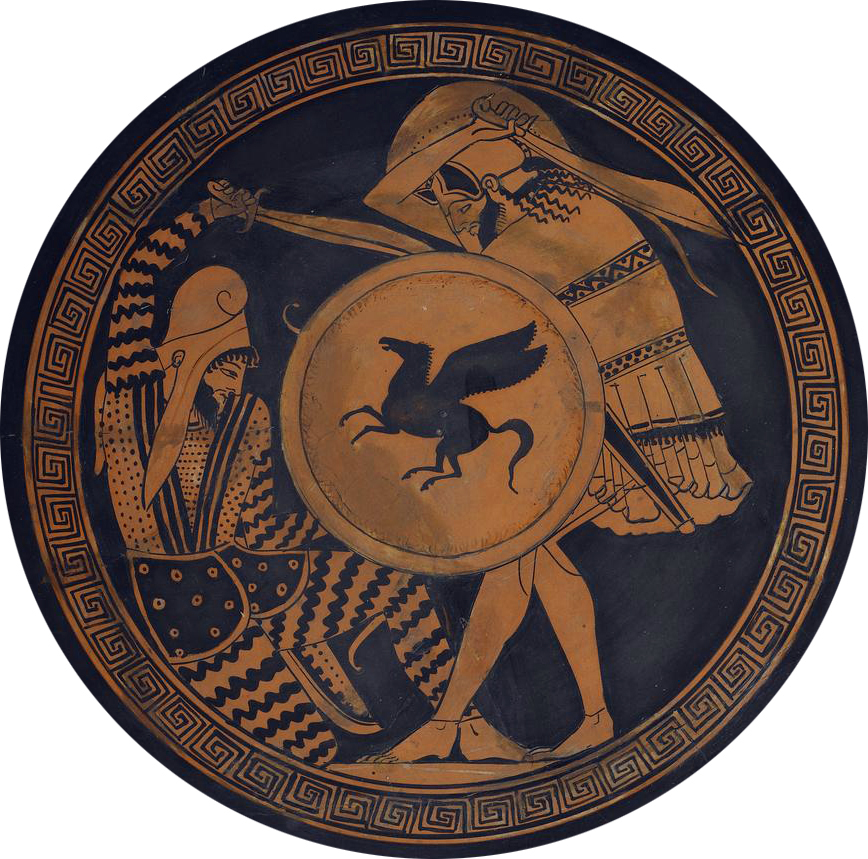
Combat entre un guerrier perse et un hoplite grec. Scène peinte sur un kylix, céramique à figures rouges, v. 480 av. J.-C. Musée national archéologique d'Athènes.

L'histoire des « guerres médiques » (les Mèdes étant un peuple iranien parent et vassal des Perses avec lesquels les Grecs les confondaient souvent) est essentiellement connue par le récit qu'en a laissé Hérodote, qui a vécu au moment des faits, donc un point de vue grec, mais de la part d'un auteur qui avait développé une grande curiosité vis-à-vis des pays « Barbares » dont les Perses. Ces conflits marquent la transition entre l'époque archaïque et l'époque classique.
Au milieu du VIe siècle av. J.-C., la Lydie du roi Crésus est le royaume dominant l'Asie mineure, qui avait placé sous sa domination les cités grecques de la région. Mais en 546 il affronte les armées perses de Cyrus, qui le défont. Dans la foulée, les cités grecques de la région sont soumises au conquérant. Mais vers 500-499, Aristagoras et la cité de Milet soulèvent l'Ionie contre la tutelle perse et demandent de l'aide aux cités de Grèce. Sparte refuse de s'emporter dans une guerre aussi lointaine et hasardeuse, Athènes en revanche apporte son appui, ainsi qu'Érétrie. Après l'audacieuse prise de Sardes, les Grecs doivent se replier. Les Athéniens abandonnent, tandis que la révolte s'éteint en même temps qu'elle est matée. En 494, la bataille de Ladè marque la fin de ce premier affrontement. Plusieurs cités chypriotes avaient rejoint la révolte contre la Perse, sous la direction d'Onésilos de Salamine, avec le même résultat.
Mais Darius Ier envoie une expédition vers la Grèce en 492-490, dirigée contre ceux qui ont soutenu les Ioniens : la marine perse ravage des îles grecques, prend Érétrie, et débarque en Attique (région d'Athènes) afin d'attaquer Athènes. Ils sont arrêtés à la bataille de Marathon en 490. Les Perses retournent vers leur territoire, après la conquête des îles de l'Égée. Pour les Athéniens, la victoire de Marathon devient un événement marquant de l'histoire de la cité.
Après avoir été occupé par une révolte en Égypte, Xerxès Ier, fils et successeur de Darius, organise l'expédition de 480, de plus grande envergure. Le monde grec est divisé face à cette invasion d'envergure, de nombreuses cités choisissant de se soumettre aux Perses (les « médisants », notamment ceux séduits par l'or perse, tandis que ceux qui choisissent de résister s’allier finalement en une ligue grecque sous l’hégémonie de Sparte, la cité la plus puissante, qui prend le commandement des opérations, Athènes étant l'autre cité dominant l'alliance. Les Perses marchent vers le sud tandis que leur flotte les accompagne en longeant les côtes. À la bataille des Thermopyles, en 480, le roi de Sparte Léonidas et une petite troupe se sacrifient pour ralentir la marche perse. Mais les Perses prennent la Béotie et l'Attique, Athènes est mise à sac et brûlée. Les Athéniens ayant été évacués sur les îles proches, sous la direction de Thémistocle, et affrontent la flotte perse au détroit de Salamine, remportant une victoire décisive. Un an plus tard, malgré les propositions de paix séparée offertes à Athènes, les alliés grecs guidés par Sparte et Pausanias défont les Perses à la bataille de Platées, cette fois sur terre. La bataille du cap Mycale achève la flotte perse en mer Égée. Byzance est prise en 478. La victoire des cités grecques alliées face aux Perses est complète.
Ce triomphe est un tournant majeur dans l'histoire grecque. Il a un impact sur la façon dont les Grecs se perçoivent eux-mêmes (en particulier la division entre vainqueurs, Athènes et Sparte et « traîtres », en premier lieu Thèbes), et leur identité et leurs attitudes face aux autres, les « Barbares », dont les Perses deviennent un des archétypes, et la rhétorique anti-perse est souvent invoquée comme élément de l'unité grecque durant la période classique,. Cela n'empêche pas des Grecs de se mettre au service des Perses, qu'il s'agisse de mercenaires (Xénophon et les Dix-Mille), de médecins (Ctésias de Cnide), ou de réfugiés politiques (dont Thémistocle, l'artisan de la victoire athénienne à Salamine). En revanche les transferts culturels entre les deux ensembles semblent très limités durant l'époque classique, du moins dans le domaine artistique, les Grecs ayant cessé de se tourner vers l'Orient pour privilégier leurs propres modèles (sauf dans les régions sous domination perse).
La confrontation à des royaumes et empires qui tentent de contrôler les cités (la Perse, et avant elle la Lydie) contribue aussi à l'émergence du concept de « liberté » (eleuteria) dans les années qui suivent la fin du conflit (il apparaît dans Les Perses d'Eschyle), contre la royauté autocratique dont les Perses sont l'archétype, et qui devient un mot d'ordre repris par la démocratie athénienne.
Sur le plan géopolitique, la victoire contre la Perse laisse néanmoins une Grèce divisée, puisqu'elle conduit à la domination de Sparte et d'Athènes, qui tourne rapidement à la rivalité.

## L'époque classique

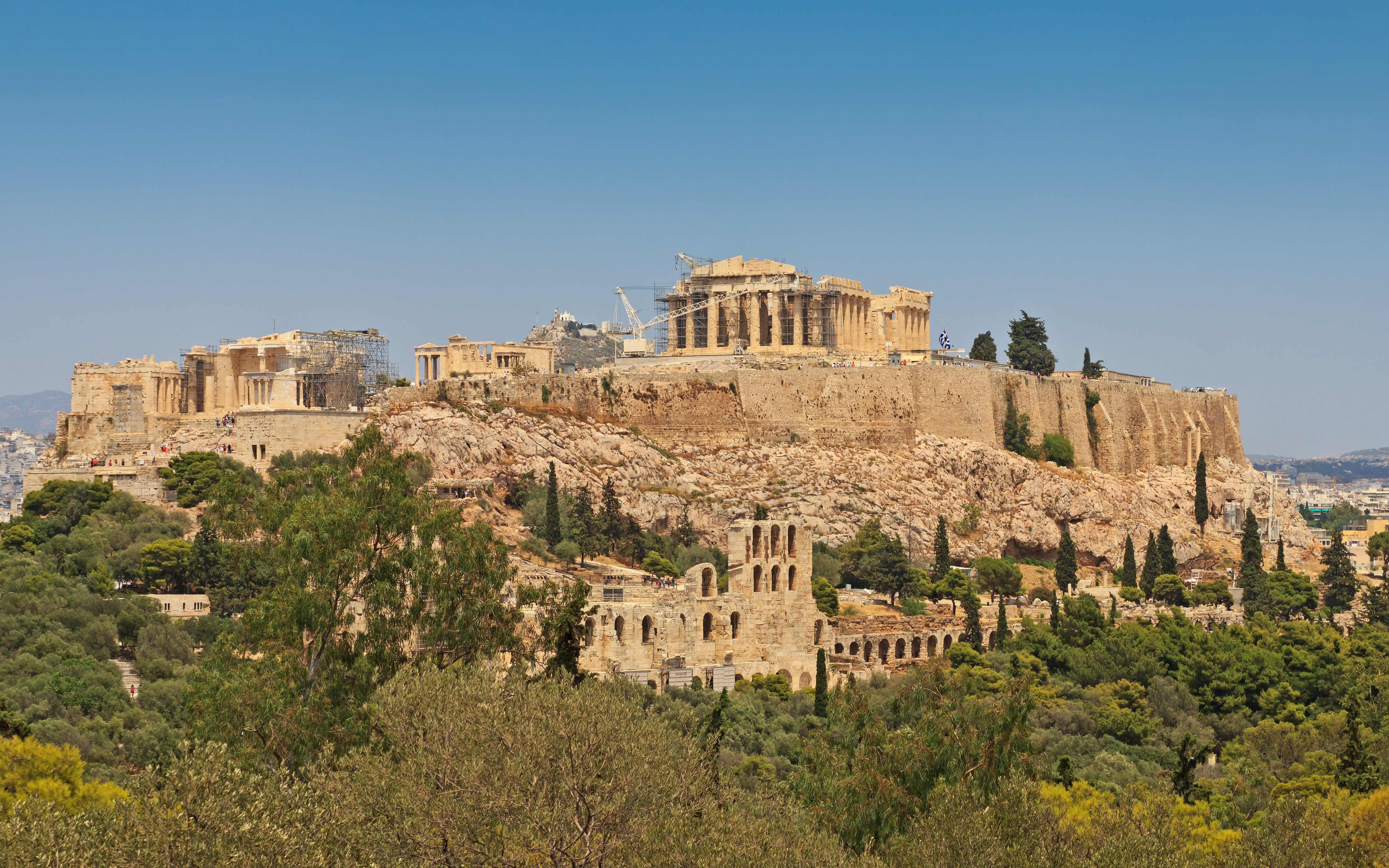
L'Acropole d'Athènes.

La période qui va de la fin des guerres médiques à la mort d'Alexandre est désigné conventionnellement comme l'époque « classique » de l'histoire grecque. Ce terme d'origine latine, qui dérive du mot désignant les classes sociales romaines, a fini par désigner dans la critique littéraire des auteurs et ouvrage de première classe, servant de modèles pour les générations postérieures de la civilisation occidentale. Les « classiques » au sens large désignent les productions littéraires et artistiques de référence de l'Antiquité gréco-romaine. Au sens restreint le terme a fini par désigner la référence de ces références, la période vue comme l'apogée culturel athénien (le « miracle grec » d'Ernest Renan), surtout dans l'art et la littérature, voire la période durant laquelle la civilisation des cités grecques est par essence supérieure aux autres civilisations, et aussi aux autres périodes de l'histoire grecque. Les générations récentes d'historiens ont généralement tourné le dos à cette idéalisation et à ces tendances à mettre en avant la supériorité d'une période ou d'une civilisation sur les autres, mais le terme « classique » reste employé par convention pour désigner cette époque.
Du point de vue politique et militaire la première phase de la période est marquée par une opposition bipolaire entre Athènes et Sparte, les deux grands vainqueurs des guerres médiques. Après la fin de la très dévastatrice guerre du Péloponnèse (431-404), Sparte ne parvient pas à asseoir sa primauté et le monde grec voit la rivalité de plusieurs puissances (Sparte, Athènes, Thèbes, aussi la Perse), jusqu'à la mise en place de l'hégémonie du royaume de Macédoine par son roi Philippe II. La période classique est avant tout documentée par des sources athéniennes, cette cité étant alors la plus vaste, la plus riche et celle où la vie culturelle est la plus dynamique.

### Athènes et Sparte
Dans le domaine politique, le Ve siècle av. J.-C. est marqué par la rivalité entre les deux plus puissantes cités de Grèce, Athènes et Sparte, qui présentent deux trajectoires politiques et militaires opposées.

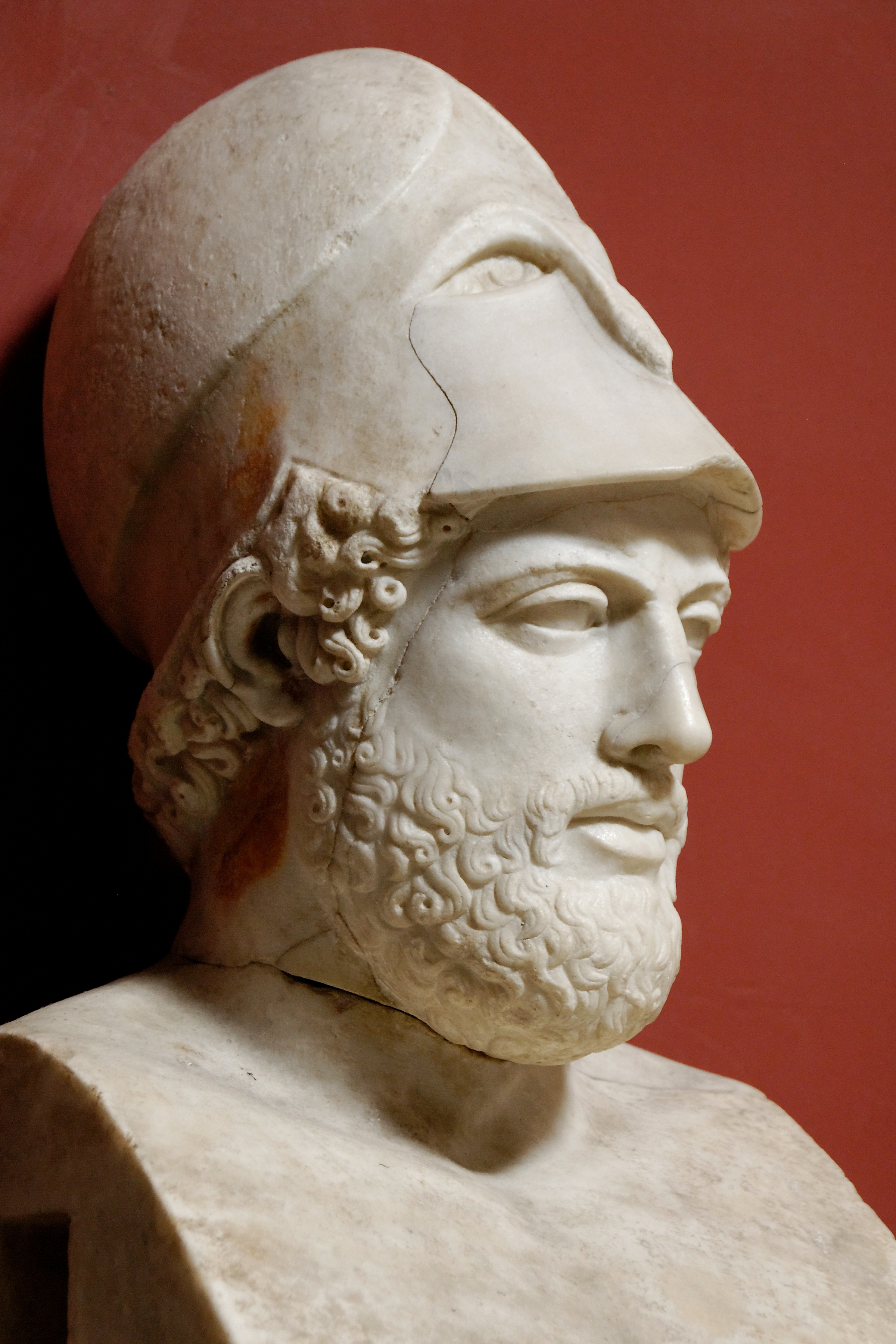
Périclès, copie du buste de Crésilas (v. 430 av. J.-C.), musée Pio-Clementino

Athènes, située en Attique où elle contrôle un territoire très étendu, disposant de terres fertiles, de mines de plomb argentifère (le Laurion) et bien situé pour jouer un rôle maritime. Au VIIe siècle av. J.-C. la cité n'est pas soumise à la tyrannie malgré la tentative de Cylon (v. 630). Les réformes attribuées à Solon (v. 594) aboutissent à l'abolition de l'esclavage pour dette des citoyens, et la création d'une assemblée politique et législative, la Boulè, dont le recrutement n'est pas aristocratique, et il crée aussi le dikastèrion, sorte de « tribunal du peuple » chargé de s'assurer du respect des lois. Dans la seconde moitié du VIe siècle av. J.-C. la cité sous la domination d'une dynastie de tyrans, les Pisistratides, qui entreprennent d'importantes constructions et la constitution d'une flotte de guerre importante. Ils sont chassés en 510, et dans la foulée les lois instaurant le régime démocratique sont votées, sous l'égide de Clisthène, pensées pour donner le pouvoir au « peuple », le démos. Elles sont marquées par le principe de l'isonomie, l'égalité politique et juridique de tous les citoyens, qui ont une capacité politique plus large que par le passé, ce qui aboutit sur une vie civique très vivante, reposant sur le débat public, la réflexion politique. L'autre rôle majeur des citoyens est de servir dans l'armée, notamment sa puissante flotte financée par les ressources du Laurion, et donc les équipages se recrutent parmi les catégories les moins riches de citoyens, les thètes, qui sont les plus fervents soutiens de la démocratie. Cela s'accompagne comme ailleurs de l'exclusion des femmes de la vie politique, et du développement d'un esclavage de masse qui soutient largement le développement économique de la cité. La vie politique reste dominée par les élites, notamment les membres des grandes familles comme les Alcméonides (Clisthène, Périclès et Alcibiade), et l'opposition anti-démocratique reste présente. Les étrangers résidents (les métèques) disposent d'un statut certes inférieur à celui des citoyens (ils payent un impôt mais sont exclus de la vie politique) mais peuvent profiter de la riche économie athénienne pour développer leur fortune, ce qui explique que la cité accueille de nombreuses personnes venus de tout le monde grec voire d'au-delà, créant une cité cosmopolite,,.
Le régime démocratique n'est en tout cas pas un monopole athénien, puisque d'autres cités archaïques ont prétendu donner le pouvoir au peuple (Sparte, Chios), et qu'à l'époque classique le système se retrouve ailleurs, notamment à Argos, même si souvent l'influence athénienne semble expliquer ces évolutions. En effet le concept de « liberté » invoqué face aux menaces extérieures est transposé pour les affaires intérieures de la cité, en opposition à la tyrannie et à l'oligarchie.

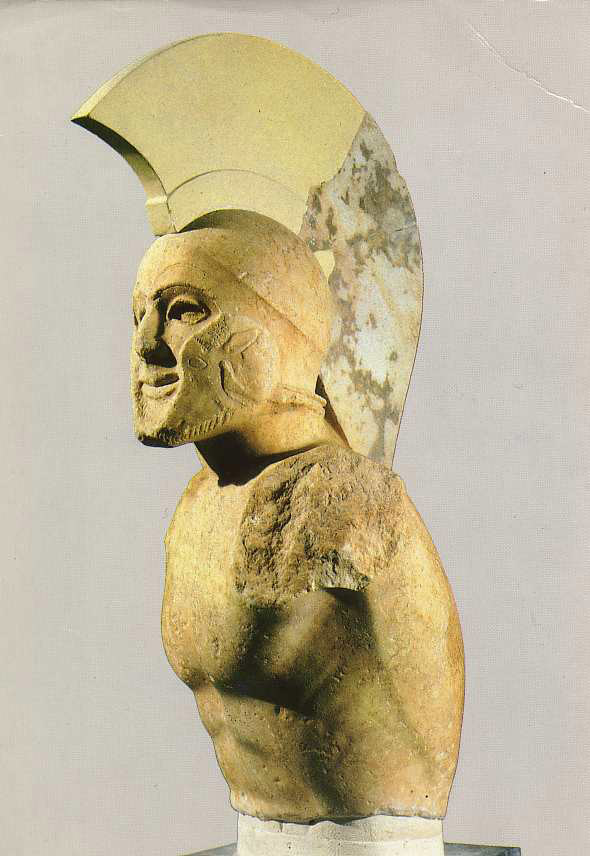
Buste d'un hoplite casqué, début du Musée archéologique de Sparte.

Sparte (ou Lacédémone) en Laconie propose un tout autre modèle. Celui-ci est essentiellement connu par des sources extérieures, avant tout les écrits d'Athéniens (en premier lieu Xénophon). Durant l'époque archaïque Sparte avait annexé la Messénie voisine et disposait du plus vaste territoire dominé par une cité de Grèce. Ses habitants avaient été réduits à un statut servile, les Hilotes. D'autres habitants de Laconie et de Messénie soumis aux Spartiates, les Périèques, restent libres mais ont un statut subordonné. Ces groupes font l'objet d'un contrôle strict par la cité spartiate, afin d'assurer leur soumission, qui se traduit par des exactions régulières envers les Hilotes. Les citoyens spartiates, les Homoioi (les « Semblables »), disposent de l'autorité politique dans la cité dès une haute époque – les réformes attribuées à Lycurgue étant difficiles à resituer dans le temps – peut-être au VIIe siècle av. J.-C. Le gouvernement est assuré par un collège de cinq magistrats, les éphores, exerçant cette fonction sur une base annuelle ; et deux rois issus de deux dynasties distinctes, se succédant de père en fils, sont chargés de diriger l'armée, en plus de fonctions dans le culte. Se met aussi en place (on ne sait ni quand ni comment) l’agôgê, la fameuse éducation spartiate, organisant sous le contrôle strict de l'État la formation morale et militaire des citoyens, soudés par l'entraînement et les repas en commun, et amenés à former le cœur de la redoutable armée spartiate qui l'a rendue célèbre et constitue la base de sa puissance,.

### Les guerres de l'époque classique
En 494 Sparte a certes vaincu Argos, sa principale rivale pour l'hégémonie sur le Péloponnèse, mais elle fait face au sortir des guerres médiques à un ensemble de difficultés qui fragilisent sa position, notamment des révoltes des Hilotes. Elle forme un bloc, la ligue du Péloponnèse, avec ses principaux alliés, Corinthe et Élis, et dispose de la suprématie sur terre. Athènes bénéficie donc de deux décennies durant lesquelles elle peut étendre sa propre hégémonie dans d'autres directions, en s'appuyant sur diverses victoires remportées face à cet empire (notamment celle de l'Eurymédon, en 479), par le biais de la ligue de Délos, organisation dont elle a pris la tête afin de lutter contre les Perses, et plus largement d'assurer la sécurité des mers, le blé de la mer Noire étant crucial pour sa subsistance. Elle transforme progressivement cette alliance en organisation placée sous sa coup, entraînée par son stratège Cimon, contraignant des cités à intégrer l'alliance Une première guerre du Péloponnèse (469-449) oppose le bloc athénien à des alliés de Sparte, en premier lieu Corinthe, sans confrontation directe entre les deux puissances. Une « paix de trente ans » est conclue, mais elle ne calme pas les appétits d'Athènes, qui renforce son emprise sur la ligue de Délos, qui perdure malgré la conclusion d'une trêve avec les Perses après 449 (la « paix de Callias »). Cet « empire athénien », de plus en plus agressif envers ceux qui s'opposent à lui, comme l'illustre la répression de Samos en 449-448, est la puissance hégémonique de l'Égée, disposant d'une flotte de guerre sans équivalent. En effet si Athènes se proclame le défenseur de la « liberté » (eleutheria) des Grecs, face aux Perses, avec la constitution de son hégémonie cela devient plus un slogan politique qu'une réalité, les cités alliées étant de plus en plus réduites à défendre ou abandonner leur « autonomie » (autonomia), autre élément-clé de la souveraineté d'une cité.

Carte des forces en présence au début de la guerre du Péloponnèse.

La rivalité entre Athènes et Sparte éclate dans une longue série de conflits, la guerre du Péloponnèse (431-404), relatée et commentée par Thucydide, qui sert de stratège dans les armées athéniennes au cours de la guerre. C'est un conflit destructeur, parfois caractérisé de « guerre totale » en raison de la violence des affrontements et les exactions commises lors de batailles durant lesquelles la victoire n'avait pas de prix, qui a coûté très cher à ses principaux belligérants et sans doute au monde grec en général. La première décennie de combats, la guerre d'Archidamos (431-421), voit Athènes être assiégée par les troupes spartiates qui ravagent chaque année l'Attique, mais ne sont pas en mesure de franchir ses murailles. Cela cause néanmoins une épidémie dévastatrice qui emporte le principal chef politique athénien, Périclès, dès le début du conflit et laisse la cité avec un commandement divisé. Ce conflit qui confirme le rapport de force entre puissance terrestre spartiate et puissance navale athénienne se termine par la paix de Nicias en 421, après que les adversaires se soient portés des coups destructeurs (prise de l'îlot de Sphactérie par les Athéniens, et de la colonie athénienne d'Amphipolis par Sparte). Cette paix ne règle rien, d'autant plus que Corinthe, Thèbes et Mégare ont refusé de s'y joindre et restent en guerre contre Athènes. Les affrontements reprennent (victoire spartiate à Mantinée en 418), de même que l'expansion athénienne (prise et destruction de Mélos en 416). L'expédition athénienne en Sicile (415-413), décidée et initiée dans des conditions rocambolesques, tourne à la catastrophe, et porte un coup terrible à Athènes qui y laisse une bonne partie de ses soldats et de sa flotte. Mais son hégémonie maritime persiste, ce qui pousse les Spartiates à rechercher l'appui du roi de Perse, dont l'or lui permet de constituer une flotte de guerre, confiée à Lysandre. Athènes est secouée par une guerre civile voyant le retour temporaire de l'oligarchie, mais elle parvient à résister plusieurs années encore, jusqu'à sa défaite navale à Aigos Potamos en 405, qui la pousse à capituler. Au grand dépit de Corinthe et de Thèbes, elle est épargnée mais forcée de détruire ses murailles, et se voit imposer un régime oligarchique, qui est rapidement renversé.
Sparte est alors en position de force maintenant qu'elle maîtrise la terre et la mer, mais les ambitions de Lysandre effraient dans sa patrie, ce qui cause sa perte. Elle se retourne contre la Perse, se proclamant à son tour défenseur de la « liberté » des Grecs, ce qui suppose de libérer les cités d'Asie Mineure de l'emprise des Perses, mais ceux-ci réagissent en finançant ses opposants : la guerre corinthienne (394-387) oppose Sparte à une coalition d'anciens ennemis, puisqu'à Corinthe et Thèbes appuyés par l'or des Perses s'ajoute Athènes qui se remet de sa défaite. Le conflit s'achève sans vainqueur.

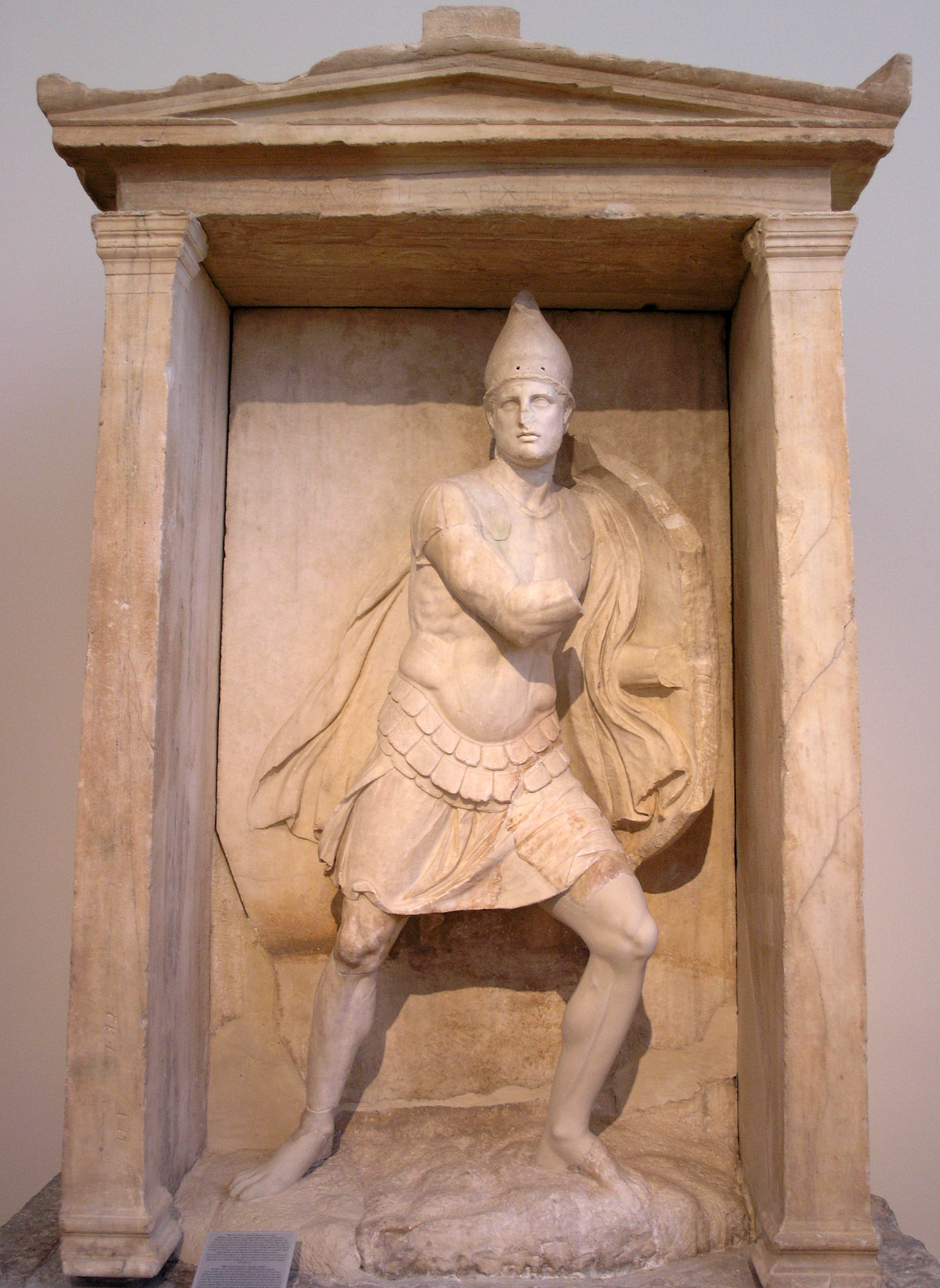
Statue de jeune homme portant la panoplie complète de l'hoplite, stèle funéraire athénienne, v. 350–325 av. J.-C. Musée national archéologique d'Athènes.

Les années suivantes sont marquées par l'affirmation de Thèbes comme une troisième grande puissance grecque. Cette cité, éclipsée de la scène politique car nombre de ces citoyens s'étaient rangés du côté des Perses durant les guerres médiques, s'était alliée à Sparte et avait formé avec ses voisines la ligue béotienne qui leur avait permis de se dégager de la domination athénienne qui pesait sur elles. Thèbes prend progressivement la tête de la ligue en détruisant ou affaiblissant ses rivaux (Platées, Thespies, Orchomène). Au sortir de la guerre corinthienne elle se voit forcée de dissoudre la ligue béotienne, Sparte cherche à y imposer une garnison mais échoue, ce qui entraîne un conflit entre les deux. Thèbes a constitué, comme bien d'autres cités, une cavalerie efficace, et surtout une infanterie bien organisée, le bataillon sacré, dirigé par le stratège Épaminondas. Elle remporte la bataille de Leuctres (371) qui marque la fin de la domination terrestre de Sparte et lui permet d'exercer une brève hégémonie sur la Grèce. Ses tentatives de prendre Sparte échouent (bataille de Mantinée en 362), mais cette dernière n'est plus en mesure de prétendre à l'hégémonie. Athènes a de son côté constitué une nouvelle ligue pour retrouver le contrôle de l’Égée, promettant de respecter la liberté et l'autonomie de ses alliés ; mais elle retrouve ses desseins dominateurs qui suscitent la « guerre sociale » (357-355) contre plusieurs îles de l’Égée orientale, qui marque notamment l'affirmation de Rhodes. C'est dans ce contexte incertain que la Macédoine de Philippe II intervient pour briguer la position dominante.
Les cités de Grande Grèce connaissent des tourments similaires. Elles vivent certes une période de prospérité au début de la période, souvent sous l'égide de tyrans, ce régime s'étant imposé dans cette région à la différence de la Grèce. Cela engendre des frictions avec des groupes non grecs, plus ou moins bien organisés au début, mais souvent de mieux en mieux avec leurs interactions et leur confrontation aux Grecs. Ainsi Tarente (dans les Pouilles actuelles) est implantée au contact des Messapiens contre lesquels ils sont à plusieurs reprises en guerre. Les Étrusques et les Phéniciens, dominés par Carthage, sont les entités les mieux organisées auxquelles font face les Grecs. La Sicile en particulier est un point de confrontation entre Grecs et Phéniciens, au milieu duquel se trouvent des peuples tels que les Élymes. Syracuse s'affirme comme la principale puissance sous Gélon ; ce dernier contrôle les cités voisines et déporte leurs populations pour agrandir sa capitale, qui devient une métropole rivalisant avec Athènes, et il triomphe des Carthaginois en 480. La tyrannie est renversée après sa mort, la ville connaissant une vie politique houleuse tout en consolidant sa puissance militaire, alors que les conflits entre cités siciliennes se répètent et sont de plus en plus destructeurs. Après l'attaque athénienne de 415-413 évoquée plus haut, une nouvelle guerre contre Carthage en 409-406 porte un coup dur aux cités grecques, Syracuse résiste sous la direction de Denys qui rétablit ensuite la tyrannie. Les affrontements contre Carthage se poursuivent dans les années suivantes, sous son règne et celui de ses successeurs. Les troupes carthaginoises portent plusieurs coups terribles aux cités de Sicile, qui répliquent de la même manière, alors que les mercenaires engagés dans les conflits causent de plus en plus de troubles, et que les cités se déchirent entre factions rivales. En 345 les Syracusains revenus à la démocratie sollicitent l'aide de leur cité-mère Corinthe qui leur envoie un de leurs aristocrates, Timoléon ; ce dernier chasse les tyrans de plusieurs cités et repousse les Carthaginois, mais après sa mort en 337 les troubles reprennent de plus belle.

### Aspects économiques et sociaux
La période classique se caractérise par une croissance démographique dans le monde grec, en particulier dans les régions de Grèce continentale et les îles des Cyclades, que certains estiment plus peuplées à la fin de l'époque archaïque qu'elles ne l'étaient au XIXe siècle. Les prospections repèrent en tout cas un développement de l'habitat rural sur la longue période qui va de 600 à 200 av. J.-C., le phénomène de dispersion étant à son sommet durant l'époque classique. Il est cependant difficile de basculer de ces données de terrain à une estimation de la population, la dispersion de l'habitat étant non seulement liée à l'évolution quantitative de la population, mais aussi aux structures économiques et sociales : l'intensification de l'exploitation agricole conduisant à l'apparition de nouveaux sites, la constitution de grands domaine à leur diminution, la demande faite aux citoyens de certaines cités de s'équiper par leurs propres moyens les inciteraient à quitter la ville pour s'installer dans un domaine rural. On retient en général l'idée d'une croissance démographique dans la Grèce classique, qui connaît d'importantes concentrations humaines, en particulier là où le phénomène urbain est le plus développé. La majorité de la population des cités-États grecques vit en ville ; pour la Béotie, la proportion d'urbains dans le total de la population serait à situer aux environs de 70 %.Du point de vue des différences régionales, l'Attique est manifestement la région la plus peuplée, les densités sont plus élevées dans la Grèce des cités (Attique, Béotie, Corinthe, aussi Laconie, Messénie, Eubée), mais la Grèce du nord effectue un rattrapage au IVe siècle av. J.-C., ce qui explique l'essor de la Macédoine, de le Thessalie et de l'Épire,.

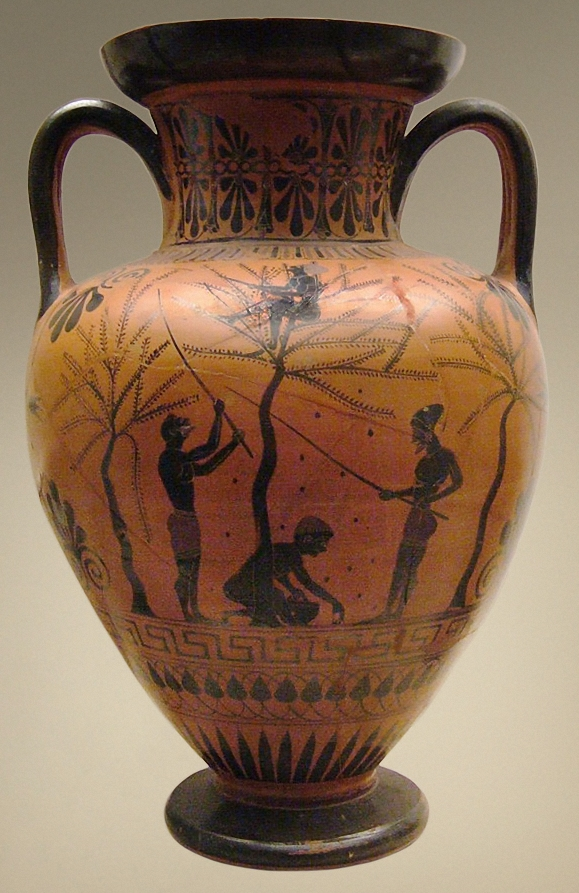
Gaulage des olives, amphore attique à figures noires d'Antiménès, British Museum.

L'économie grecque antique fait l'objet de nombreux débats, portant sur ses éventuelles caractéristiques « modernes » (place des mécanismes de marché, importance des échanges à longue distance, monétisation des échanges, etc.). L'unité de base est la maisonnée, l’oikos, d'où dérive le terme oikonomia (promu notamment par Xénophon) qui a donné « économie », qui dans son acception antique concerne la gestion de cette maisonnée privée, généralement constituée d'une famille nucléaire, potentiellement des dépendants et esclaves, plus généralement son patrimoine. La plupart des maisonnées exercent une activité agricole, autour de quelques arpents de terre, partagées entre une céréaliculture dominante (blé et orge), des cultures arbustives (olivier, vigne, figuier et autres arbres fruitiers), quelques animaux (moutons et chèvres surtout). La pêche est certes courante sur les côtes, mais les eaux grecques ne sont pas particulièrement poissonneuses, à l'exception de la mer Noire, et le poisson ne semble pas avoir eu l'importance alimentaire et économique de la « trilogie méditerranéenne », constituée des céréales, de l'olivier et de la vigne.
Dans ce cadre, la place de la femme est subordonnée au chef de famille, dont la supervision se doit d'être constante. C'est d'abord le père, puis l'époux pour la femme libre, son maître pour les servantes, esclaves et concubines. Les textes de l'époque cherchent à définir une relation plus précise des rôles masculins et féminins, avec notamment une séparation public/privé, réflexions qui impliquent qu'il y a lieu pour ces gens de justifier ce clivage fondamental de la société civique. Les relations des femmes avec l'extérieur de la maisonnée sont limitées, et elles se consacrent aux tâches domestiques, notamment la cuisine et le tissage ; les maîtresses des maisonnées plus riches ont un rôle d'intendance.
L'idéal des théoriciens de la gestion de l’oikos est l'autarcie, mais en pratique cela relève de la gageure, car l'autoconsommation ne peut suffire à la plupart des maisonnées, même paysannes, aussi le recours à des systèmes d'échanges est crucial, que ce soit par le troc avec des voisins, ou par la monnaie sur un marché local. Les aspects les plus « modernes », voire « capitalistes » ne sont pourtant pas absents, mais ils concernent avant tout le cas athénien, exceptionnel, qui repose sur les riches mines du Laurion, et aussi des terres relativement fertiles, consacrées notamment à la production d'huile d'olive, qui a permis le développement d'une économie urbaine, avec un artisanat dynamique, générant un commerce à longue distance très actif, autour du port du Pirée, et une société cosmopolite dans laquelle les étrangers (les « métèques ») ont une grande importance économique,. 
La monnaie devient de plus en plus employée durant l'époque classique, mais elle est surtout émise lorsque les États doivent réaliser d'importantes dépenses, pour des finalités militaires ou des constructions, et les frappes sont généralement sporadiques, certaines cités s'en passant à l'exemple de Sparte. Il y a bien des cas comme Thasos où un monnayage de bronze semble émis pour servir dans les échanges intérieurs, mais les transactions courantes dans le monde grec ne sont pas en majorité monétisées, loin de là.

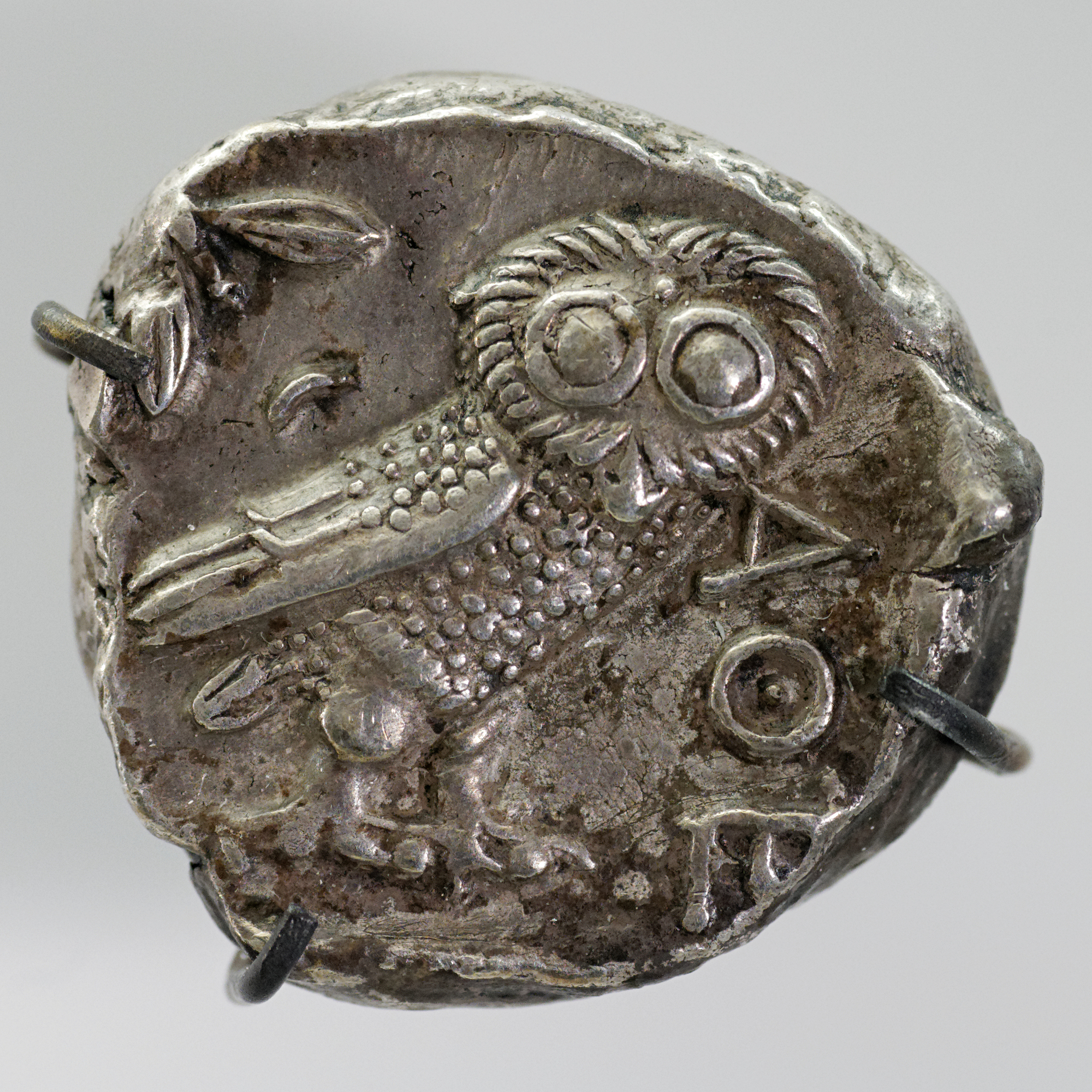
Tétradrachme d'argent frappé par Athènes, v. milieu Ici le revers où figure la chouette symbolisant la déesse Athéna.

L'importance de l'esclavage dans le monde classique, en particulier à Athènes, est incontestable même si elle ne peut être quantifiée précisément : peu de sociétés antiques ont connu un tel esclavage de masse, Rome étant le seul cas bien connu où l'esclavage a occupé une telle importance. L'essor du commerce des esclaves à cette période s'explique par un manque de main d’œuvre, l'accès à diverses sources d'êtres humains réduits en esclaves (surtout par la guerre), qui sont exclusivement des non-Grecs, et le développement de moyens financiers permettant de développer un esclavage de masse, surtout visible dans les mines du Laurion, aux conditions de travail probablement épouvantables. Mais les esclaves se retrouvent dans tout type d'activités, sont généralement employés dans un cadre domestique où ils devaient généralement avoir de meilleure conditions de vie, certains esclaves très qualifiés dans un domaine d'activité pouvant disposer d'une position économique confortable,.

### La culture «classique»
La Grèce des Ve – IVe siècle av. J.-C. est désignée comme une période « classique », parce que sa culture a très souvent été considérée par les civilisations « occidentales » postérieures comme un modèle supérieur à la plupart des autres, une source d'inspiration vers laquelle on se tournait pour des motivations très diverses. Cela renvoie essentiellement aux réalisations ayant eu lieu à cette période à Athènes, qu'elles soient le fait de savants et d'artistes d'extraction locale, ou d'étrangers attirés par la richesse et la vie culturelle athéniennes, qui en font selon le mot de Périclès « l'école de la Grèce » (Thucydide 2.41.1).

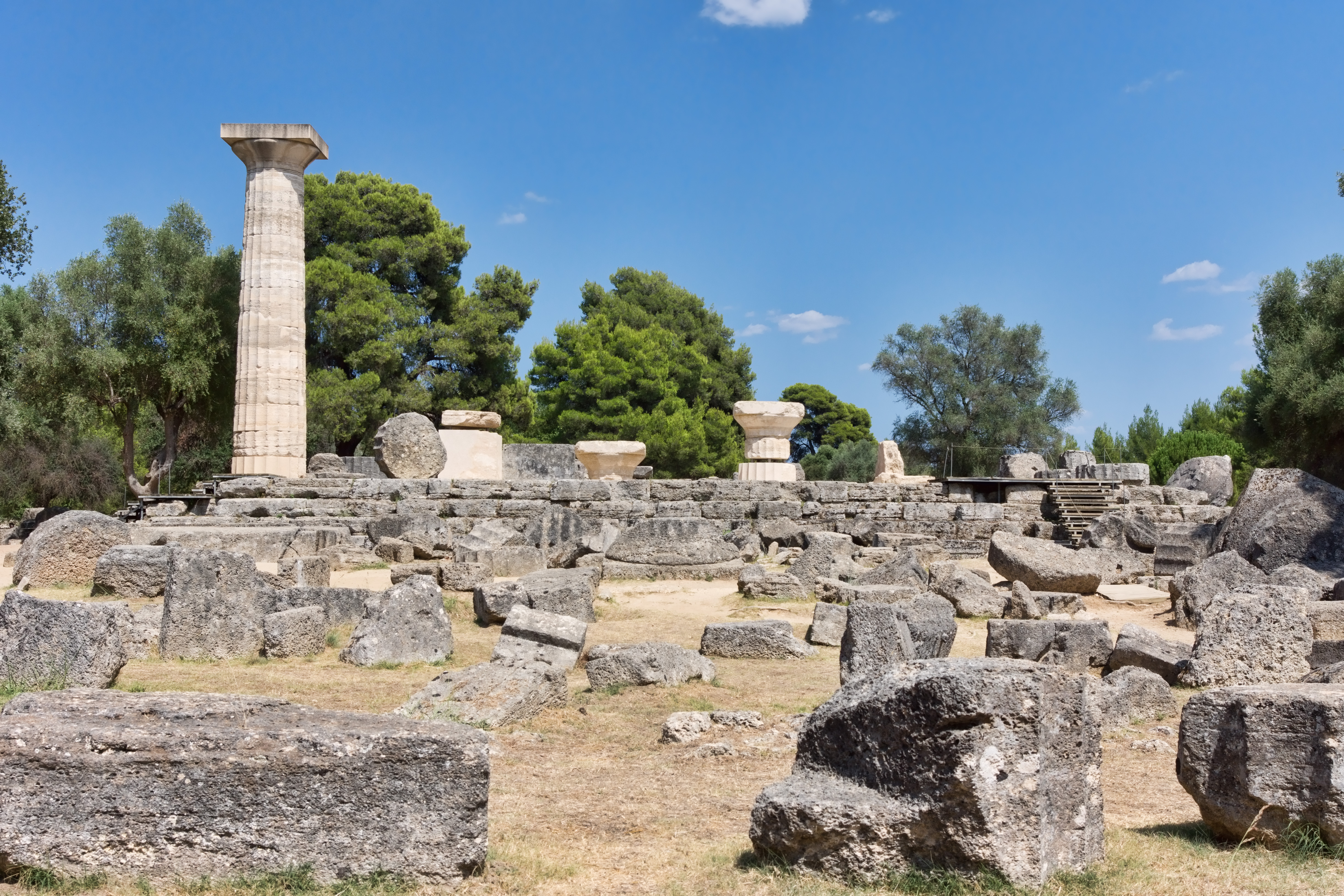
Ruines du temple de Zeus d'Olympie.

La vie religieuse des cités grecques se poursuit selon les bases posées durant la période précédente. Chaque cité a son propre panthéon, souvent dominé par un groupe de douze divinités, qui accueille de temps en temps des divinités venues de l'extérieur (par exemple le dieu arcadien Pan à Athènes au Ve siècle av. J.-C., puis Asclépios), les cultes héroïques sont toujours en vogue. Les cités ont également leurs propres mythes qui contribuent à leur identité. Les rites religieux sont partagés entre le cadre domestique et le cadre civique, parfois aussi au niveau du village (les dèmes athéniens ont leur propre calendrier cultuel). Les festivités majeures comme les Panathénées athéniennes sont marquées par le rassemblement de la communauté civique (panégyrie). Les concours panhelléniques sont au nombre de quatre à l'époque classique avec l'émergence de ceux de Némée, aux côtés de ceux d'Olympie, Delphes et Corinthe. La période est aussi marquée par le développement des cultes aux dieux guérisseurs, en premier lieu Asclépios, vénéré à Cos et Épidaure, et celui des cultes à mystères, les mieux connus étant ceux du sanctuaire de Perséphone et Déméter d’Éleusis (à Athènes).
La reconstruction de l'Acropole d'Athènes après sa destruction par les Perses, qui débute vers 450 av. J.-C., est la manifestation la plus éclatante du « siècle de Périclès », l'expression du prestige, de la puissance et de la richesse acquis par la démocratie athénienne. Elle réunit des maîtres d’œuvres et artistes parmi les plus renommés de l'époque, réunie par Périclès autour de son ami le sculpteur Phidias. La pièce maîtresse est le Parthénon, temple d'Athéna, avec ses reliefs sculptés représentant des scènes épiques (combat d'Amazones, cycle troyen, etc.) et rituelles (frise des Panathénées), et la statue chryséléphantine de la déesse sculptée par Phidias en personne. Le reste du projet de constructions se déroule après la mort de ses initiateurs : les Propylées, entrée monumentale, l'Érechthéion avec ses cariatides, le temple d'Athéna Nikè. La période classique est marquée par la construction de nombreux temples dans tout le monde grec, dans les villes mais aussi dans des lieux reculés. La Grande Grèce compte des exemples qui ont le mieux survécu aux injures du temps, dont celui de style purement classique construit à Ségeste à l'initiative d'un peuple non-Grec, les Élymes. Le IVe siècle av. J.-C. voit l'essor de l'usage des chapiteaux corinthiens ornés de feuilles d'acanthe, et de nouvelles audaces architecturales conduisant en Asie Mineure à la construction du temple à ciel ouvert de Didyme, du gigantesque Artemision d'Éphèse, l'une des « merveilles du monde », ou encore du mausolée d'Halicarnasse, autre « merveille », servant de lieu de sépulture pour le satrape de Carie.

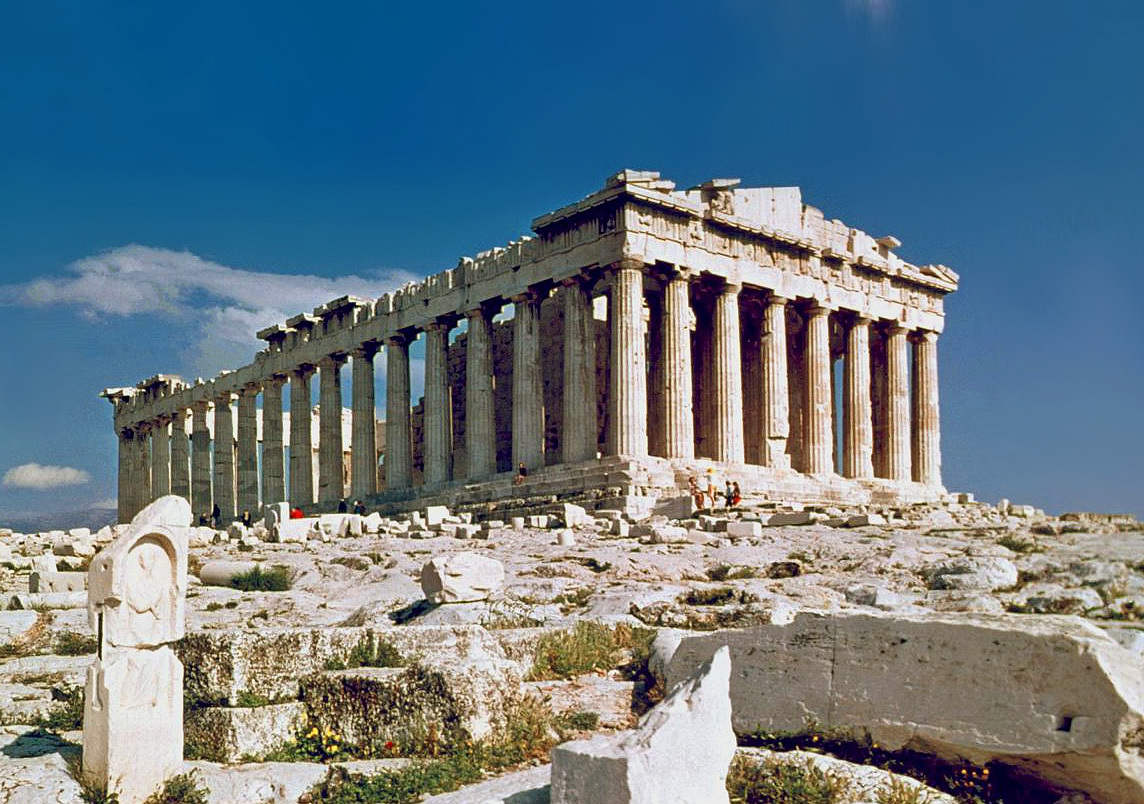
Le Parthénon, temple d'Athéna à Athènes.
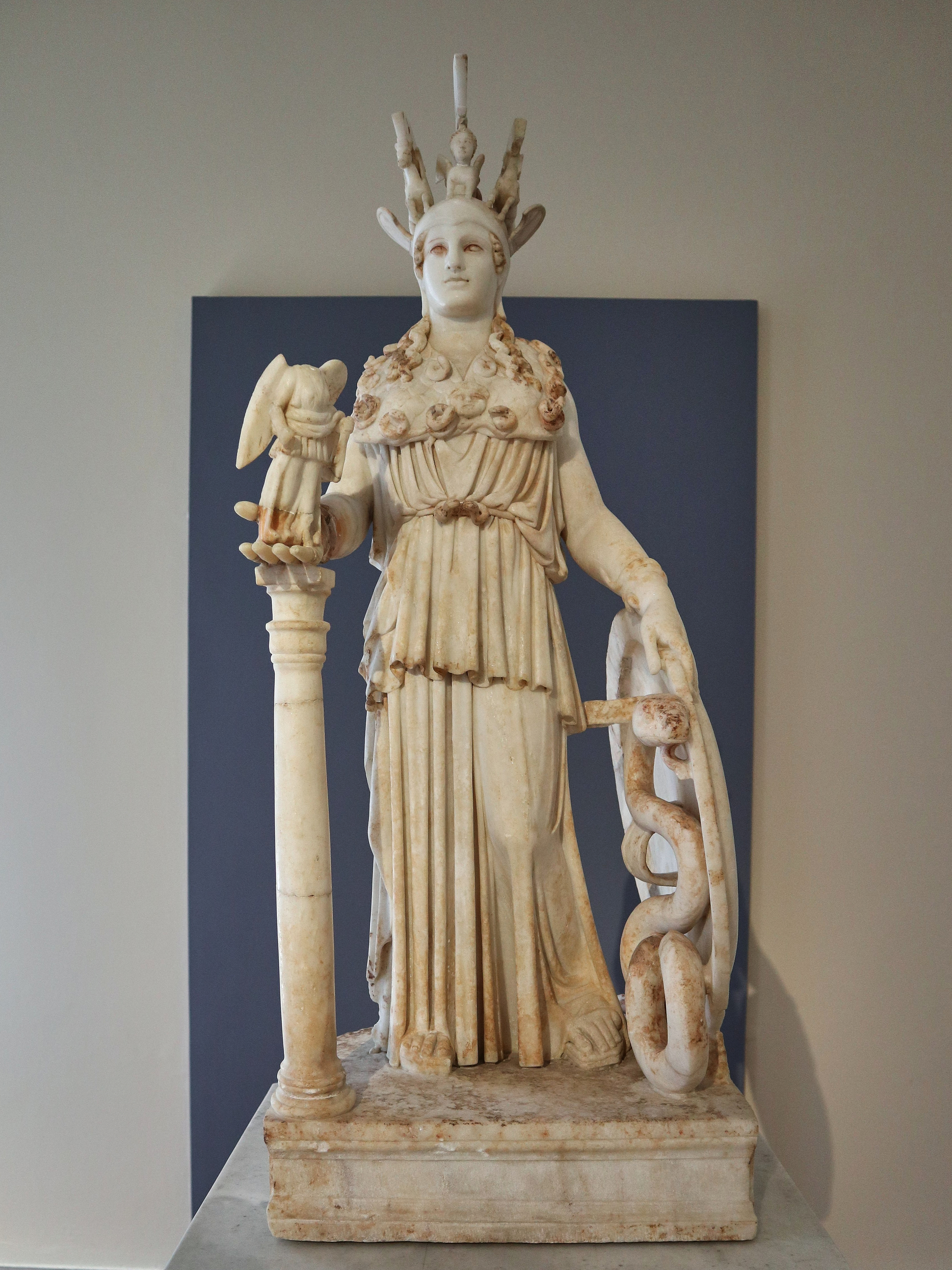
Athéna du Varvakeion, copie de la statue chryséléphantine du Parthénon.
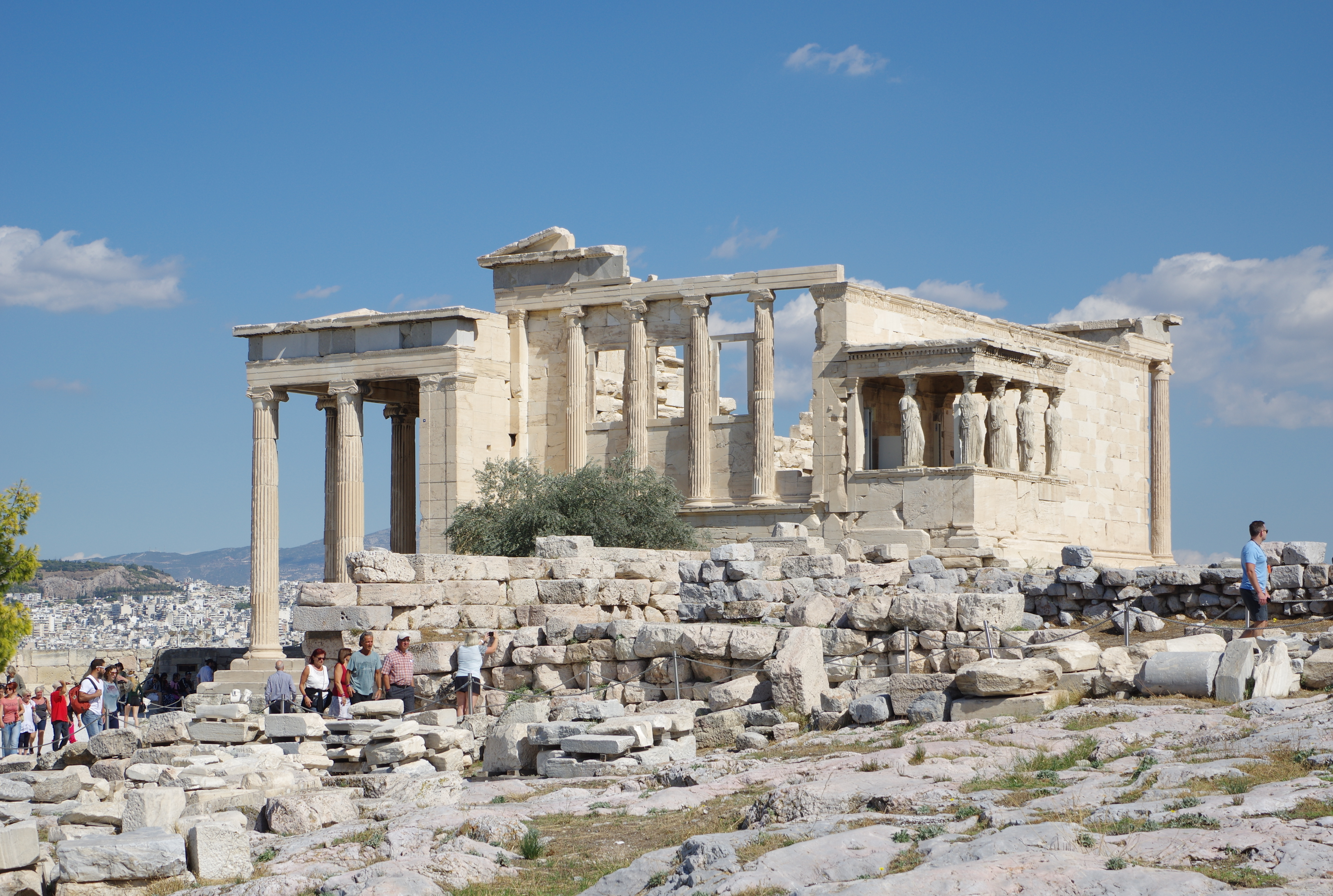
L'Érechthéion de l'Acropole d'Athènes.
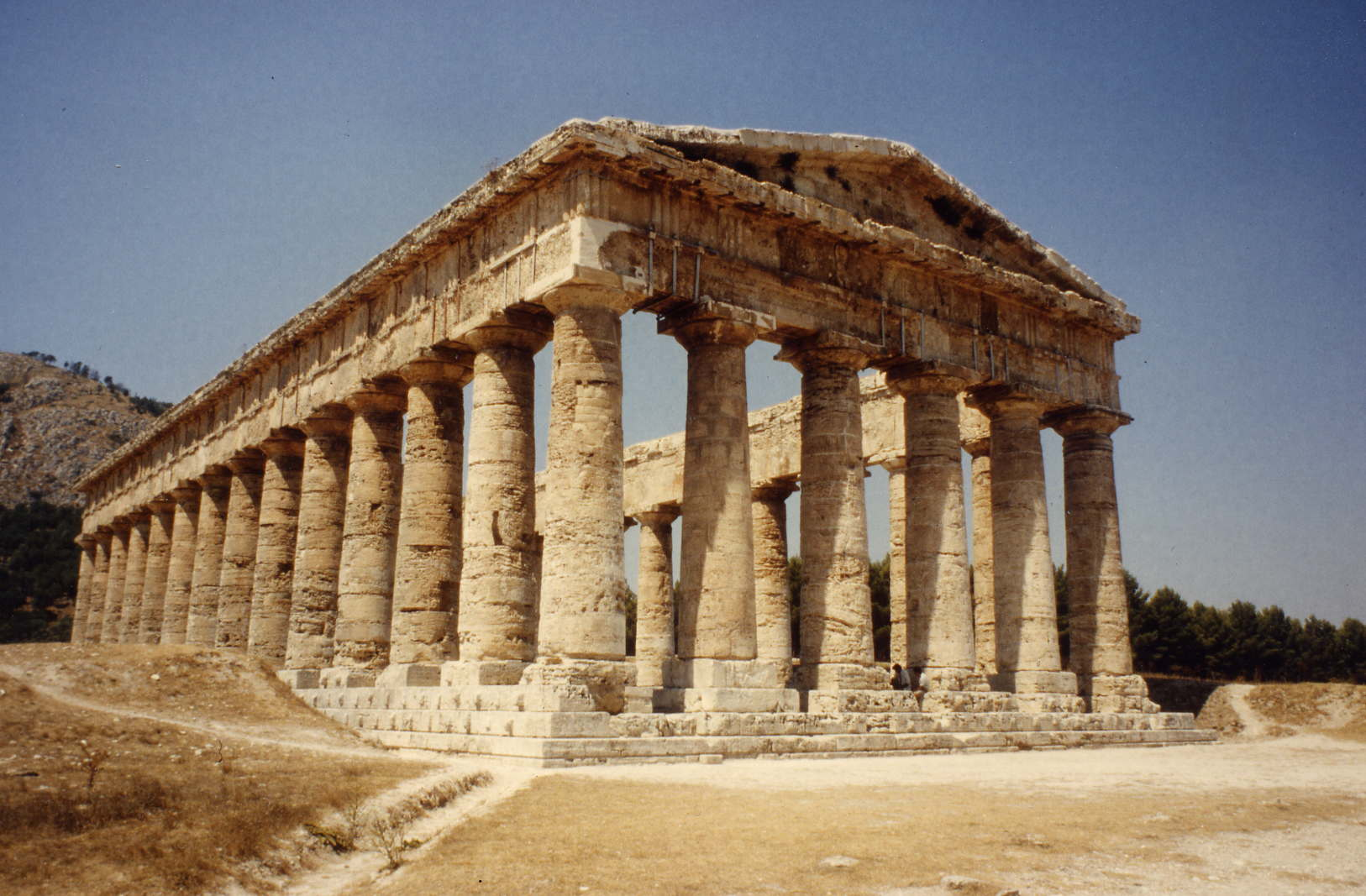
Le temple de Ségeste.

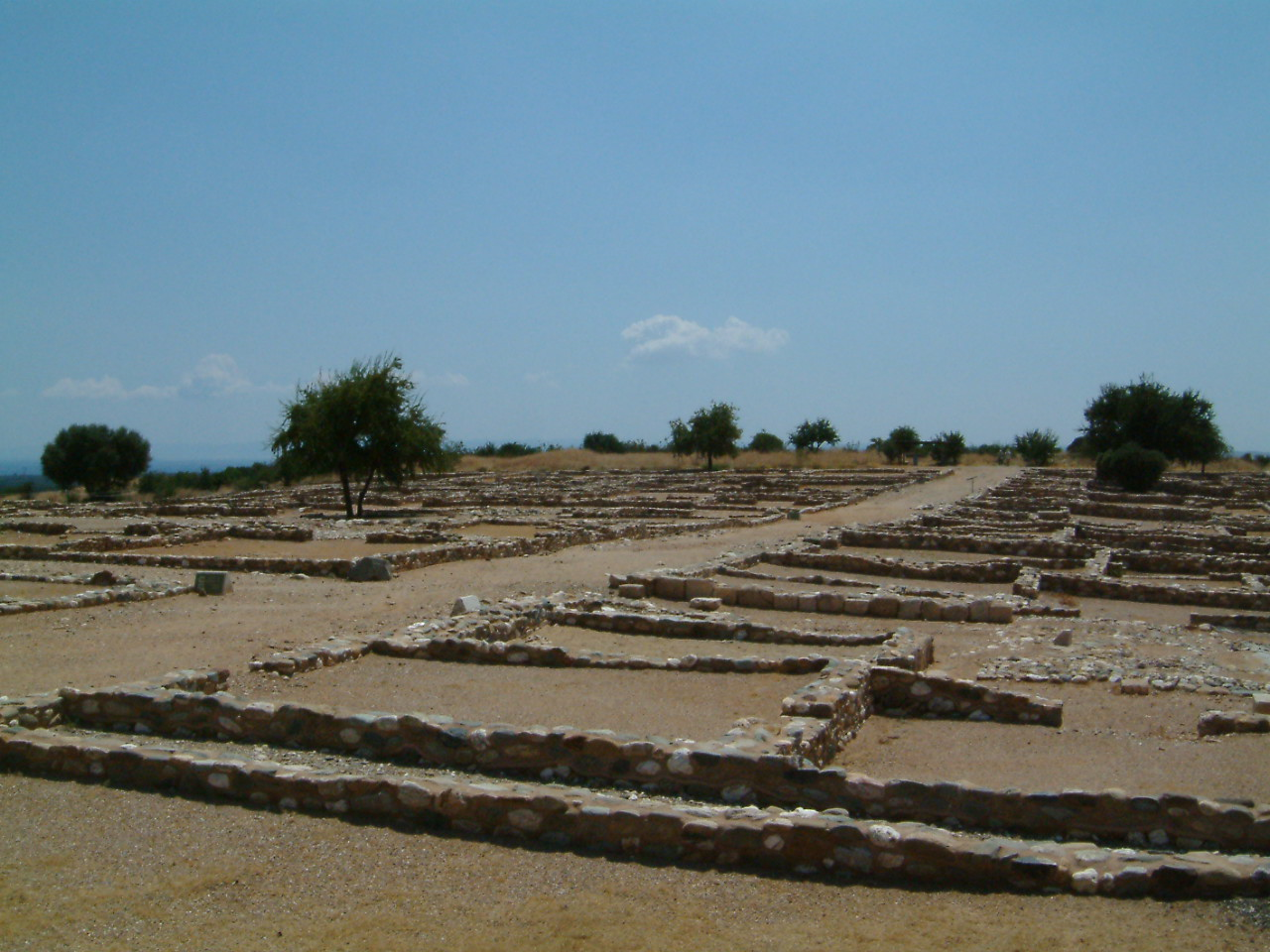
Ruines d'Olynthe, laissant apparaître le plan hippodamien.

C'est plus largement tout l'espace public qui devient l'objet de grands travaux. Hippodamos de Milet développe au Ve siècle av. J.-C. le plan régulier en grille auquel il a donné son nom, censé organiser harmonieusement l'espace de la cité, qu'il met en pratique dans sa ville natale et au Pirée. Les murailles, les rues, les agoras, les ports, théâtres sont les différents éléments de l'espace public qui font l'objet de grands travaux. L'agora est un lieu central dans la vie civique, souvent doté de lieux de culte (destinés à des divinités poliades), d'édifices aux fonctions politiques (prytanées et autres bureaux et lieux de réunion de magistrats et assemblées) et d'autres bâtiments publics, où des réalisations artistiques (statues, frises, monuments) et inscriptions glorifiant la cité et affirmant son identité sont présentés au plus grand nombre.

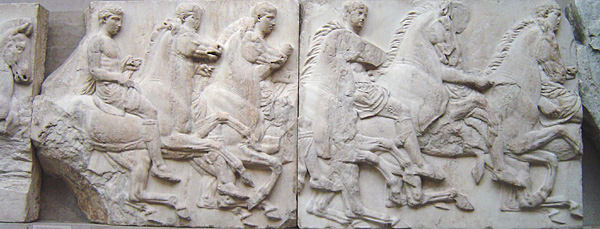
Frise des Panathénées, Parthénon d'Athènes, v. 445‑435 av. J.-C. British Museum.

Les sculpteurs classiques exercent leur art sur des blocs de marbre, ou avec du bronze suivant la technique de la cire perdue, mais les statues en métal ont généralement été fondues dans l'Antiquité, aussi peu sont parvenues jusqu'à nous, même si de belles pièces sont connues tel le Zeus du cap Artémision mis au jour dans une épave. Les copies de sculptures d'artistes majeurs sont également importantes malgré leur statut de témoin indirect ne reflétant pas forcément l'original avec exactitude. Là encore les principaux commanditaires sont à Athènes et à Syracuse. Le style des sculpteurs évolue rapidement : le style sévère est suivi du classicisme au sens strict, à partir du milieu du Ve siècle av. J.-C. (Phidias et les différentes sculptures du chantier de l'Acropol)e, puis les évolutions vont vers un second classicisme, en plein IVe siècle av. J.-C. (Praxitèle) et ensuite une transition entre l'art classique et l'art hellénistique (Lysippe).

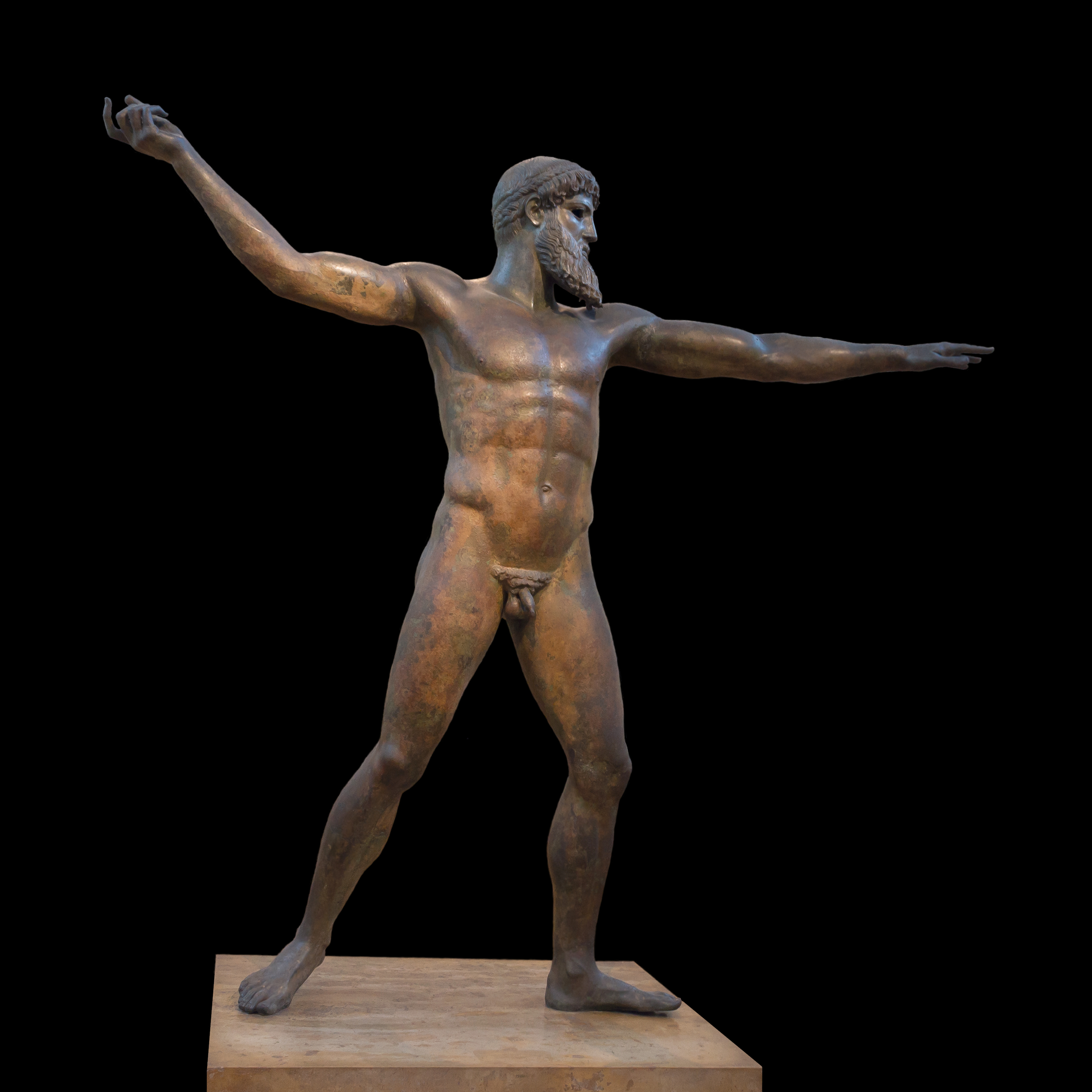
Dieu du cap Artémision, bronze, vers 460 av. J.-C.. Musée national archéologique d'Athènes.
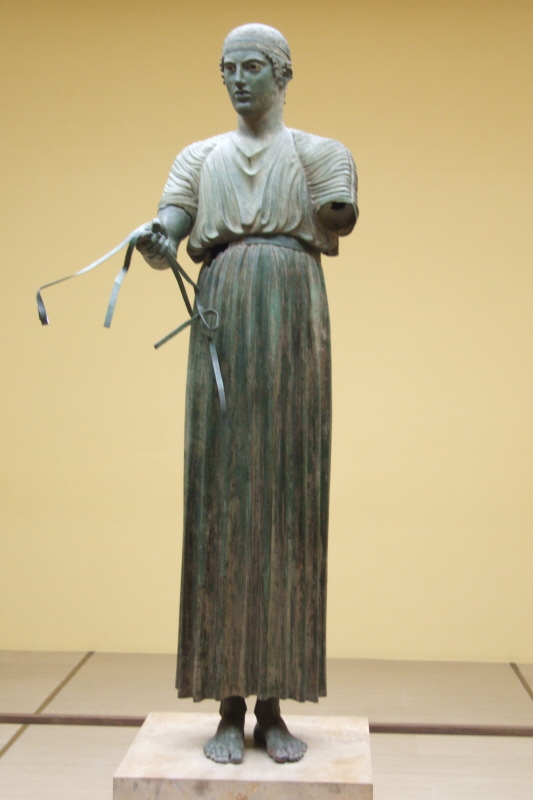
Aurige de Delphes, vers 470 av. J.-C., bronze. Musée archéologique de Delphes.
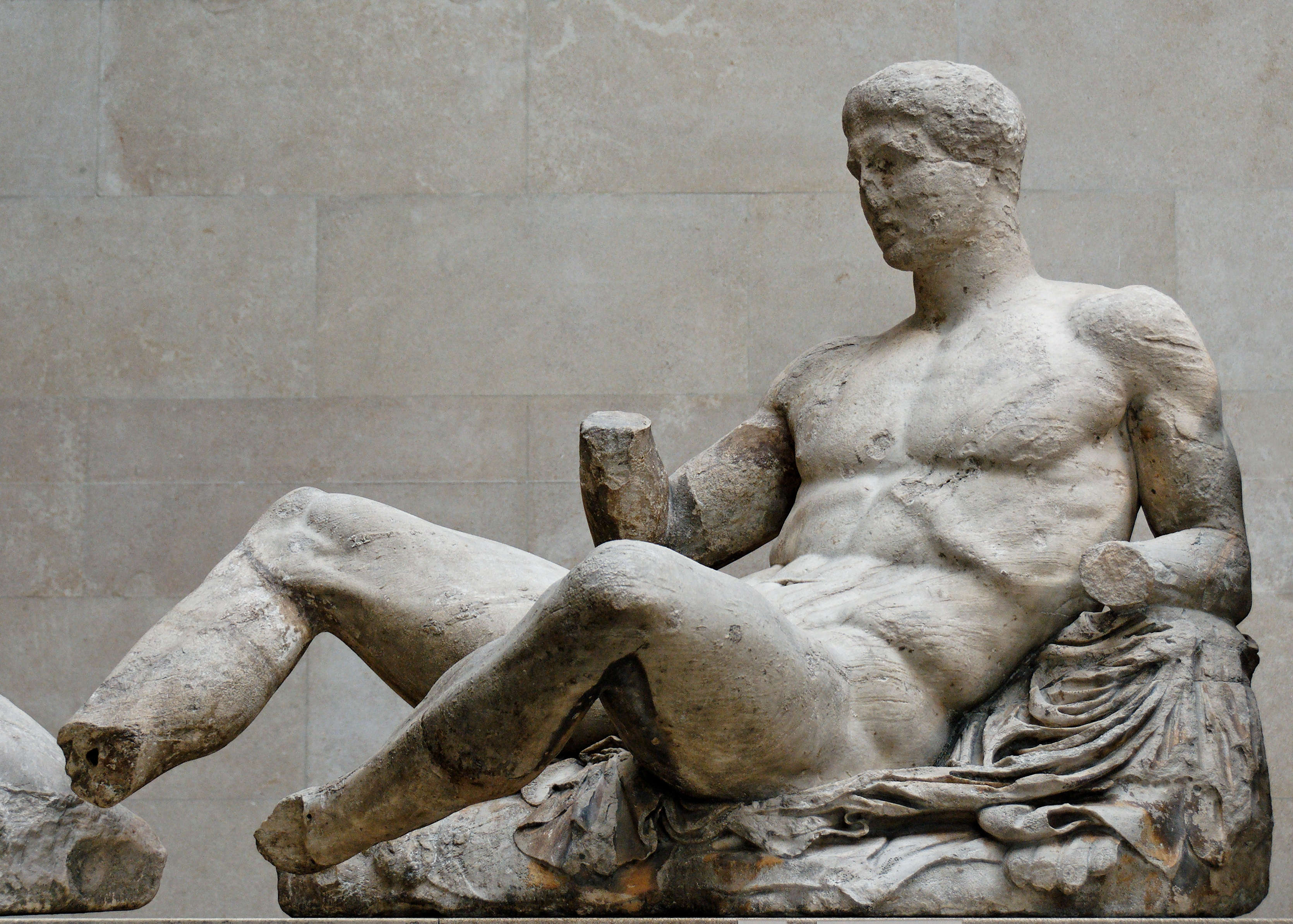
Dionysos allongé, atelier de Phidias, fronton du Parthénon, v. 447–433 av. J.-C. British Museum.
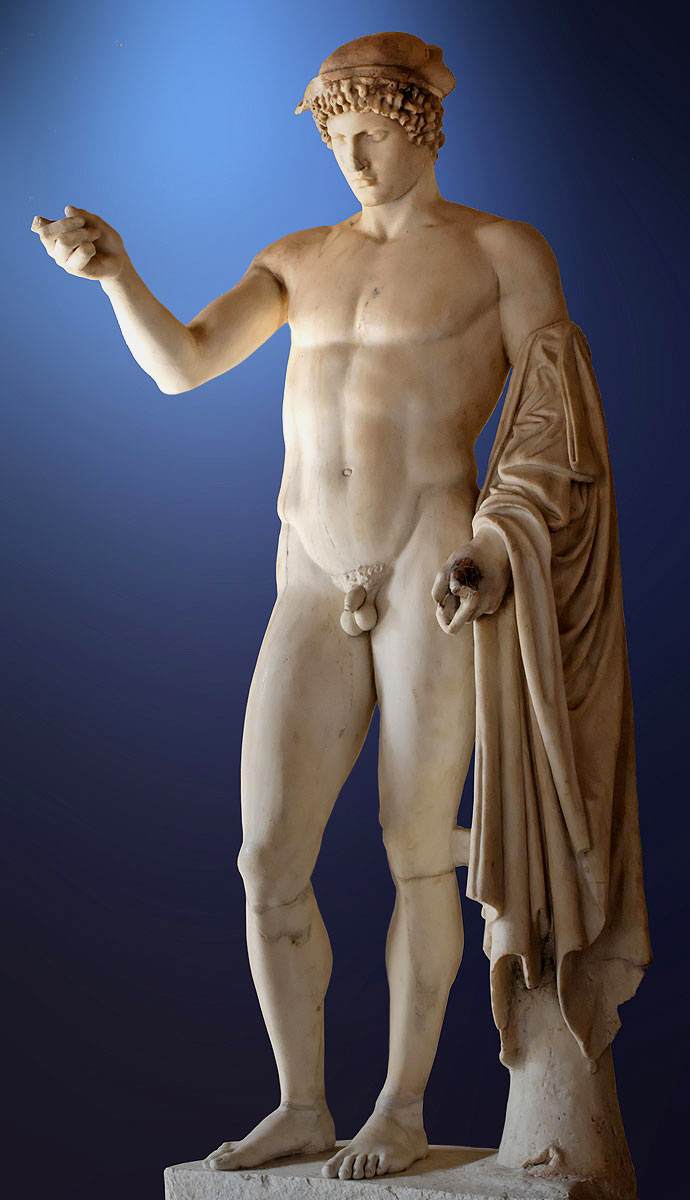
Hermès Logios, marbre, copie romaine d'après un original grec du Ve siècle av. J.-C. Collection Ludovisi.
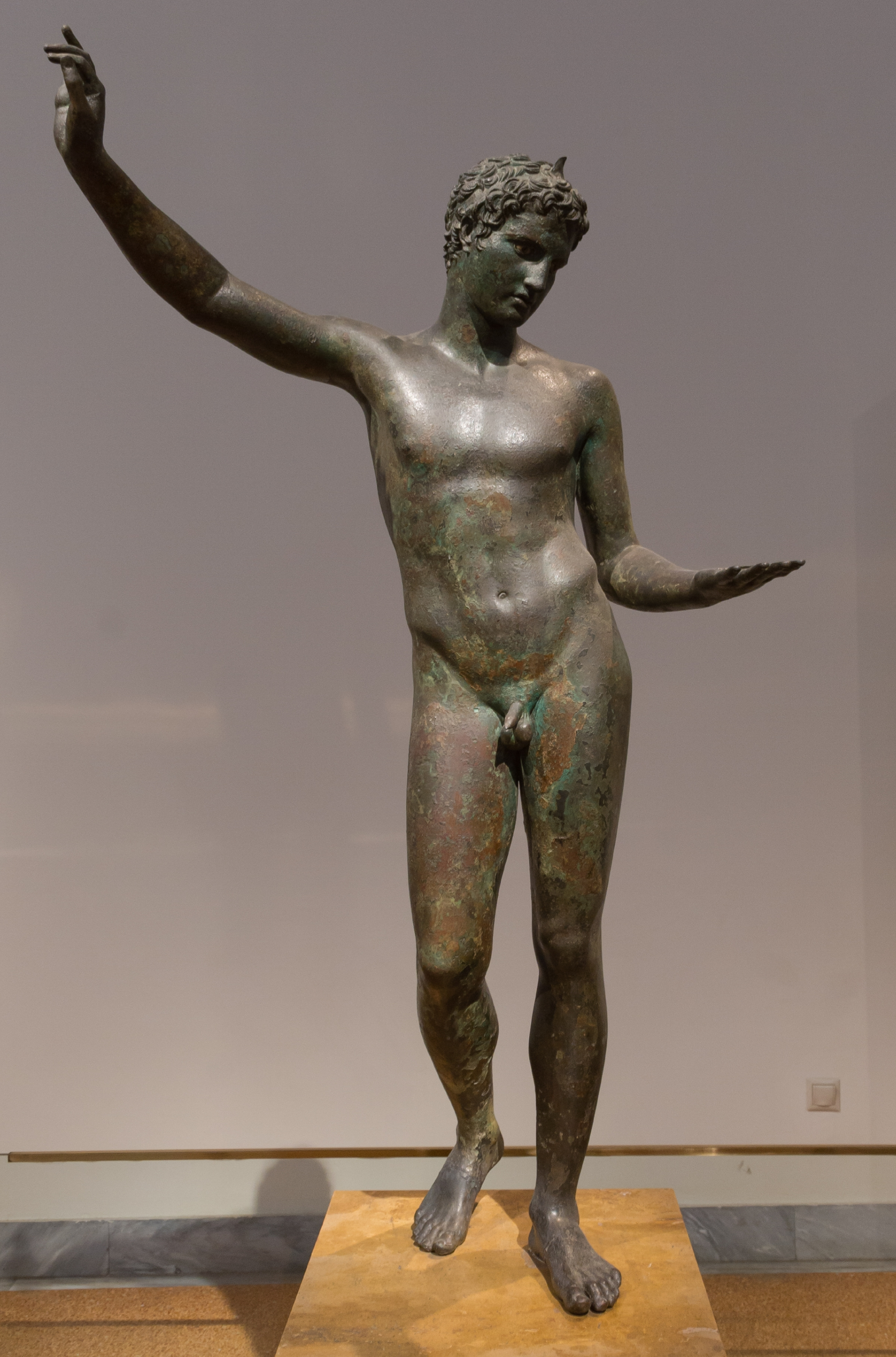
L'« éphèbe de Marathon », v. 330/325 av. J.-C., attribué à l'école de Praxitèle. Musée national archéologique d'Athènes.
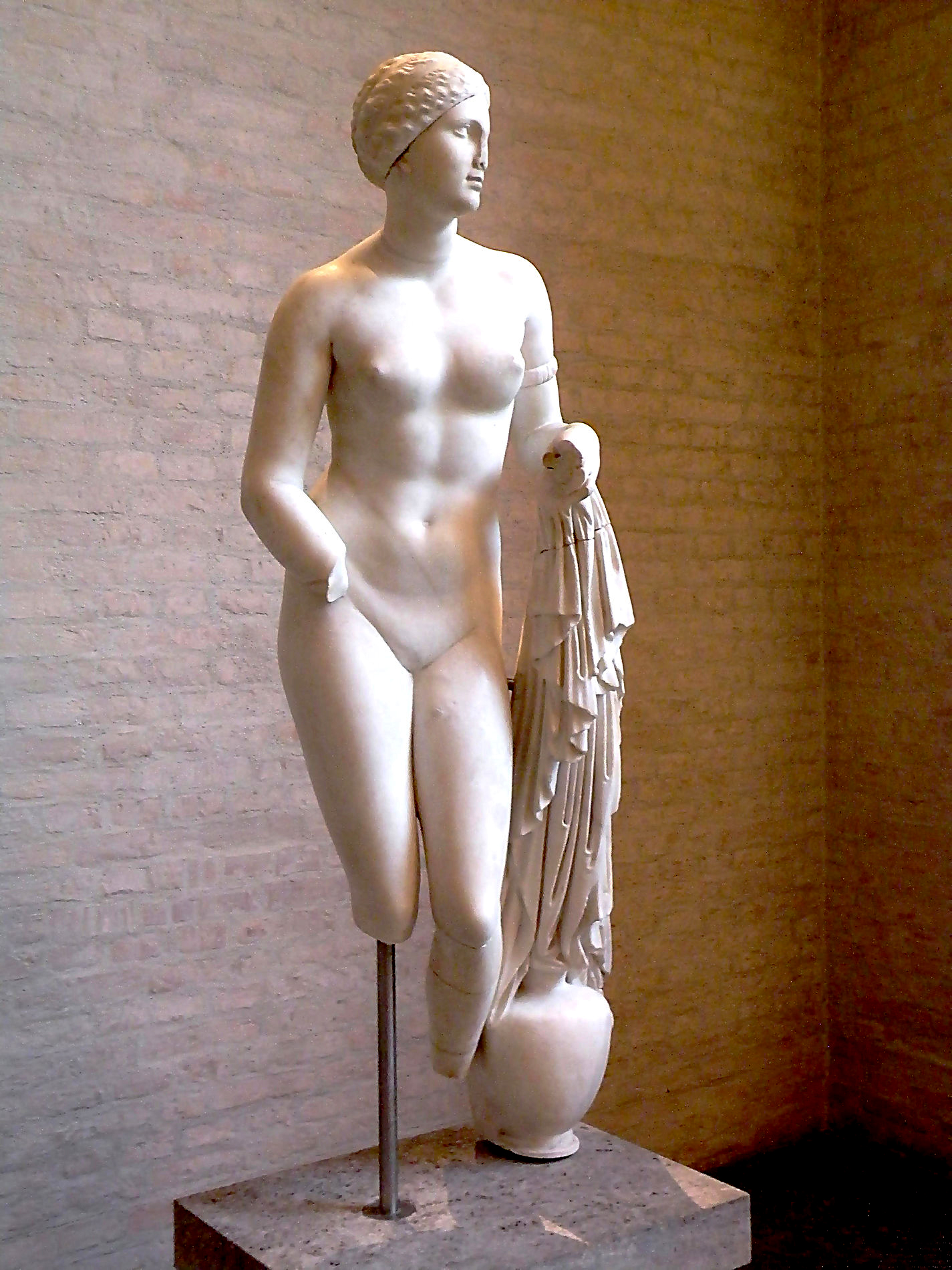
Aphrodite Braschi, du type de l'Aphrodite de Cnide, attribuée à Praxitèle. IVe siècle av. J.-C., glyptothèque de Munich.

Un système scolaire (privé) est attesté à Athènes au moins à partir du Ve siècle av. J.-C., avant tout réservé aux fils de l'élite, même s'il semble s'élargir à d'autres groupes. Il permet d'acquérir une éducation, paideia, terme polysémique qui désigner aussi au sens large la culture qu'il convient d'acquérir pour être quelqu'un d'accompli. Au niveau élémentaire, l'enseignement combine gymnastique (au palestre), musique (dont poésie) et écriture, mathématiques et littérature. Une éducation supérieure est attestée au début du IVe siècle av. J.-C., permettant de poursuivre l'enseignement autour d'un maître renommé, avec les Sophistes, l'école de rhétorique d'Isocrate, l'Académie de Platon, puis le Lycée d'Aristote, peut-être la médecine à Cos. Athènes est du reste probablement une cité plus alphabétisée que la plupart des autres (jusqu'au charcutier des Cavaliers d'Aristophane qui sait lire, certes assez mal).

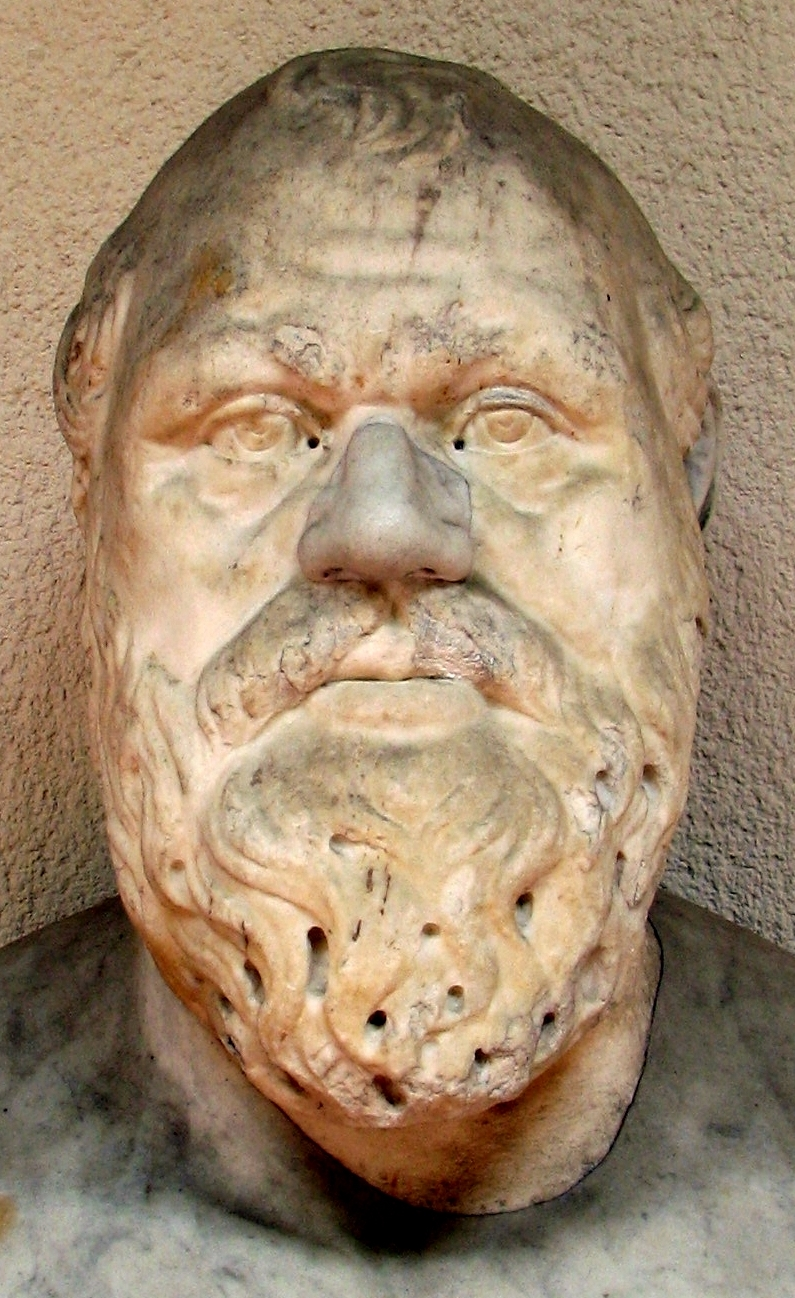
Buste de Socrate. Copie romaine du IIe siècle d'un original grec. Musée archéologique régional de Palerme.

La philosophie du Ve siècle av. J.-C. qui reste dans sa phase « présocratique », marquée par la recherche des principes à l'origine du monde, comprend encore des figures originaires de Ionie (Anaxagore), mais c'est surtout en Italie que cette discipline s'enracine, avec l'école d'Élée (Parménide, Zénon) et Empédocle, en plus de Démocrite d'Abdère et sa théorie des atomes. Puis à compter du milieu du Ve siècle av. J.-C. une nouvelle génération s'interroge sur le rôle du philosophe et plus largement de l'homme dans la polis (c'est selon Aristote un « animal politique » qui vit mieux dans ce cadre qu'ailleurs) et à l'organisation intérieure de celle-ci. La façon dont la pensée peut aider à trouver sa place dans la société civique, par le développement de la « vertu » ou « excellence » (arété), est l'objet des interrogations des « Sophistes », qui sont des enseignants itinérants spécialisés dans l'art du discours et de la persuasion, actifs en particulier à Syracuse et à Athènes (Gorgias, Protagoras). Puis Socrate marque un tournant dans l'histoire philosophique, suivi par son disciple Platon, celui par qui Socrate est essentiellement connu, qui a produit une œuvre imposante à l'influence considérable, et son propre disciple Aristote, l'autre philosophe athénien classique à l'influence de premier ordre, qui a abordé de nombreux sujets, et plus largement marqué la pensée scientifique par sa réflexion sur la logique, sur les manières d'accéder à la vérité (raisonnement, discussion dialectique, pratique, enquête),.
L'art de la rhétorique, qui intéresse les Sophistes comme Aristote, prend une grande place dans la vie civique de la démocratie athénienne où l'éloquence et l'argumentation sont cruciales pour susciter l'adhésion. Les orateurs attiques sont des figures importantes à compter des dernières décennies du IVe siècle av. J.-C., avec Isocrate, professeur de rhétorique, qui cherche à concilier art de bien penser et art de bien parler, défenseur du panhellénisme contre les Perses. La rhétorique de la fin de la période classique est marquée par les discours de Démosthène, qui cherche à susciter la résistance face à la Macédoine.
L'Histoire prend forme, après les premiers travaux d'Hécatée, dans les Histoires (ou l’Enquête, Historiai) d'Hérodote (v. 485-425). Il s'intéresse avant tout aux guerres médiques qui viennent de s'achever, et aux rapports entre Grecs et Perses, mais aussi aux peuples et régions qui les entourent, donnant un aspect ethnographique et géographique à son œuvre. Thucydide (v. 465-400), citoyen athénien, stratège malheureux durant les guerres contre Sparte, ce qui lui vaut l'exil, entreprend de raconter ces conflits dans La Guerre du Péloponnèse, en produisant un récit le plus véridique possible et en éclairant les faits de ses réflexions, ce qui donne une nouvelle dimension au travail de l'historien. Xénophon (v. 430-350), qui cherche à prendre la suite de l’œuvre de Thucydide dans les Helléniques, est un ancien disciple de Socrate, à l’œuvre diverse, notamment des sortes de biographies exemplaires sans grand souci d'exactitude (Cyropédie, Anabase, Mémorables).

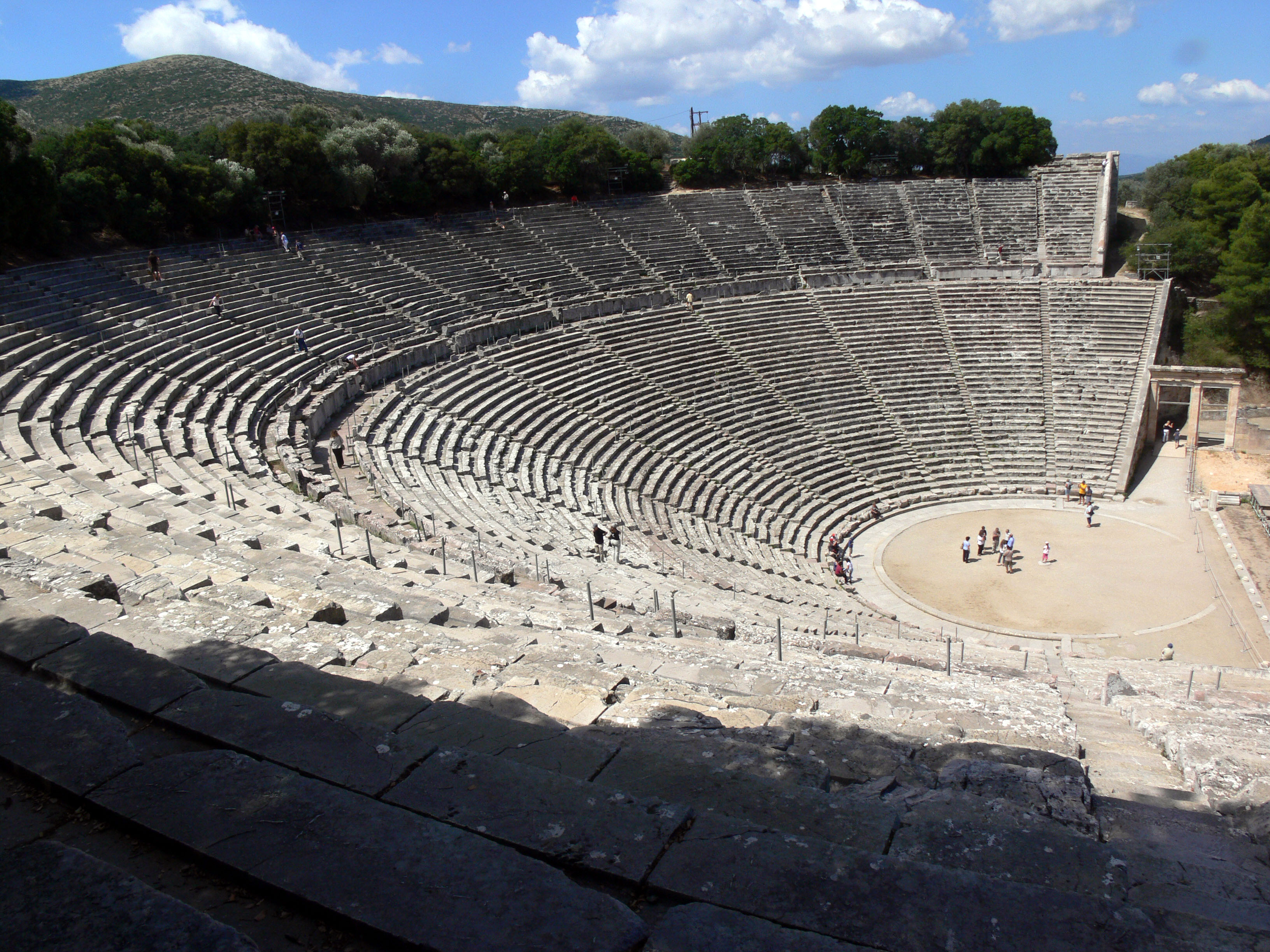
Le théâtre d'Épidaure, ou début du

Le théâtre grec prend naissance durant l'époque classique, dans le cadre du culte religieux, puisque les pièces sont présentées lors de concours accompagnant des fêtes religieuses, les plus prestigieuses étant les Grandes Dionysies d'Athènes. Le financement en est assuré par des riches citoyens, qui jouent le rôle de chorège. Les théâtres sont en bois au début de la période, puis en pierre, et prennent parfois de très grandes dimensions (celui d'Athènes pouvait accueillir 17 000 spectateurs). Un concours théâtral est un moment d'affirmation de la puissance de la cité athénienne, plusieurs œuvres renvoyant à ses moments de gloire, mais aussi à des débats déchirant la communauté, suscitant des réactions passionnées chez leur auditoire. On distingue la tragédie, dont les principaux auteurs classiques sont Eschyle, Sophocle et Euripide, et la comédie, où excelle Aristophane.
Du point de vue médical, la grande figure de l'époque classique est Hippocrate (v. 460-377), en fait la figure de proue d'un groupe de médecins liés au sanctuaire d'Asclépios de Cos et à d'autres régions du monde grec (notamment en Grande Grèce), qui produit un ensemble de traités médicaux, le corpus « hippocratique », fixé à l'époque romaine,.

### L'ascension de la Macédoine

Le monde grec en 336 av. J.-C., après l'expansion macédonienne sous Philippe II.

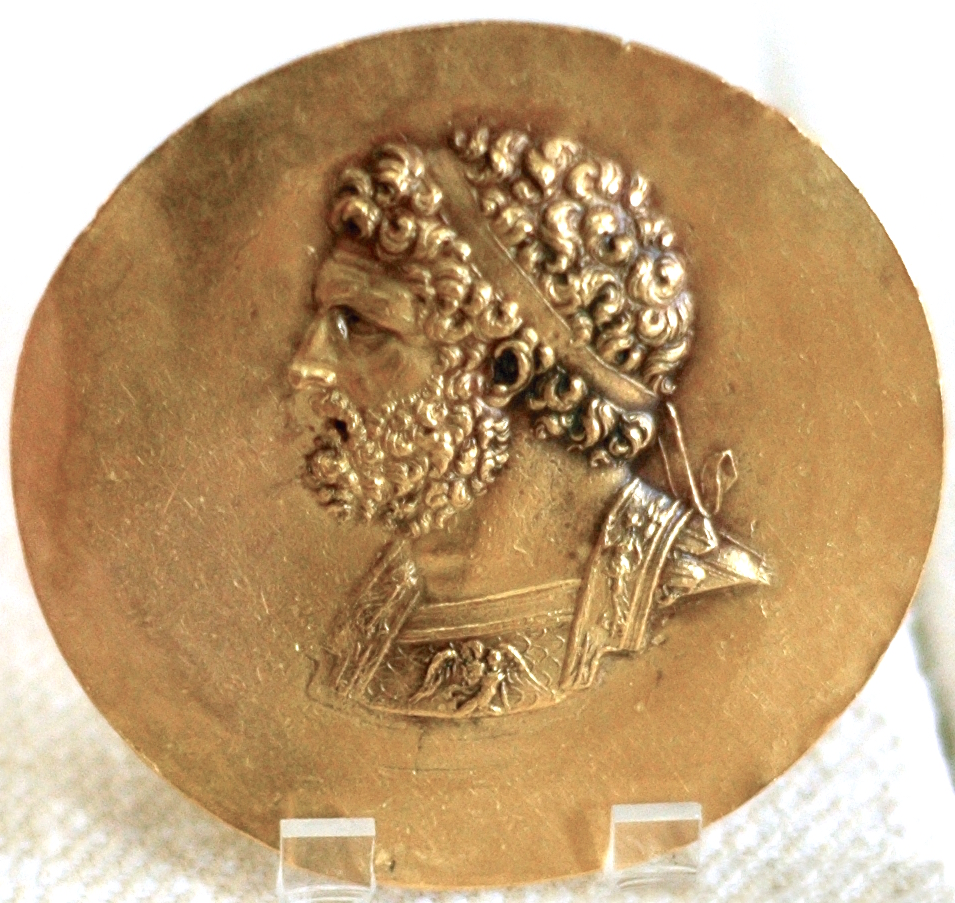
Médaillon à l'effigie de Philippe II.

Le royaume de Macédoine se forme au nord du monde grec, qui le voit généralement comme barbare. Il est dirigé par une lignée de rois, les Argéades, se succédant selon un principe dynastique, qui tentent de prendre leur place dans le monde grec, longtemps sans grand succès. L'aristocratie locale y joue un rôle fort, les rois devant composer avec elle. Un temps soumis par les Perses, les Macédoniens s'en libèrent après les guerres médiques, pour passer sous influence athénienne, le bois qui pousse sur ses territoires étant convoités car il est essentiel pour la construction des bateaux sur lesquels repose la puissance de l'Attique (ce qui justifie la fondation de la colonie d'Amphipolis). Les Macédoniens subissent également les incursions régulières des Illyriens et des Dardaniens qui les voisinent au nord-ouest. Philippe II (359-336 av. J.-C.), après des premiers temps difficiles, constitue une armée puissante suivant le modèle thébain et renforce l'autorité royale. Il vainc les Illyriens, s'empare du mont Pangée et de ses riches mines, ce qui le met à la tête d'une source de revenus considérable, lui permettant de bâtir des cités à la façon grecque, et de renforcer encore plus son armée. Appelé par ses voisins et alliés de Thessalie qui sont menacés par les Phocidiens, lors d'une nouvelle guerre sacrée, il parvient à l'emporter en 348 et à dominer l'ligue gérant le sanctuaire de Delphes, et au passage la Thessalie. Il prend ensuite possession de la Chalcidique après la destruction d'Olynthe. Il proclame alors son intention d'attaquer les Perses, en unifiant les Grecs sous sa bannière, sans succès. C'est à ce moment que l'orateur athénien Démosthène, prononce des discours fameux, les Philippiques, exhortant les Athéniens à résister à l'ascension de Philippe, alors qu'il fait face à un parti-pro-macédonien. Thèbes et Athènes rejettent finalement la domination macédonienne, mais elles sont vaincues avec leurs alliés à Chéronée en 338, et forcées à rejoindre la Ligue de Corinthe qui acte l'unité grecque autour de la Macédoine (quoique Sparte n'y participe pas). Philippe reçoit alors la soumission des cités de Byzance et de Périnthe, qui lui bloquent jusqu'alors le passage vers l'Anatolie, où il envoie des troupes, profitant des troubles  qui secouent l'Empire perse. Alors qu'il s'apprête à aller prendre la tête de ses soldats, Philippe II est assassiné dans sa capitale Pella, meurtre dont les motifs sont encore discutées.
Son corps est probablement inhumé à Aigai-Vergina, avec d'autres membres des Argéades, dans la sépulture monumentale sous tumulus qui y a été mise au jour. Elle est organisée autour de trois chambres à berceau et une tombe à ciste, à façade de type grec ornées de frises peintes, et a livré une riche mobilier (elle n'avait pas été pillée). C'est un témoignage de l'émergence d'un art royal à la grecque, reflétant la volonté d'hellénisation affichée par Philippe II à de nombreuses reprises (l'influence perse n'étant manifestement pas prononcée en Macédoine, du moins dans les arts) et la mise en avant de la figure royale, préfigurant ce qui se passe durant l'époque hellénistique.

## Les conquêtes d’Alexandre

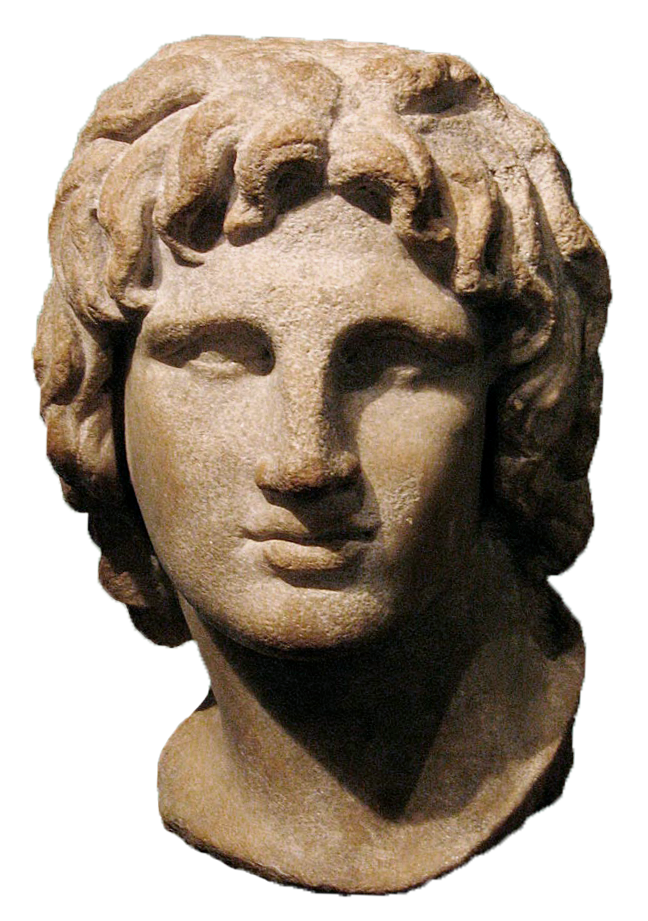
Buste d’Alexandre, British Museum.

La succession de Philippe II échoit à son fils de 20 ans Alexandre, qui s'emploie immédiatement à réaliser les projets de son père. Il se rend à Corinthe où les cités qui s'y sont assemblées le reconnaissent chef des Grecs à la suite de son père, puis se dirige vers le nord pour réunir ses forces. Mais tandis qu'Alexandre fait campagne en Thrace, il apprend que des cités se sont rebellées. Dans un vaste mouvement vers le sud, il capture Thèbes puis la rase. Ceci sert d'avertissement aux cités grecques désormais obligées d'accepter que sa puissance ne pourrait plus être défiée, tout en sachant qu'il préserverait et respecterait leur culture si elles se montrent obéissantes.
En 334 av. J.-C., Alexandre passe en Asie, et remporte une première victoire sur les Perses au fleuve Granique. Il obtient ainsi le contrôle de la côte ionienne et fait un cortège triomphal dans les cités grecques libérées. Après avoir conquis une grande partie de l'Anatolie, il avance au sud à travers la Cilicie et gagne la Syrie, où il défait Darius III lors de la bataille d'Issos en 333. Il parvient ensuite en Phénicie, entreprend le siège de Tyr et passe en Égypte, qu'il conquiert sans rencontrer de résistance, les Égyptiens l'accueillant comme le libérateur de l'oppression perse et le fils prophétique d'Amon.
Darius est maintenant prêt à faire la paix et Alexandre pourrait rentrer triomphalement en Macédoine, mais il est décidé à conquérir la Perse et à devenir le maître du monde. Il fait route vers le nord-est à travers la Syrie et la Mésopotamie, et vainc Darius à nouveau à Gaugamèles en 331. Darius est parvenu à s'échapper mais il est tué par le satrape Bessos, et Alexandre se retrouve maître de l'empire perse, occupant par la suite Suse et Persépolis sans rencontrer de résistance.

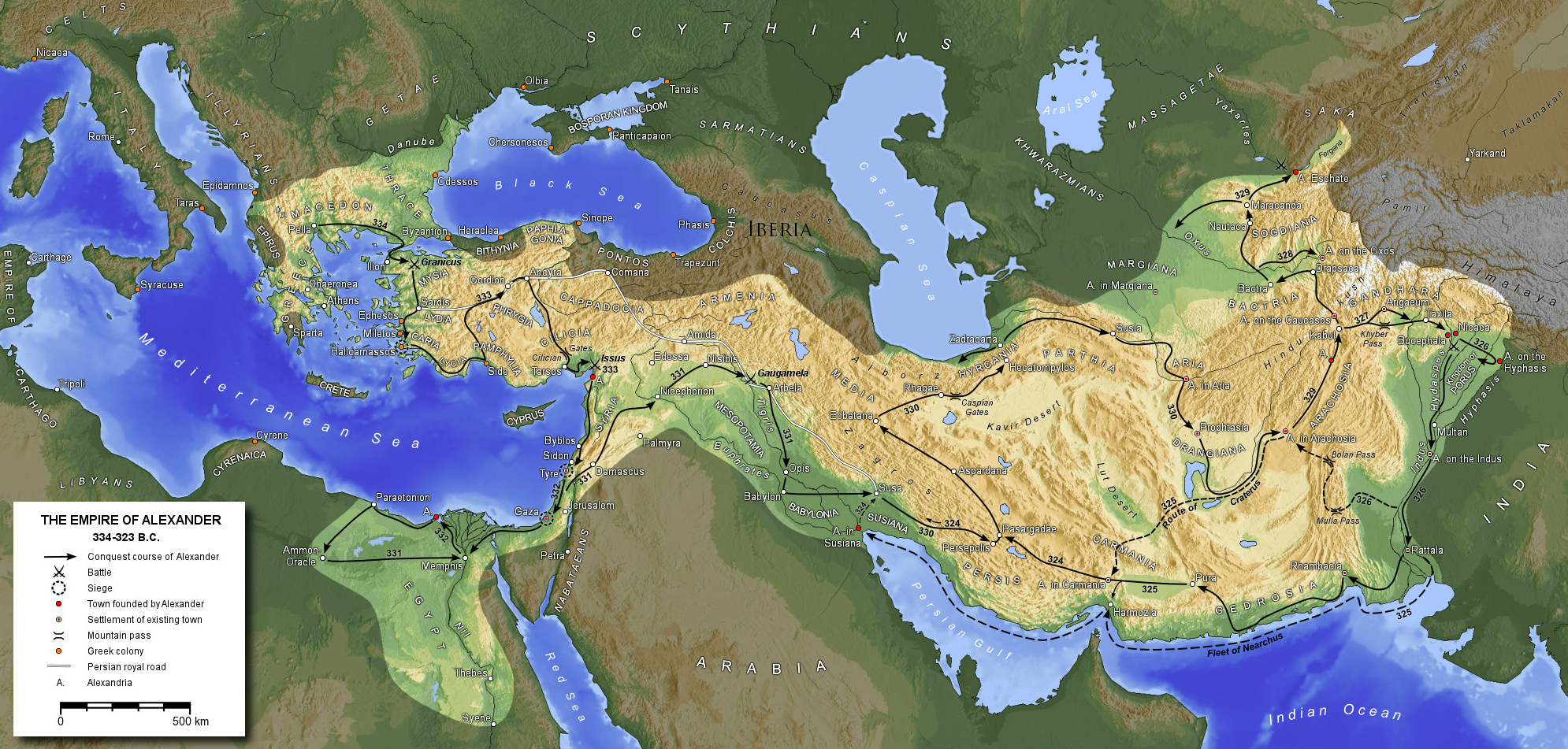
L'empire d'Alexandre le Grand à son apogée.

 Pendant ce temps, les cités grecques font de nouvelles tentatives pour échapper à la domination macédonienne. À la bataille de Megalopolis en 331, le régent d'Alexandre Antipater bat les Spartiates, qui avaient refusé de participer à la ligue de Corinthe.
Alexandre avance à marche forcée à travers ce qui est aujourd'hui l'Afghanistan et le Pakistan jusqu'à la vallée de l'Indus et vers 326 il atteint le Pendjab. Il aurait pu descendre la vallée du Gange jusqu'au Bengale si son armée, convaincue d'être arrivée à l'extrémité du monde, n'avait refusé d'aller plus loin. Alexandre rebrousse chemin à contrecœur, et meurt de fièvre à Babylone en juin 323.
L'empire d'Alexandre se brise peu après sa mort, mais ses conquêtes changent les mondes grec et oriental de manière irréversible. Pour les pays conquis, les campagnes d'Alexandre ont porté la guerre et les destructions partout où elles ce sont dirigées, ce qui représente une échelle de dévastation considérable. De plus sa mort sans successeur conduit à de nouveaux conflits, donc de nouvelles dévastations. Pour le monde grec, les conquêtes d'Alexandre ouvrent une phase d'expansion vers l'Orient et d'exploitation des conquêtes, marqué par l'afflux de monnaies frappées à partir des trésors pillés en Perse, et donc une croissance des richesses, également l'émigration de dizaines de milliers de Grecs vers l'ancien monde antique, conduisant au basculement du centre de gravité du monde grec vers les nouvelles cités, en premier lieu Alexandrie. C'est donc peut-être le véritable « âge d'or » du monde grec qui s'ouvre à la mort d'Alexandre. Au-delà de cet héritage contrasté et discuté, Alexandre laisse une empreinte profonde dans l'histoire, celle d'un grand conquérant ayant enchaîné les victoires, conquis le plus grand empire que le monde avait connu et ne connaîtra pas avant longtemps, lui conférant un statut quasi-divin. Des histoires de ses exploits, réels ou imaginaires, ont contribué à façonner son image de personnage légendaire, qui a traversé les âges jusqu'à l'époque moderne.
Des royaumes dirigés par des dynasties gréco-macédoniennes sont établis en Anatolie, en Égypte, en Syrie et en Perse, et c'est en fin de compte plus ce phénomène que les conquêtes d'Alexandre qui est porteur de conséquences pour l'avenir. L'époque classique s'achève, et l'époque hellénistique commence.

## L'époque hellénistique
La période hellénistique s'étend par convention de la mort d'Alexandre le Grand à Babylone, le 10 juin 323 av. J.-C., jusqu'à la bataille d'Actium, le 2 septembre 31 av. J.-C. Elle voit la constitution de royaumes dirigés par des dynasties d'origine macédonienne, dominant à leur apogée des territoires allant de la Cyrénaïque jusqu'à la Bactriane, incluant donc les foyers des plus anciennes civilisations antiques, l'Égypte, la Syrie, la Mésopotamie et la Perse, dans le monde sous domination grecque durant la « haute époque hellénistique » (autour du IIIe siècle av. J.-C.). Les cités grecques sont alors dominées par des royaumes, ce qui ne signifie pas pour autant leur déclin, parce qu'elles restent la structure politique de base des communautés grecques, et connaissent une expansion avec de très nombreuses fondations royales. La notion d'« hellénisme », à l'origine de celle d'« hellénistique », a été diffusée par l'historien allemand Johann Gustav Droysen dans une série de publications entre 1833 et 1843, comme concept permettant d'intégrer dans la culture grecque les populations non-grecques dominées par les dynasties macédoniennes. Pour autant il apparaît que parler d'unité de ce monde hellénistique est trompeur : il y a plutôt des mondes hellénistiques, tant les pays concernés présentent des profils politiques, sociaux et culturels différents bien qu'il existe une forme de conscience collective hellène traversant toutes ces régions. La seconde partie de la période voit l'expansion progressive de la République romaine, à partir de la fin du IIIe siècle av. J.-C., qui annexe progressivement les royaumes hellénistiques ; c'est une « basse époque hellénistique » aux dynamiques propres.

### Histoire politique et militaire

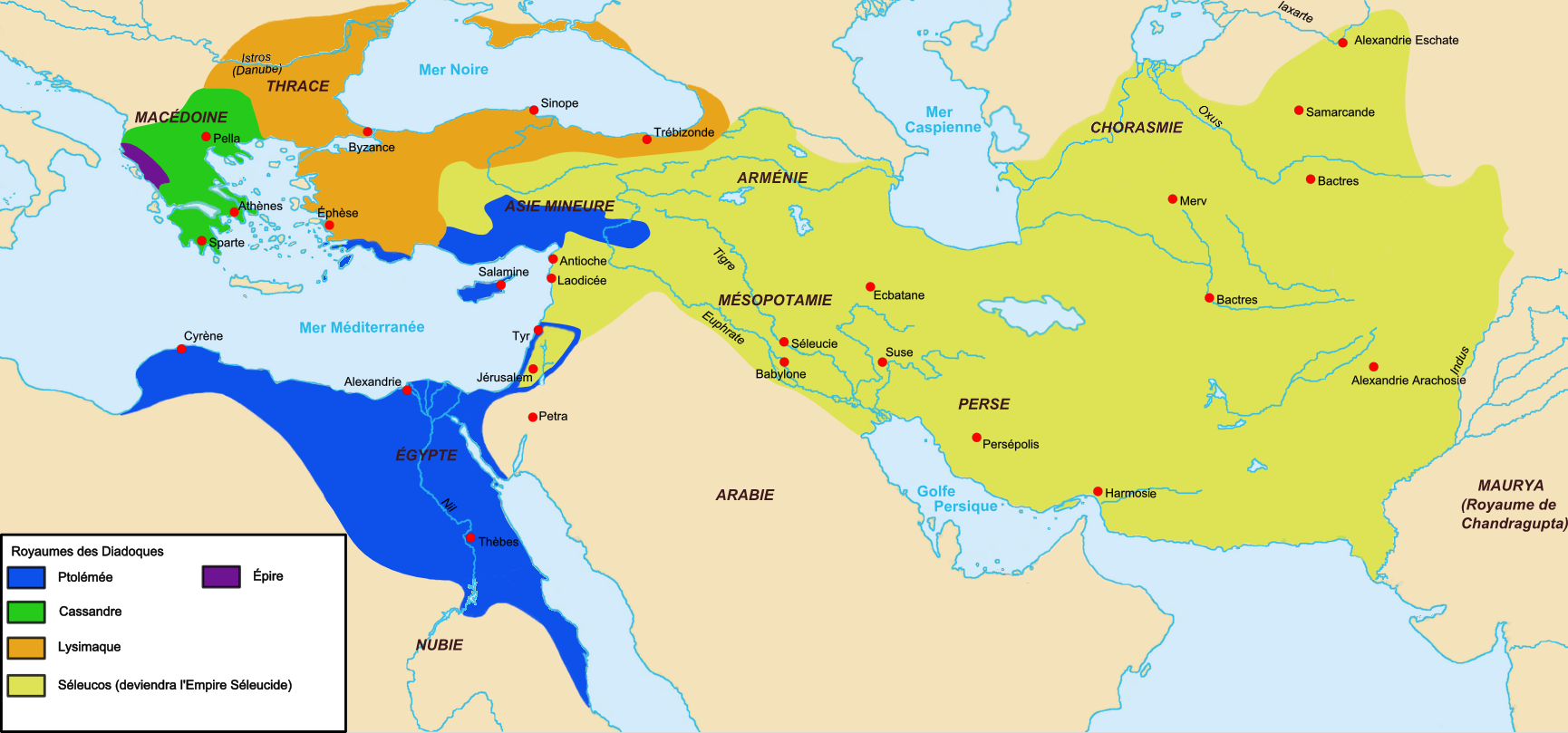
Les royaumes des Diadoques en -301

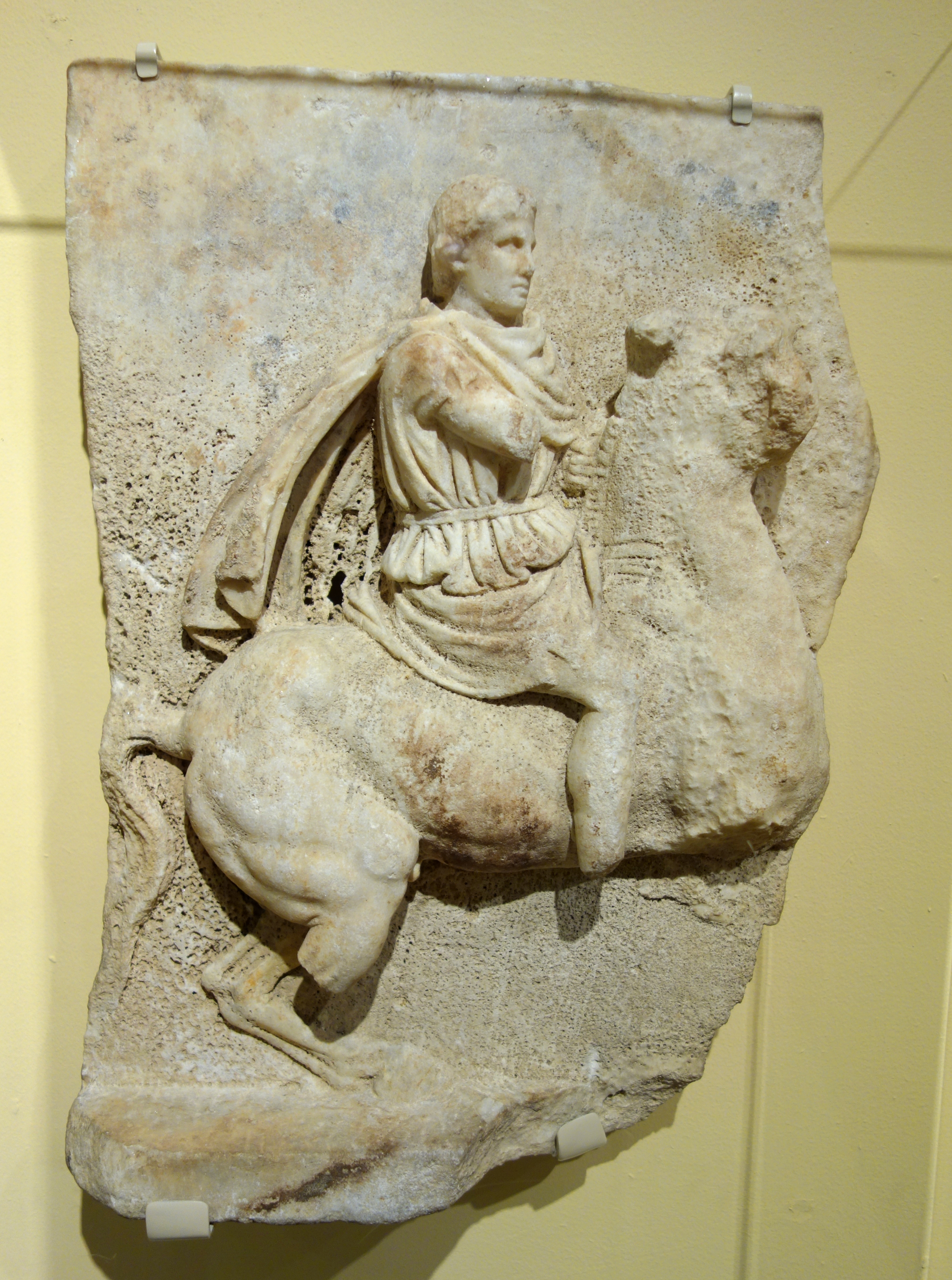
Relief votif à l'effigie de Démétrios Poliorcète. Fitchburg Art Museum.

Après la mort d'Alexandre, ses principaux généraux voient l'opportunité d'affirmer leurs ambitions personnelles, et de se tailler leur propre royaume dans les territoires ayant appartenu à l'empire perse. La tradition historiographique les a désignés comme des « Successeurs » ou Diadoques. Les tentatives de certains de contrôler l'empire et de maintenir son intégrité tournent court. Ainsi Ptolémée parvient à s'assurer la domination de l’Égypte et à récupérer la dépouille d'Alexandre qu'il inhume à Memphis. Antigone le Borgne prend lui possession de la majeure partie de l'Anatolie, Lysimaque la Thrace, Antipater puis son fils Cassandre la Macédoine, et enfin la Babylonie et les territoires les plus orientaux échoient à Séleucos. Les ambitions territoriales des uns et des autres engendrent un ensemble de conflits et tout un cortège d'assassinats éteignant la lignée d'Alexandre, jusqu'à ce qu'une paix soit conclue en 311. Les conflits se poursuivent, tandis que les belligérants prennent l'un après l'autre le titre de roi en 305 ou peu après. Antigone le Borgne et son fils Démétrios Poliorcète caressent sans doute quelque temps l'ambition de restaurer l'unité impériale, mais ils échouent après leur défaite à Ipsos en 301. Le fils de Démétrios, Antigone Gonatas, parvient tout de même à s'emparer du trône de Macédoine en 275, tandis que Séleucos élimine Lysimaque en 281. Le monde hellénistique est désormais dominé par trois dynasties macédoniennes : les Lagides d’Égypte, les Séleucides autour de la Syrie et de la Mésopotamie, et les Antigonides en Macédoine.

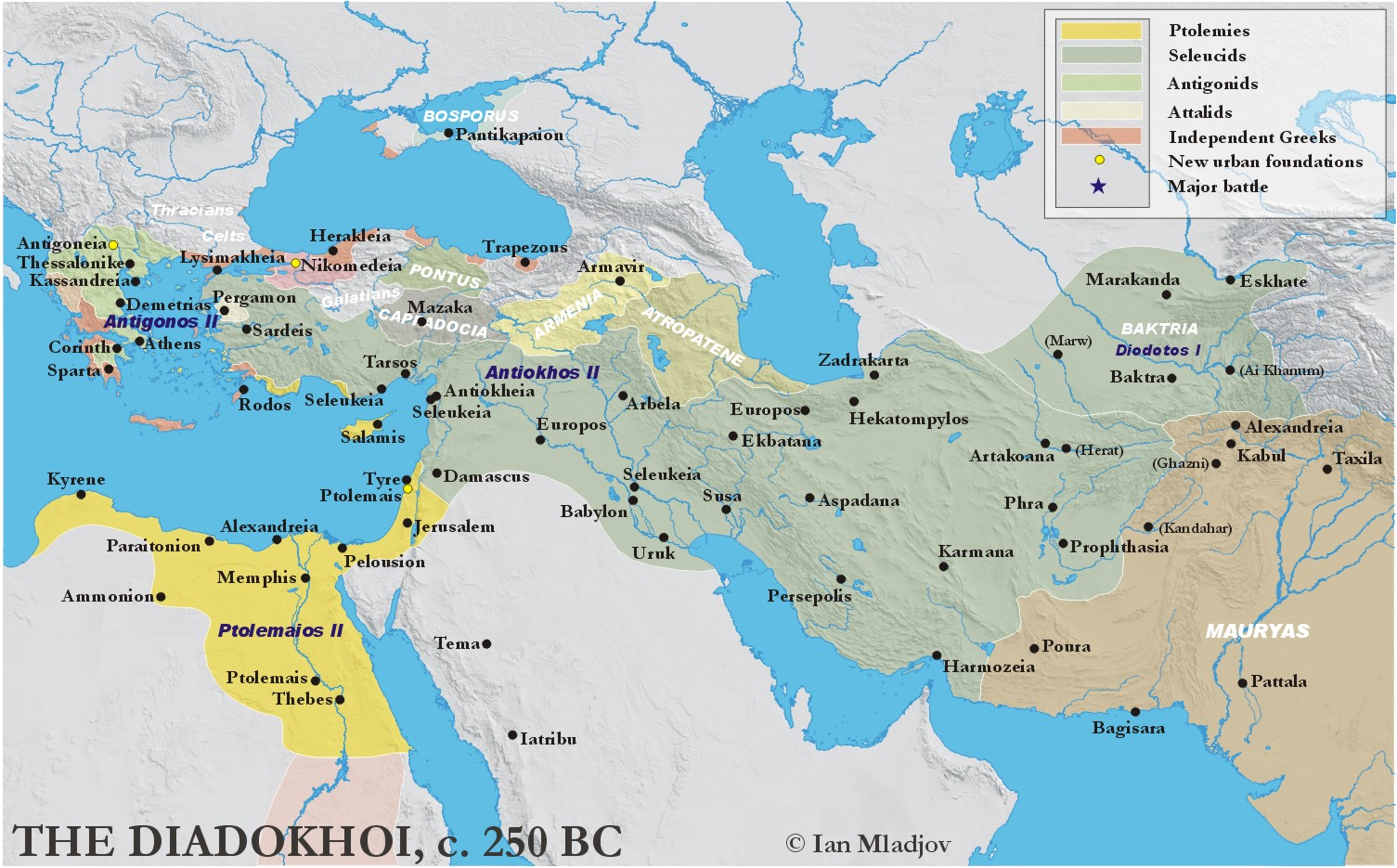
Le monde hellénistique vers 250 av. J.-C.

Dans les années 270, la Grèce fait face à une invasion de bandes celtes venues du nord des Balkans, qui traversent la Macédoine et parviennent à piller Delphes, puis passent en Anatolie où ils sont défaits par le roi séleucide Antiochos Ier (281-261). Certains d'entre eux s'installent là, donnant leur nom à leur région d'implantation, la Galatie. La puissance séleucide s'affaiblit ensuite par la perte des territoires orientaux, la Bactriane où les satrapes grecs se rendent indépendants, et la Parthie où un groupe iranien se rend indépendant, prenant le nom de Parthes. Puis leur emprise sur l'Asie Mineure s'affaiblit lorsque le dirigeant de Pergame crée un royaume indépendant. Ce sont surtout les guerres de Syrie qui marquent l'histoire militaire du début de l'époque hellénistique, six conflits s'étalant entre 274 et 168 voyant s'opposer les Séleucides et les Lagides pour la possession du Levant, qui épuisent les deux royaumes belligérants. Antiochos III (223-188) est le dernier grand roi séleucide, ravivant la puissance de son royaume en dominant le Levant méridional et la majeure partie de l'Anatolie ainsi que les provinces orientales, mais sa défaite face à Rome amorce le déclin séleucide. Après cela le royaume s'affaiblit encore plus à l'issue de la révolte des Maccabées qui lui fait perdre la Judée, de querelles dynastiques, et de la progression des Parthes à l'est, qui leur enlèvent la riche Mésopotamie dans les années 140-130, ne leur laissant plus que la Syrie. L’Égypte lagide connaît aussi son lot de troubles au sein de la famille royale (dans lesquels les femmes jouent un rôle important, inhabituel dans le monde hellénistique, au sein d'une dynastie pratiquant à plusieurs reprises l'inceste royal) ponctués de diverses atrocités, des révoltes des populations égyptiennes autochtones, mais parvient à conserver son intégrité territoriale, après avoir renoncé à la majeure partie de ses possessions hors d’Égypte.
En Grèce les Antigonides dominent mais ils font face aux tentatives des Lagides d'établir leur emprise sur l’Égée grâce à leur puissance navale. Puis ils font face aux tentatives de Pyrrhus Ier d’Épire (306-272) de constituer un autre grand royaume hellénistique, qui l'emmènent en Grande Grèce, où il échoue à rallier les cités à sa cause, puis est défait par Rome, avant de parvenir à prendre un temps la Macédoine, mais de finalement trouver sa perte lors d'une tentative de dominer le Péloponnèse. Du côté des cités, la résistance athénienne à la domination macédonienne est éteinte après plusieurs conflits, tandis que Sparte tente un retour au premier plan sous l'action de ses rois Agis III (244-241) et Cléomène III (235-219), mais ils échouent,. Les cités ont alors perdu leur capacité d'action, non seulement à cause de l'émergence des royaumes, mais aussi en raison de la constitution de ligues plus puissantes que par le passé, en particulier celles d'Achaïe qui domine le Péloponnèse et celle d'Étolie qui domine la Grèce centrale. Seule Rhodes parvient à conserver son indépendance et une certaine puissance militaire, illustrée par sa résistance à Démétrios Poliorcète en 303, qu'elle célèbre en érigeant son fameux colosse, une des merveilles du monde antique. C'est néanmoins une cité atypique, issue de la fusion des cités de l'île de Rhodes, dominant plusieurs îles voisines ainsi qu'une portion de l'Asie Mineure, la Pérée, et prospérant grâce au commerce maritime.
La Grande Grèce est un cas à part puisqu'elle reste en dehors de l'influence des grandes puissances hellénistiques. Syracuse reste la principale cité. Agathocle (304-289) y constitue un régime tyrannique puis une royauté, et tente des expéditions sur le territoire même de Carthage, sans succès. Son successeur Hicétas subit une défaite contre ses derniers, puis Hiéron II (269-215) devient vassal de Rome alors qu'elle triomphe des Carthaginois lors de la première guerre punique. La paix qui s'ensuit permet à la cité de prospérer, mais le choix de son fils Hiéronyme de tourner le dos à Rome durant la seconde guerre punique est fatal à Syracuse, qui est prise en 211.
Dans la foulée de la chute de la Grande Grèce, après 200 c'est tout le monde hellénistique qui est sur le recul depuis l'ouest face à Rome. Ce recul s'observe aussi à l'est face aux Parthes, qui constituent un royaume qui devait être à la fin de l'époque hellénistique le seul capable de rivaliser avec les Romains, alors que tous les grands royaumes hellénistiques s'effondraient face à eux.
L'Asie Mineure avait alors vu l'émergence de dynasties autonomes. Celle de Pergame, déjà évoquée, est fondée par Attale Ier, auréolé d'une victoire contre les Celtes en 237, et s'épanouit au IIe siècle av. J.-C. en étant alliée à Rome qui la débarrasse des Séleucides et lui permet d'étendre son autorité sur l'Anatolie occidentale. Plus au nord, le Pont était devenu indépendant au début du IIIe siècle av. J.-C. sous la direction d'une dynastie de rois d'origine perse hellénisés, et étend également son influence sur les cités grecques et régions voisines, atteignant son apogée sous Mithridate VI, dernier rival de Rome en Anatolie. À l'est les Orontides de Commagène sont également des Perses hellénisés, profitant de la fragilisation des Séleucides pour se rendre indépendants, dont la fidélité à Rome assure une longévité inhabituelle puisqu'ils survivent jusqu'en 72 de notre ère.

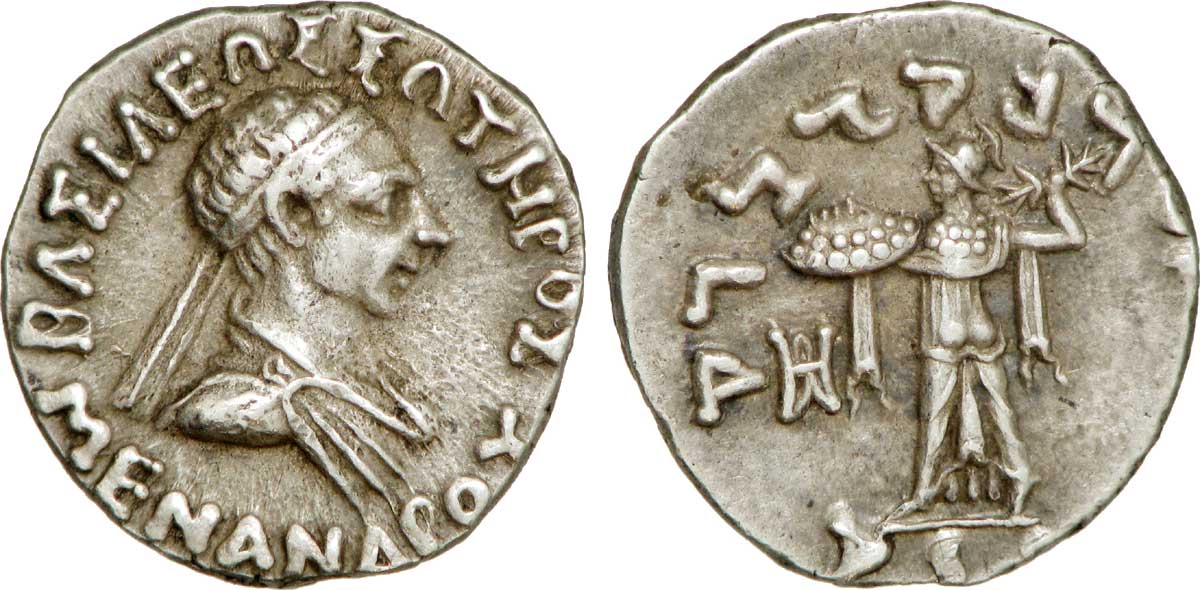
Drachme bilingue grec/kharosthi à l'effigie de Ménandre Ier, v. 160-155 av. J.-C.

Bien plus à l'est, entre la vallée de l'Indus et l'Afghanistan, les Séleucides ont laissé la place à l'expansion de l'empire des Maurya, dont le principal empereur, Ashoka, a laissé plusieurs inscriptions de ses édits en alphabet grec à Kandahar, signe que cette langue y était bien implantée. En Bactriane (au nord de l'actuel Afghanistan), les premiers séleucides fondent plusieurs cités, puis les satrapes grecs se rendent indépendants et fondent une série de royaumes « gréco-bactriens », dirigés par des dynasties grecques dominant les populations iraniennes locales. L'histoire politique de ces royaumes est très mal connue, la plupart des rois étant connus par des monnaies. Leur histoire semble avoir été émaillée de conflits récurrents entre rois grecs, et de coups d’État. Certains rois grecs s'implantent également dans la vallée de l'Indus, autour de Taxila au Pendjab (l'antique Gandhara), où sont attestés des rois « indo-grecs » (ou Yawana-raja en sanskrit, langue dans laquelle on désignait les Grecs par le terme « Ionien », comme au Moyen-Orient). L'un d'entre eux, Ménandre Ier (v. 165-130 av. J.-C.), s'est taillé un territoire important, puisqu'il a conduit ses troupes jusqu'à Pataliputra (Patna) sur le Gange. Les derniers rois grecs de Bactriane disparaissent à la fin du IIe siècle av. J.-C., et ceux d'Inde au tout début de notre ère.

### Rois et cités
Du point de vue politique, la principale rupture introduite par l'époque hellénistique est la domination des monarchies grecques. Les rois (basileus) deviennent les personnages les plus importants des événements politiques et militaires de l'époque, en lieu et place des cités, qui ne disparaissent certes pas, mais leur sont sauf exception subordonnées. La légitimité de ces rois repose en premier lieu sur le fait qu'ils sont des chefs de guerre, et les rois hellénistiques partent régulièrement au combat, sont célébrés pour leurs victoires et leurs qualités martiales (Démétrios Ier Poliorcète le « Preneur de ville » ; Séleucos Ier Nicator le « Victorieux » ; etc.), tandis que plusieurs d'entre eux meurent sur le champ de bataille. Ils sont aussi considérés comme des protégés des dieux. On attend également d'un roi qu'il soit bon et bienveillant, applique la justice. Il doit aussi refléter la richesse et la prospérité, notions recouvertes par le terme tryphé. En retour, les bons rois reçoivent des hommages des cités, pouvant aller jusqu'à l'institution d'un culte royal dont ils sont l'objet, et qui peut aussi concerner des membres de la famille royale. Ces cultes ont un aspect dynastique, qui permet de consolider les lignées régnantes, et sont marqués par des fêtes en l'honneur des rois, comme les Ptolemaia à Alexandrie. L'art et l'architecture servent également à exalter la puissance royale, par la diffusion de l'image des monarques, et leur ancrage dans le paysage des villes,.
Les cités restent un cadre essentiel du monde hellénistique, malgré la perte de leur autonomie. Les rois fondent de nombreuses cités dans les pays conquis, même s'il ne faut manifestement pas prendre pour argent comptant les chiffres donnés par les auteurs antiques, et ce sont du reste avant tout des implantations militaires ayant un but stratégique, mais aussi des villes à proprement parler, qu'il s'agisse de nouvelles fondations (comme Alexandrie, Thessalonique, Doura Europos) ou de cités existant déjà, parfois au passé très ancien, recevant un statut civique (Babylone, Suse). Elles reçoivent quoi qu'il en soit un nom grec, symbolisant leur nouveau statut. Certaines sont créées pour devenir des résidences royales (Alexandrie d’Égypte, Séleucie du Tigre, Antioche, Apamée, etc.). Elles reçoivent une population de citoyens grecs et macédoniens, qui reçoivent des terres à exploiter, et sont aménagées de façon qu'ils puissent y mener un mode de vie à la grecque. À cette époque le schéma idéal de la ville grecque est bien installé, et il sert de ligne directrice dans les anciennes cités comme dans les nouvelles. Il repose sur un plan orthonormé, hippodamien, avec des murailles protégeant l'espace urbain, s'organise autour d'une agora et d'une acropole, des espaces publics et sacrés clos par des portiques, notamment des gymnases dont la taille et le rôle sont de plus en plus importants, des théâtres, stades et hippodromes, des bâtiments civils (salles de réunion, de réception des ambassades, tribunal) et lieux de culte de style généralement grec,, aussi des monuments spécifiques faisant partie de l'identité d'une ville, comme les « merveilles du monde » de l'époque hellénistique, le phare d'Alexandrie et le colosse de Rhodes. Dans les résidences royales s'y ajoutent les palais, souvent plusieurs par « capitale », formant de véritables secteurs palatiaux. Les bibliothèques, dont la plus célèbre est de loin celle d'Alexandrie, mais l'exemple le mieux connu par l'archéologie est à Pergame, ainsi que les collections d’œuvres d'art sont d'autres caractéristiques des villes royales.

Plan d'Alexandrie à l'époque hellénistique.
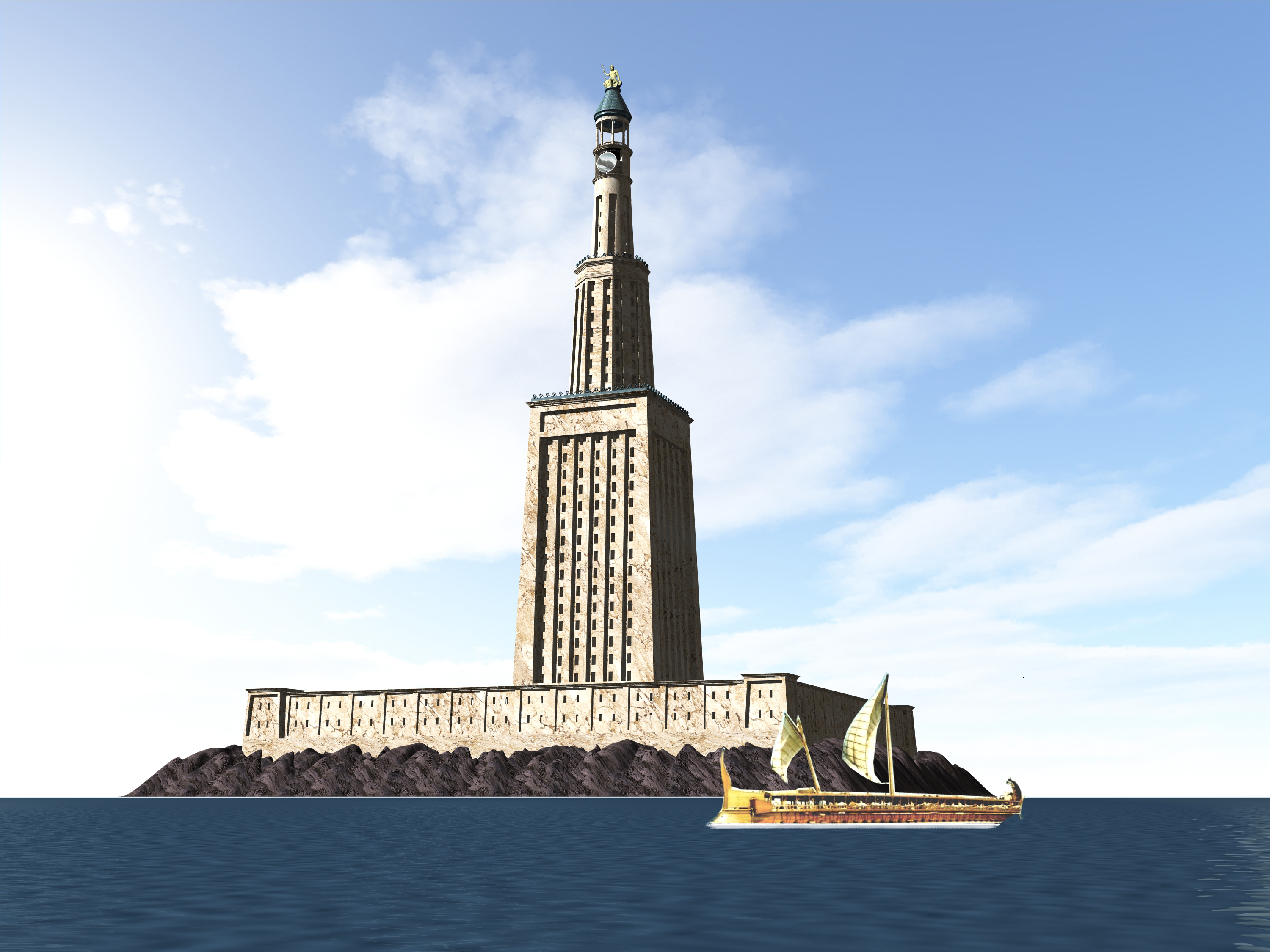
Proposition de reconstitution du phare d'Alexandrie.
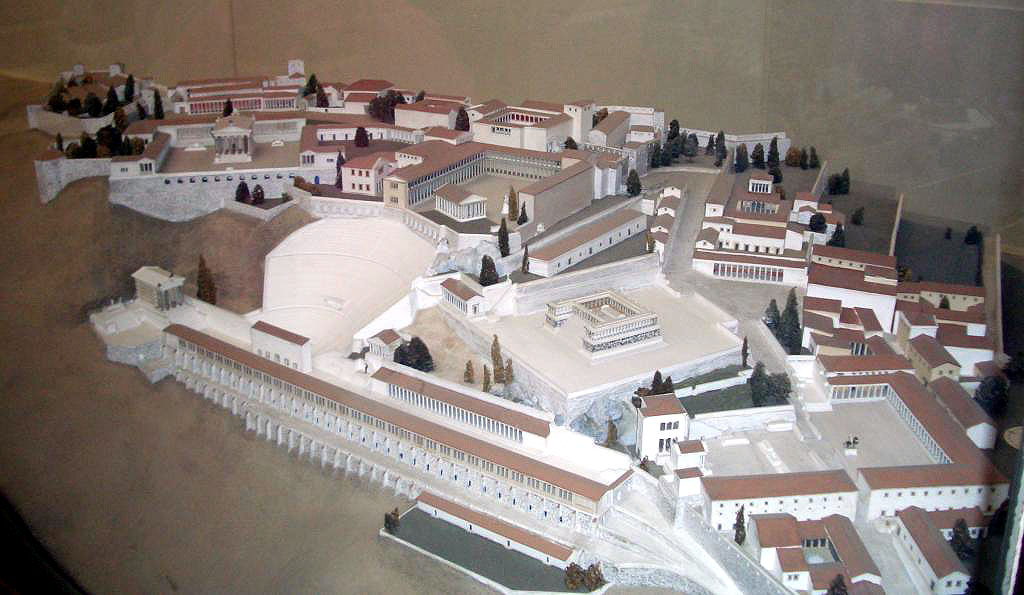
Maquette de Pergame. Dans la ville haute : agora, palais, arsenal, bibliothèque, théâtre, temples, Grand Autel. Pergamon Museum.
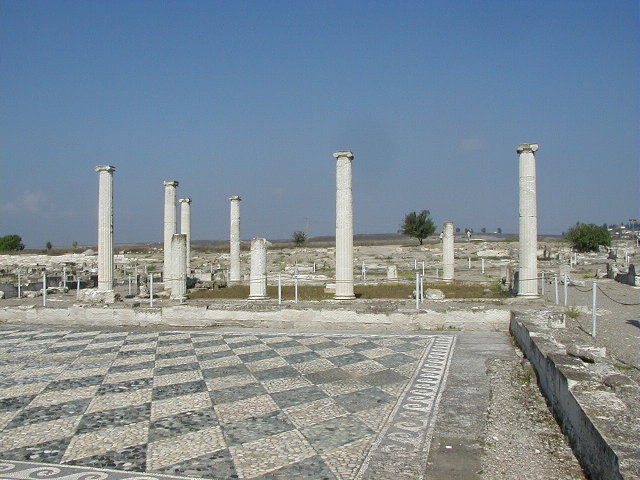
Atrium avec mosaïque à décor géométrique dans une grande demeure de Pella.
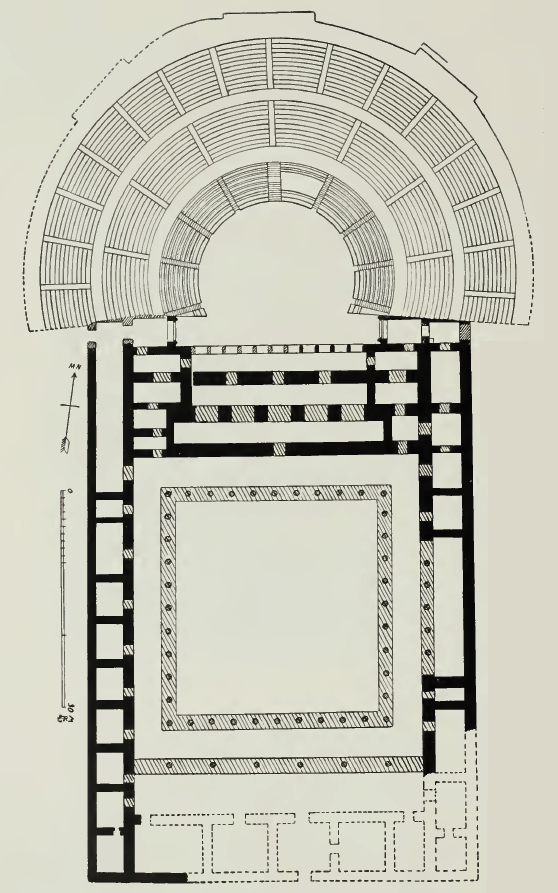
Plan du complexe du théâtre de Babylone, lieu de réunion des citoyens grecs de la ville.
Plan du site d'Aï Khanoum, cité grecque dans l'actuel Afghanistan.

Le développement des constructions urbaines repose en partie sur le rôle de bienfaiteur, euergetos, que jouent les rois, finançant ces travaux : c'est le phénomène que l'historiographie française a désigné par le néologisme « évergétisme ». Cette forme de mécénat concerne aussi le financement de spectacles et de fêtes civiques, parfois des distributions de nourriture à la population. L'activité royale est notamment visible dans les grands sanctuaires. L'évergétisme est aussi pris en charge par des riches citoyens, qui en retirent des honneurs, et élargissent leur champ, par exemple en finançant eux-mêmes des ambassades qu'ils dirigent, au nom de la cité.
Du point de vue institutionnel, les cités grecques de l'époque hellénistique sont majoritairement des démocraties, notamment parce que ce régime a été préféré par Alexandre en raison de son opposition aux oligarchies et tyrannies favorisées par les Perses, et qu'il est devenu un symbole de l'hellénité, reposant sur l'illustre exemple athénien et reprenant ses institutions (boulè, assemblée de citoyens, magistratures). En revanche, bien que le slogan de la liberté des cités soit souvent mis en avant, en pratique elles sont par bien des aspects soumises aux rois, ce qui peut se marquer par l'installation d'une garnison royale, le paiement d'un tribut, voire l'installation de représentants royaux. Les cités cherchent souvent à s'en astreindre, octroyant en échange des honneurs aux rois et à leurs agents, mais il s'agit de privilèges dépendant du bon vouloir royal, qui peuvent être perdus plus rapidement qu'ils ont été acquis.

### Grecs et indigènes
L'expansion grecque de l'époque hellénistique, marquée par la constitution de royaumes dirigés par des Gréco-macédoniens et la fondation de cités grecques, le tout dans un contexte culturel non-grec, se traduisent par un développement de l'influence culturelle grecque sur les régions dominées. C'est un phénomène qui se résume généralement par un mot : hellénisation. Longtemps considéré comme coulant de source en raison de la supposée supériorité culturelle grecque (et, par extension, occidentale), les visions actuelles sont bien plus nuancées,. La diaspora grecque se traduit par une diffusion des idées et techniques, certes à des degrés divers dans toutes les zones où s'implantent les cités grecques, véritables vitrines de l'hellénisme. Mais d'un autre côté les mentalités grecques sont déjà habituées depuis les époques antérieures à intégrer des éléments venus des autres cultures. Quant aux cultures locales soumises à l'influence grecque, elles ne sont pas passives, loin de là, disposent souvent de leur propre vitalité, ce qui explique que l'hellénisation prenne des aspects bien différents selon les régions.
Qu'est-ce qu'« être grec » à cette période ? Isocrate a donné à la fin de la période classique une définition : « [On emploie] le nom de Grec non plus comme celui de la race mais comme celui de la culture, et on appelle Grecs plutôt les gens qui participent à notre éducation que ceux qui ont la même origine de nous. » C'est donc plus une affaire de culture (la paideia), de mode de vie, que d'origine et de naissance. L'hellénité est en particulier liée au cadre fondamental structurant le monde grec antique, la cité.
L'hellénisation d'individus d'origine non-grecque se constate par la diffusion de la langue grecque, sous la forme la plus répandue durant la période, la koinè qui sert de langue internationale, et visible localement par l'adoption de noms grecs par des autochtones, et plus largement par l'adoption de l'éducation grecque, et avec elle la culture et la pensée grecques. La diffusion d'éléments religieux grecs permet également de repérer une influence de l'hellénisme, même si dans bien des cas cela se limite à un habillage, donnant un nom et un aspect grec à une divinité dont le culte n'est pas modifié et suit des traditions antérieures, non-grecques. La participation aux concours grecs est aussi un élément caractéristique de la volonté de non-grecs de s'intégrer à l'hellénisme, en particulier visible dans les cités de Phénicie. L'hellénisation ne suppose pas l'abandon des éléments culturels indigènes, notamment religieux. Cela se voit même dans une fondation grecque comme la cité gréco-bactrienne d'Aï Khanoum (nom antique inconnu), où les bâtiments palatiaux et rituels ont généralement un plan oriental mais leurs techniques de constructions et leur décor intègre de nombreux éléments grecs. La dynastie hellénisée de Commagène réalise de son côté une synthèse culturelle mêlant éléments grecs et iraniens, visible en particulier sur le site de Nemrut Dağı créant une identité mixte propre, servant leur pouvoir. Un autre des dynastes anatoliens de culture mixte gréco-iranienne, Mithridate VI du Pont, se pose quant à lui en dernier rempart du monde grec face à la domination romaine.

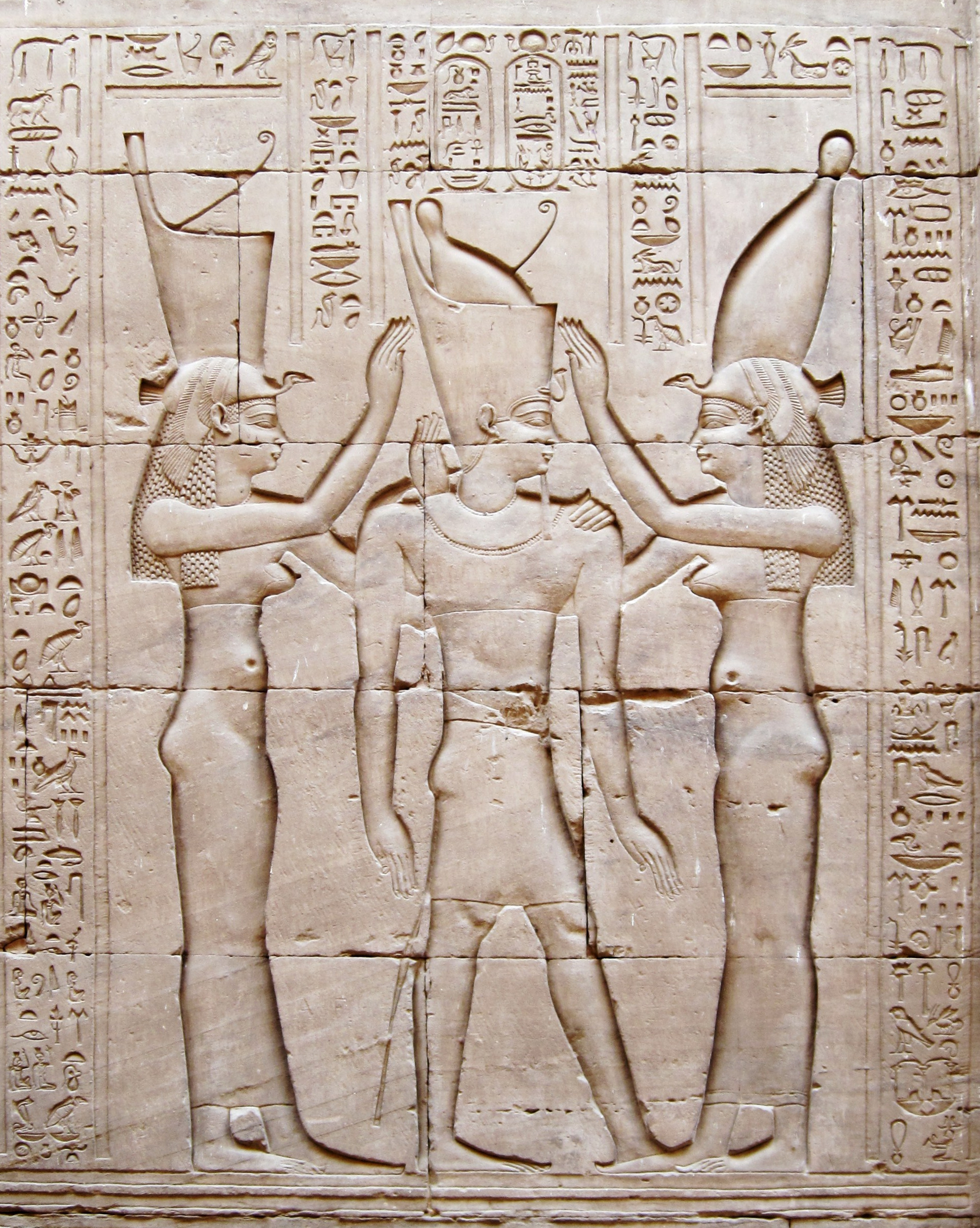
Ptolémée VIII (170-163 et 145-116 av. J.-C.) en tenue de pharaon, entre les déesses Ouadjet symbolisant la Basse-Égypte (à gauche), et Nekhbet symbolisant la Haute-Égypte (à droite). Bas-relief du temple d'Horus à Edfou.

Du point de vue politique et institutionnel, les institutions des royaumes hellénistiques reprennent bien des éléments des royaumes dont elles prennent la place, les Achéménides pour les Séleucides et l’Égypte pharaonique pour les Lagides, mais elles apportent aussi leur lot de modifications, par exemple en matière de fiscalité parce qu'elles sont marquées par les réflexions qui ont vu le jour dans le monde grec sur ce sujet. Un roi hellénistique peut certes reproduire le discours idéologique d'autres cultures, en particulier l’Égypte et Babylone, mais il le fait quand il veut s'adresser à leurs élites, par une forme de manipulation du discours traditionnel local. Ce monde est rythmé par les conflits entre Grecs et marqué par la prééminence de leur culture, notamment leur religion. Ce sont ainsi les dieux grecs qui figurent sur les monnaies royales. Mais d'un autre côté il ne faut pas pour autant prêter aux rois hellénistiques une ambition civilisatrice passant par une politique d'assimilation par l'hellénisation, la fondation de cités grecques servant plutôt leur dessein impérial.
L'hellénisme suscite néanmoins des résistances. En Égypte la césure entre Grecs et Égyptiens est très marquée, les inégalités de droit entre les deux et d'une manière générale le mépris dont peuvent faire l'objet les seconds de la part des premiers engendrent des insatisfactions et tension, et plusieurs soulèvements égyptiens contre la domination grecque apparaissent dans des textes, quoi que leur déroulement soit mal connu. La révolte contre l'hellénisme la mieux connue est celle qui embrase la Judée entre 168 et 163, la révolte des Maccabées, du nom de la famille qui la dirige, qui réagit à la mise en place de la domination séleucide sur la région, qui se traduit par l'implantation forcée de cultes grecs à Jérusalem, et se caractérise avant tout comme une guerre civile à caractère religieux, confrontant Juifs hellénisés et « orthodoxes ».

### Peuplement et économies hellénistiques
Les évolutions démographiques du monde hellénistique sont caractérisées par un phénomène de développement urbain, avec la création de grandes capitales royales, la plus importante étant Alexandrie, et aussi la fondation de villes de différentes taille mise en œuvre par les rois à la suite de l'exemple d'Alexandre. Mais cela repose sur des transferts de population entre régions, donc doit se faire au détriment des pays de départ, et il faut également prendre en compte les nombreuses destructions de cités sur la période pour relativiser le phénomène. Les prospections indiquent que certaines régions semblent voir leur population diminuer, en premier lieu en Grèce continentale à compter du IIIe siècle av. J.-C., mettant fin à la tendance à la croissance qui durait depuis les derniers temps des siècles obscurs.
Du point de vue économique, les territoires dominés par les royaumes hellénistiques sont très hétérogènes, conduisant à une grande diversité de situations. Les rois disposent de grands domaines agricoles, qu'ils peuvent faire exploiter directement par leurs esclaves et dépendants, céder ou bien concéder à des tenanciers, en échange d'un service militaire (clérouquie), ou encore attribuer en don (dôrea) les revenus d'une terre à des serviteurs. L'aspect économique du pouvoir concerne également le prélèvement des richesses des individus et cités, par le biais de taxes, servant à financer l'armée, la cour, l'administration, également les dons faits à des serviteurs, et aux cités dans le cadre de l'évergétisme. 
Les échanges à longue distance concernent l'approvisionnement du monde égéen en céréales égyptiennes, le commerce du bétail et des esclaves provenant de la mer Noire, et les produits de luxe comme les épices et pierres précieuses venues du monde indien. Les principaux centres commerciaux développés durant la période sont Alexandrie, Rhodes, puis Pétra. Les villes sont d'une manière générale d'importants centres de consommation, et de production de biens de luxe. La tendance est probablement à la croissance des échanges à longue distance, comme l'illustre le fait qu'on connaît plus d'épaves de bateaux de cette période que des précédentes, également le développement des institutions bancaires et financières, et celui des installations portuaires (dont les phares). L'élargissement du monde grec et de l'urbanisation ont manifestement joué un rôle moteur dans cet essor des échanges, mais il concerne avant tout certaines régions, surtout les grandes villes, et laisse de côté d'autres espaces plus isolés. La majorité de la population, paysanne, se repose comme durant la période précédente surtout sur l'autoconsommation complétée par des échanges au niveau local.

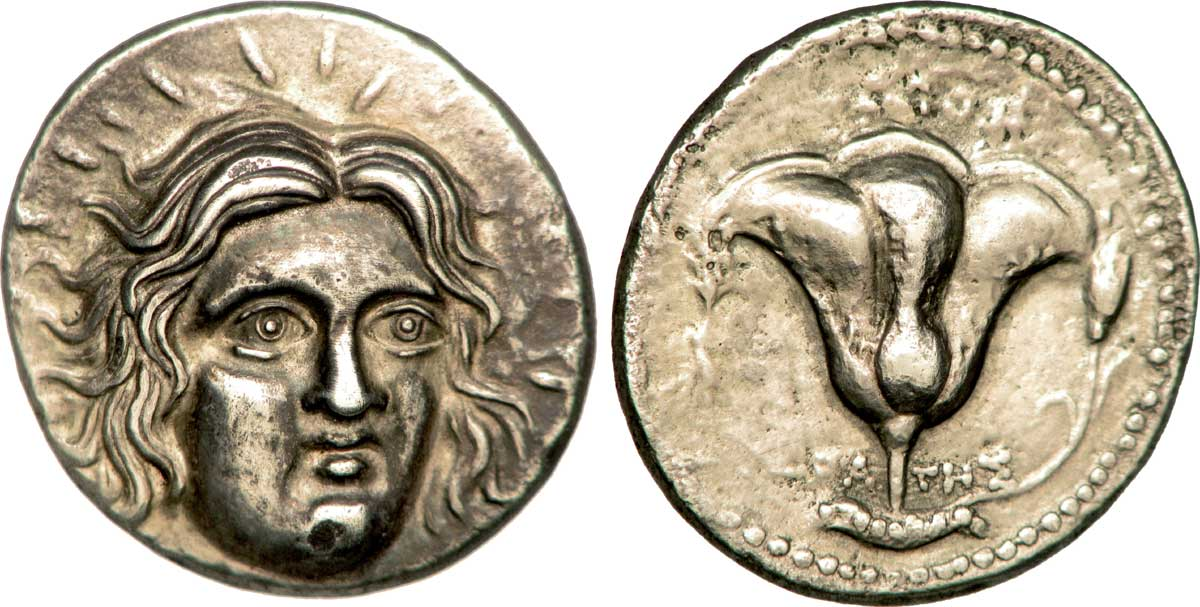
Tétradrachme de Rhodes, à l'effigie du dieu Hélios, v. 230-205 av. J.-C.

Concernant la monnaie, les pièces les plus courantes sont en argent comme durant l'époque précédente, et les autres métaux frappés sont l'or, surtout des émissions royales, et le bronze, ce dernier servant notamment pour les transactions courantes en Égypte. Seuls les royaumes, les ligues et les cités les plus riches (Rhodes, Athènes, Thasos) frappent régulièrement, les autres le font de façon plus épisodique. Les activités bancaires se développent dans la continuité de la période précédente.

### Culture et vie intellectuelle
La notion de période et civilisation « hellénistique », par opposition aux époques archaïque et classique, suppose à l'origine une perte de vitalité et de dynamisme culturels. Cette vision pessimiste a été battue en brèche, la période hellénistique étant au contraire très créative dans de nombreux domaines.
La sculpture hellénistique repose en bonne partie sur la tradition classique finissante. Parmi les œuvres les plus connues de la période se trouvent la Victoire de Samothrace (v. 190 av. J.-C.), le Faune Barberini (v. 230-200), la Vénus de Milo (v. 100 av. J.-C.). Les arts de la peinture et de la mosaïque connaissent aussi un important développement, surtout connu par des copies d'époque romaine, notamment à Pompéi et Herculanum.

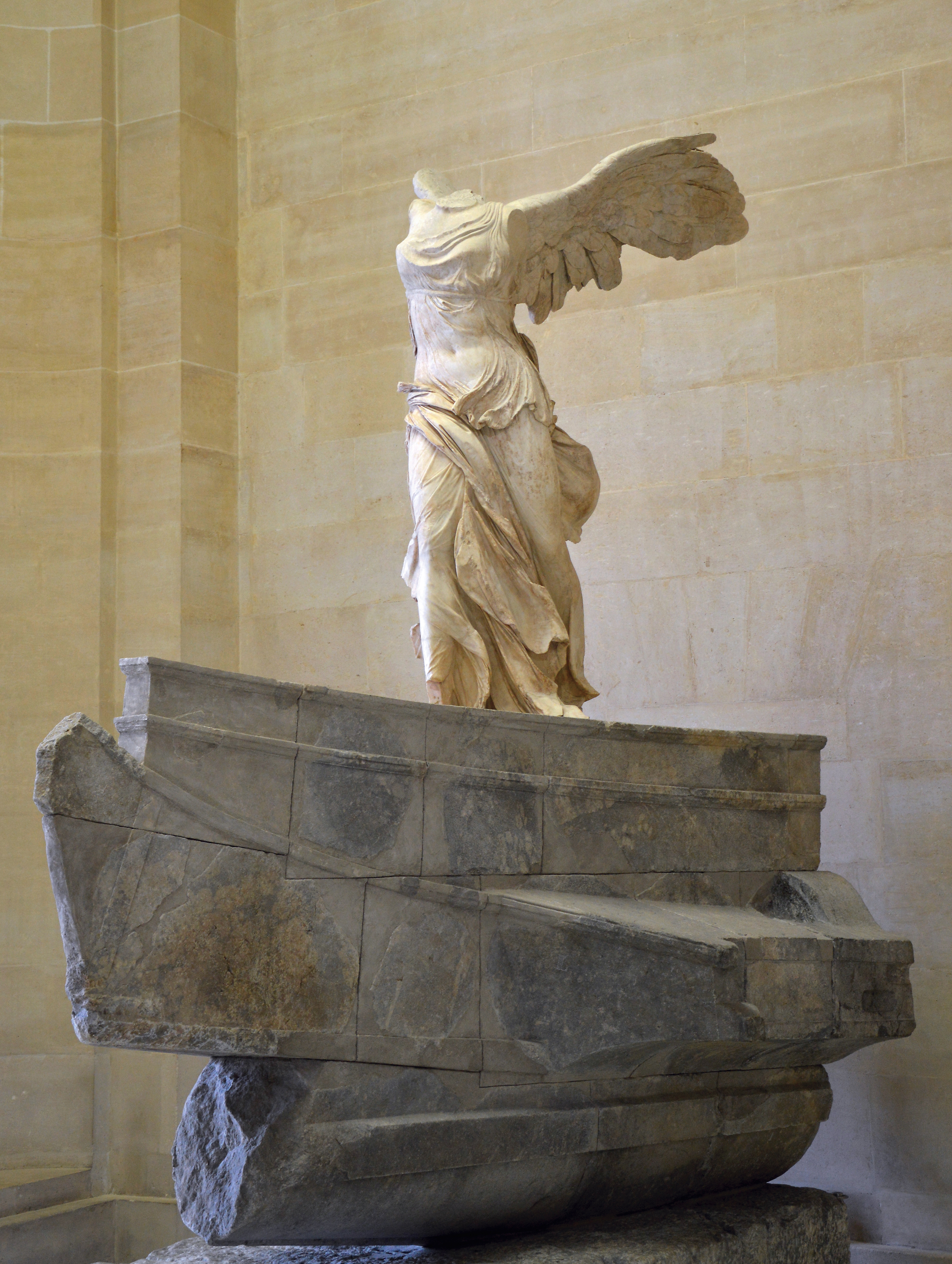
La Victoire de Samothrace, musée du Louvre.
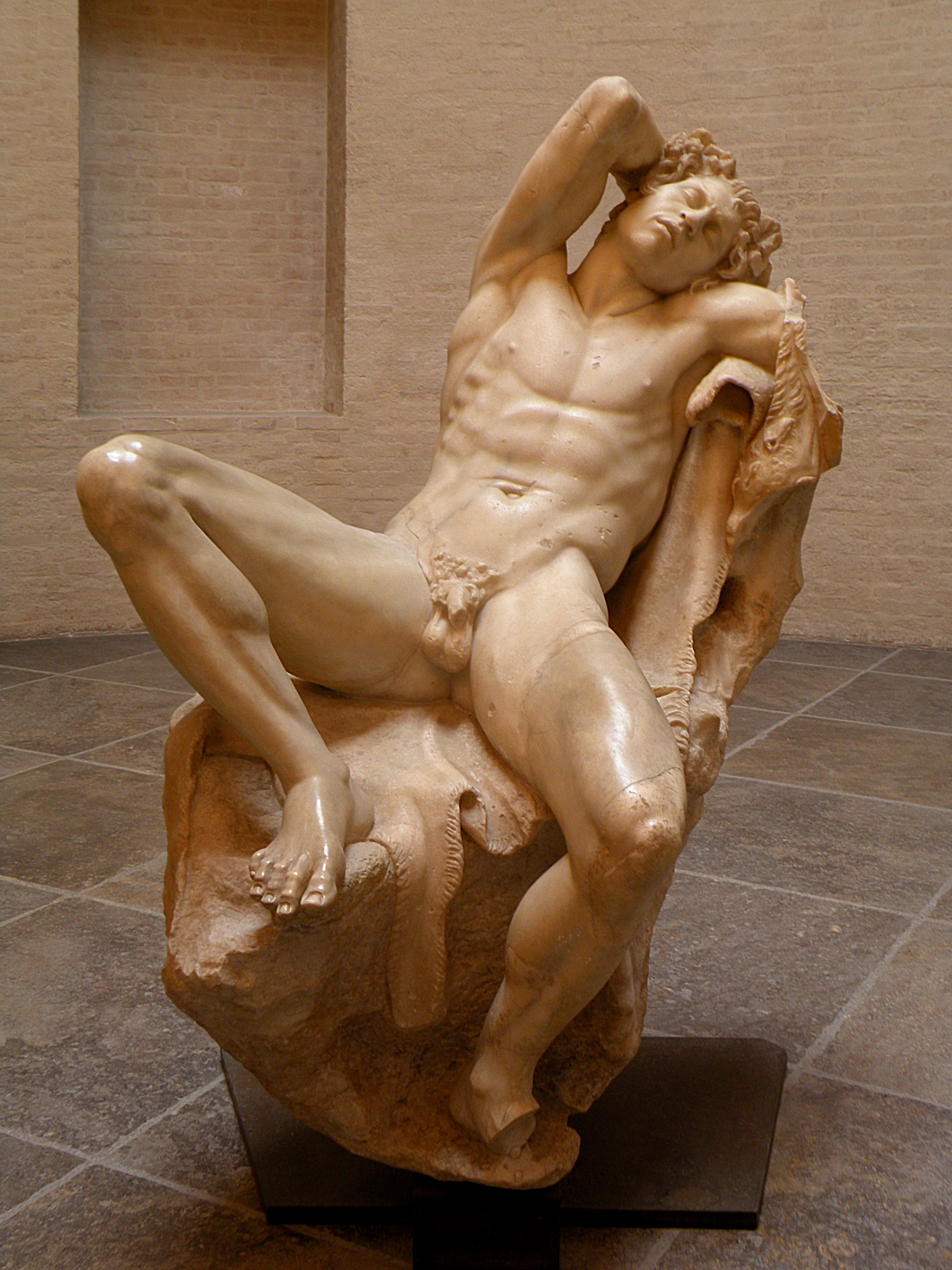
Faune Barberini, Glyptothèque de Munich.
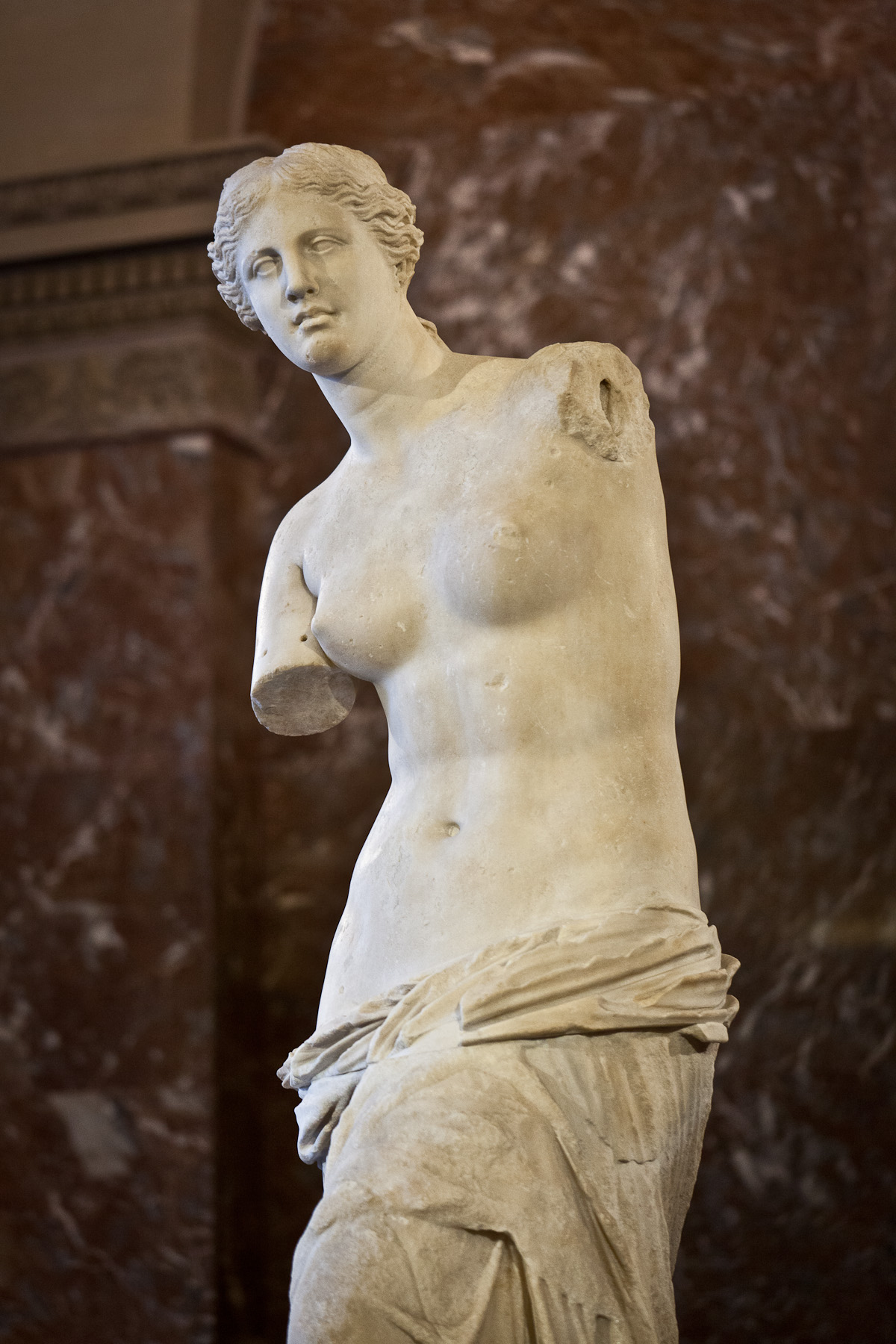
La Vénus de Milo, musée du Louvre.
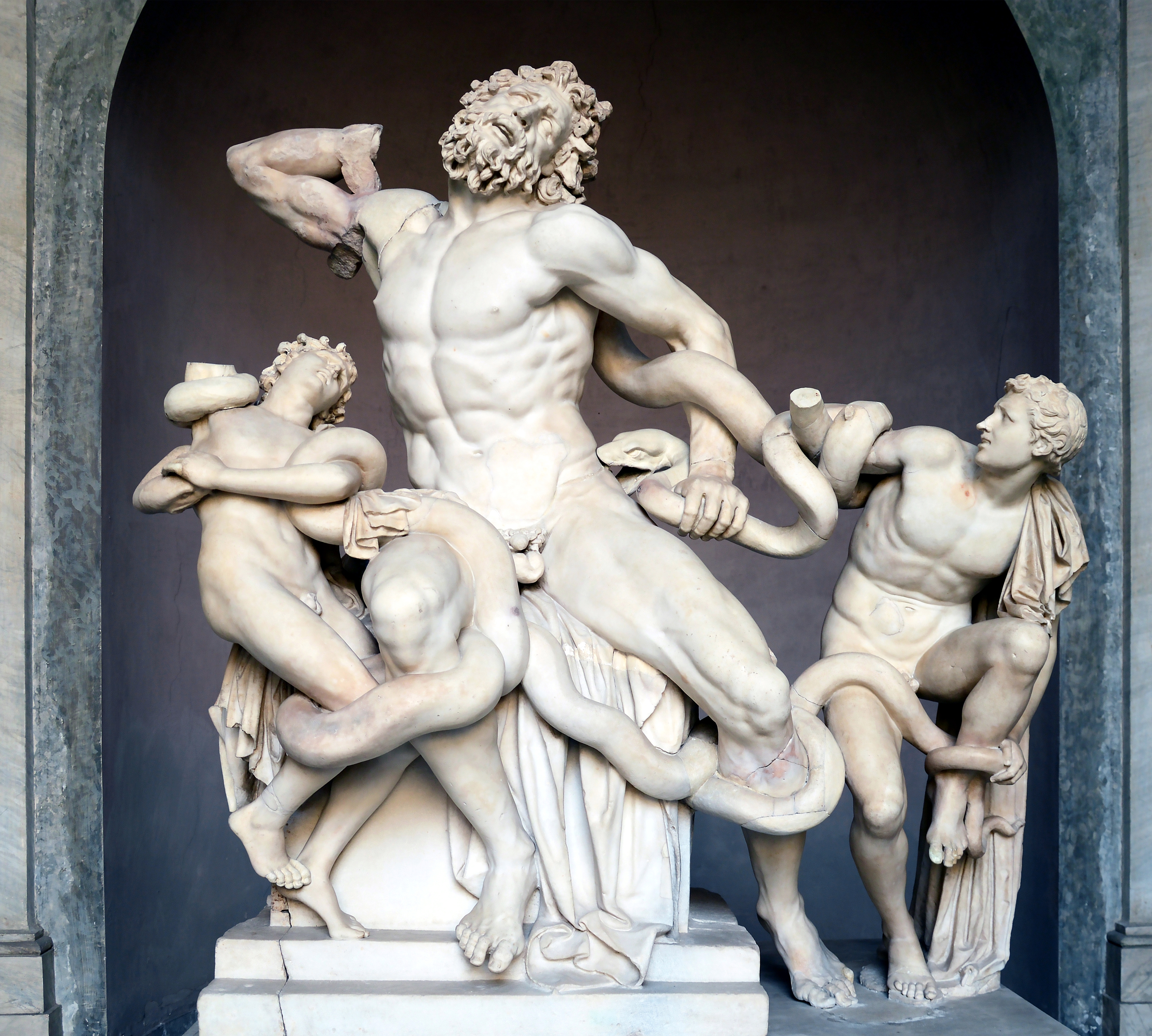
Le groupe du Laocoon, original hellénistique ou copie romaine à partir d'un modèle hellénistique, musée Pio-Clementino.
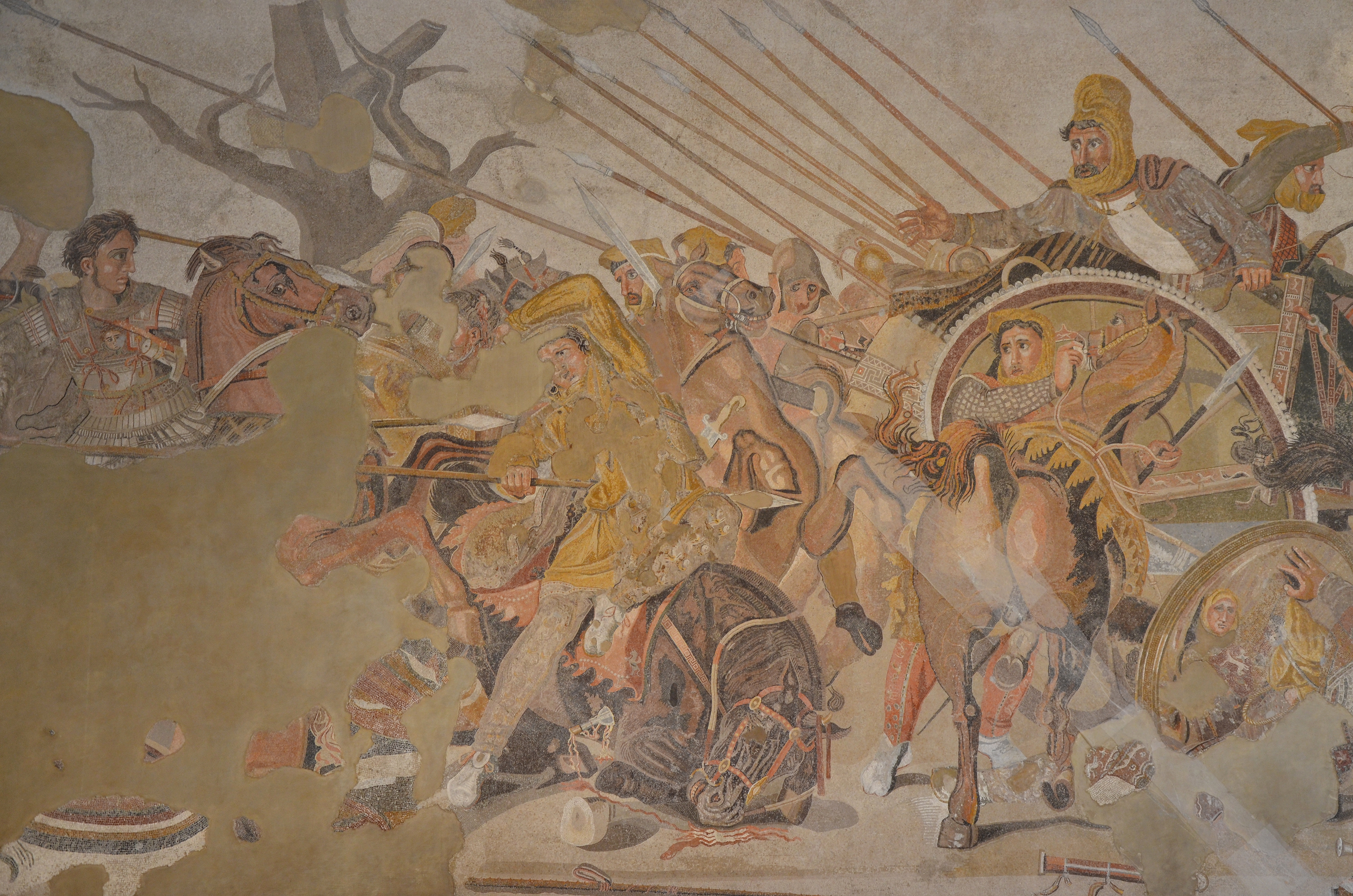
La « mosaïque d'Alexandre », Pompéi, copie d'une peinture hellénistique. Musée archéologique national de Naples.

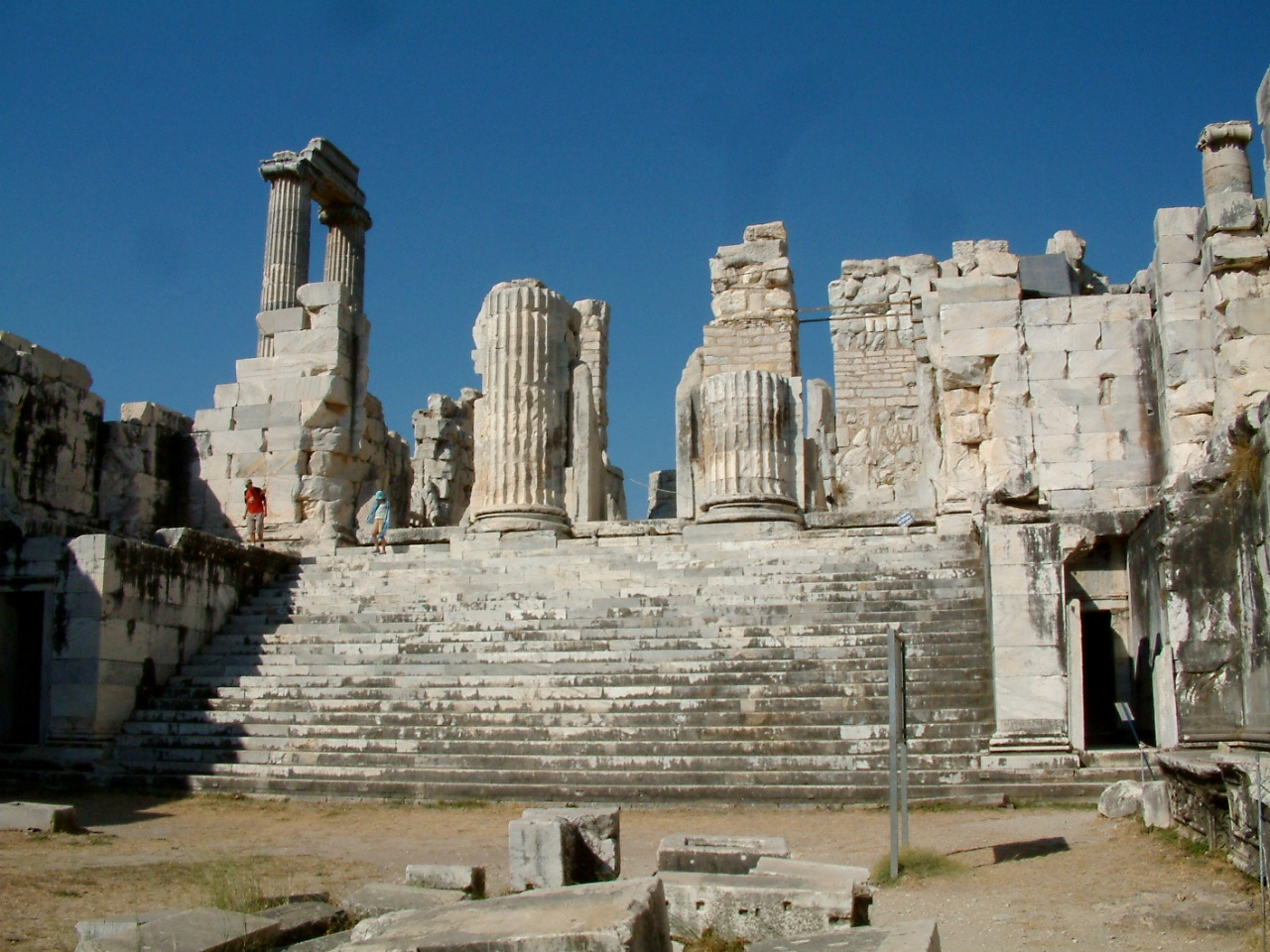
Le grand escalier de la cour du temple d'Apollon de Didymes.

L'architecture connaît également un développement important avec celui des cités grecques, qui se dotent de bâtiments caractéristiques de la culture hellénistique, et surtout des royaumes qui sont à l'origine des projets les plus ambitieux. Le grand temple à ciel ouvert de Didymes témoigne d'une capacité d'innovation à partir de modèles traditionnels, et le gigantisme se retrouve dans les théâtres de l'époque, le grand autel de Pergame et aussi dans les merveilles du monde disparues, le Phare d'Alexandrie et le Colosse de Rhodes.

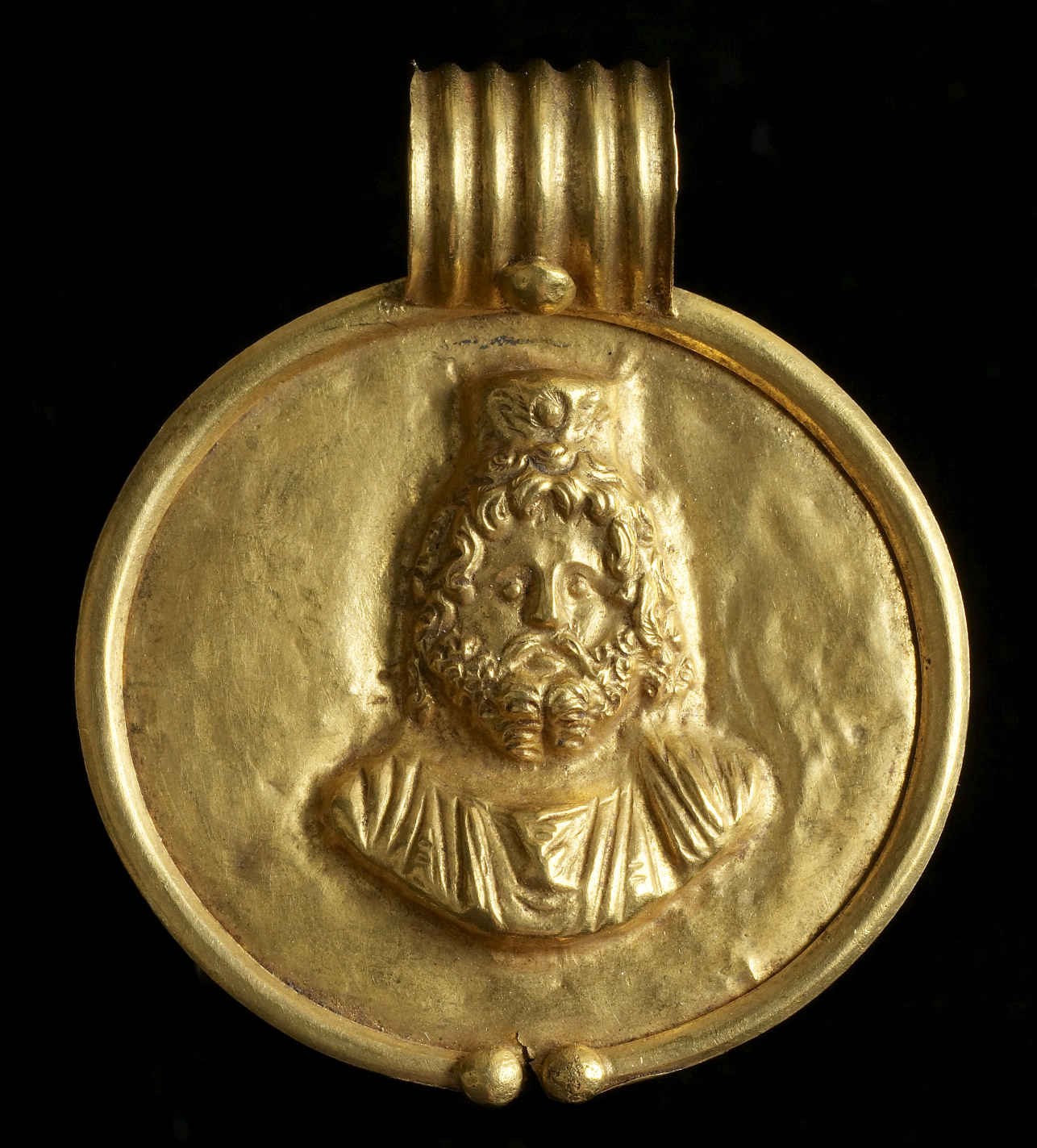
Pendentif en or avec représentation de Sarapis, Égypte, Walters Art Museum.

Concernant la religion, les institutions civiques jouent toujours un rôle moteur autour des cultes publics. Le développement d'un culte royal, l'apparition de divinités syncrétiques telles que Sarapis (amalgame d'Osiris et d'Apis vénéré par les Grecs d’Égypte puis ceux des régions voisines) et l'introduction de divinités orientales (Isis) ou leur assimilation aux divinités grecques renvoient aux caractéristiques principales de la période,.
Sur les bases de l'époque classique (surtout athéniennes), le système scolaire se développe dans les cités hellénistiques, visant à prodiguer la culture grecque de référence, elle aussi nommée paideia, vue comme indispensable pour qui prétend à l'hellénité. L'éducation supérieure est également développée pour les élites. Selon les estimations hautes, 20 à 30 % de la population des cités hellénistiques aurait été alphabétisée.
Le début de l'époque hellénistique est marquée par la constitution d'un pôle majeur à Alexandrie, à l'initiative de Ptolémée Ier, autour du temple des Muses (Mouséion), qui accueille des savants et une collection massive d'ouvrages, la fameuse « bibliothèque d'Alexandrie ». Cela s'accompagne d'un important travail d'édition des textes, qui a notamment laissé les versions classiques de plusieurs ouvrages majeurs de la littérature grecque, au premier rang desquels figurent les épopées homériques.
La création littéraire de l'époque est marquée par l’œuvre poétique de Théocrite et Callimaque, établis à Alexandrie, qui excellent dans l'épigramme et l'idylle. Apollonios de Rhodes, a laissé une œuvre épique de premier ordre, les Argonautiques. Le théâtre est dominé par la « nouvelle comédie » athénienne de Ménandre. Les historiens hellénistiques sont en revanche considérés très peu connus, en dehors de Polybe (voir plus bas),.
La philosophie est marquée par le développement de plusieurs courants nouveaux : le scepticisme met plus l'emphase sur le savoir et la vertu, tout comme l'épicurisme, qui doit son nom à Épicure (341-270), enseignant dans le « Jardin », qui recherche le bonheur par la satisfaction des seuls désirs basiques ; le stoïcisme, développé par Zénon de Kition (336-262), généralement considéré comme son opposé, qui professe la compréhension et l'acceptation du monde naturel sans laisser ses sentiments l'emporter,.
Dans le domaine scientifique, l'astronomie grecque connaît son premier développement (Aristarque de Samos, Hipparque de Nicée), Ératosthène de Cyrène est le premier à mesurer le méridien terrestre. Euclide révolutionne la géométrie,. Les ingénieurs ne sont pas en reste, la période hellénistique connaissant un développement important de la mécanique, mise en pratique pour la construction et l'art militaire, notamment la poliorcétique. Archimède de Syracuse (287-212) est le principal inventeur de l'époque.

## La conquête militaire du monde grec par Rome

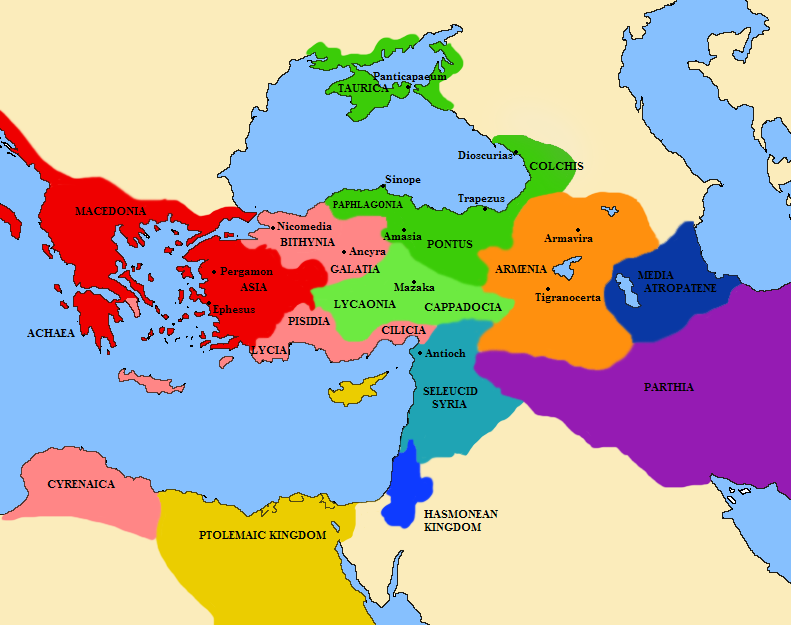
La Méditerranée orientale au début du Les territoires dominés par les Romains sont en rouge.

Le IIe et le Ier siècle av. J.-C. sont marquées par la mise en place progressive de la domination romaine sur la Méditerranée orientale, et donc le monde grec hellénistique. Du point de vue grec, c'est une « basse période hellénistique » marquée par le déclin politique, alors que du point de vue romain c'est l'extension de la conquête du monde méditerranéen, avec l'intégration de l'est après celle de l'ouest. Les conquêtes des légions romaines forcent les acteurs politiques du monde grec à modifier leurs pratiques, ils basculent entre soumission et opposition, ce phénomène se faisant comme souvent ressentir jusqu'à l'intérieur des cités.
Les premières cités grecques à passer sous domination romaine sont celles d'Italie, située à son voisinage, dans les premières décennies du IIIe siècle av. J.-C. Tarente offre la résistance la plus coriace, appelant à l'aide Pyrrhus d’Épire, défait par les Romains en 275. La cité tombe en 272. La Sicile, qui restait un terrain d'affrontement entre Carthaginois et Grecs, devient l'enjeu de la première guerre punique qui oppose Rome et Carthage (261-241 av. J.-C.), et la victoire des Romains se conclut par l'annexion de la Sicile, qui devient la première province romaine. La seconde guerre punique est marquée par la conquête de Syracuse, qui avait pris parti pour Carthage, en 213-211.
Les Romains franchissent l'Adriatique dans un premier temps pour soumettre l'Illyrie, au cours de trois conflits (230-229, 219 et 172-168). La conquête de la Grèce passe avant tout par la soumission de la Macédoine, dont le roi Philippe V se voyait reprocher son appui à Hannibal lors de la seconde guerre punique et concerne surtout la Macédoine. Les trois guerres de Macédoine (214-205, 200-194 171-167) confirmèrent la supériorité des légions romaines sur les troupes grecques, notamment lors des batailles de Cynoscéphales (197) et Pydna (168). On retient généralement qu'un magistrat romain philhellène, Flamininus, reprend en 196 le vieux slogan de « liberté » des cités grecques, mais la Rome impose de progressivement sa domination (à son corps défendant si on suit le discours romain qui veut qu'elle ne soit jamais à l'initiative de la guerre). La Macédoine, divisée en quatre districts, se révolte en 150-148 et devient une province, avec pour capitale Thessalonique. Puis une révolte des cités grecques se produit en 147-146 sous l'impulsion de la ligue achéenne (la guerre d'Achaïe), entraînant une répression terrible, marquée par le sac de Corinthe en 146. La province de Macédoine intègre alors les cités coupables de révolte, laissant la liberté à celles qui sont restées neutres (Athènes, ligues de Thessalie et d'Acarnanie, Sparte, etc.). Les légions romaines s'étaient alors déjà aventurées en Asie Mineure, où elles avaient défait le séleucide Antiochos III (venu dans un premier temps en Grèce au secours des Étoliens, sans succès), qui est chassé de cette région et se replie sur la Syrie (guerre antiochique, 191-188, puis paix d'Apamée en 188). En 133 est constituée la province d'Asie après le legs à Rome du royaume de Pergame par son roi Attale III, puis celle de Cilicie en 101, et également la Cyrénaïque en 96. L'emprise romaine sur le monde grec s'accentue,,.

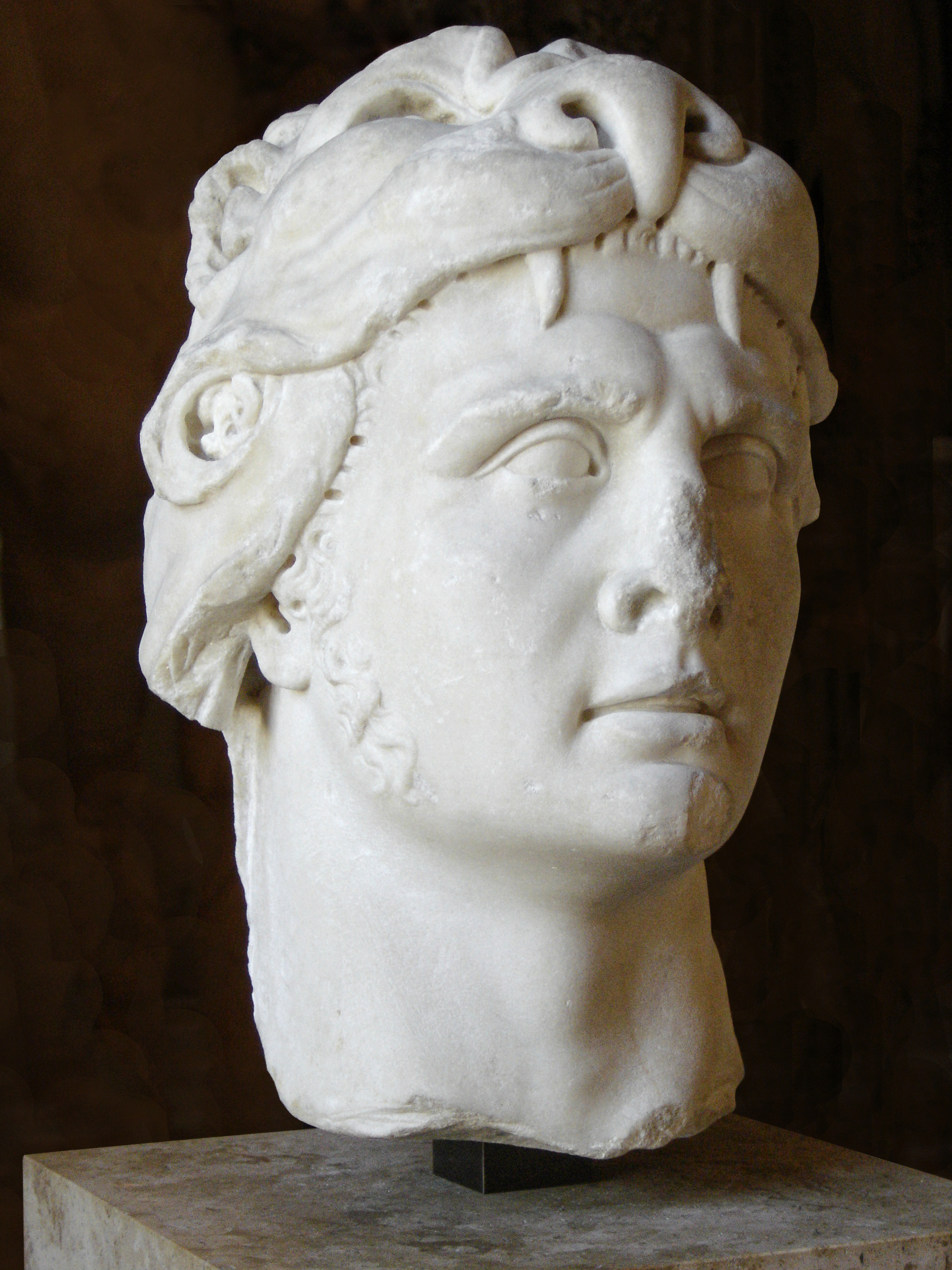
Portrait de Mithridate VI. Musée du Louvre.

La grande révolte initiée par Mithridate VI du Pont ouvre la période des guerres mithridatiques (88-65 av. J.-C.). Après avoir conquis l'Anatolie et ordonné le massacre des citoyens romains de ces provinces, il tente d'étendre son influence sur la Grèce, où plusieurs cités l'accueillent favorablement. La réplique des légions a lieu sous la direction de Sylla, et se solde notamment par le saccage d'Athènes en 86. Rome étend ensuite son emprise sur l'Asie Mineure, et Pompée triomphe définitivement de Mithridate, puis du roi Tigrane II d'Arménie qui l'avait soutenu et avait établi un grand royaume dans l'est anatolien. Des provinces sont constituées en Syrie, marquant la fin de la dynastie séleucide (64 av. J.-C.). S'ouvre alors la période des guerres civiles marquant la fin de la République romaine, qui impliquent à plusieurs reprises la Grèce, les cités prenant parti pour l'un des belligérants (bataille de Pharsale en 48 voyant les troupes de Jules César défaire celles de Pompée, bataille de Philippes en 42 voyant les troupes d'Octave et de Marc-Antoine vaincre les partisans de la République ayant assassiné César). La dynastie lagide est la dernière à passer sous la coupe romaine, durant le règne de Cléopâtre VII, lorsque ses troupes et celles de son amant Marc-Antoine sont vaincues par la flotte d'Octave à Actium en 31 av. J.-C., conduisant à leur suicide et à l'annexion de l’Égypte. Cette date qui marque la fin de la période hellénistique,.
La conquête romaine s'accompagne de plusieurs épisodes de destructions, tels que le sac de Corinthe de 146 av. J.-C. par les troupes de L. Mummius, et celui d'Athènes par les troupes en Sylla en 86, qui s'accompagnent de nombreux pillages, touchant en particulier les temples qui sont dépouillés de nombreuses œuvres. Les généraux romains utilisent également les temples comme espaces de propagande, et Mummius a été commémoré à Olympie pour les nombreuses donations qu'il y a effectuées. Les Romains avaient en effet pour principe de ne pas faire la guerre aux dieux, aussi la période ne se traduit pas par un déclin des cultes des cités grecques, qui au contraire bénéficient souvent des faveurs des notables romains, ce qui leur vaut de nombreux honneurs. Certaines cités bénéficient d'une relation privilégiée avec le pouvoir romain, qui leur permet d'obtenir des avantages et notamment des extensions territoriales, mais elles sont beaucoup à perdre ces faveurs.
En Asie Mineure, Rhodes et Pergame se trouvent ainsi renforcées par les débuts de la conquête romaine et le déclin des grands royaumes hellénistiques, le traité d'Apamée leur permettant d'accroître leurs territoires. La période qui suit est une période de relative indépendance pour beaucoup de cités d'Asie Mineure. C'est à cette période que le roi Eumène II de Pergame (197-160) couvre sa capitale de monuments, dont le célèbre autel. Rhodes reçoit des territoires en Lycie et en Carie, mais sa domination suscite des révoltes locales, dont Rome se saisit pour intervenir et affaiblir la cité grecque devenue trop influente à ses yeux : dès 167 elle lui retire ses acquis antérieurs, et proclame Délos port franc, de manière à affaiblir sa puissance commerciale. La constitution de la province d'Asie, qui s'effectue dans la violence, entraîne une césure en cités fidèles à Rome restées libres, et les autres qui versent un tribut. Les abus et exactions des gouverneurs romains sont souvent dénoncées. L’explosion de violence contre les Romains et Italiens durant les guerres mithridatiques traduit sans doute un contexte social et économique très dégradé. Les guerres civiles romaines achèvent de laisser la région exsangue.

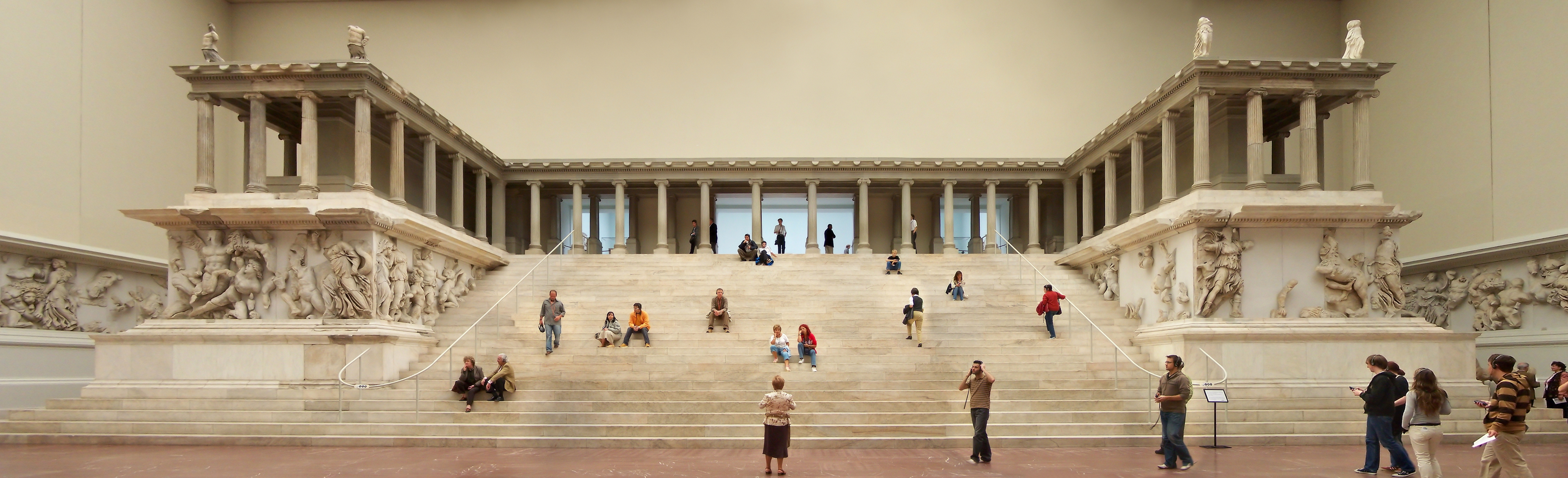
Le grand autel de Pergame, reconstitué au musée de Pergame, Musées d'État de Berlin.

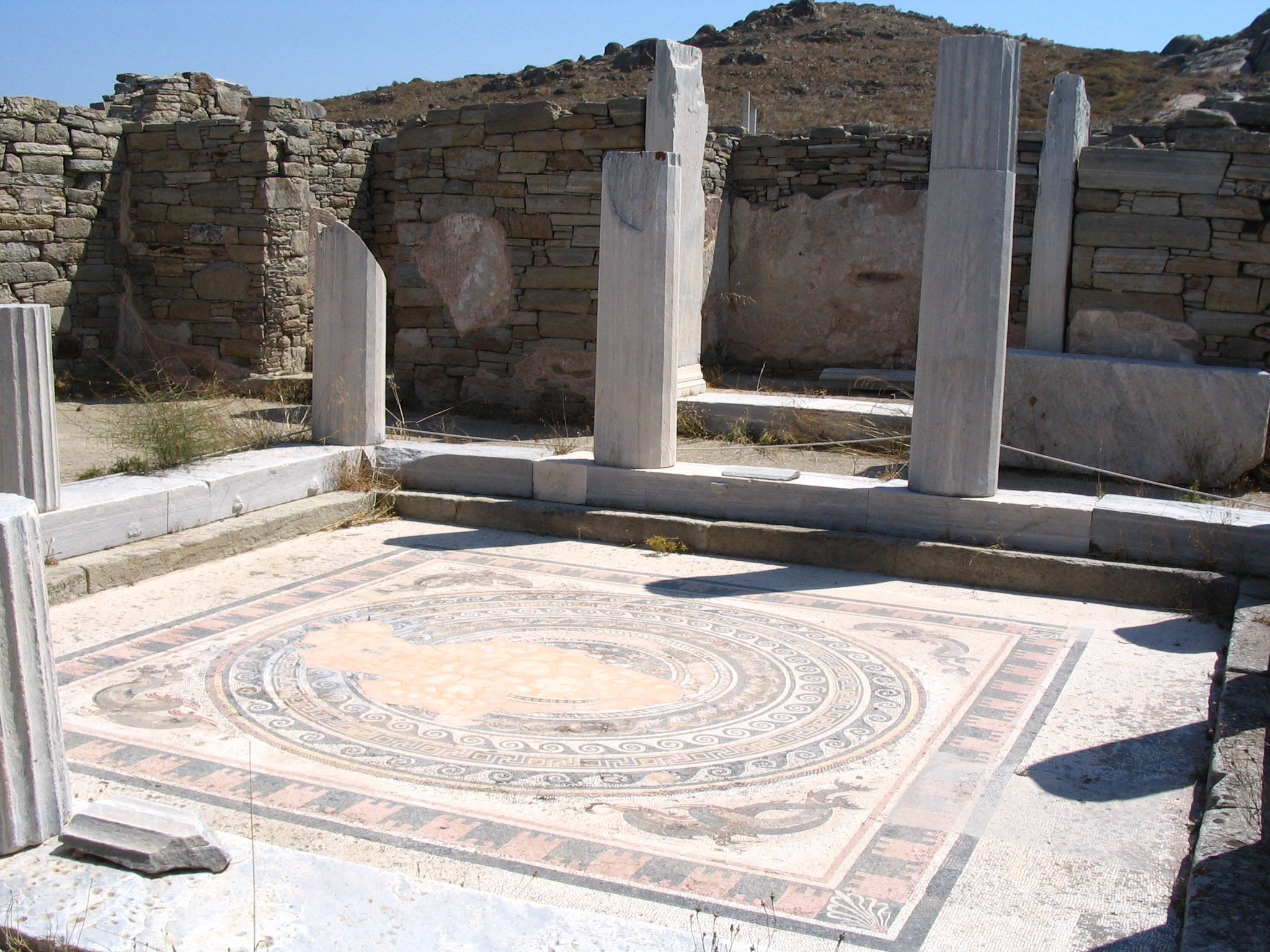
Péristyle au sol décoré de mosaïque de la « Maison des dauphins », demeure cossue témoignant de la prospérité de Délos durant la basse époque hellénistique.

En Grèce, Athènes bénéficie dans un premier temps de la domination romaine, en recevant Délos et son exemption fiscale, et le prestige de ses écoles de philosophie attire de nombreux Romains, d'autres venant y faire des affaires, lui garantissant une place privilégiée. La destruction d'Athènes et du Pirée par les troupes de Sylla lors des guerres mithridatiques est considérable, et après cela la ville choisit systématiquement le choix des perdants durant les guerres civiles romaines. Son prestige culturel reste néanmoins intact, ce qui lui permet par la suite de bénéficier de la sollicitude des empereurs romains et de se rétablir,. La petite île de Délos, jusqu'alors connue par son sanctuaire, devient entre 166 et 88 un port commercial très actif grâce à son statut de port franc, en particulier connu pour le commerce des esclaves, et connaît une croissance très rapide, se couvrant en quelques générations de maisons luxueuses. Elle est également pillée en 88, puis une nouvelle fois en 69 par des pirates alliés de Mithridate, et perd son rôle commercial. Plus largement pour moitié sud de la Grèce continentale de cette période semble voir un retournement de la croissance démographique des phases précédentes, pour entamer un déclin qui est visible durant l'époque de l'Empire romain. Ce phénomène est discuté (voir plus bas). Il n'est du reste pas visible en Achaïe, région qui connaît au contraire un accroissement démographique durant la période hellénistique, que la domination romaine conforte, notamment en appuyant l'essor de la cité portuaire de Patras.
L'historien grec Polybe (208-126) est une bonne illustration des attitudes grecques face à la conquête romaine. Il est un patriote grec convaincu de la supériorité culturelle de son pays, nostalgique de sa grandeur et de sa liberté passées. Mais c'est aussi un admirateur du modèle romain, notamment de l'efficacité de ses institutions politiques. Soldat, personnage important de la ligue achéenne, il est envoyé comme otage à Rome où il suit Scipion Émilien lors de la prise de Carthage. Cet appui lui vaut de participer au règlement de la guerre d'Achaïe, où il plaide en faveur d'un traitement le moins brutal possible des vaincus. Ses travaux historiques se nourrissent de son expérience et de ses réflexions personnelles, et c'est la principale source sur les guerres puniques, conflits majeurs de l'histoire romaine, qui sont donc en bonne partie connus par un récit en grec, situation révélatrice du statut culturel éminent de la langue grecque dans le monde romain dès cette période.
À l'intérieur des cités mêmes, la conquête romaine entraîne également des changements majeurs qui posent les bases des systèmes politiques des cités de l'époque impériale. Cette époque signe la fin des régimes démocratiques, supplantés par des oligarchies reposant sur un recrutement des magistrats en fonction de leur richesse (censitaire), système privilégié par les Romains, qui imposent une organisation hiérarchique des corps civiques. Les assemblées de citoyens perdent donc leur pouvoir. Cette évolution se produit dès la seconde moitié du IIe siècle av. J.-C. en Grèce, puis au siècle suivant en Asie Mineure. Le renforcement de la position des notables choisis au regard de leur richesse se voit dans leur part croissante dans l'évergétisme, se substituant aux institutions civiques qui n'ont plus les moyens de financer les constructions et fêtes urbaines. Ces notables accaparent aussi les fonctions religieuses dans la cité, puisqu'ils sont les seuls à pouvoir les financer.

## La période de l'Empire romain
Bien que beaucoup d'histoires de la Grèce antique choisissent de s'arrêter à la fin de la période hellénistique en 31 av. J.-C., la civilisation grecque antique poursuit sa trajectoire sous la domination de l'Empire romain. La culture de cette période est souvent caractérisée de « gréco-romaine », tellement Rome a assimilé d'éléments de la culture grecque, et considérée celle-ci comme une référence, au-delà du mépris que le déclin politique et — du point de vue romain — moral des Grecs a pu inspirer à leurs conquérants Romains. La cité grecque reste le cadre politique de base de la Méditerranée orientale sous la domination romaine, et elle connaît même une nouvelle phase d'expansion. Ses institutions sont dominées par un groupe de riches notables, se transmettant souvent leur position de façon héréditaire, qui servent de relai au pouvoir romain. Ces cités sont prospères durant le Haut-Empire romain, une période dominée par la paix qui succède aux destructions entraînées par la période des conquêtes romaines, qui voit un essor agricole et commercial. Le grec reste dans la continuité de la période précédente la langue dominante des régions bordant la Méditerranée orientale, et les savants de langue grecque continuent sous la domination romaine à faire florir l'hellénisme. D'une manière générale la culture de cette période présente de nombreux éléments de continuités avec la phase précédente ; A. Chaniotis considère qu'elles forment un tout, un « long âge hellénistique » de cinq siècles, entre Alexandre et Hadrien.

### Les Grecs et la culture grecque dans l'Empire romain

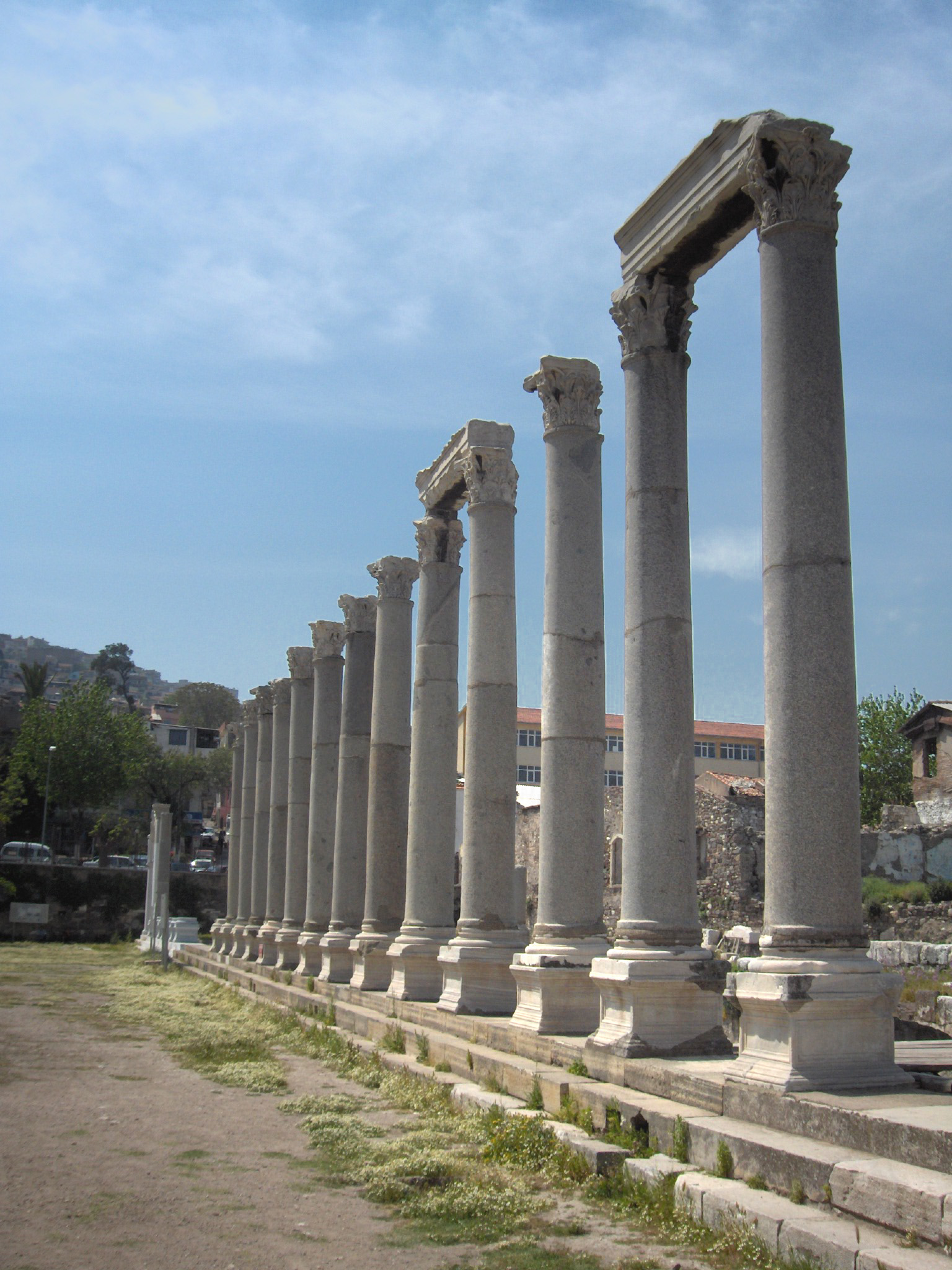
Colonnade de la stoa de l'agora de Smyrne (Izmir).

Définir ce que veut dire « être grec » à cette époque pose différentes questions. La domination politique des Romains a sans doute pour effet de renforcer l'identité grecque, reposant sur un sentiment de supériorité culturelle, marqué avant tout par l'usage de la langue grecque. Mais depuis l'expansion de l'époque hellénistique la plupart des cités grecques, hors régions de peuplement grec ancien, sont bi- voire trilingues, et le grec est parlé dans le milieu des notables dans tout l'empire. Le grec est le langage des élites et des écrits publics dans les cités de l'Orient romain, c'est aussi la langue littéraire, et manifestement celle des discours, même s'il est difficile de déterminer si la langue écrite est bien celle qui est parlée au quotidien. L'identité grecque s'appuie aussi sur une histoire passée, notamment les fondations légendaires des cités qui sont souvent mises en avant, et sur les cultes religieux, les monuments civiques. C'est aussi une identité attractive, qui incite les élites indigènes hellénisées à se revendiquer comme des Grecs, ce qui leur permet de bénéficier d'une meilleure position dans leurs rapports avec l'administration romaine.
La partie orientale de l'Empire romain (en plus des cités de Grande Grèce) est donc marquée par la langue grecque et l'hellénisme, mais à des degrés divers.
- En Europe, la province d'Achaïe, fondée au début du Principat d'Auguste et qui s'étend sur la majeure partie de la Grèce continentale, correspond aux principales régions de peuplement grec anciennes, en Grèce méridionale et en Égée (hormis la Crète, regroupée dans une province avec la Cyrénaïque). L’Épire et la Macédoine sont également des régions de peuplement grec, y compris sur la partie nord de la seconde où l'hellénisation des populations a progressé[279]. Des cités grecques se trouvent aussi sur la côte de Thrace et de la mer Noire, notamment sur la côte occidentale (hexapole pontique)[280].
- En Anatolie les régions occidentales comme l'Ionie sont elles aussi des zones de peuplement grec ancien. À l'intérieur et à l'est la présence grecque est courante, mais les peuples indigènes non-grecs sont nombreux, et préservent leurs traditions (religieuses notamment), parlant (et écrivant parfois) le phrygien, le lycien, le lydien, le lycaonien, l'arménien, etc. Cependant c'est là que les élites sont le plus anciennement hellénisées (le grec est de loin la langue la plus écrite), et tendent à se revendiquer comme le plus grecques, et dans biens des endroits il est difficile de distinguer Grecs et indigènes, alors que d'autres régions sont moins hellénisées[281].
- En Syrie le peuplement grec est plus récent, puisqu'il date de la conquête d'Alexandre et des Séleucides, et les Grecs de la région sont soit des descendants de grecs, soit des indigènes hellénisés. Ils se trouvent surtout dans les fondations séleucides de Syrie, et en Phénicie où l'hellénisation est forte, mais beaucoup moins en Palestine et en Arabie. Les populations parlent majoritairement des dialectes araméens et arabes[282].
- En Égypte les cités grecques sont Alexandrie, Naucratis, Ptolémaïs, Antinoupolis (fondée par Hadrien), et beaucoup vivent en dehors des cités (la chôra). Les citoyens des premières reçoivent tôt la citoyenneté romaine. Existent aussi dans les villes des Gréco-Egyptiens et autres populations mixtes ayant encore moins d'avantages[283].

Les Romains fondent des colonies, donc des villes de peuplement latin, peuplées notamment de vétérans (par exemple Corinthe et Dymé), mais ce phénomène reste limité en Orient. La « romanisation » est au moins un processus de diffusion du statut juridique de citoyen romain, qui culmine avec l'édit de Caracalla de 212, qui fait en principe citoyen romain tout habitant de l'empire, ce qui inclut les Grecs. Mais dans la moitié orientale de l'empire la romanisation n'a pas d'aspects culturels prononcés, car elle se produit dans un contexte dans lequel la culture grecque est implantée et dominante partout, et ce statut n'est pas remis en cause durant l'époque romaine.
De fait, si l'« hellénisation » est souvent mise en avant pour l'Orient hellénistique, la principale conquête de l'hellénisme est l'Empire romain, qui fait de la culture grecque la culture de référence. Il s'agit certes là encore d'un processus d'appropriation fait d'emprunts sélectifs, qui en disent autant voire plus sur ceux qui choisissent d'adopter les éléments culturels que sur la source d’inspiration. Ce phénomène est bien antérieur au début des conquêtes romaines, puisque Rome est ouverte à l'influence grecque depuis au moins le VIe siècle av. J.-C., avec l'établissement des contacts avec les marchands et colons de Grande Grèce. Mais il s'accélère à partir de la période de conquêtes, peut-être de façon délibérée, de manière à s'imposer dans un monde méditerranéen oriental où la culture grecque domine, et a des traits élitiste. Cet hellénisme se manifeste d'abord par l'apprentissage de la langue grecque, un bilinguisme qui est une des bases de l'Empire romain. L'hellénisme romain se voit aussi dans l'art, par le transfert d’œuvres depuis le monde grec à la suite des conquêtes et pillages (notamment les sacs de Syracuse et de Corinthe), puis par le développement d'un véritable marché de l'art grec, et des copies et œuvres inspirées par l'art grec. La littérature reflète également ces imbrications. Ainsi que l'ont souligné de nombreux autres, on est donc par bien des aspects en présence d'une culture et d'un empire « gréco-romain », et selon P. Veyne « Rome est un peuple qui a eu pour culture celle d'un autre peuple, l'Hellade. ». C'est manifestement à cette période que la Grèce antique achève d'obtenir son statut de culture de référence pour le monde « occidental ».
Les rapports entre les deux sont complexes et ont suscité de nombreuses discussions parmi les historiens. Il a ainsi pu être dit que « les Grecs sont restés aussi grecs que jamais », deviennent plus fiers de leur héritage et préservent un sentiment de supériorité culturelle, qui fait que « les Romains pouvaient se vanter d'être bilingues ; les Grecs ne le faisaient pas ». De leur côté, les Romains étaient partagés entre une admiration pour la culture des Grecs et un mépris pour leur déclin politique, et maintenaient en fin de compte une approche pragmatique : « du point de vue romain, les Grecs se situaient quelque part entre la civilisation et la décadence, leurs réalisations intellectuelles et artistiques ne correspondant pas à la puissance militaire ou à la sobriété morale. Mais les Grecs vivaient dans les villes, et du moment qu'ils payaient leurs impôts, laissaient les meilleures personnes gérer la politique locale et exprimaient un respect approprié pour l'empereur et ses députés, ils étaient suffisamment romanisés. ».

### Les cités grecques dans l'Empire romain
Une fois le pouvoir romain implanté dans le monde grec, la plupart des régions orientales sont à l'écart des grands troubles jusqu'au IIIe siècle. De ce fait l'armée est globalement peu présente dans la partie orientale de l'empire, les plus répandues étant les troupes auxiliaires assurant la sécurité à l'intérieur. L'Achaïe est largement « désarmée », la présence de légions et de colonies de vétérans limitées, hormis sur les frontières (limes), c'est-à-dire en Cappadoce, Syrie, Arabie, ou en Judée et Galatie à cause de leur histoire turbulente,. Rome avait tourné le dos à l'exploitation brutale qui avait eu lieu durant l'époque des conquêtes, pour se concentrer sur le maintien de l'ordre et l'exploitation des riches provinces orientales. De ce fait, hormis quelques révoltes et des incursions épisodiques venues de l'extérieur (par exemple les Costoboques dans les Balkans et jusqu'en Grèce en 170), l'histoire de la domination romaine durant le Haut-Empire est essentiellement liée aux réorganisations provinciales, aux annexions de provinces déjà vassales, avant la reprise d'une politique d'expansion vers l'est sous les Antonins, et encore même durant ces conflits la Syrie n'est pas menacée. L'Anatolie et la Syrie sont cependant le théâtre de la guerre civile qui oppose Pescennius Niger et Septime Sévère, qui se conclut notamment par le saccage d'Antioche en 194.

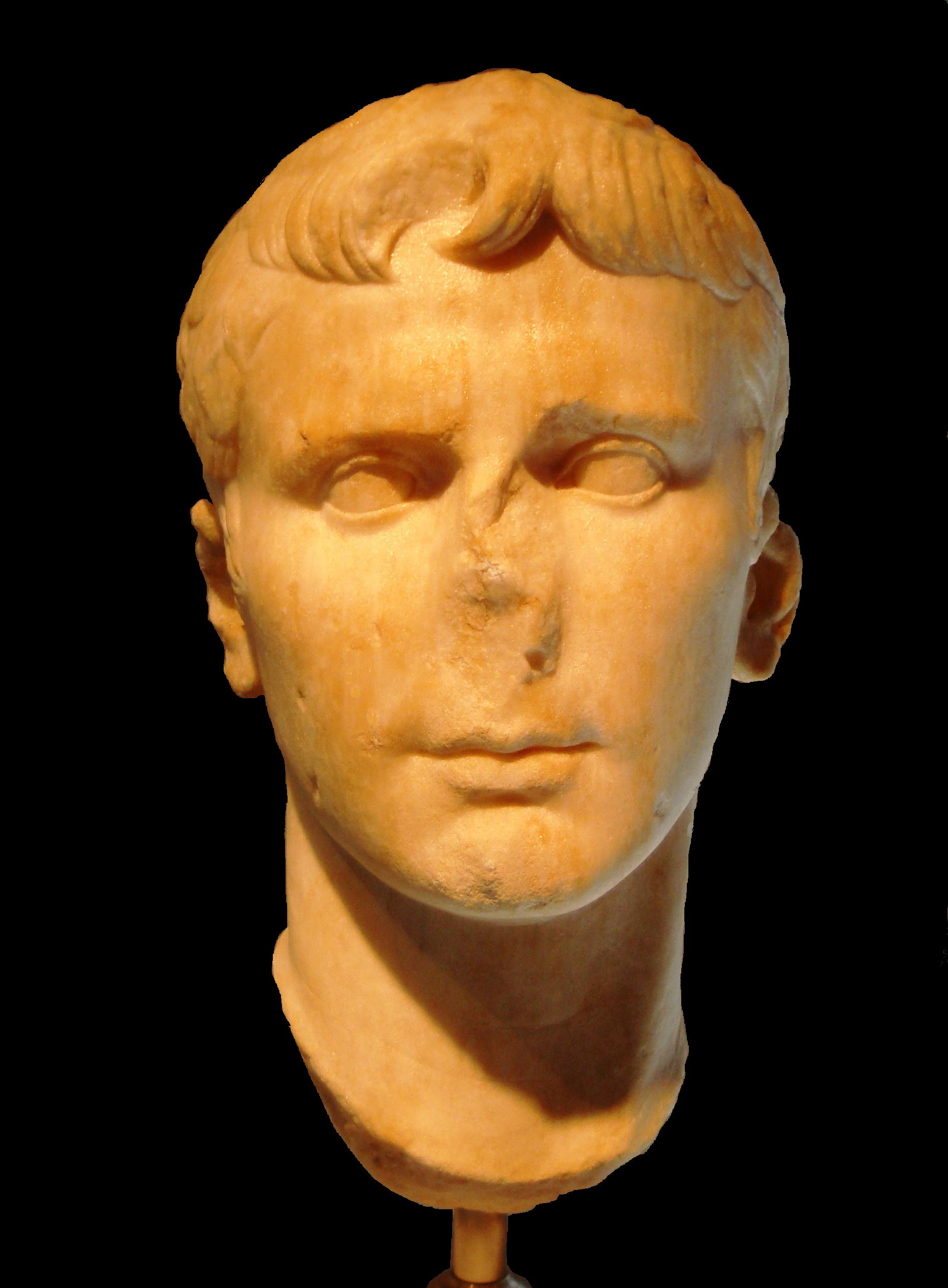
Buste d'Auguste, musée de Nicopolis d'Épire.

Le pouvoir romain participe à la fondation de cités, dès l'époque républicaine (Pompée, César notamment) et sous Auguste. Ce sont dans plusieurs cas des colonies romaines, parfois fondées à partir de cités plus anciennes (Corinthe, Patras, Philippes, Antioche de Pisidie, Bérytos, etc.), mais Auguste fonde une cité grecque, Nicopolis d’Épire, sur le lieu de sa victoire d'Actium. Après son règne peu de colonies romaines sont fondées ex nihilo, en général on se contente d'attribuer le statut juridique de colonie à des cités. En revanche les empereurs antonins (Trajan et Hadrien) favorisent de nombreuses fondations urbaines et promotions de villes au rang de cité, dans les Balkans, en Anatolie (par exemple Mélitène) et au Proche-Orient (Pétra). L'époque impériale romaine voit donc une nouvelle diffusion du modèle civique grec. Les principales cités grecques de l'époque romaine sont situées en dehors de Grèce : Alexandrie reste la plus grande avec un demi-million d'habitants, puis un autre groupe de cités (avec Antioche, Pergame, Éphèse, peut-être Apamée, Palmyre) compteraient peut-être entre 150 et 200 000 habitants à leur apogée selon les estimations les plus optimistes, ou plutôt autour de 100 000, ensuite viendraient Athènes, Corinthe, Smyrne. La plupart des autres cités comprendraient entre 10 et 15 000 habitants. 
Ces cités restent la base de l'administration, l'Empire romain n'ayant généralement pas constitué d'échelon local en dessous des provinces et laissant les communautés se gérer elles-mêmes tout en les contrôlant. Formellement les cités ont adopté des institutions démocratiques, mais elles fonctionnent comme des oligarchies censitaires, voire des « ploutocraties », car elles sont gérées par une élite municipale constituée des citoyens les plus riches. L'organe principal est le conseil appelé boulè (curie pour les Romains) et différentes magistratures existent pour couvrir les différents aspects de la vie civique. Ces charges sont parfois ouvertes aux femmes, à l'exemple de Ménodora à Sillyon en Pamphylie, issue d'une des plus riches familles de la cité, qui occupe plusieurs magistratures et a laissé une inscription commémorant des dons de monnaie à ses concitoyens. L'évergétisme est vu comme un devoir des notables les plus riches, s'imposant en quelque sorte à la personne en raison de ses moyens et de sa position, surtout si elle a déjà été exercée par ses ancêtres, ce qui explique pourquoi des femmes de grande famille sont également évergètes. Le bienfaiteur peut donc aussi bien être volontaire que contraint. Les évergètes de l'époque romaine ont un statut bien supérieur à ceux de l'époque hellénistique, qui se voit dans les honneurs octroyés par décision collective à cette période, sans commune mesure avec ceux du passé, ce qui se manifeste par des décrets honorifiques et l'érection de statues, parfois des privilèges généralement attribués aux héros fondateurs (inhumation sous l'agora ou le gymnase, culte après la mort),. Dans ce contexte, les assemblées populaires n'ont qu'un rôle cérémoniel là où elles existent, le reste de la population libre (artisans, petits commerçants) s'exprimant politiquement lors de mouvements de protestation voire d'émeutes.
Se reposant sur les cités, le pouvoir romain en lui-même peut donc se permettre de s'appuyer sur une administration provinciale restreinte, constituée avant tout du gouverneur et de son entourage, établis dans une capitale provinciale, mais se déplaçant régulièrement pour rendre la justice lors de tournées, mais aussi des administrateurs des domaines impériaux, et aussi de commissaires pouvant auditer les comptes des cités de façon périodique. Le fait de bénéficier du statut de métropole provinciale, siège d'un gouverneur et de son administration, ou d'être un lieu du culte impérial sont des éléments distinctifs pour les cités. Certaines cités font partie d'une ligue (koinon), ayant comme par le passé avant tout des fonctions religieuses, parfois juridiques. Les cités pouvaient faire appel à l'empereur, si elles avaient les moyens financiers, les connexions et le personnel éloquent pour cela. Les ambassades déléguées auprès des empereurs sont commémorées par plusieurs décrets honorifiques, mais il en résulte qu'elles ne documentent que les succès, donc il est difficile de mesure leur efficacité générale. Les cités présentent leurs hommages et des cadeaux aux empereurs lors de leurs intronisations. Elles peuvent espérer en retour de bénéficier de bienfaits de la part des empereurs. Les empereurs ont ainsi beaucoup participé au développement d'Athènes, d'abord Auguste qui participe à sa reconstruction après les destructions de l'époque de Sylla, puis en particulier Hadrien qui modifie en profondeur l'urbanisme de la ville : il y fait ériger un nouveau quartier au plan quadrillé, une vaste bibliothèque, et plusieurs sanctuaires, dont celui de Zeus Panhellénios qui sert de siège au Panhellénion, le « rassemblement de tous les Grecs », festivités et concours réunissant le monde considéré comme grec. Cette œuvre est poursuivie par l'évergétisme d'Hérode Atticus, super-riche local et personnage controversé, qui a notamment financé la construction de l'odéon à son nom,.
Pour le reste les cités grecques s'organisent autour de rues, dont de larges avenues dallées et bordées de portiques. L'agora et ses bâtiments restent au centre de la vie civique. Fontaines, bains, monuments, statues, inscriptions, agrémentent le paysage urbain. Les gymnases, souvent accompagnés de bains, restent également des éléments marquants du paysage urbain, de même que les lieux de spectacles, les théâtres étant parfois aménagés pour recevoir les combats d'animaux et de gladiateurs, qui font partie des rares éléments apportés par la culture romaine. Le style des bâtiments et leurs techniques de construction s'inscrivent également dans la tradition grecque, avec des éléments romains limités (l'emploi du béton pour les bains). La prospérité de la période permet à nombre de cités de se doter de monuments, alors qu'auparavant cela était réservé aux plus aisées.

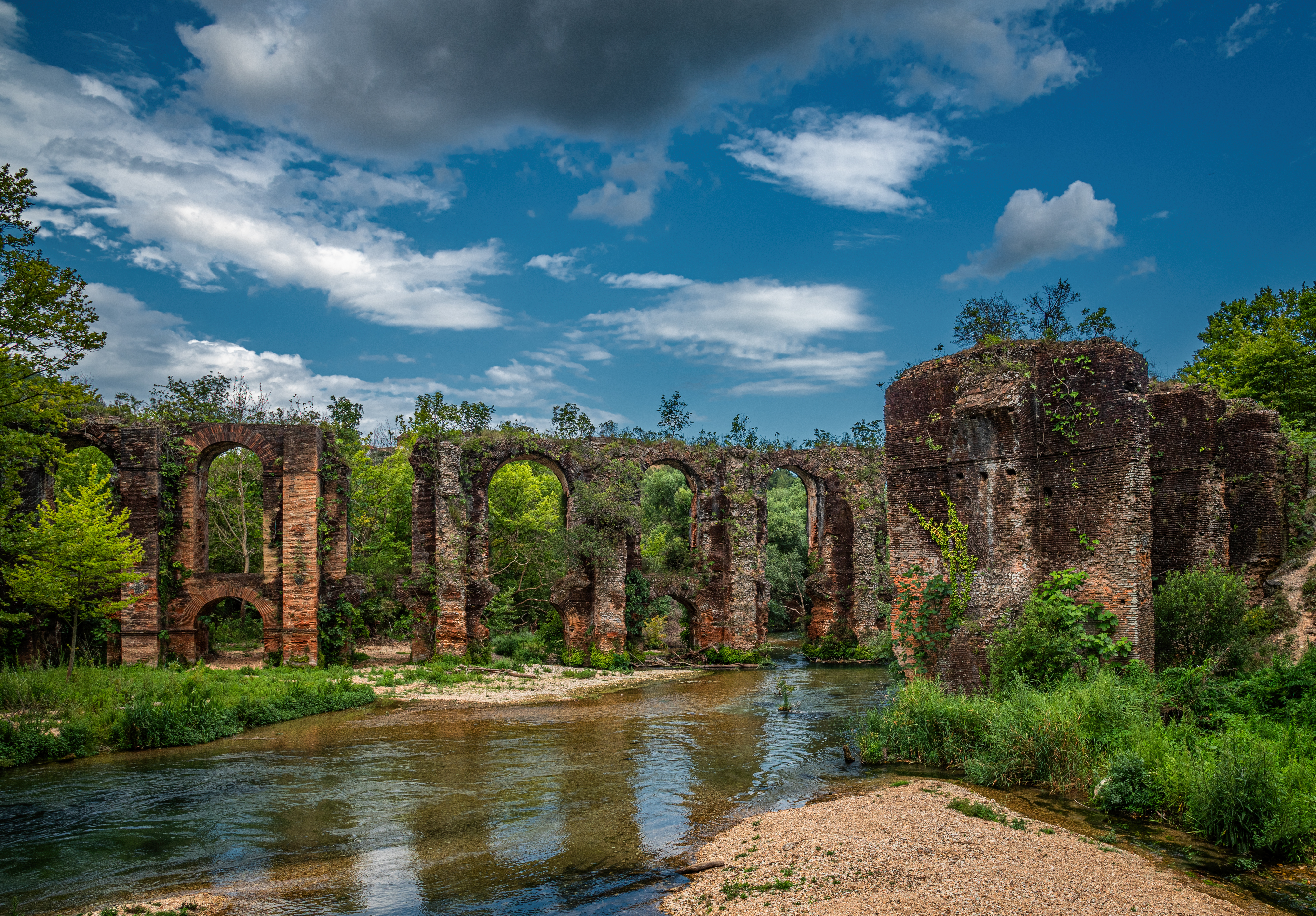
Section de l'aqueduc de Nicopolis d'Épire.
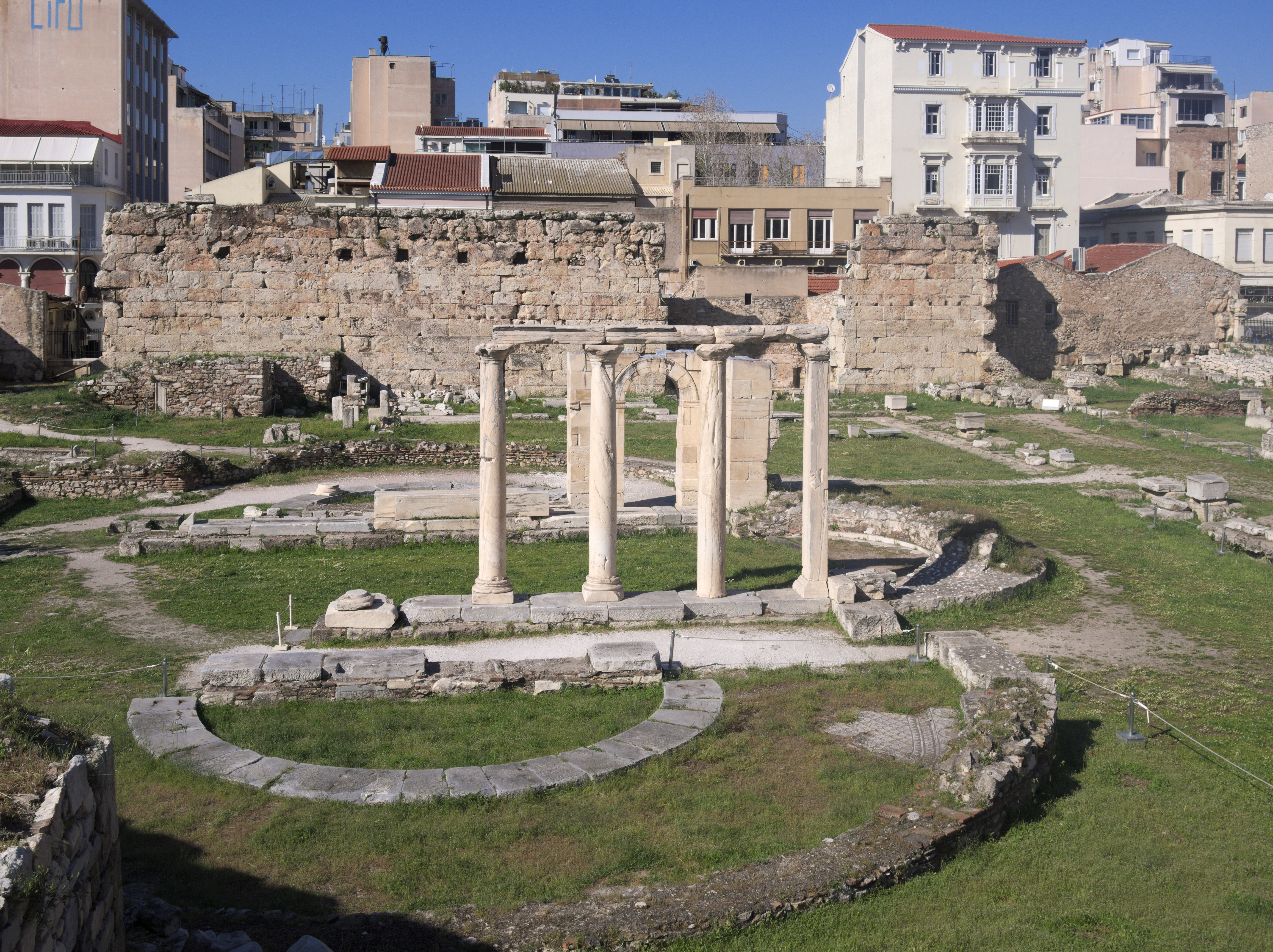
Ruines de la bibliothèque d'Hadrien sur l'agora romaine d'Athènes.
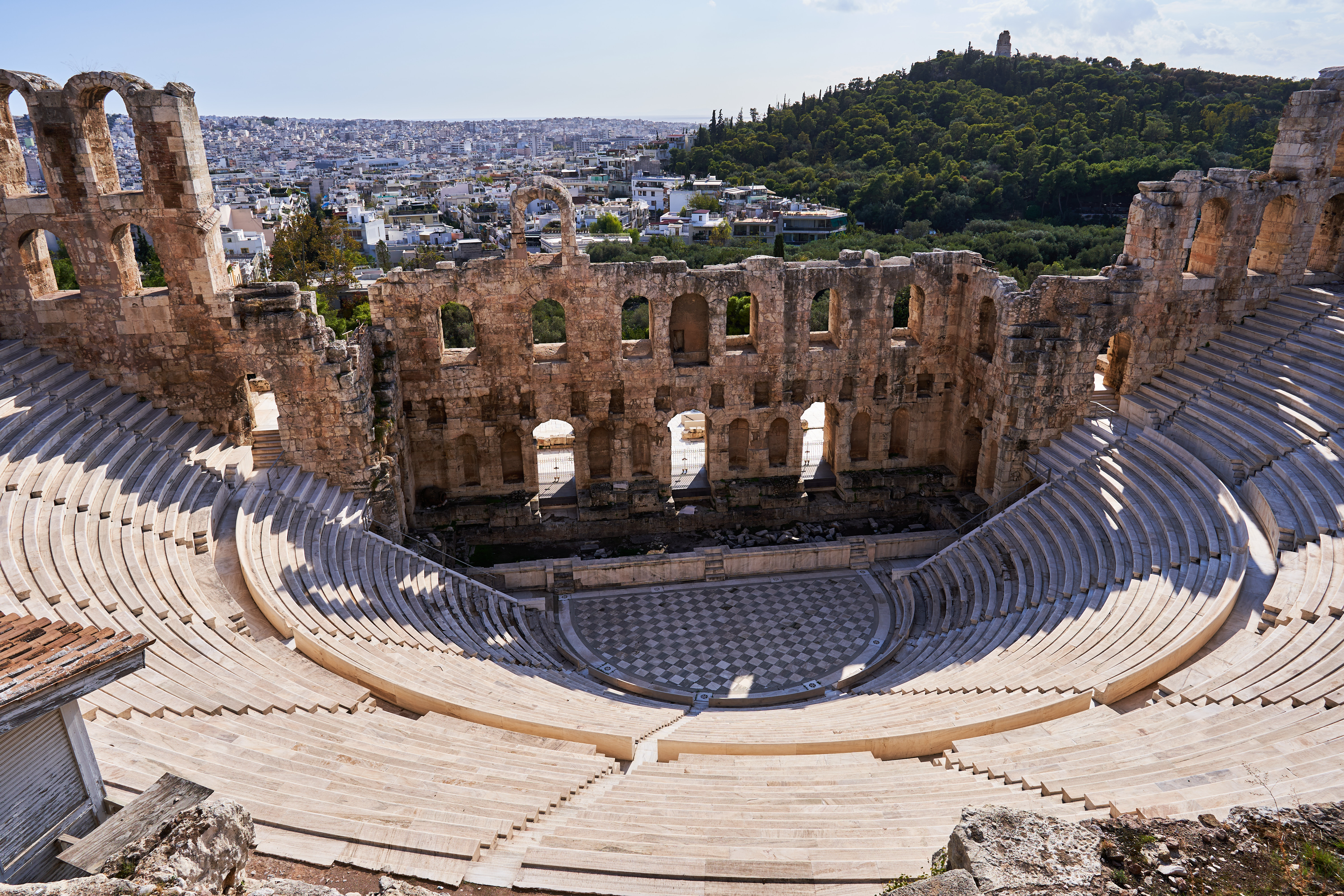
L'Odéon d'Hérode Atticus, Athènes, IIe siècle.
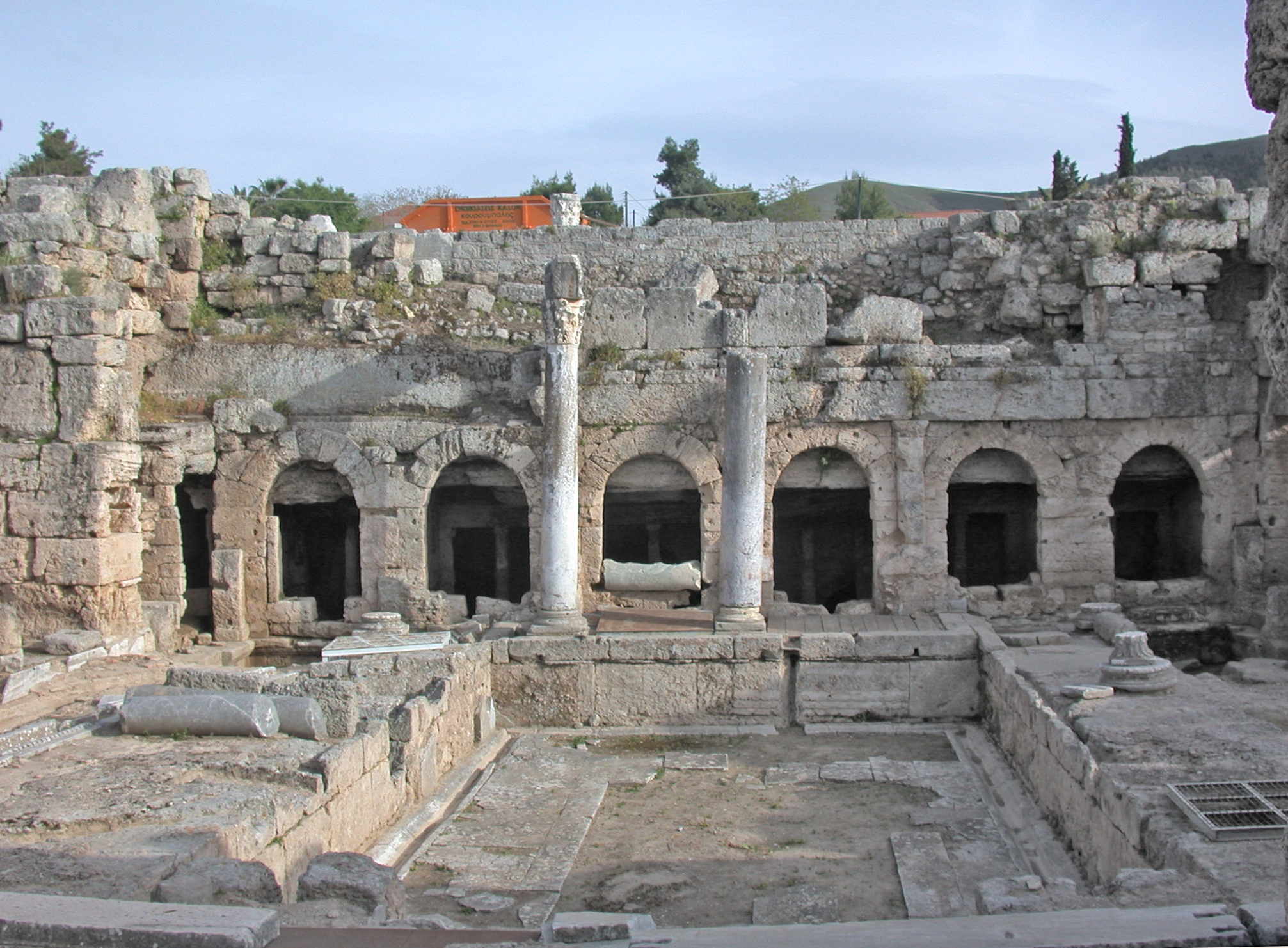
La fontaine Pirène de Corinthe.
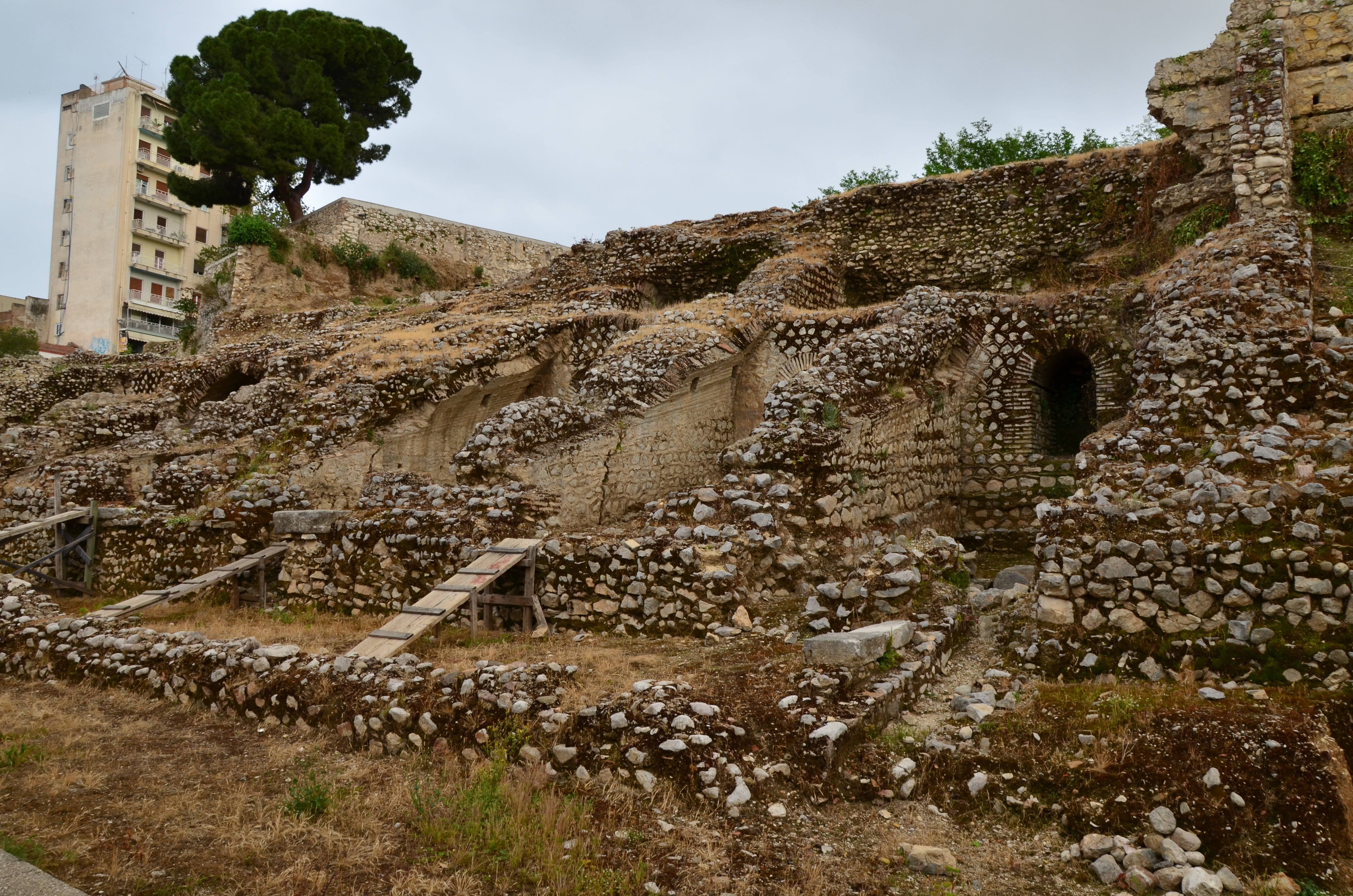
Ruines du stade de Patras, v. 80-90.
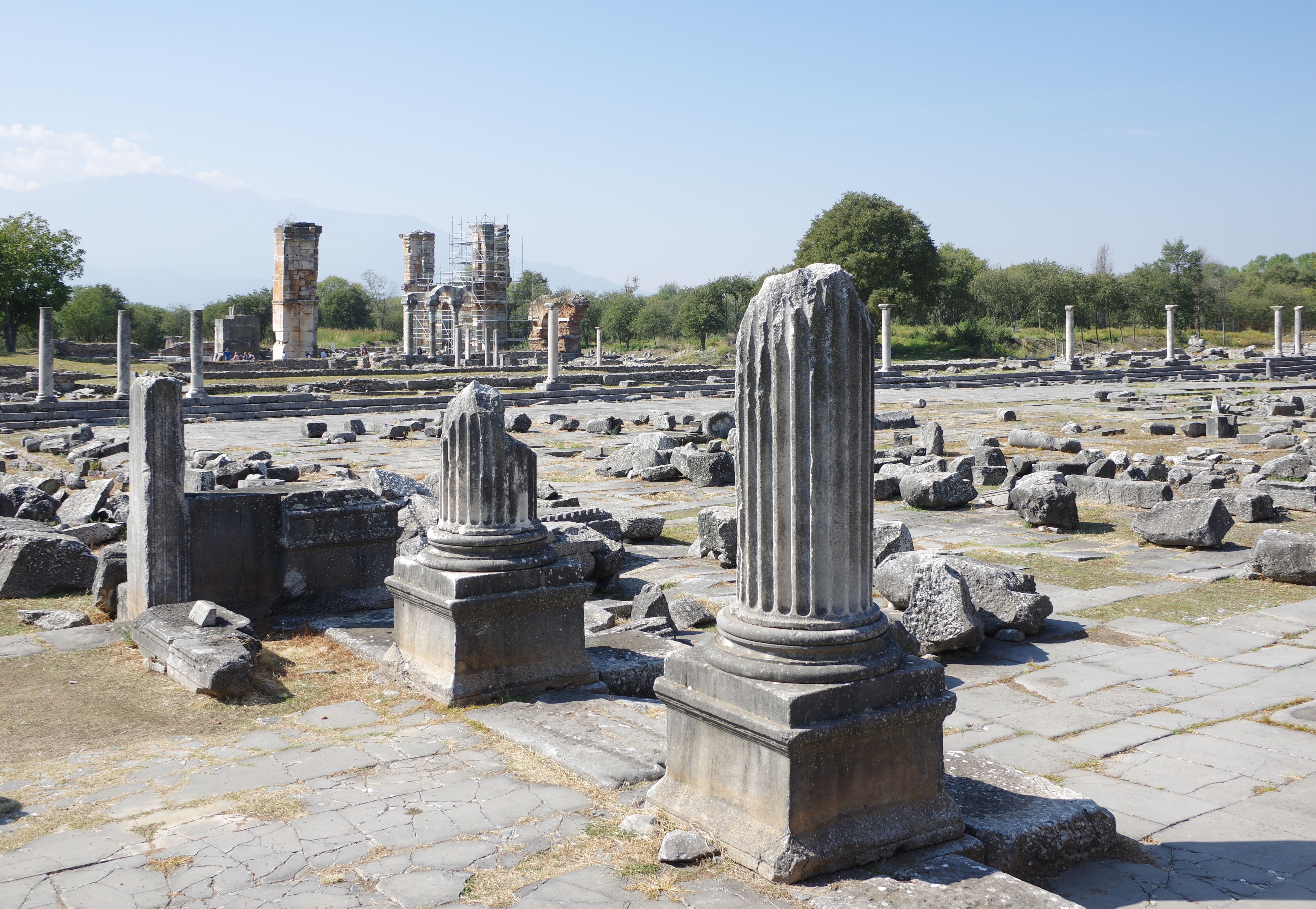
Forum de Philippes : ruines du temple des empereurs et du Génie de la colonie.
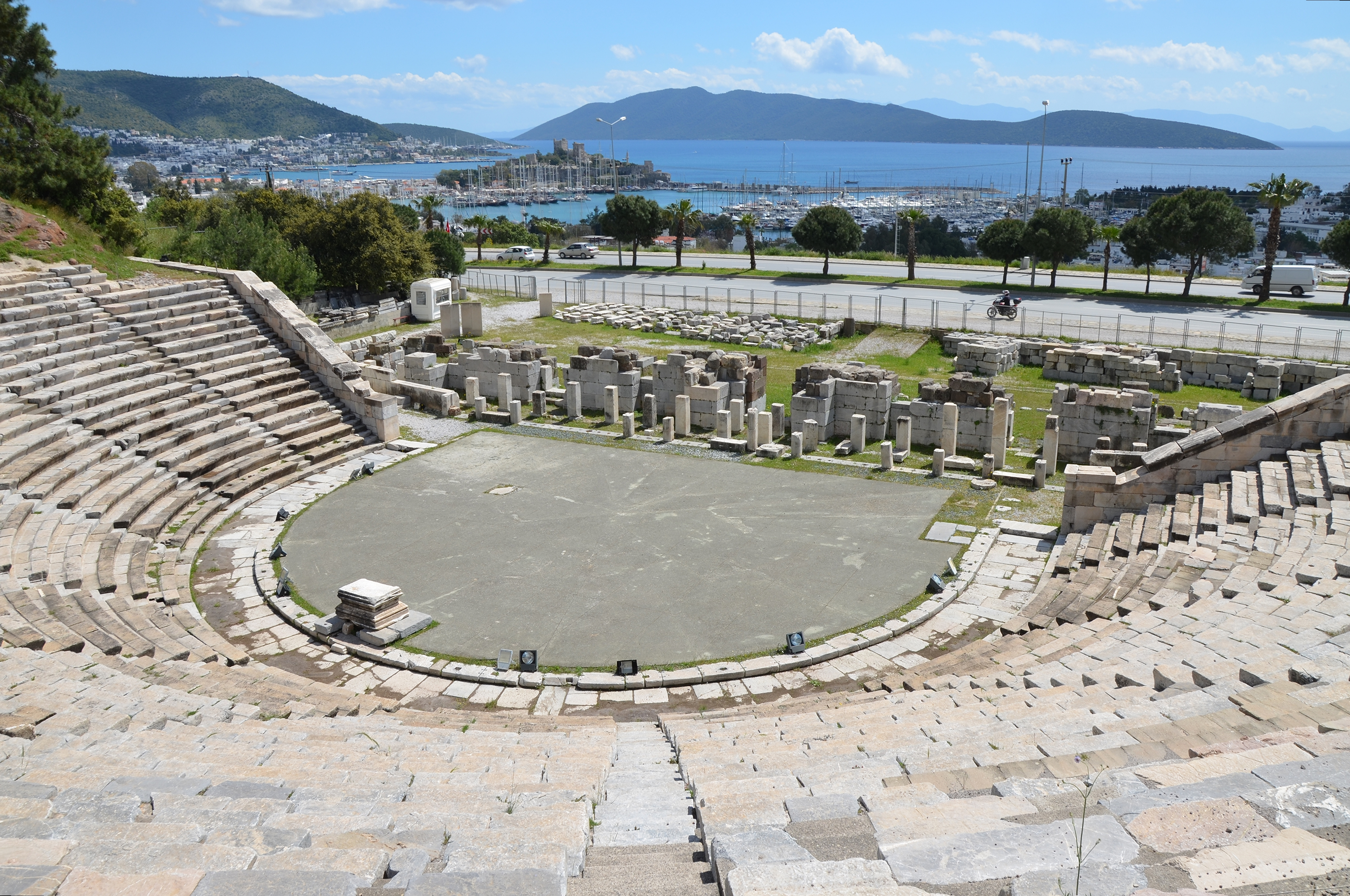
Le théâtre d'Halicarnasse, construit au IVe siècle av. J.-C. et agrandi au IIe siècle de notre ère.

### Peuplement et économie de l'Orient romain

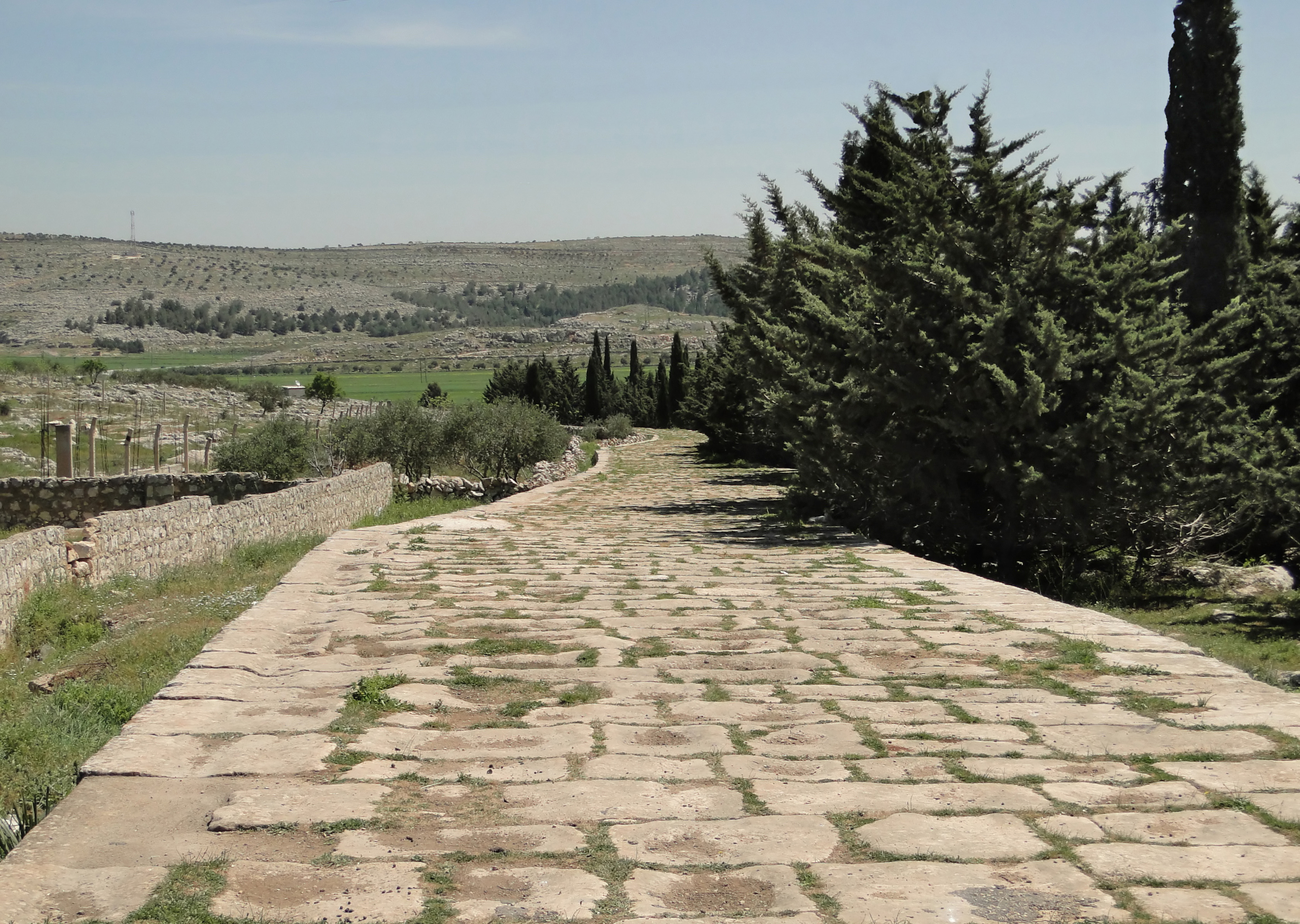
Ancienne voie romaine près de Tell Aqibrin en Syrie, reliant Antioche à Chalcis du Bélos.

Au niveau supra-régional, il est généralement considéré que l'Empire romain a connu un phénomène régulier de migrations depuis sa partie orientale vers la partie occidentale, qui a pu avoir un impact sur le long terme. On estime en tout cas que l'Occident romain connaît une croissance démographique à cette période, alors qu'à l'inverse du côté oriental la tendance serait plutôt à la stagnation. Il est difficile d'avoir des certitudes sur ces points, comme souvent en matière de démographie antique. Une autre caractéristique générale de l'Orient romain est la forte présence des villes, avec une urbanisation plus marquée sur le littoral et dans les provinces les plus grecques (Achaïe et Asie), et la présence de très grandes villes approchant ou dépassant les 100 000 habitants comme vu plus haut, qui constituent donc d'importants points d'attraction pour les hommes et les activités en tout genre.
Au niveau régional, l'Asie mineure, sinistrée à l'issue des guerres de l'époque de la République romaine, connaît une reprise rapide, et la tendance à la construction d'édifices se prolonge jusqu'au IIIe siècle. Plus largement, bon nombre de régions connaissent une expansion de l'habitat rural au début de notre ère : les îles égéennes (avec la Crète) et Chypre, l'Asie mineure, la Syrie du Nord, le Hauran syrien, la Jordanie, la Palestine. Cette phase connaît son pic durant l'Antiquité tardive (voir plus bas). Cela semble refléter une intensification de la production agricole, peut-être stimulée par la présence d'importants marchés urbains, et aussi une croissance démographique, certes peu marquée. Le creusement des inégalités foncières est une caractéristique de l'époque romaine, dont les structures agraires sont dominées par les grands domaines (bien que le nombre de villae connues dans l'Orient romain soit limité), notamment des domaines impériaux, d'autres appartenant à l'élite sénatoriale, aux grands sanctuaires, ou bien aux notables urbains, notamment des riches marchands se constituant une assise terrienne. Ils pouvaient les faire exploiter par des esclaves, mais le fermage et l'emploi de travailleurs agricoles libres semble très répandu, avec là encore des différences régionales (l'esclavage rural semble peu répandu en Asie). L'agriculture repose comme par le passé sur les céréales, la vigne, l'olivier, les légumes, couplés à un élevage pastoral. Des productions spéculatives existent comme l'huile d'olive en Syrie, et des produits rares réputés comme la réglisse de Cilicie, les pêches d'Asie. De la même manière les productions artisanales reposent sur la fabrication de céramiques, de textiles, aussi les activités minières et extractives (notamment les carrières de marbre d'Achaïe et d'Asie), aux côtés de productions spécialisées qui font la réputation de certaines localités (les bronzes de Corinthe, les étoffes de Laodicée du Lycos, étoffes pourpres de Tyr).
En revanche dans plusieurs parties de l'Achaïe se constatent une rétractation de l'habitat et l'abandon de territoires. Cette diminution de la population, manifeste à partir de 250-200 av. J.-C. a pu être mise en rapport avec des textes de l'époque (dès Polybe) qui soulignent la désertification des campagnes de Grèce, frappée d'« oliganthropie », le manque d'hommes. Cela pourrait être lié à une surexploitation des terres durant l'époque classique, ou aux guerres de conquête romaine. Mais il pourrait aussi s'agir d'un topos littéraire opposant la Grèce romaine observée, dominée et pauvre à celle du passé, idéalisée, prospère. À tout le moins les campagnes de Grèce ne sont pas exploitées de façon intensive, ce qui tranche avec la majorité des autres régions de l'Empire romain,. 
Pour ce qui concerne les échanges, l'unification et la pacification de la Méditerranée par les Romains conduit à un développement des échanges maritimes. Rome prise comme vu plus haut les marbres d'Achaïe et d'Asie, mais aussi le vin des îles de l’Égée (Crète et Rhodes notamment), et les biens de luxe qui arrivent par les routes d'Orient (soie, épices, parfums, coton). Le blé d’Égypte peut à l'occasion être expédié vers des villes orientales sous autorisation impériale. L'essentiel des échanges se fait cependant au niveau régional et local, articulé autour des importants centres de distribution et consommation que sont les métropoles régionales, les grands sanctuaires, les foires périodiques. La domination romaine est aussi liée au développement du réseau routier, qui a dû aider au développement des échanges terrestres. Ces circulations de biens se déroulent enfin suivant diverses modalités : certaines sont contrôlées par les autorités publiques, d'autres sont libres, les armateurs et marchands jouant un rôle important à toutes les échelles des échanges.

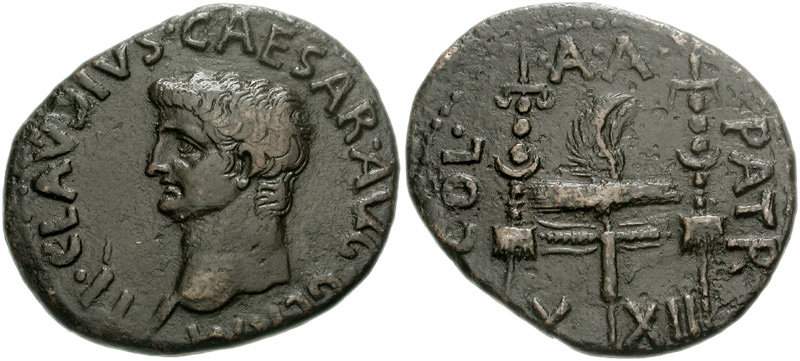
Monnaie de cuivre frappée par la cité de Patras en l'honneur de l'empereur Claude, v. 41-44.

Du point de vue de la monnaie, l'Orient romain a pour particularité de conserver des monnayages locaux jusqu'au milieu du IIIe siècle, alors qu'ils disparaissent en Occident au début du Ier siècle. La monnaie impériale a le privilège de l'or, et frappe aussi en argent et en bronze, dans des ateliers établis dans plusieurs villes. Les pouvoirs provinciaux émettent également des monnaies, souvent dans les mêmes ateliers que les émissions impériales. Les cités et certaines ligues frappent quant à elles des monnayages à usage local, sauf en Égypte. Ces monnaies « impériales grecques » sont généralement en bronze, quelquefois en argent. Ce pluralisme ne veut du reste pas dire absence de contrôle par le pouvoir impérial, puisqu'il faut son accord pour battre monnaie et que l'effigie de l'empereur figure généralement sur l'avers (le côté « face ») des monnaies locales.
En fin de compte plusieurs éléments pointent en faveur d'une prospérité de l'Orient romain durant la haute époque impériale (jusqu'au IIIe siècle), voire d'une croissance économique : la production agricole comme les échanges semblent s'intensifier, les villes connaître une croissance, la diversité des biens échangés plaide aussi en faveur d'un développement de la consommation, en particulier dans les villes.

### La vie culturelle du monde grec romain
Les régions de l'Orient romain de culture grecque maintiennent une vie intellectuelle très dynamique, non altérée par la domination romaine puisque les Romains reconnaissent généralement le caractère éminent de la culture de langue grecque. Ce sont aussi des régions comprenant de nombreux lieux « touristiques », visités en raison de leur importance religieuse, leur statut de centre intellectuel, ou leur passé prestigieux.

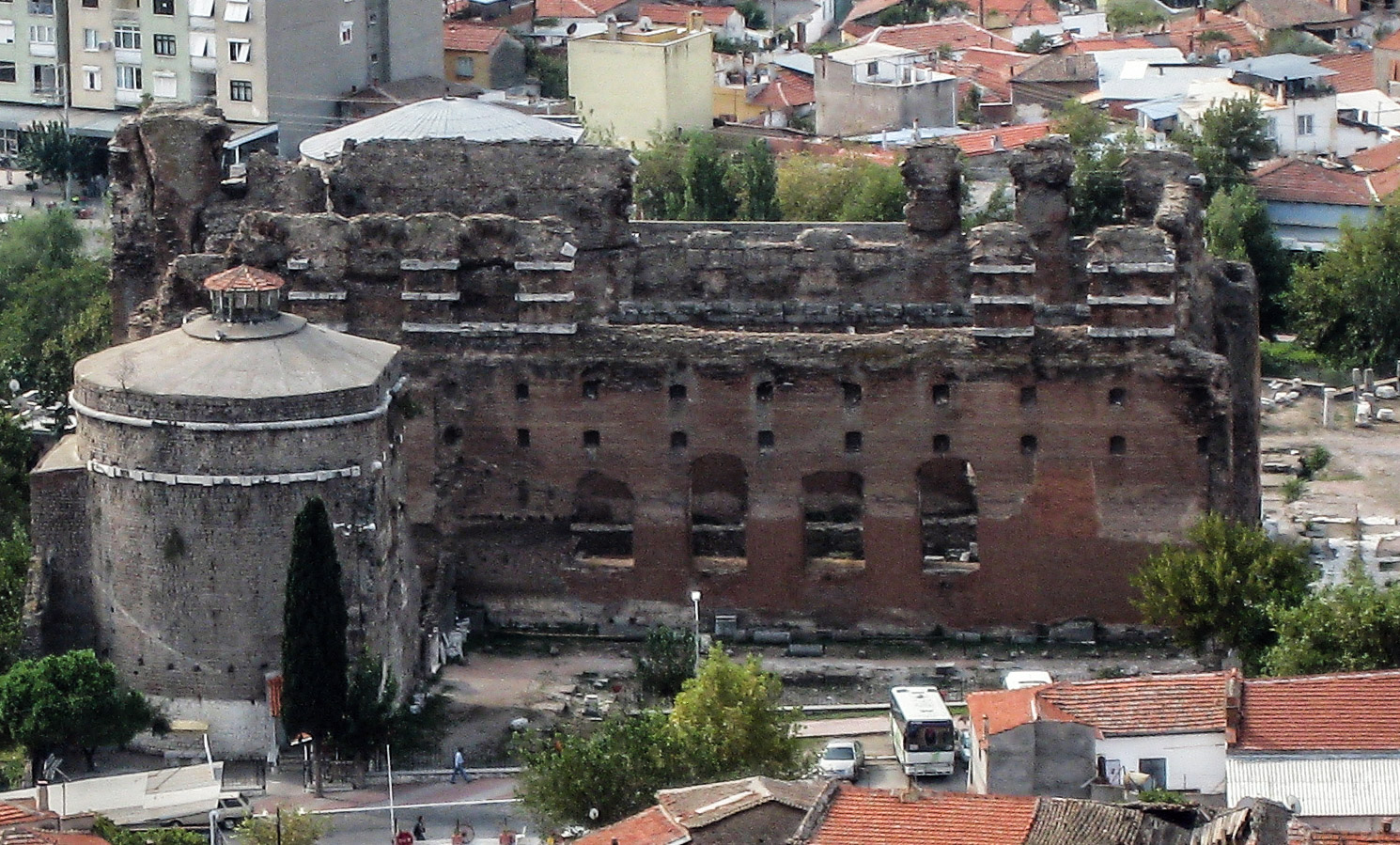
La Basilique rouge de Pergame et les deux rotondes annexes.

Le culte religieux est certes marqué par de nombreuses continuités, mais il connaît aussi des évolutions, le polythéisme restant dynamique jusqu'à sa disparition durant l'Antiquité tardive. En Grèce, les grands sanctuaires connaissent des évolutions contrastées : Délos ne s'est pas relevé de ses saccages de 88 et 69 av. J.-C., Olympie et Delphes conservent leur prestige malgré le déclin apparent des oracles à l'époque romaine, Corinthe redevient un sanctuaire majeur avec la refondation de la cité, à Athènes le sanctuaire d’Éleusis et ses mystères attirent jusqu'aux empereurs qui sont plusieurs à s'y faire initier, et les mystères du sanctuaire de Samothrace sont également importants, mais dans une moindre mesure. Dans les cités grecques plusieurs cas sont connus de fondation de fêtes ou de refondations de fêtes abandonnées par le passé, sous l'action de grands bienfaiteurs, parfois appuyés par les empereurs. Le culte impérial se développe dans les cités, dans la continuité du culte royal hellénistique, mêlant étroitement religion et politique. De nouveaux cultes à mystères se développent, comme ceux d'Andania en Messénie. Les sanctuaires d'Apollon de Didymes et Claros en Asie mineure sont dynamiques. L'attractivité des divinités égyptiennes se poursuit, l'exemple le plus connu étant la Basilique rouge de Pergame, érigée au IIe siècle et vouée à Isis et Sarapis. Cette période voit également l'apparition et la diffusion du christianisme, qui se fait en grande partie dans le milieu des cités grecques (notamment au sein des communautés juives hellénisées).
Athènes reste durant l'époque romaine un centre culturel de premier plan, en particulier pour ses écoles de philosophie qui attirent de tout le monde méditerranéen, notamment des étudiants riches briguant l'éphébie, dont les dépenses sont cruciales pour la prospérité de la cité. Mais ses ateliers de copistes et de sculpteurs sont également réputés. Sparte attire aussi des touristes en raison de son passé et des quelques traditions de l'éducation spartiate antique qu'elle aurait préservées. Les cités d'Asie mineure sont également des centres culturels importants, et aussi de tourisme religieux, notamment autour de ses sites oraculaires et de ses temples du dieu-guérisseur Asclépios (Cos, Pergame). Le Levant est aussi le lieu d'origine de nombreux savants de langue grecque, en particulier dans le domaine scientifique (Marin de Tyr pour la cartographie, Nicomaque de Gérasa pour l'algèbre). Bérytos, colonie romaine, abrite une école de droit (romain) très réputée. En revanche la position d'Alexandrie décline, seule son école de médecine gardant une bonne réputation, la plupart de ses maîtres ayant été attirés à Rome. Mais d'autres cités égyptiennes deviennent des lieux d'enseignement notables (Antinoé, Naucratis). Des évergètes grecs mettent en valeur leur passé littéraire en finançant la construction de bibliothèques dans les cités, comme celle de Celse à Éphèse.
L'éducation et la culture élitiste grecques sont marquées à cette époque par la « seconde sophistique », reposant avant tout sur le développement de l'éloquence, ce qui explique pourquoi on la nomme en référence aux premiers sophistes de l'époque classique. Le lien avec ce passé est du reste accentué par la tendance à user du dialecte grec attique de cette période, qui a donc déjà son statut de « classique », et d'ancrer les textes dans un passé grec idéalisé. L'éducation est plus que jamais vue comme un élément de distinction au sein des gens de bien, et quiconque voulait faire une carrière publique ambitieuse ou établir des connexions privées éminentes se devait de parler de façon éloquente, qualité qui apportait aussi des honneurs civiques. Les plus réputés (notamment Polémon de Laodicée, Secundos d'Athènes, Hérode Atticus, Aelius Aristide) sont présentés dans les Vies de sophistes de Philostrate d'Athènes,.
La production littéraire de langue grecque d'époque romaine se caractérise par sa grande diversité et sa prolificité, les écrivains réalisant souvent des œuvres ambitieuses constituées de nombreux volumes.
Dans le domaine des sciences, le médecin Galien, originaire de Pergame, a acquis une très grande réputation de son vivant, notamment par son habitude (controversée) d'accomplir des opérations et dissections en public. C'est, avec les rédacteurs du corpus hippocratique, la figure majeure de la médecine antique. L'astronome Claude Ptolémée (100-168), originaire de Canope en Égypte, est l'autre grand scientifique grec de l'époque romaine, puisque son Almageste reste la référence dans la littérature astronomique jusqu'à l'époque moderne.
Le développement du tourisme a suscité des écrits de voyage, avec Pausanias, originaire de Smyrne, dont la Périégèse est une mine d'information sur l'aspect des sites religieux, majeurs comme mineurs, de la Grèce romaine, mais aussi leur histoire . Strabon, originaire d'Amasie, poursuit les travaux des géographes antiques, décrivant le monde connu de l'époque, là encore une source incontournable pour la connaissance de la période.
Dans le domaine de la philosophie, cette période est notamment marquée par les travaux d'Épictète, originaire de Hiérapolis en Phrygie et ayant surtout enseigné à Nicopolis d’Épire, figure majeure du stoïcisme, influençant l'empereur-philosophe Marc Aurèle. Ce courant comme son rival l'épicurisme sont en effet très populaires parmi les lettrés du monde gréco-romain.

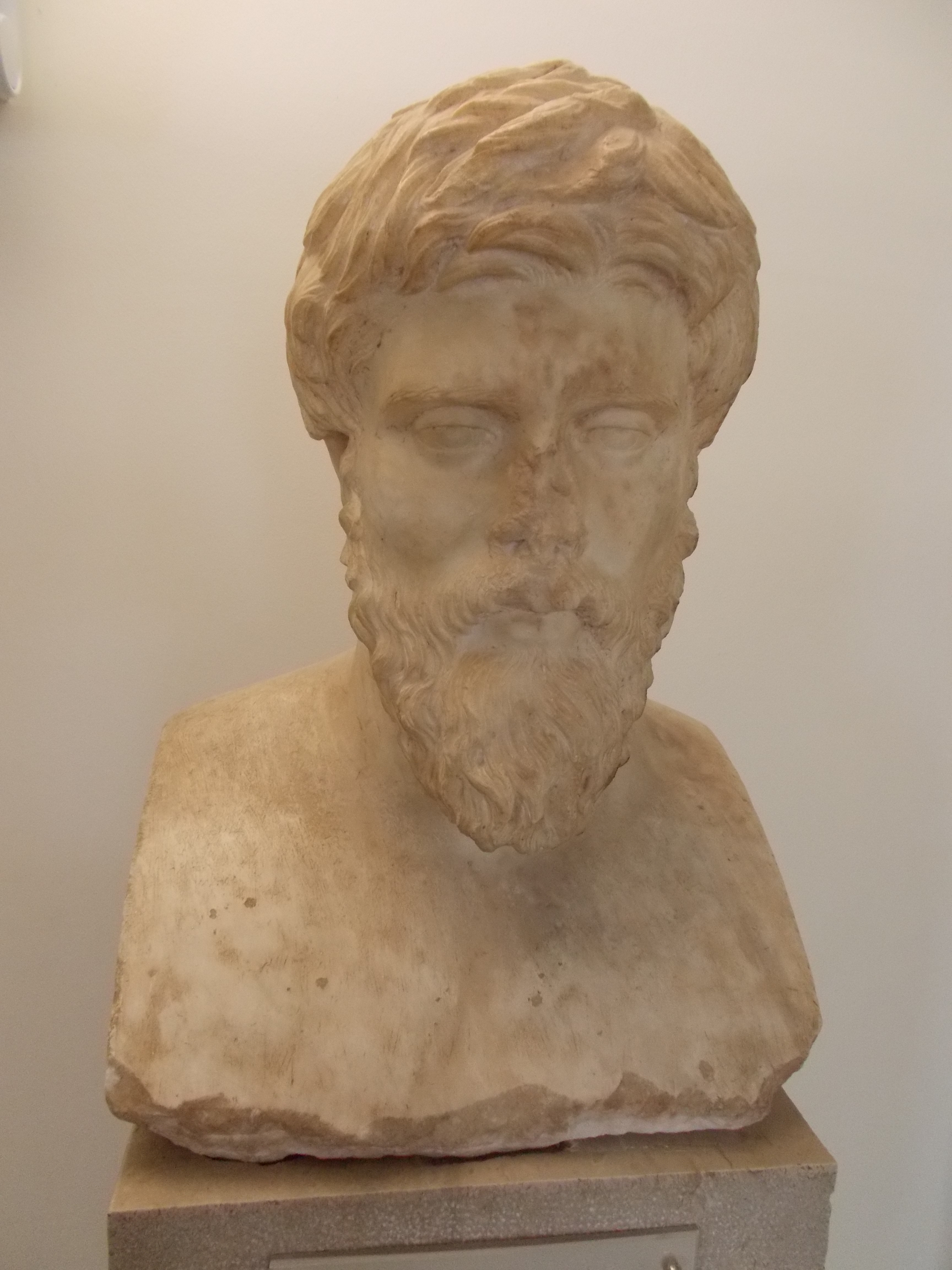
Buste en marbre de Plutarque du IIe siècle, musée archéologique de Delphes.

Le polygraphe Plutarque (46-120), originaire de Chéronée en Béotie, qui a étudié les mathématiques et la philosophie à Athènes et servi comme prêtre à Delphes, a produit une œuvre imposante et diverse, dont la plus célébrée par la suite sont les Vies parallèles, source majeure sur la vie des grandes figures de l'histoire grecque et romaine, et divers travaux abordant des sujets littéraires, moraux, pratiques et personnels.
Dans la continuité de Polybe, les historiens de langue grecque sont très productifs durant l'époque romaine : Diodore de Sicile, Arrien, Dion Cassius, etc. Du côté des romans, Les Éthiopiques d'Héliodore d'Émèse (Homs en Syrie) ont eu une influence importante.
Parmi les grands auteurs de langue grecque nés dans un contexte culturel et linguistique non grec mais très hellénisé, deux figures dominent cette période. Lucien de Samosate (125-180), cité de Syrie, de son propre aveu locuteur d'une langue « barbare » (l'araméen) est l'auteur de romans satyriques d'une grande qualité littéraire. Flavius Josèphe (37-100), originaire de Judée, est l'auteur d'ouvrages historiques cruciaux pour connaître l'histoire antique des Juifs.
Enfin, l'art grec de l'époque romaine est marqué par la production de copies d’œuvres plus anciennes ou leur imitation, à la demande de la clientèle romaine. Cela est illustré à Pompéi et Herculanum pour la peinture et la mosaïque, mais c'est surtout connu par la sculpture. Cette production est essentielle pour la connaissance de l'art grec des périodes antérieures, dont les originaux ont bien souvent disparu, comme l'Athéna du Parthénon de Phidias. La créativité trouve plutôt à s'exercer dans l'art du portrait, notamment pour les statues honorifiques d'empereurs et bienfaiteurs, et les arts funéraires, avec la mode de la stèle funéraire figurée. Les artisans grecs sont également d'importants centres de production de sarcophages sculptés produits à destination des élites romaines. Athènes, forte d'ateliers réputés et de la proximité de nombreux modèles, joue les premiers rôles, et l'Asie mineure dispose également d'ateliers et artisans de premier ordre. Les artisans du monde grec sont souvent itinérants, et se déplacent sur les chantiers importants de l'Empire, comme celui de Lepcis Magna,.

## La crise duIIIesiècle
Le IIIe siècle est un siècle de crises qui met fin à la pax romana, sous l'effet de luttes successorales et d'offensives venus de l'extérieur, notamment des raids de peuples germaniques (les « invasions barbares »). Au pic du désordre dans les années 250-260, la Grèce continentale et l'Asie mineure sont atteintes par les troubles. Les Goths, actifs dans les Balkans, pénètrent jusqu'en Macédoine au début des années 250, ce qui pousse Athènes à renforcer ses défenses, et on fait de même au niveau de la passe des Thermopiles et de l'isthme de Corinthe, mais la menace devait surtout venir de la mer. Dans les années 260 le départ de l'empereur Gallien vers l'Occident pour réprimer la sécession de la Gaule offre une opportunité aux différentes bandes gothiques pour lancer leurs raids plus loin. Les Goths de la mer Noire alliés à un autre peuple, les Hérules, lancent une attaque maritime sur les côtes de l'Asie mineure en 266 et prennent Héraclée du Pont. L'année suivante, leurs bateaux franchissent l'Hellespont, et un groupe essentiellement constitué d'Hérules part vers le sud et pille Athènes, puis pousse vers Corinthe, Argos, Sparte et Olympie, tandis qu'un autre se dirige vers la Macédoine où il assiège Thessalonique, et un troisième pousse encore plus loin, suivant les côtes de l'Asie mineure, pillant notamment Ilion, le temple d'Artémis d’Éphèse, puis causant des troubles dans toutes les régions côtières jusqu'à Chypre (Bithynie, Lydie, Rhodes, Crète, entre autres). La résistance locale pousse les assaillants à abandonner leurs prises et les sièges en cours, et le retour rapide de l'empereur Gallien en 268 éloigne la menace pour un temps. Les campagnes victorieuses d'Aurélien contre les Goths restaurent la sécurité dans ces régions.
Au Proche-Orient, cette période est marquée par la tentative de constitution à partir de 263 d'un empire à Palmyre, par Odénat et Zénobie, en profitant des difficultés auxquelles faisaient face les empereurs romains. Ils s'emparent de la Syrie, puis de l’Égypte en 269-270. Palmyre est alors une cité prospère et cosmopolite, peuplée par des Arabes, des Araméens, des Grecs, des Romains, dont la langue officielle est le grec mais la langue vernaculaire l'araméen (palmyrénien). Ici encore c'est Aurélien qui rétablit l'autorité romaine, en 272-273, en défaisant les troupes palmyréniennes devant Antioche puis en prenant de leur capitale.

## L'Antiquité tardive: l'Empire romain d'Orient

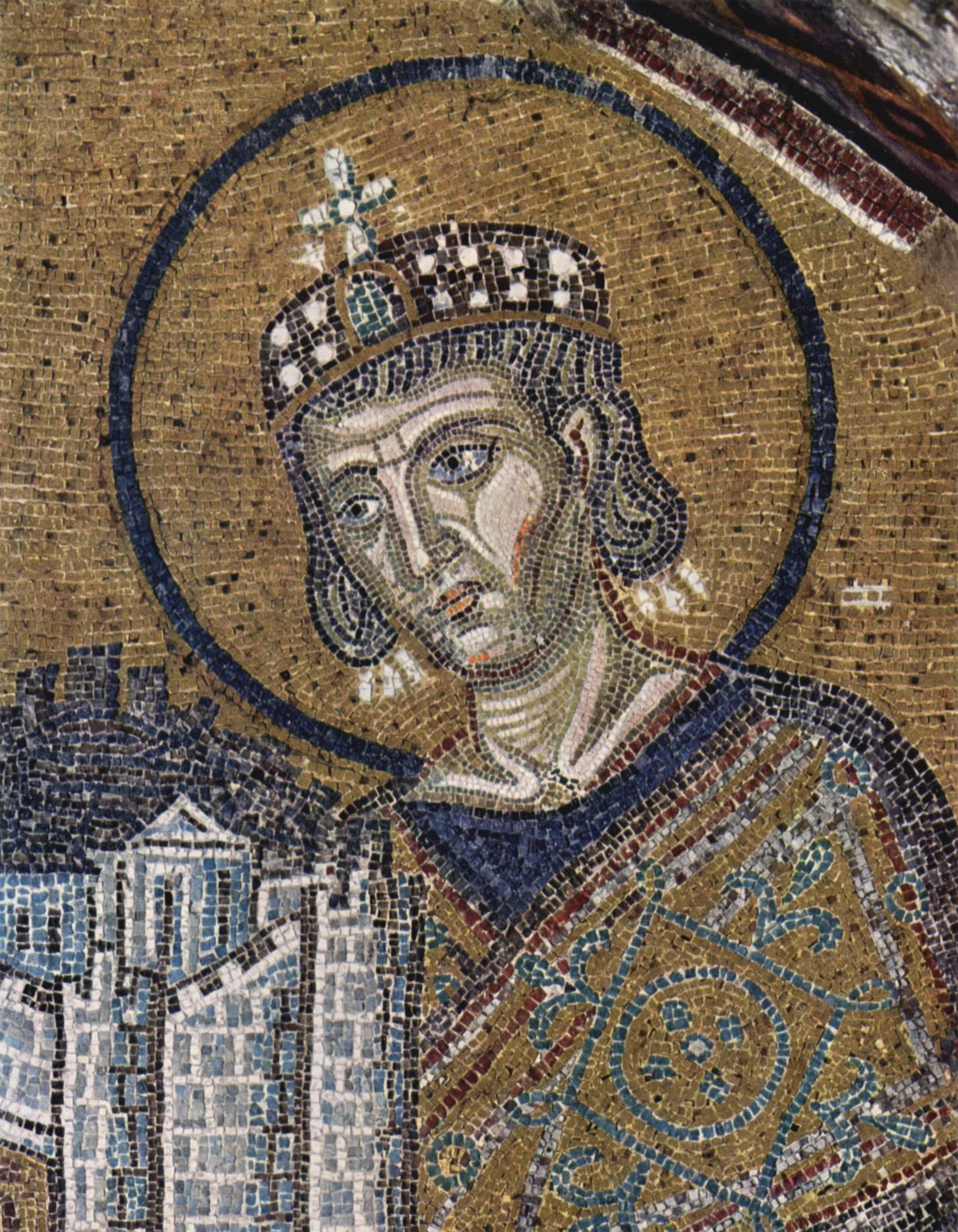
Constantin donnant la ville au monde, mosaïque d'époque médiévale du vestibule sud de Sainte-Sophie.

L'Antiquité tardive est une période à cheval entre la dernière partie de l'Antiquité et la première partie du Moyen-Âge du découpage historique classique, longtemps perçues comme des phases de déclin en raison du poids historiographique de la chute de l'Empire romain d'Occident. En Orient l'Empire romain ne chute pas avant 1453, donc l'impression de décadence politique est moins marquée, même si la période se conclut par les conquêtes arabo-musulmanes qui l'amputent grande partie de ses territoires. Cet empire s'est formé par la division de l'Empire romain en deux entités, un de langue dominante latine, et l'autre de langue dominante grecque. Cet empire est souvent qualifié de « byzantin », sa capitale, Constantinople, ayant été érigée à l'emplacement de l'ancienne Byzance, et assure la continuité politique de Rome. La période de l'Antiquité tardive est désignée dans cette région comme une phase « paléo-byzantine ». Elle est plus stable et plus prospère qu'en Occident, ce qui est visible dans beaucoup de régions, les villes et les échanges sont très actifs jusqu'au milieu du VIe siècle. La culture grecque y est préservée et révisée, le cadre civique y subsiste plusieurs siècles, mais plusieurs éléments caractéristiques de la culture grecque antique disparaissent à cette période. La christianisation met ainsi fin aux cultes grecs antiques, et entraîne un renouvellement culturel important qui se retrouve dans l'art, l'architecture et la littérature, et au sortir de cette phase l'éducation grecque a subi d'importants changements. Du point de vue politique, les cités perdent en importance et les institutions impériales prennent de plus en plus de place au niveau local, en même temps que les institutions ecclésiastiques. Cela conduit au délitement progressif des institutions municipales, achevé par la phase de crise du VIIe siècle, qui marque la fin de la cité grecque. C'est donc une nouvelle civilisation grecque, la civilisation byzantine, qui se forme durant cette période, reposant sur la culture grecque, une structure du pouvoir romaine, et la religion chrétienne.

### La formation de l'Empire romain d'Orient
La fin du IIIe siècle et le début du IVe siècle sont marqués par une accalmie et un rétablissement dans l'Empire romain, avec le relâchement des attaques venues de l'extérieur (peuples germaniques au nord, mais aussi Perses sassanides à l'est et les victoires militaires et réformes des empereurs, en premier lieu Dioclétien (284-305) et sa Tétrarchie qui organise une division Est/Ouest de l'empire afin de mieux assurer sa défense autour de co-empereurs, et la prospérité revient. Constantin (306-337) rétablit la domination d'un seul empereur, mais il prend une décision à la portée considérable pour l'organisation géographique de l'empire, la fondation d'une seconde capitale à l'emplacement de la cité de Byzance, qu'il nomme Constantinople.

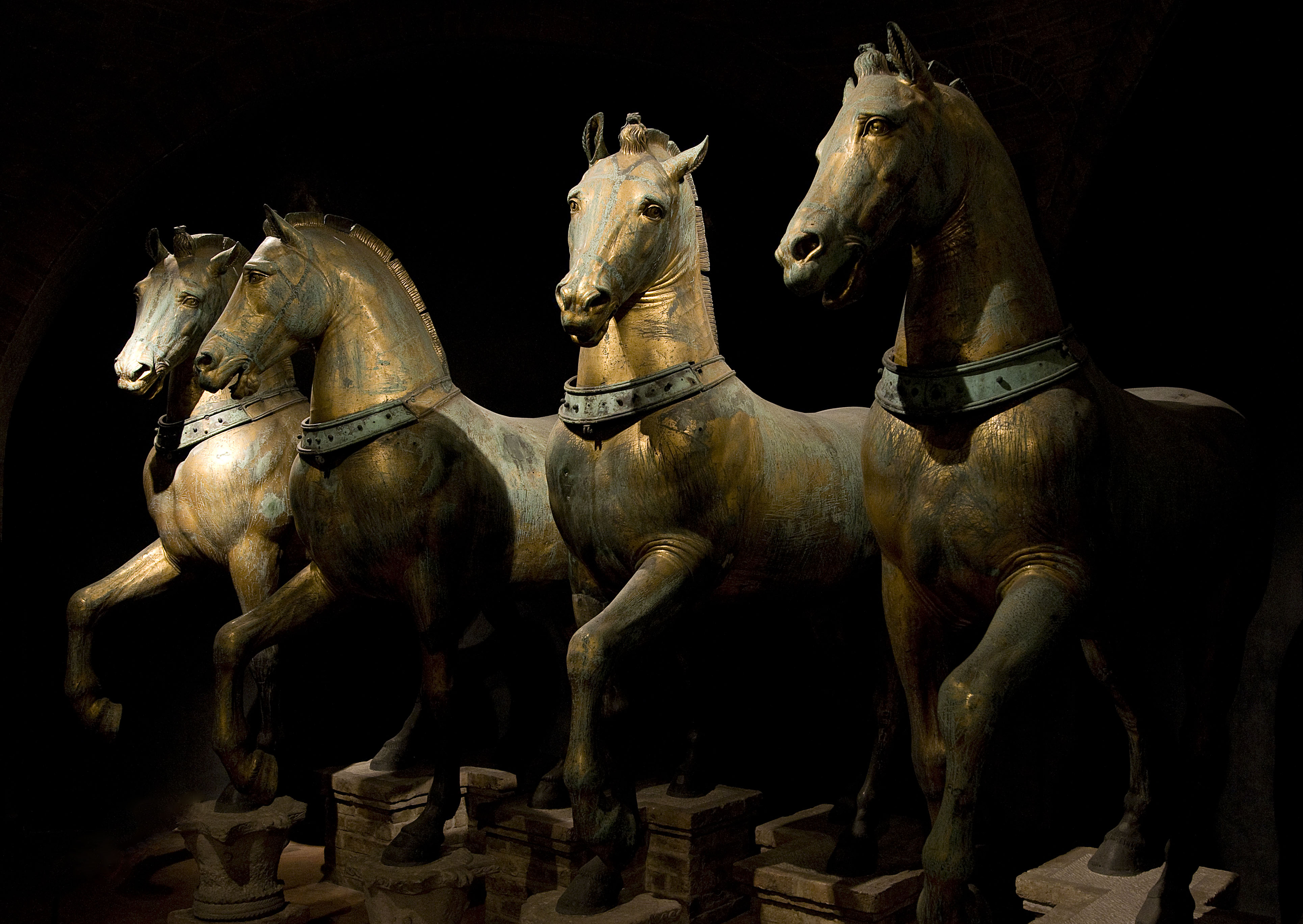
Chevaux de cuivre disposés à l'origine à l'hippodrome de Constantinople du temps de Constantin (date de création discutée), aujourd'hui dans la Basilique Saint-Marc de Venise.

Pensée pour être une Nouvelle Rome, Constantinople dépasse finalement la première en raison du délitement politique de la partie occidentale de l'Empire. La ville est située sur des voies de communication majeures, aussi bien sur terre que sur mer, et le site est facile à défendre. Le chantier commence par l'érection d'une muraille qui délimite un espace de 700 hectares, et des monuments dignes d'une capitale (Palais, Sénat, hippodrome, thermes, etc.), mais il faut encore plusieurs années et des mesures incitatives de la part du fondateur et de son successeur pour assurer le succès de la fondation. Le développement de la ville se poursuit, avec la création de nouveaux ports, et Théodose II érige une nouvelle enceinte, de 7 kilomètres de long, afin d'améliorer la sécurité de la ville, qui assure sa défense pendant un millénaire. Au milieu du Ve siècle la ville atteint peut-être les 500 000 habitants. Avec la scission définitive de l'empire en deux en 395, Constantinople est devenue une capitale permanente, avec plusieurs palais, une administration nombreuse, concentrant de plus en plus de pouvoir, la tendance étant à la centralisation.
La période de séparation de l'empire est marquée par de nouvelles guerres contre les Goths. En 378 ceux-ci défont les troupes romaines d'Orient à Andrinople, tuant l'empereur Valens. Une vingtaine d'années plus tard, le chef goth Alaric, mis au service des Romains, provoque diverses attaques afin de bénéficier de conditions plus avantageuses. Un de ses raids eux ravage la Grèce en 396-397. Il se dirige ensuite vers l'Occident, où le pouvoir est moins fort, et l'affaire se conclut par le sac de Rome de 410, événement majeur de la période de la chute de l'Empire romain d'Occident. La disparition de la moitié occidentale de l'empire laisse la moitié orientale seule dépositaire de l'héritage romain. Dès lors et pour le restant de leur histoire, les populations de l'Empire romain d'Orient (byzantin), majoritairement de langue grecque, se définissent principalement comme des « Romains », notamment au regard du prestige politique que renferme cette dénomination, tout en l'intégrant à l'hellénisme, et se perçoivent comme un des derniers bastions de la civilisation. La dénomination d'« Hellènes » est associée au paganisme dans le nouveau monde chrétien, à la suite de l'usage qui est fait du terme dans le Nouveau Testament.

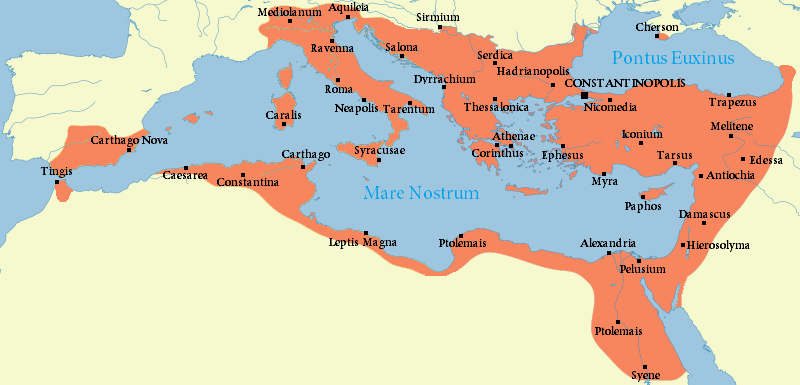
L'empire d'Orient en 565, après les conquêtes de Justinien.

Sous Justinien (527-565), l'Empire romain d'Orient atteint son apogée par la reconquête de plusieurs régions occidentales (Afrique du nord, Sicile, Italie, Hispanie), et la basilique Sainte-Sophie symbolise le statut de capitale chrétienne de Constantinople. Mais cette période est marquée par l'irruption de la peste justinienne à compter de 542, puis après la mort de Justinien se produit un regain des menaces extérieures. Dans les Balkans, les Avars et les Slaves lancent des raids, qui atteignent la Grèce continentale dans les années 580, jusqu'au Péloponnèse, et beaucoup s'installent dans ces régions, notamment autour de Thessalonique. Puis le long conflit qui oppose Romains et Perses au début du VIIe siècle se solde dans sa première partie par des raids ravageant plusieurs cités asiatiques, jusqu'en Asie mineure, avant la réplique byzantine tout aussi destructrice pour l'ennemi. La tendance économique et démographique s'est alors retournée dans la plupart des régions, qui voient le déclin de leurs villes et des échanges. Lorsque les troupes arabo-musulmanes attaquent le Proche-Orient byzantin, elles progressent très rapidement, et elles ne sont arrêtées que sous les remparts de Constantinople, après avoir amputé l'Empire romain d'Orient d'une grande partie de son territoire.

### La christianisation

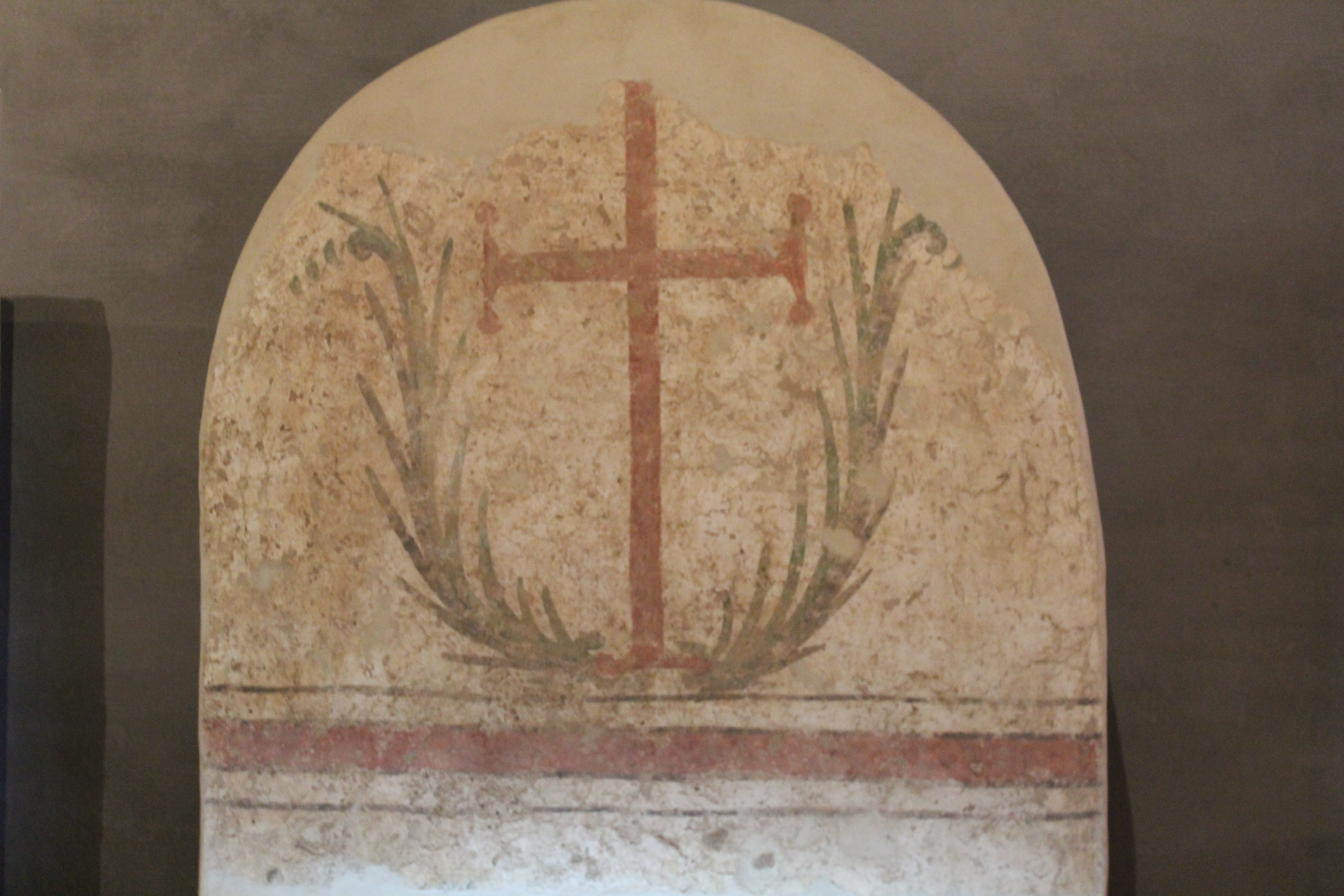
Peinture murale d'une tombe chrétienne du VI représentant une croix accompagnée de motifs végétaux. Thessalonique, Musée de la culture byzantine.

L'Empire romain d'Orient devient un empire chrétien, ce qui signe la fin progressive du polythéisme grec antique.
S'il est issu de la religion juive, le christianisme s'est développé dans la partie orientale de l'Empire romain, donc dans un contexte culturel très marqué par l'hellénisme. Bien que Jésus et ses disciples soient comme la majorité des gens de Galilée et de Judée de leur époque des locuteurs de l'araméen, les textes du Nouveau Testament sont écrits en grec, langue la plus répandue et langue véhiculaire, le Livre de l'Apocalypse étant rédigé suivant la tradition par Jean sur l'île de Patmos dans le Dodécanèse. Le christianisme se diffuse dans un premier temps parmi les communautés juives hellénisées de la Méditerranée orientale, une des figures majeures des premiers temps du Christianisme, Paul de Tarse, prêche dans les grandes cités égéennes (Athènes, Éphèse), et est l'artisan de l'ouverture aux « Gentils », donc les païens hellénophones dans ces régions. L'hellénisme irrigue aussi les écrits apocryphes, par exemple les Actes de l'apôtre André (v. IIe siècle), dont la structure rappelle celle des aventures d'Ulysse dans l’Odyssée,. Le christianisme gagne de plus en plus d'adeptes au fil du temps et malgré quelques épisodes de persécutions, constitue une organisation efficace calquée sur l'administration impériale, autour de l'évêque qui est la figure majeure de la communauté. Il compte aussi sur l'émergence de penseurs chrétiens de haut vol (Origène, Grégoire de Nazianze, Basile de Césarée). La mémoire des persécutions donne naissance au culte des martyrs qui consolide les communautés chrétiennes. Puis l'apparition du monachisme fournit de nouveaux modèles de « saints hommes », qui contribuent fortement à l'évangélisation,. 
De son côté le polythéisme de l'Antiquité tardive, la religion des « Gentils » ou des « Païens » que dénoncent les Chrétiens, a connu bien des évolutions le distinguant de ses modèles classiques, en partie stimulées par l'essor du christianisme. Les cultes publics semblent en retrait, notamment après la conversion des empereurs et des élites, mais les cultes privés restent dynamiques, autour de prières personnelles, du culte du génie, aussi avec l'essor de la magie, de la divination, de la théurgie, le déclin des sacrifices sanglants au profit des sacrifices réalisés en brûlant de l'encens. Au niveau des élites, le polythéisme est marqué par la philosophie néoplatonicienne, une tendance à interpréter les mythes comme des allégories afin d'atténuer leurs aspects les plus choquants, et l'hénothéisme, tendance à vénérer une divinité suprême (comme Sol Invictus chez Constantin) se développe, sans doute en partie en réaction au christianisme.
Les grandes étapes de la conversion de l'empire au christianisme sont bien connues et aisées à suivre. Les persécutions sont achevées par l'« édit de Milan » de 313, par décisions de Constantin et Licinius qui co-dirigent l'empire. Dès lors le choix des empereurs va être crucial : après l'intermède de Julien, dernier sursaut polythéiste, les empereurs suivants sont tous des chrétiens convaincus, même s'ils font preuve d'une certaine tolérance envers les cultes païens. La proclamation du christianisme comme seule religion de l'empire est le fait de Théodose, culminant dans l'interdiction des cultes païens en 391 et 392. Cela se traduit par la fin des cultes païens publics (c'est dans ce contexte que les Jeux olympiques antiques cessent en 393) et la destruction des temples, et excluant les païens de l'armée et de l'administration, puis des charges municipales. Justinien parachève cette évolution en obligeant les païens à se faire baptiser, sous peine d'exil avec confiscation de leurs biens.
L'impact de ces diverses mesures est plus dur à suivre. On peut néanmoins estimer qu'au Ve siècle la majorité de la population de l'empire est chrétienne. L'intégration de divers éléments des cultes polythéistes par le christianisme, notamment par le biais du culte des saints et des actions des moines itinérants, a sans doute facilité cette évolution.
L'architecture chrétienne se développe (phase « paléo-chrétienne »), autour de deux plans-types. La basilique, à l'origine un type d'édifice civil romain, est la forme la plus répandue ; d'autres édifices ont un plan centré, en forme de polygone ou de cercle, parfois couverts d'une coupole, forme notamment employée pour les martyria et les baptistères. Le décor des églises est souvent simple, mais il peut être luxueux si de riches donataires ont fourni des dotations : chapiteaux sculptés, revêtements en marbre, mosaïques, dont les plus fameuses sont celles réalisées à Ravenne du temps de Justinien. Du même règne, Sainte-Sophie de Constantinople est l'église la plus célèbre de la chrétienté byzantine, la plus grande de son époque, avec un plan de basilique à trois nefs, dont la nef centrale, très vaste, est couverte d'une coupole qui l'est tout autant, flanquée d'arches et demi-coupoles,.

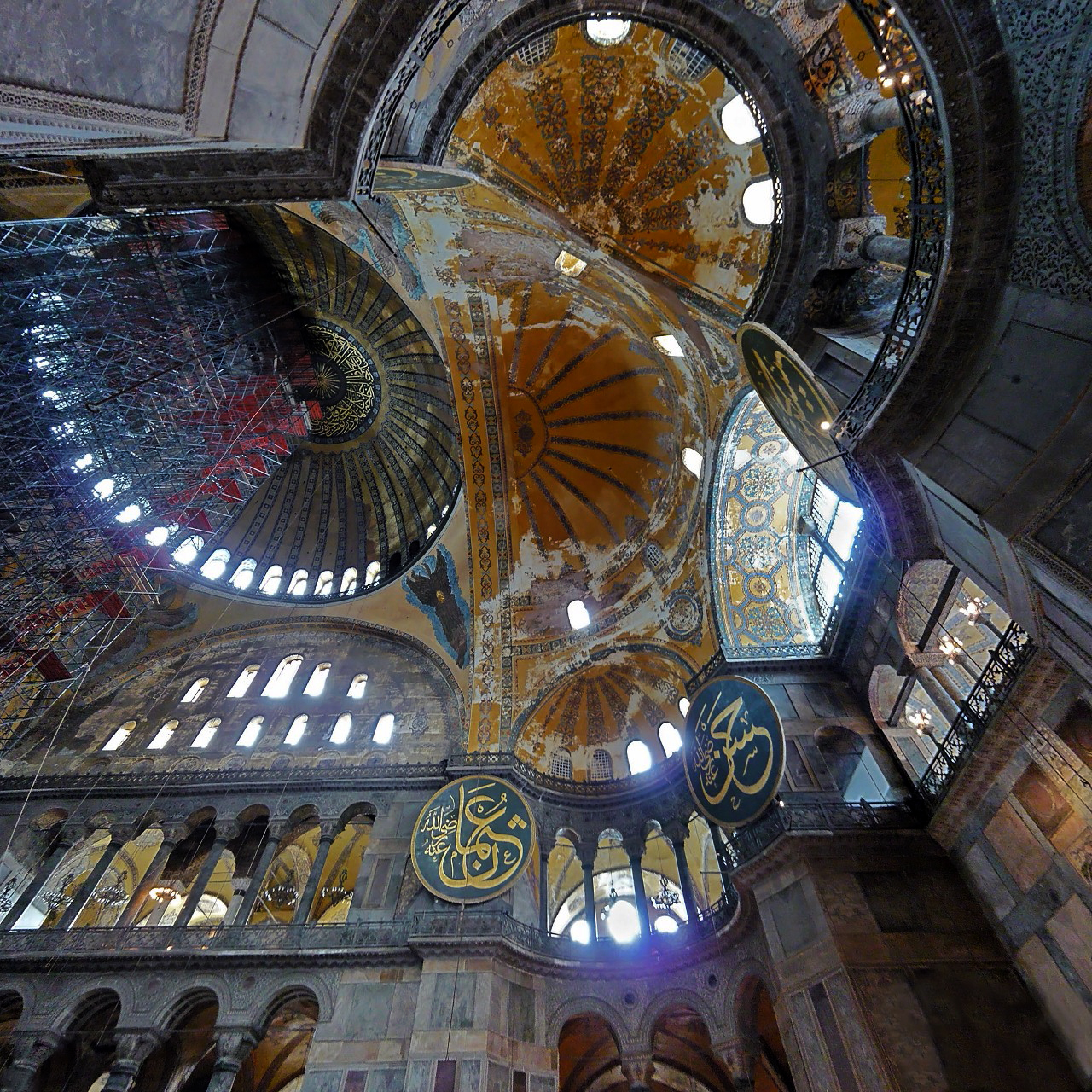
Vue de la coupole flanquée d'arc et demi-coupoles en absides et absidioles, Sainte-Sophie.
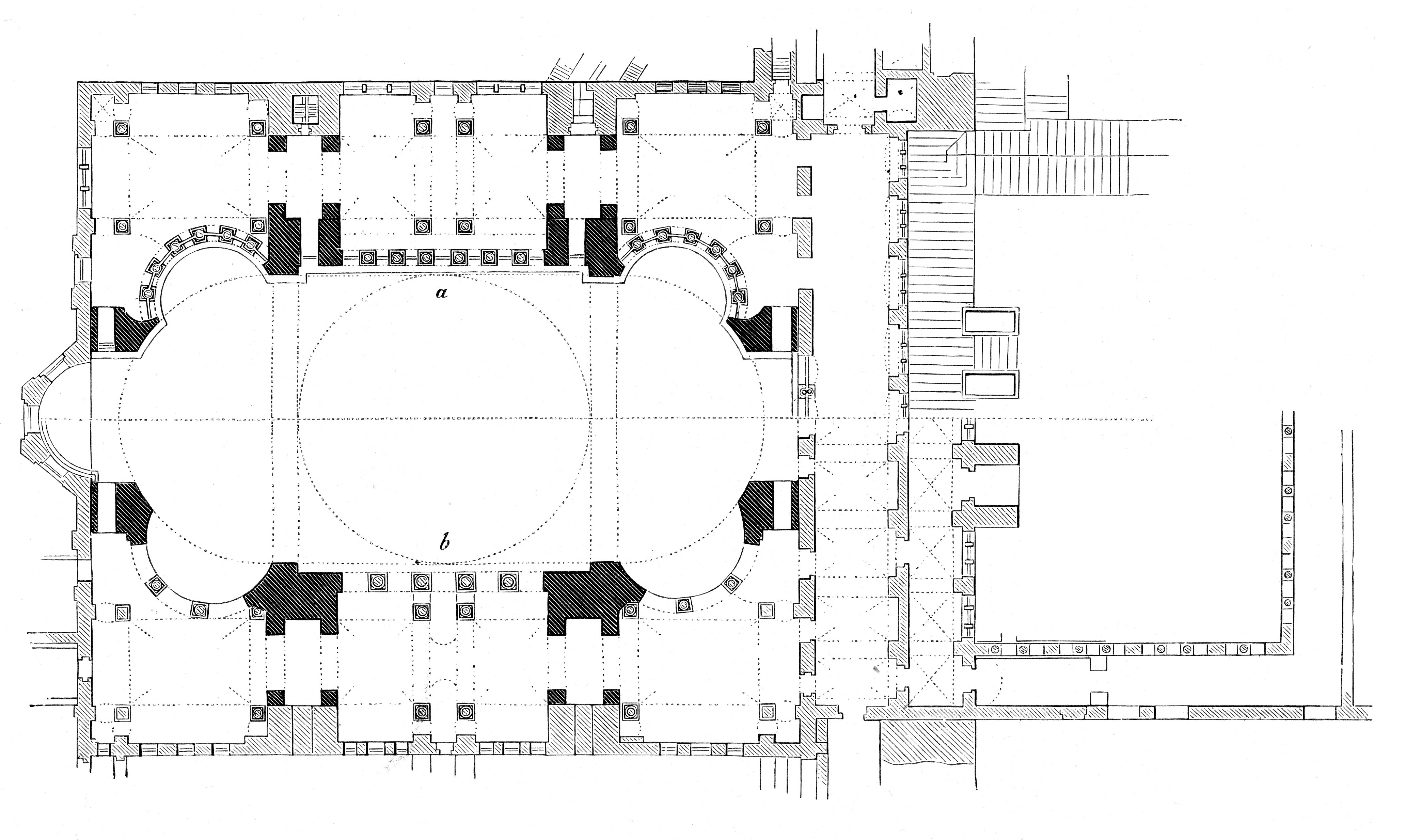
Plan de Sainte-Sophie sous Justinien : a) en haut : plan à l'étage supérieur b) en bas : plan au rez-de-chaussée.
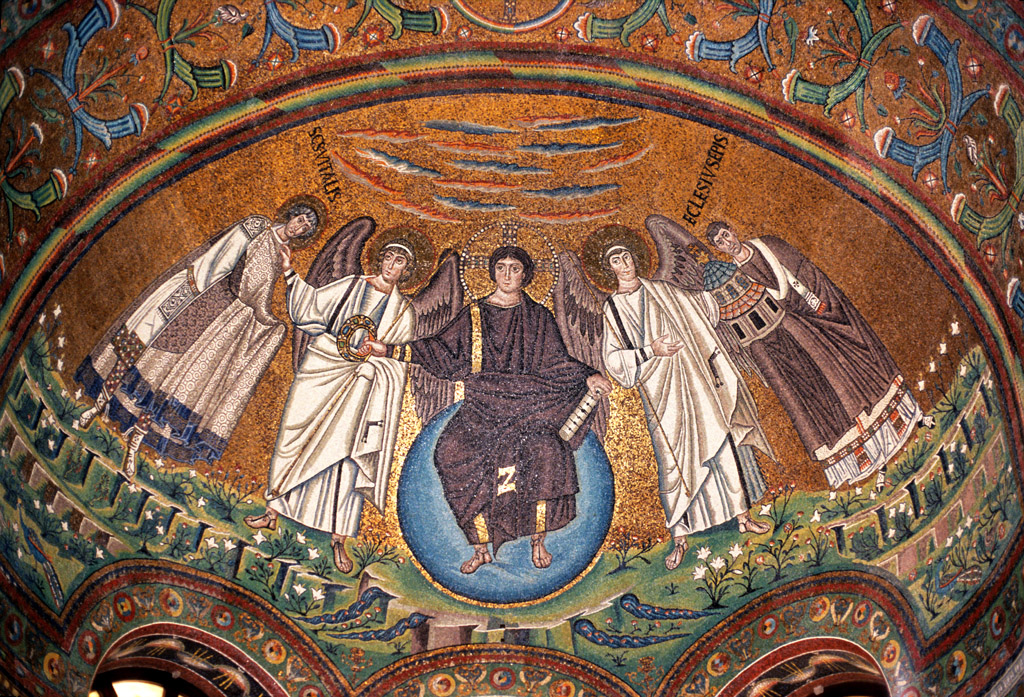
Mosaïque de l'abside la basilique Saint Vital de Ravenne : le Christ flaqué de deux anges, Saint-Vital à gauche et l'évêque Ecclésius à droite.
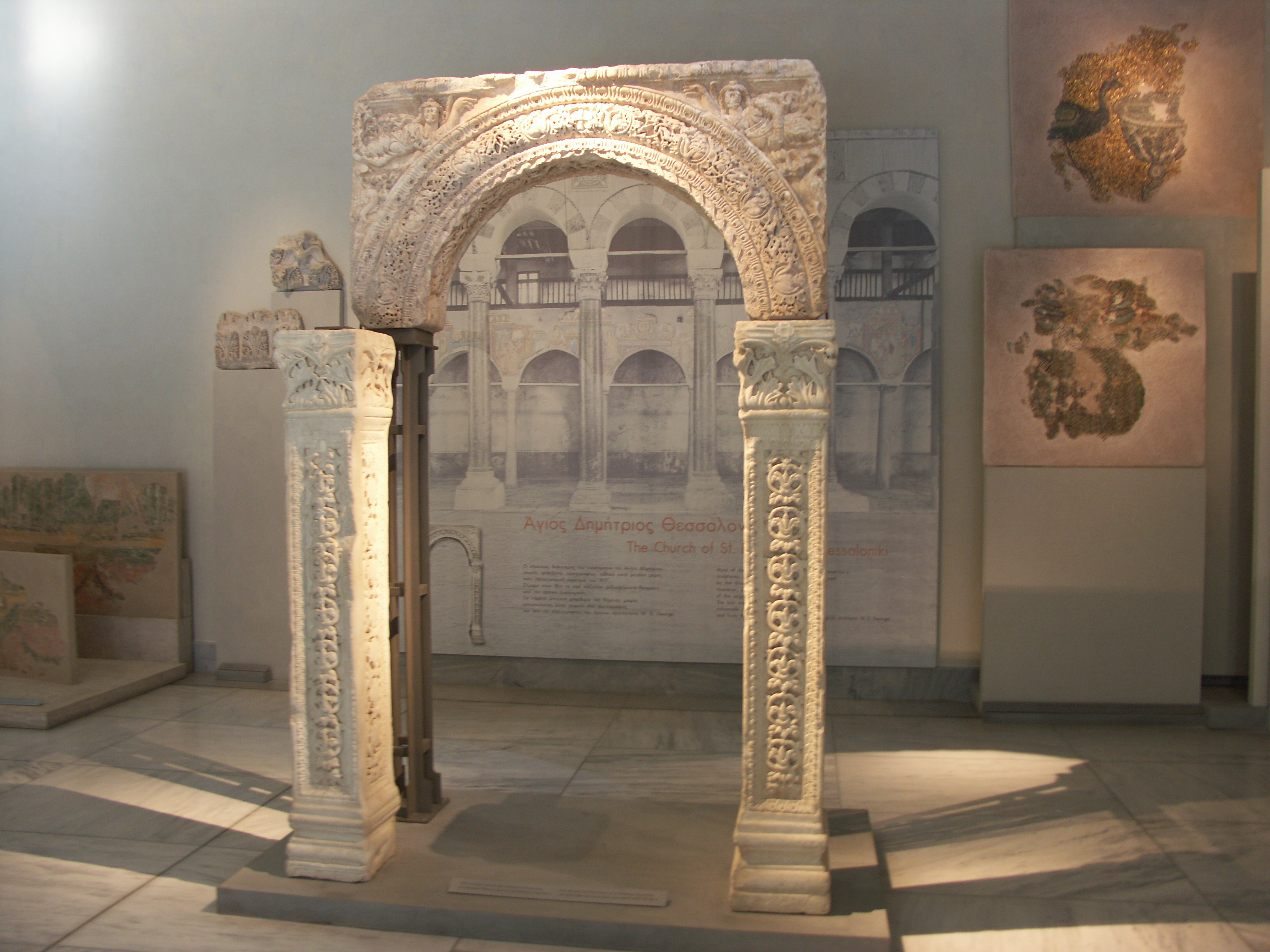
Arcature et piliers issue de l'église Saint Démétrios de Thessalonique, Ve et VIe siècles. Musée de la culture byzantine.
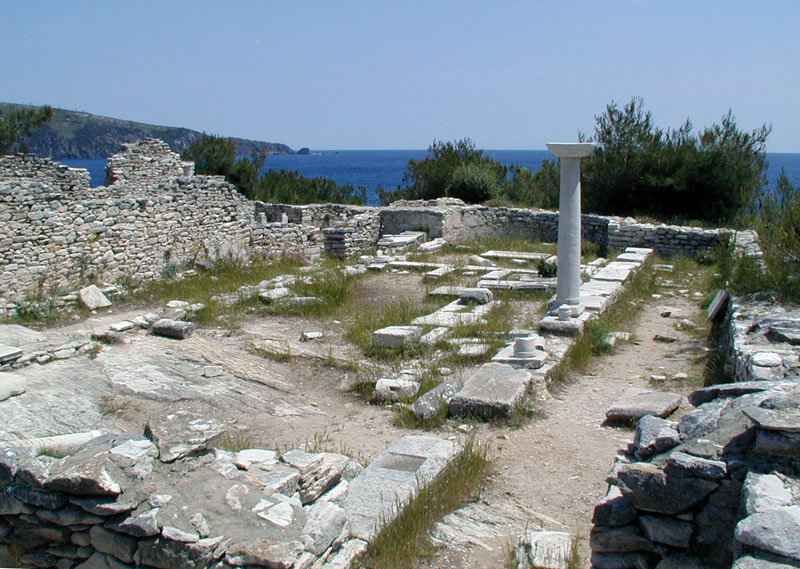
Ruines d'une basilique paléo-chrétienne, Aliki (Thasos).
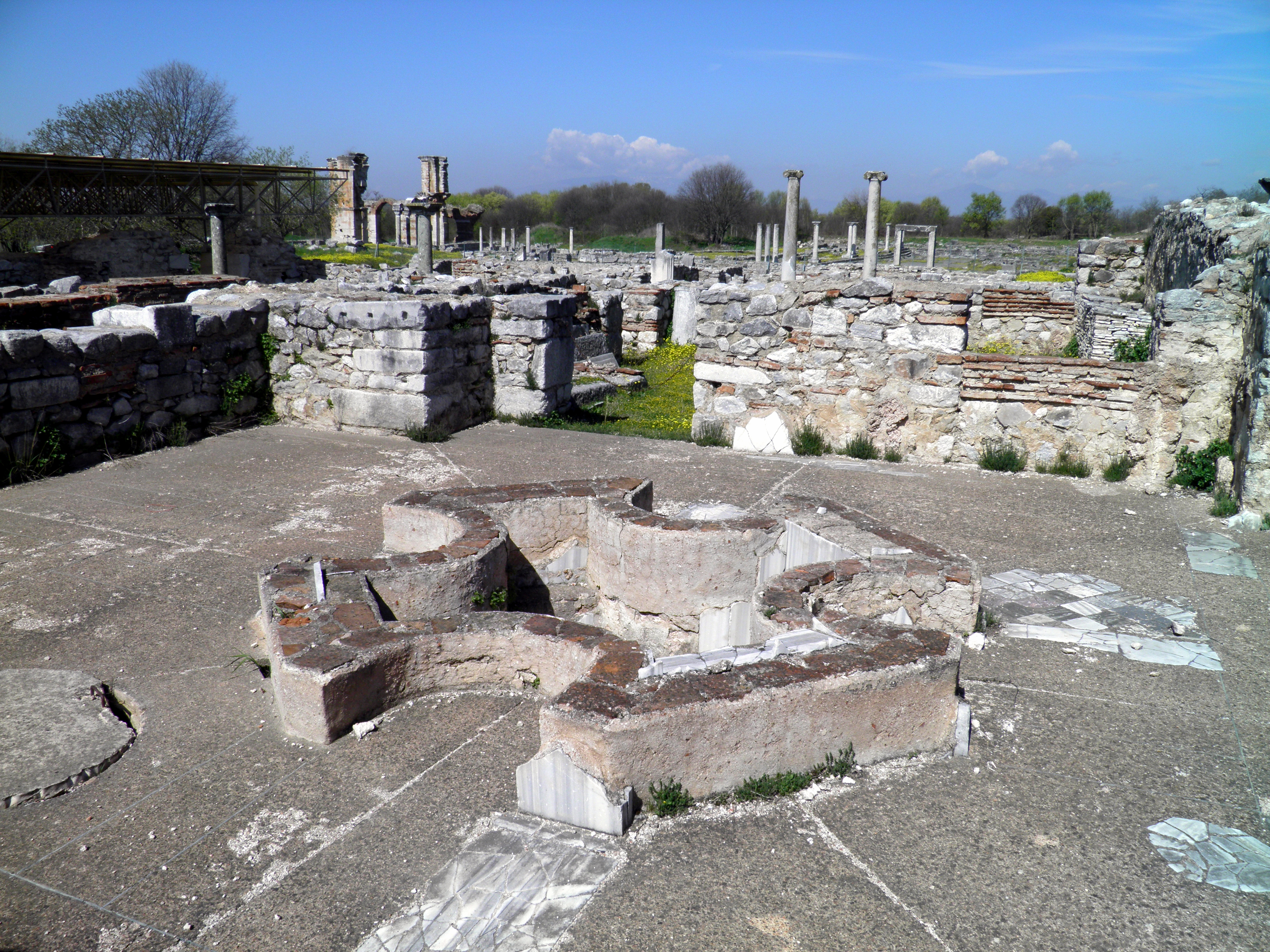
Le baptistère du complexe épiscopal de Philippes, VIe siècle.
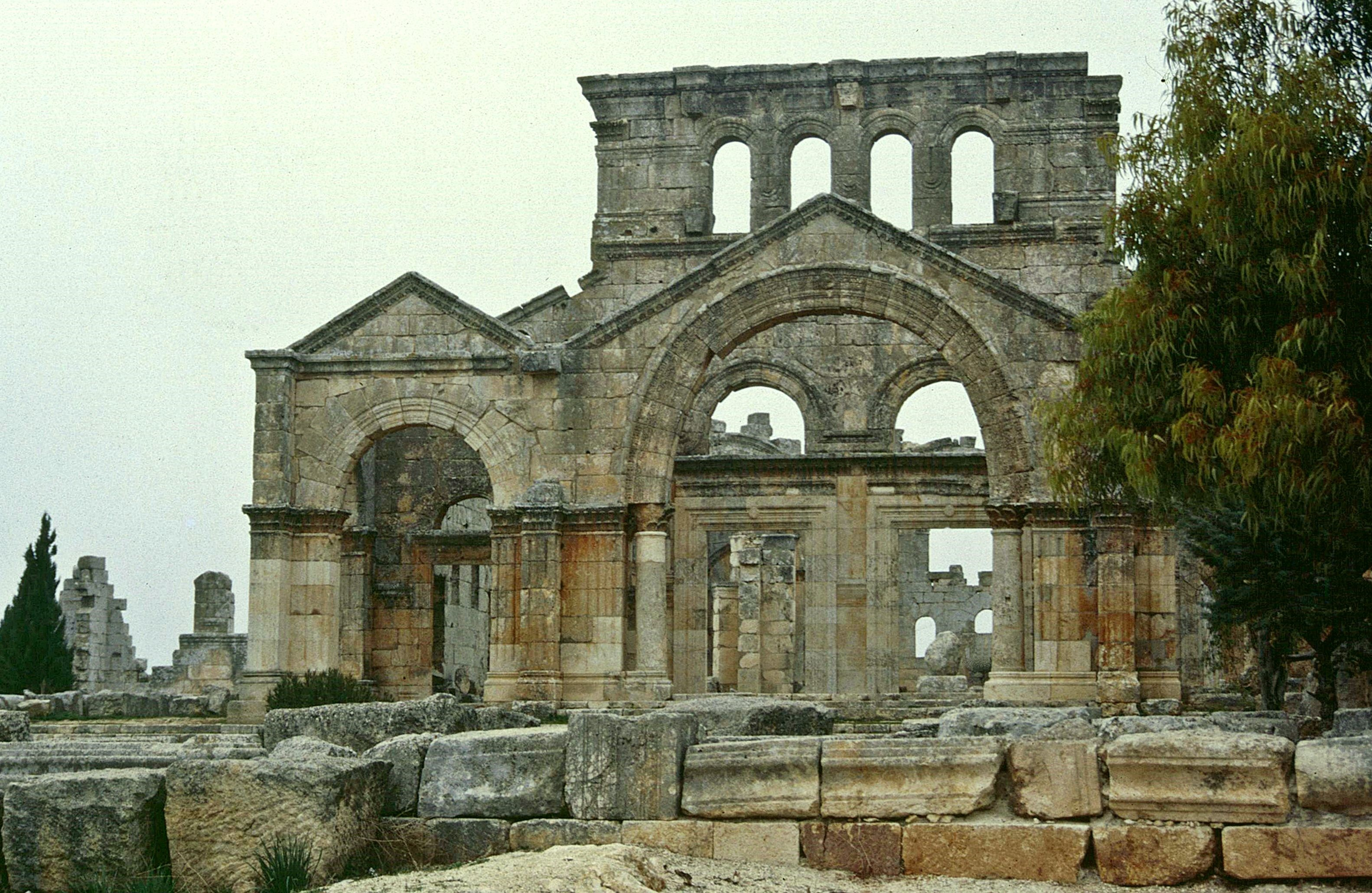
Église Saint-Siméon-le-Stylite, mont Siméon, Syrie, Ve siècle.

### Peuplement, économie et société
L'Empire romain d'Orient est selon toute vraisemblance plus peuplé est plus riche que celui d'Occident dès le départ, et les trajectoires différenciées des deux ensembles doivent creuser l'écart. La plupart des régions de l'Orient sont épargnées par les guerres récurrentes durant l'Antiquité tardive, en dehors des Balkans, ravagés par les intrusions barbares sans discontinuité durant toute la période. Aussi cette phase est marquée jusqu'au VIe siècle av. J.-C. par un accroissement démographique, visible dans les prospections par la diffusion des sites ruraux dans la plupart des régions étudiées,. En Grèce aux Ve – VIe siècle certaines régions atteignent des niveaux approchant ce qu'elles avaient connu depuis l'Antiquité classique (Argolide, Béotie). Le fait que la région soit plutôt épargnée par les raids barbares favorise une reprise urbaine. En revanche les offensives avaro-slaves de la fin du VIe siècle causent des troubles jusqu'au Péloponnèse et entraînent des mouvements de population importants. En Anatolie c'est le conflit contre la Perse qui brise la tendance, en revanche la Syrie et la Palestine prolongent leur prospérité jusqu'au VIIIe siècle.
La population urbaine représente au mieux 20 % de la population de l'empire. La principale ville est, de loin, Constantinople, puis viennent ensuite Alexandrie (autour de 500 000 habitants), Antioche (200 000 habitants), Thessalonique qui a pris en importance (plus de 100 000 habitants), et un groupe plus nombreux de villes comprenant quelques dizaines de milliers d'habitants. Puis viennent des gros bourgs de quelques milliers d'habitants (kômai), nœuds de communication et lieux de marchés. L'espace rural est constitué de villages (surtout connus sur le terrain pour cette époque par les « villes mortes » du nord de la Syrie), hameaux et fermes isolées, mais on y trouve très peu de villae dirigeant des grands domaines à la différence de l'Occident.

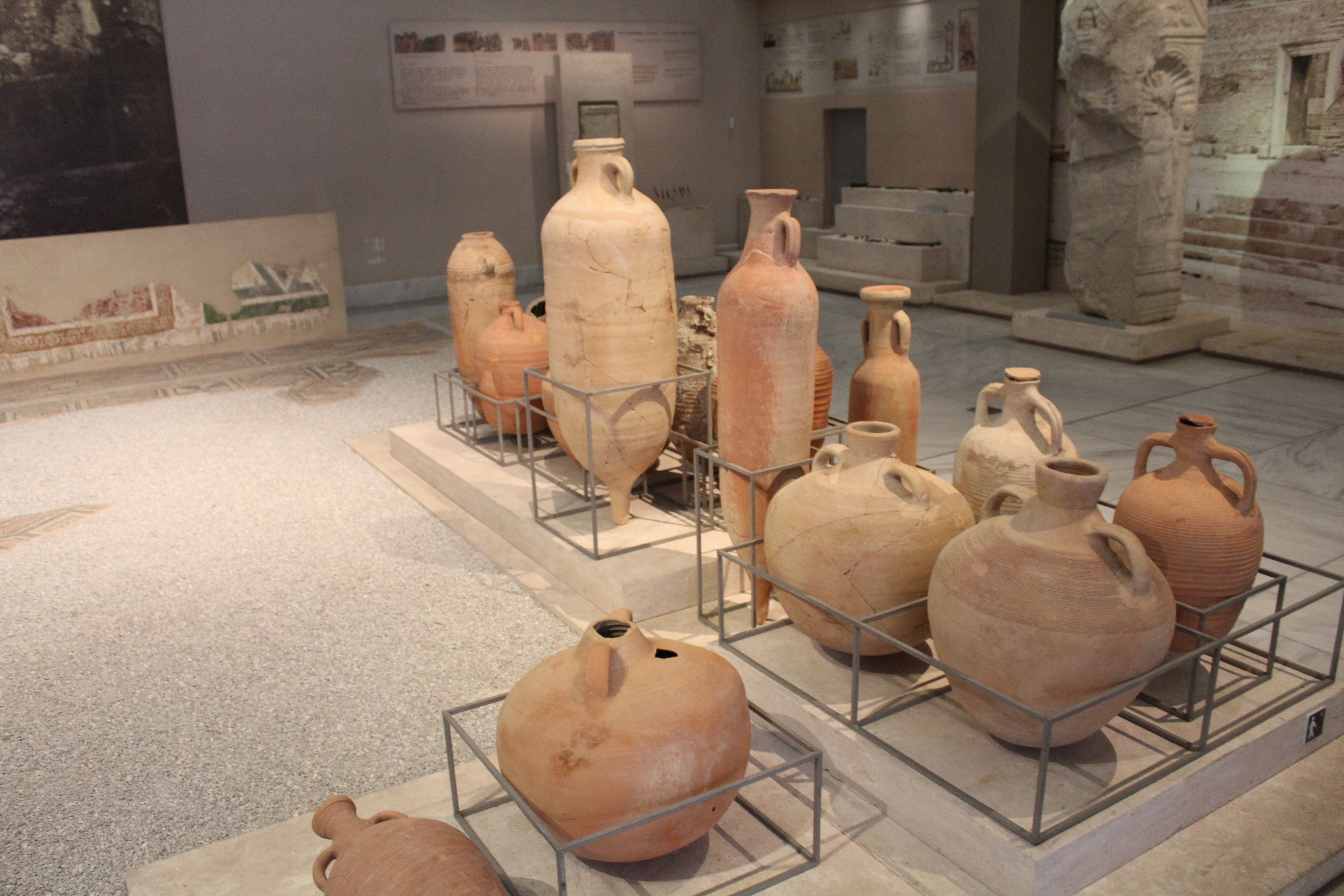
Amphores utilisées pour le transport de vin et d'huile aux s. Musée de la culture byzantine.

L'économie est dominée comme durant les autres périodes par l'agriculture, autour de l'exploitation pratiquant la polyculture, même dans les régions vantées pour leur production de blé (Égypte, Thrace, plaines d'Asie mineure, ou celles spécialisées en huile (Syrie) et en vin (Palestine). L'élevage complète cela, notamment dans les régions ayant beaucoup de pâturages (plaines et plateaux d'Asie mineure, Epire, Thessalie, Thrace), permettant le développement de l'élevage bovin voire équestre, la plupart des exploitations se contentant de chèvres et moutons. Les structures agraires sont marquées par des inégalités comme par le passé, en faveur des notables urbains, la nouveauté étant l'arrivée de la propriété ecclésiastique. Mais malgré cela les grandes exploitations sont peu nombreuses, la plupart des grands domaines étant fragmentés, et la base de petits propriétaires exploitants arrivant à subsister par leur propre moyen semble assez large. La petite paysannerie travaillant pour un grand propriétaire est parfois rattachée à sa terre, certains notables se rattachant par le patronage des villages entiers ; mais cela n'implique pas forcément des conditions défavorables pour leurs dépendants. L'esclavage existe mais il semble peu répandu, depuis la fin de l'ère des grandes conquêtes l'approvisionnement a fortement chuté et le commerce esclavagiste s'est tari.

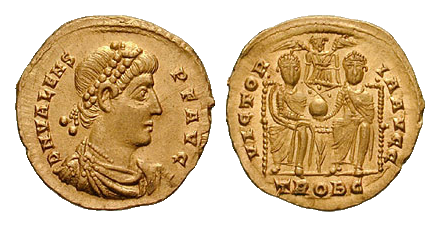
Solidus de l'empereur Valens (frappe de 376/7) ; la marque OB au revers certifie le titre en or pur.

Le réseau routier et les infrastructures portuaires semblent bien entretenus au moins jusqu'au VIe siècle, favorisant les échanges à plusieurs échelles (locale, régionale, internationale). La création de Constantinople a créé un vaste mouvement de réorientation des échanges, cette cité devenant le carrefour de routes terrestres et maritimes majeures, ce que favorisent son site et sa situation. Au niveau régional et local le commerce repose sur des marchés et foires situés dans des villes et gros bourgs. La monnaie repose sur un système impérial désormais unique, plurimétallique, dominé par le solidus/nomisma d'or, la monnaie courante étant en cuivre, l'argent ayant perdu en importance. La monétisation concerne aussi bien la fiscalité que les échanges privés, et anime un secteur actif de contrôleurs, changeurs, prêteurs, qui ont développé des techniques bancaires et financières parfois sophistiquées.
Cette prospérité de l'Orient romain est profondément atteinte par la peste justinienne à partir de 542, qui est suivie de nombreuses reprises plus ou moins espacées dans le temps jusqu'au VIIIe siècle. Dès le début elle se propage le long des itinéraires commerciaux et décime de nombreuses villes, d'autant plus qu'elle entraîne des disettes et famines puisque les récoltes et les réseaux d'approvisionnement sont fortement perturbés, et se coupe à d'autres épidémies et maladies endémiques frappant une population affaiblie. Les conséquences démographiques et économiques de cette série de malheurs sont débattues, mais il semble bien qu'elles entraînent une baisse importante de la population et que la récupération prenne au moins un demi-siècle voire bien plus. Au début du VIIe siècle l'essor de l'insécurité dans les Balkans, l'Asie mineure et la Méditerranée (où la piraterie connaît une recrudescence) provoque un affaissement du commerce à longue distance, avec la fin de l'annone entre l’Égypte et Constantinople, et la chute drastique des échanges avec l'Occident méditerranéen. Mais l'empire conserve manifestement une base économique appréciable, notamment autour des campagnes, sans quoi on ne peut expliquer comment il a ensuite soutenu le choc des invasions arabo-musulmanes.

### Les cités dans l'Antiquité tardive

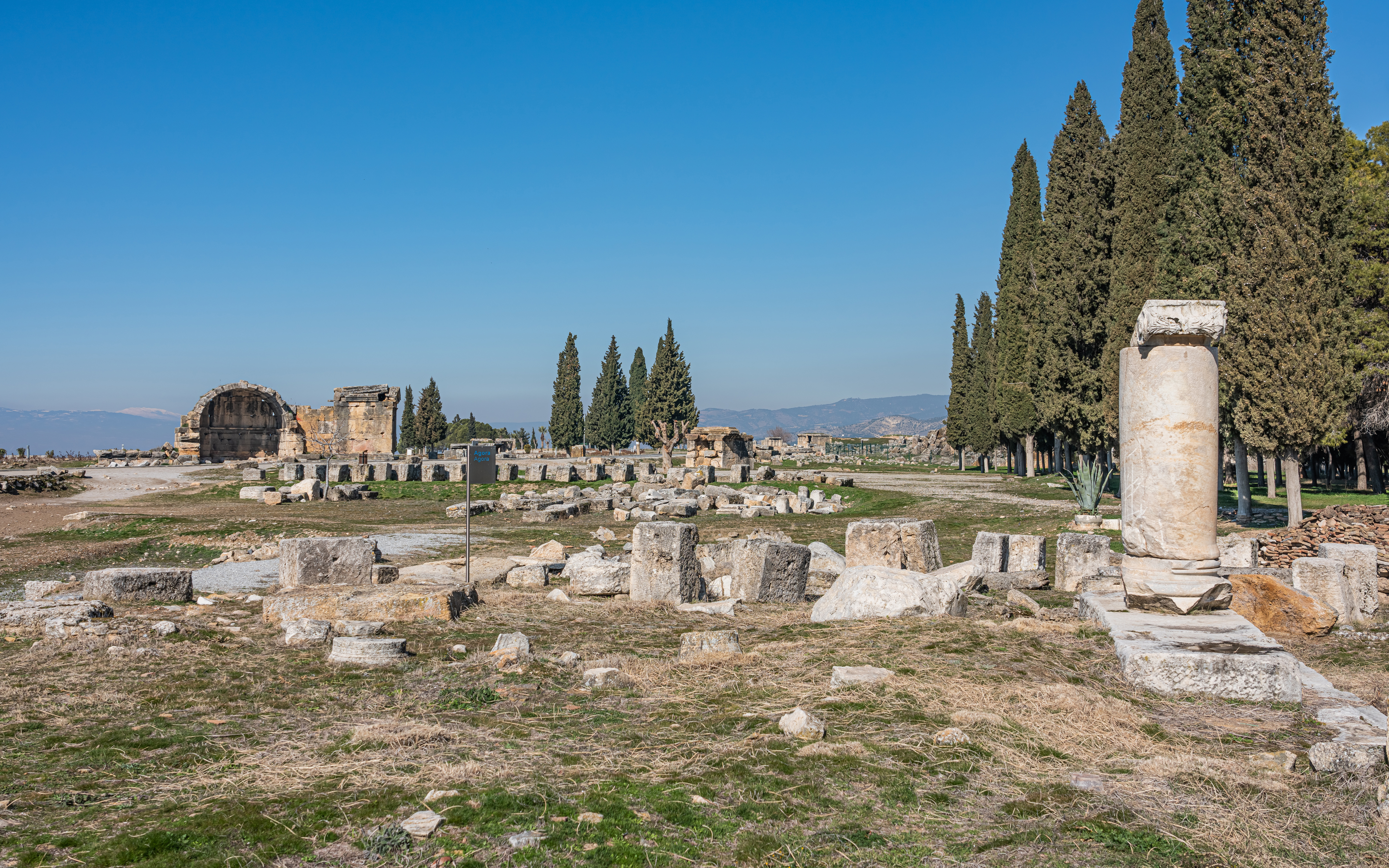
Ruines de l'agora de Hierapolis de Phrygie.

Les cités sont incluses dans le système des provinces de l'empire tardif, certes plus nombreuses et petites que durant le Haut Empire (après la constitution des diocèses puis celles des préfectures régionales), et restent la cellule de base de l'administration, autour d'une ville et de son territoire. L'organisation municipale s'est uniformisée durant l'époque romaine, et l'emprise du pouvoir central est de plus en plus forte au fil du temps même s'il n'implante pas ses propres fonctionnaires au niveau municipal, se reposant toujours sur l'administration des cités. La cité continue de gérer les affaires courantes de la vie urbaine grâce à des magistrats élus, à l'attribution d'une partie des revenus fiscaux. Les charges sont accaparées à partir du Ve siècle par l'élite foncière (klètores ou possessores), disposant souvent du statut sénatorial. L’Église a un poids croissant dans les affaires municipales, puisqu'elle a calqué son réseau sur celui des provinces et cités et que des évêques ont été implantés dans les cités. Ils sont élus par les laïcs et le clergé, et ont un rôle important dans la vie politique locale, notamment autour de la construction d'églises, mais aussi parce qu'il a souvent des relais à la capitale. Le déclin des institutions municipales au VIIe siècle le laisse en position de figure politique majeure dans de nombreuses villes.
L'évergétisme traditionnel subsiste au début de la période, mais il décline, notamment parce que les empereurs accordent l'immunité de l'évergétisme (et plus largement des charges civiques) à ceux qui servent dans l'administration impériale, afin d'attirer les talents évoluant au niveau des cités. Il est progressivement remplacé par les institutions charitables chrétiennes, certes financées en bonne partie par l'élite laïque et l’État. Elles contribuent notamment à la construction d'hôpitaux (xena) et d'hospices (xenodocheia).
L'espace urbain est marqué par le phénomène de christianisation, particulièrement actif aux Ve – VIe siècle, qui voit un essor de la construction d'églises et la fin des temples païens. Les autres monuments urbains plus classiques (murailles, avenues, agoras, etc.) sont couramment entretenus jusqu'au VIe siècle. Le déclin urbain, surtout en Asie mineure, moins au Levant et en Égypte, lié aux guerres et/ou à la dépopulation. Ce phénomène reste mal compris, mais il marque la fin de la cité antique. La centralisation étatique se renforce au fur et à mesure que le territoire contrôlé par l'empire diminue, et les institutions municipales laissent définitivement la place à celles de l'administration provinciale impériale, les fonctionnaires d’État remplaçant les élites municipales dans la gestion des cités, marquant la fin d'un système mis en place depuis l'époque archaïque.

### Culture écrite et arts
Il est commun d'opposer dans l'art et les lettres à partir de la christianisation entre ce qui est profane et ce qui est religieux ou sacré. L'imbrication entre les deux, résultant de la christianisation de nombreux éléments de la paideia, rend souvent l'opération complexe. Cette période est aussi marquée par l'affirmation de Constantinople en tant que centre culturel de premier plan, certes contrebalancé par la présence de centres intellectuels de grande envergure dans les provinces (Alexandrie, Antioche, Athènes et Gaza).

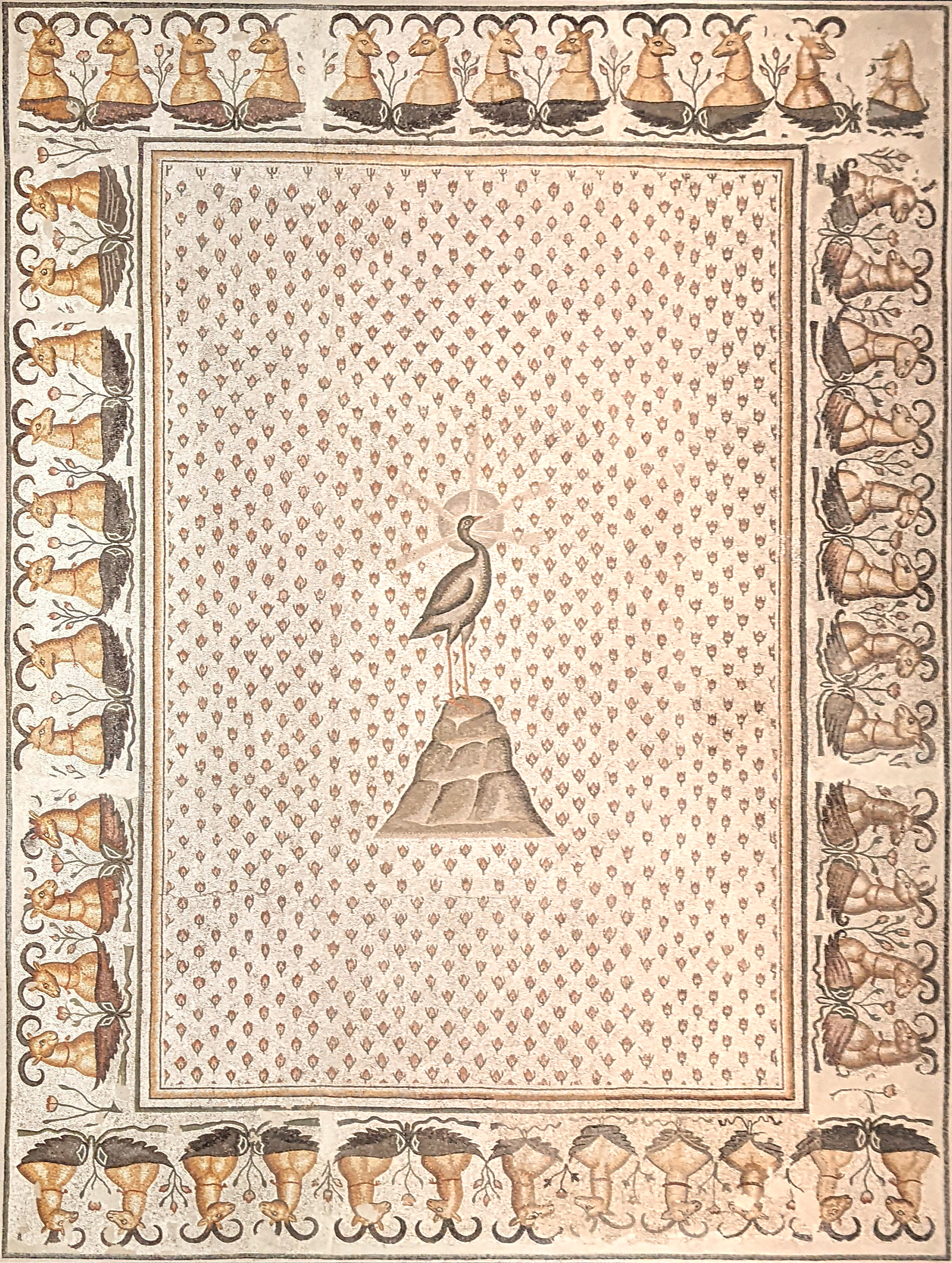
« Mosaïque du phénix », provenant d'une résidence de Daphné (faubourg d'Antioche), fin du V. Musée du Louvre.

Dans l'art, les traditions gréco-romaines sont poursuivies, mais des évolutions sont perceptibles et posent les bases de l'art byzantin. La sculpture en ronde-bosse profane reste dynamique jusqu'au Ve siècle, puis évolue vers des formes plus stylisées et expressives, visibles dans les statues d'empereurs du VIIe siècle, les dernières du genre. La peinture trouve un développement dans l'enluminure des manuscrits, notamment religieux, et les icônes peintes sur bois, où s'affirment le style byzantin privilégiant stylisation, impression de spiritualité, et absence de perspective, la représentation de personnages fixant le spectateur, qui se retrouve aussi dans les mosaïques impériales de Ravenne. La production de luxe est également très développée dans les grands centres urbains, tirée par le développement de Constantinople, mais ses témoignages sont maigres car à peu près tout a disparu : vaisselle de table, vaisselle sacrée, joaillerie, ivoires, reprenant les styles antiques, y intégrant des éléments chrétiens (anges, Christ). À l'inverse les représentations mythologiques comme les nus s'effacent progressivement en raison de la christianisation, survivant plus longtemps dans des arts mineurs luxueux (orfèvrerie, ivoire, tissus brodés).
L'Empire romain d'Orient est dominé par la langue grecque. C'est la langue parlée en Grèce, dans les îles égéennes, dans une bonne partie de l'Asie mineure, et bien souvent dans les grandes villes des autres régions. C'est la langue de l'élite, celle qui est employée dans les échanges, et la langue du christianisme. C'est la langue des savants, qui emploient certes surtout un grec archaïsant dérivé de celui de la seconde sophistique, même s'il existe une littérature employant une langue plus populaire. Le latin est employé par la cour de Constantinople durant la majeure partie de la période, mais il passe progressivement au second plan, y compris dans les cercles du pouvoir, jusque dans le domaine du droit qui est jusqu'alors son terrain gardé, puisque si Justinien fait compiler les lois anciennes en latin, en revanche les lois nouvelles (les Novelles) sont écrites en grec. À la fin du VIe siècle, le futur pape Grégoire en visite à Constantinople se plaint de ne trouver personne parlant le latin. L'empire byzantin sera certes romain, mais il sera de langue grecque, marquant la coupure culturelle avec l'Occident où le latin devient la référence et le grec est oublié.
La culture traditionnelle de langue grecque, la paideia, reste dominante chez les élites de l'Empire romain d'Orient. L'éducation et la culture classiques sont parfois critiquées par les Chrétiens, qui leur opposent la simplicité de l’Évangile, mais c'est la symbiose des deux qui prend le pas, les éléments de la paideia assimilables par le christianisme étant préservés. De ce fait, l'organisation de l'éducation reste grossièrement similaire à celles des époques antérieures, la discipline majeure qu'est la rhétorique occupe une place importante chez les lettrés chrétiens, et même la philosophie païenne marque de son empreinte la pensée chrétienne.
Le courant philosophique dominant de l'Antiquité tardive est le néoplatonisme, né dans le courant du IIIe siècle des réflexions de Plotin (un Grec d'Égypte), qui donnent un tournant encore plus métaphysique au platonisme. Elles sont poursuivies par son disciple Porphyre de Tyr, puis par un disciple de ce dernier, le syrien Jamblique, et ensuite à Athènes. Ce courant a aussi une influence chez les auteurs latins païens, sert de base idéologique à la réaction païenne sous l'empereur Julien, mais a aussi eu un impact chez les auteurs chrétiens. Les écoles néoplatoniciennes ferment sous Justinien et leurs enseignants se réfugient en Perse, mais l'influence de cette pensée survit tout de même dans le monde byzantin médiéval,.
La production littéraire en langue grecque est très importante durant l'Antiquité tardive, autour des centres intellectuels que sont Constantinople, Athènes, Alexandrie, Antioche ou encore Gaza, tandis que Bérytos reste un lieu d'enseignement du droit, actif jusqu'au milieu du VIe siècle. Les genres traditionnels, qui peuvent désormais être vus comme « profanes » (ils sont le fait d'auteurs païens et chrétiens), sont concernés en premier lieu. La rhétorique est marquée par de grandes figures comme Libanios, ou l'école de Gaza autour de Procope et Chorikios. Des auteurs de poésie traditionnelle (avec des poètes itinérants d'origine égyptienne, comme Nonnos de Panopolis), d'épigramme (Agathias) et d'histoire (Zosime, Ammien Marcellin, Procope de Césarée) assurent également la continuation de l'hellénisme. La littérature chrétienne s'adresse à un public plus large, dans une langue plus accessible. Son essor au IVe siècle, durant le premier âge de la patristique, marque cependant le ralliement des élites au Christianisme, avec les travaux des Pères cappadociens qui marquent l'émergence d'une haute culture chrétienne ayant intégré l'hellénisme : Basile de Césarée, son frère Grégoire de Nysse, et en particulier son ami Grégoire de Nazianze qui s'illustre dans la rhétorique. Dans ce domaine une autre grande figure de l'époque est Jean Chrysostome. Les hagiographies, qui accompagnent le développement du culte des saints, témoignent d'un renouveau des genres apporté par la christianisation ; elles sont rédigées dans un registre élevé (la Vie d'Antoine d'Athanase) aussi bien que populaire. Eusèbe de Césarée développe quant à lui l'histoire ecclésiastique. La littérature des siècles suivants est moins renommée, mais elle voit le développement des œuvres dans une langue simple et souvent de qualité issues du milieu monastique, notamment les recueils de propos de moines et les hagiographies. La production littéraire est marquée par la crise de la fin de l'Antiquité tardive, en particulier au VIIe siècle.
Mais évidemment, l'hellénisme n'a pas dit son dernier mot, comme le souligne B. Flusin :

« Au VIIe siècle, l’hellénisme se transforme et entre en crise. Mais il est resté suffisamment vigoureux pour que son influence se fasse sentir durablement. En terre d’Islam, où le grec restera parlé et écrit dans certains milieux, il subsiste des foyers de culture grecque comme Saint-Sabas en Palestine. Par ailleurs, la science des Grecs sera transmise aux Arabes, soit directement, soit par les traductions syriaques. Enfin, la paideia elle-même, avec certaines de ses méthodes d’enseignement et de ses valeurs, certains de ses textes aussi, trouvera dans la Constantinople médiévale un héritier qui la revendique. »

### Dictionnaires
- Jean Leclant (dir.), Dictionnaire de l'Antiquité, Paris, Presses universitaires de France, coll. « Quadrige », 2005, 2464 p. (ISBN 2-13-055018-5).
- Maurice Sartre, Anne Sartre-Fauriat et Patrice Brun (dir.), Dictionnaire du monde grec antique, Paris, Larousse, coll. « In extenso », 2009, 543 p. (ISBN 978-2-03-584834-5)
- (en) Simon Hornblower, Antony Spawforth et Esther Eidinow (dir.), The Oxford Classical Dictionary, Oxford, Oxford University Press, 2012, 4e éd.

### Synthèses d'ensemble
- Marie-Claire Amouretti et Françoise Ruzé, Le Monde grec antique, Paris, Hachette, coll. « U », 2011, 346 p. (ISBN 2-01-145541-3).
- Aurélie Damet, Le monde grec : De Minos à Alexandre (1700-323 av. J.-C.), Paris, Armand Colin, coll. « Portail », 2020
- Claude Mossé et Annie Schnapp-Gourbeillon, Précis d'histoire grecque, Paris, Armand Colin, coll. « U », 2020
- Claude Orrieux et Pauline Schmitt-Pantel, Histoire grecque, Paris, Presses universitaires de France, coll. « Quadrige », 2013.
- Roland Étienne, Christel Müller et Francis Prost, Archéologie historique de la Grèce antique, Paris, Ellipses, 2014, 3e éd.
- (en) « Greece (prehistory and history) », dans Simon Hornblower, Antony Spawforth et Esther Eidinow (dir.), The Oxford Classical Dictionary, Oxford, Oxford University Press, 2012, 4e éd., p. 627-632.
- (en) Ian Morris et Barry B. Powell, The Greeks : History, Culture, and Society, Harlow, Pearson, 2014, 2e éd.
- (en) Edith Hall, The Ancient Greeks : Ten Ways They Shaped The Modern World, Londres, Vintage, 2015.

### Synthèses par période
- (en) Michael Whitby, « The successors of Justinian », dans Averil Cameron, Bryan Ward-Perkins et Michael Whitby (dir.), The Cambridge Ancient History, vol. 14 : Late Antiquity : Empire and Successors, AD 425–600, Cambridge, Cambridge University Press, 2000 (ISBN 0-521-32591-9, BNF 37661370, lire en ligne)
- (en) Angelos Chaniotis, Age of Conquests : The Greek World from Alexander to Hadrian, Cambridge, Harvard University Press, 2018
- (en) Oliver Dickinson, « The Aegean », dans Colin Renfrew (dir.), The Cambridge World Prehistory, Cambridge, Cambridge University Press, 2014, p. 1860-1884.
- Catherine Grandjean (dir.), Gerbert S. Bouyssou, Véronique Chankowsky, Anne Jacquemin et William Pillot, La Grèce classique : D'Hérodote à Aristote, 510-336 avant notre ère, Paris, Belin, coll. « Mondes anciens », 2022
- Catherine Grandjean, Geneviève Hoffmann, Laurent Capdetrey et Jean-Yves Carrez-Maratray, Le Monde hellénistique, Paris, Armand Colin, coll. « U / Histoire », 2017, 350 p. (ISBN 978-2-200-35516-6).
- Brigitte Le Guen (dir.), Maria Cecilia D'Ercole et Julien Zurbach, Naissance de la Grèce : De Minos à Solon, 3200 à 510 avant notre ère, Paris, Belin, coll. « Mondes anciens », 2019.
- Cécile Morrisson (dir.), Le Monde byzantin, tome 1 : l'Empire romain d'Orient (330-641), Presses universitaires de France, coll. « Nouvelle Clio », 2012, 2e éd.
- Maurice Sartre, Le Haut-Empire romain : Les provinces de Méditerranée orientale d'Auguste aux Sévères, Paris, Le Seuil, coll. « Points Histoires », 1997 (1re éd. 1991).
- Édouard Will, Histoire politique du monde hellénistique 323-30 av. J.-C., Paris, Seuil, coll. « Points Histoire », 2003 (ISBN 2-02-060387-X).
- Catherine Grandjean (dir.), Gerbert-Sylvestre Bouyssou, Christophe Chandezon et Pierre-Olivier Hochard, La Grèce hellénistique et romaine : D'Alexandre à Hadrien, 336 avant notre ère-138 de notre ère, Paris, Belin, coll. « Mondes Anciens », 2024